# Arquitectura paleocristiana

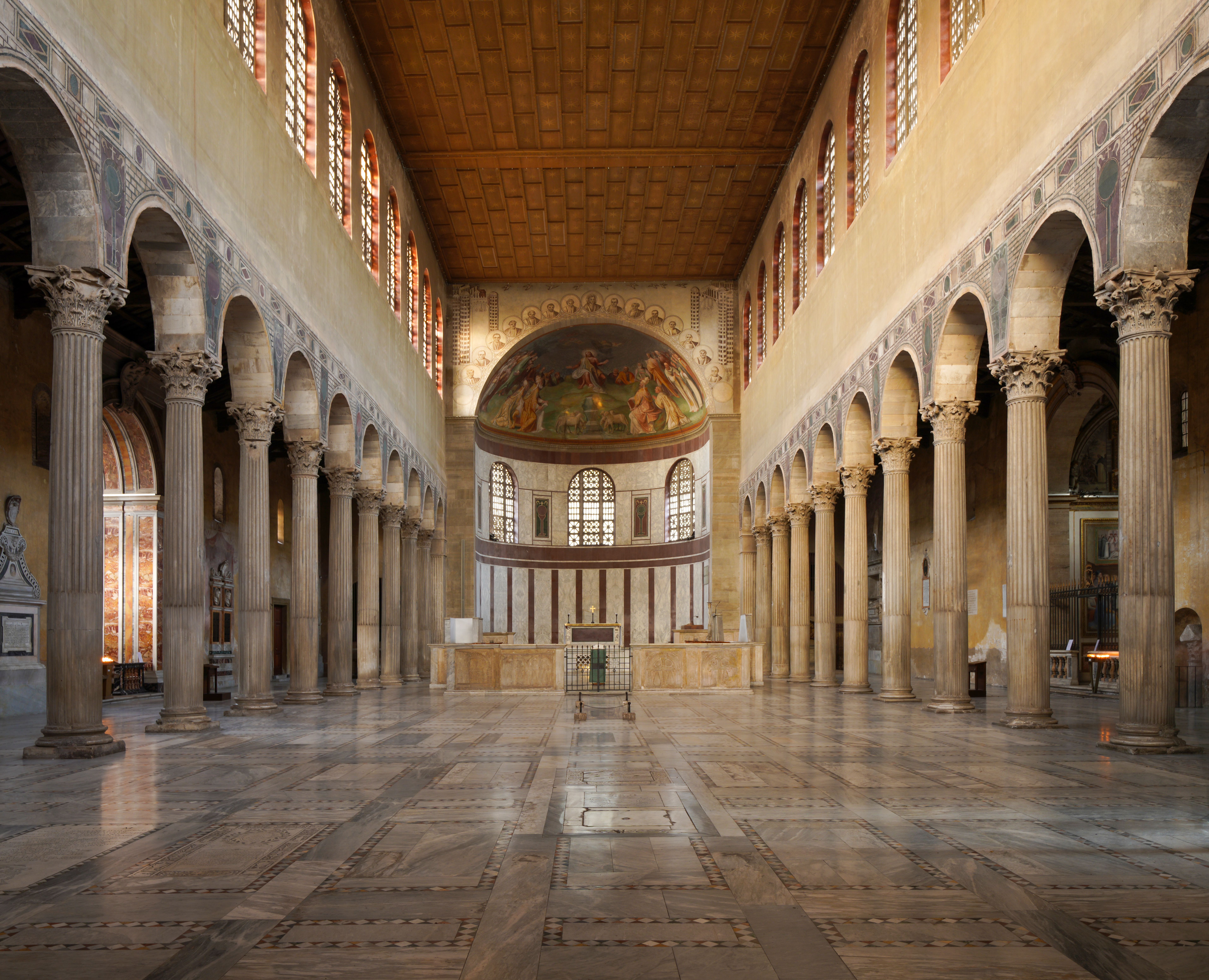
Basílica de Santa Sabina en Roma, de arquitectura paleocristiana, construida en el

La arquitectura paleocristiana corresponde al período más antiguo de la arquitectura cristiana, que se desarrolló en el Imperio romano en la Antigüedad tardía, entre finales del siglo III hasta el siglo VI. Nació principalmente como una necesidad para la construcción de edificaciones adecuadas para los cultos de la religión cristiana.
Aunque se originó en Siria y Egipto pasó rápidamente a Occidente y fue en Roma, como futuro centro de la cristiandad, donde se produjeron las primeras manifestaciones de monumentos arquitectónicos en el ámbito de los cementerios o catacumbas, dentro de una etapa de clandestinidad debido a las persecuciones de que eran objeto los que practicaban la religión cristiana. En esa misma época para celebrar las asambleas de culto religioso se utilizaron viviendas privadas, adaptándose algunas de sus salas para este fin (domus ecclesiae).
Comienza modestamente desde finales del siglo II hasta 313, cuando el cristianismo fue perseguido, luego floreció plenamente en la escala de todo el imperio desde el reinado de Constantino I, el primer emperador en convertirse al cristianismo y con Teodosio I, quien de hecho la hizo religión oficial en 380. La arquitectura paleocristiana fue así heredera directa de la tradición arquitectónica clásica romana. No creó un nuevo vocabulario sino que le dio un nuevo significado a los elementos que tenía a su alrededor para reunir a los fieles, magnificar los lugares santos, adorar a los mártires y honrar a los muertos. Luego experimentará un gran resurgimiento en el siglo VI alrededor de Constantinopla en el Imperio romano de Oriente al dar a luz a la arquitectura bizantina, mientras que en Occidente, después de las conquistas germánicas y de la caída del Imperio romano de Occidente en 476, conducirá a la arquitectura merovingia, luego a la carolingia y otoniana, así como la arquitectura visigoda y lombarda, entre otras. La arquitectura bizantina produce un nuevo lenguaje a partir del siglo VI que comienza en la época del emperador Justiniano I y marcó una ruptura con la arquitectura paleocristiana del Occidente, los arquitectos bizantinos recuperaron la estructura abovedada con cúpula y el concepto de la planta central, como por ejemplo el de la iglesia de Santa Sofía de Constantinopla, la de San Vital de Rávena y también en esta misma población la basílica de San Apolinar el Nuevo que aún presenta el tipo de iglesia basilical paleocristiana de forma rectangular con tres naves longitudinales y el vestíbulo en la entrada.
Durante la cristianización del Imperio romano se habilitaron primero lugares de culto en las casas de notables, en algunos antiguos templos paganos reconvertidos, así como en las basílicas civiles de los foros, porque a diferencia de los templos romanos con pequeños interiores, las vastas basílicas podían acomodar en su interior a las multitudes de la ciudad y reunir a los fieles. Pero rápidamente, la falta de espacio para las necesidades del nuevo culto llevó a la construcción de nuevos edificios siguiendo el modelo de las antiguas basílicas civiles, cuya planta se adaptó a la liturgia cristiana, lo que dio como resultado la planta basilical, que se convertirá en la planta de iglesia más común a lo largo de la historia de la arquitectura cristiana. Al mismo tiempo, se desarrollaron otras plantas, en particular la planta central en rotonda con una cúpula central, generalmente para baptisterios y los santuarios dedicados a santos como los martyrium en los primeros tiempos.
En la época moderna, en los siglos XVIII y XIX, el regreso a los orígenes dio lugar a un estilo neopaleocristiano, derivado de la arquitectura neoclásica, como en la parisina iglesia de Saint-Philippe-du-Roule.

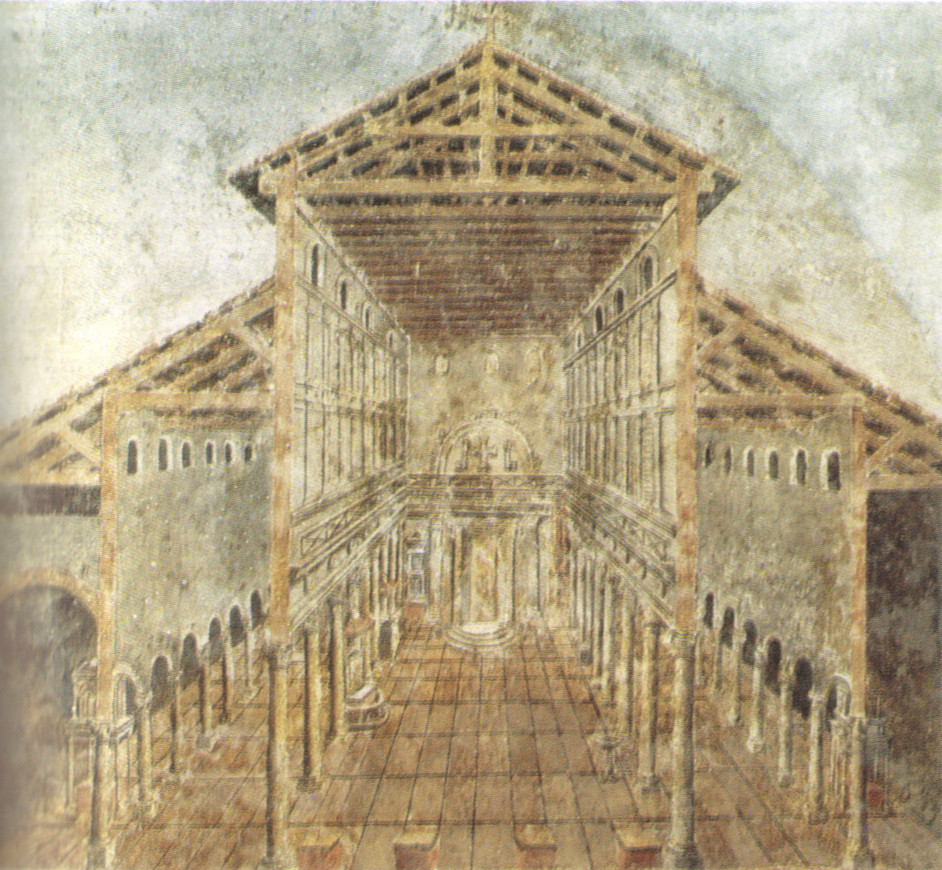
Fresco de la necrópolis papal que representa la antigua basílica del Vaticano en el siglo IV.
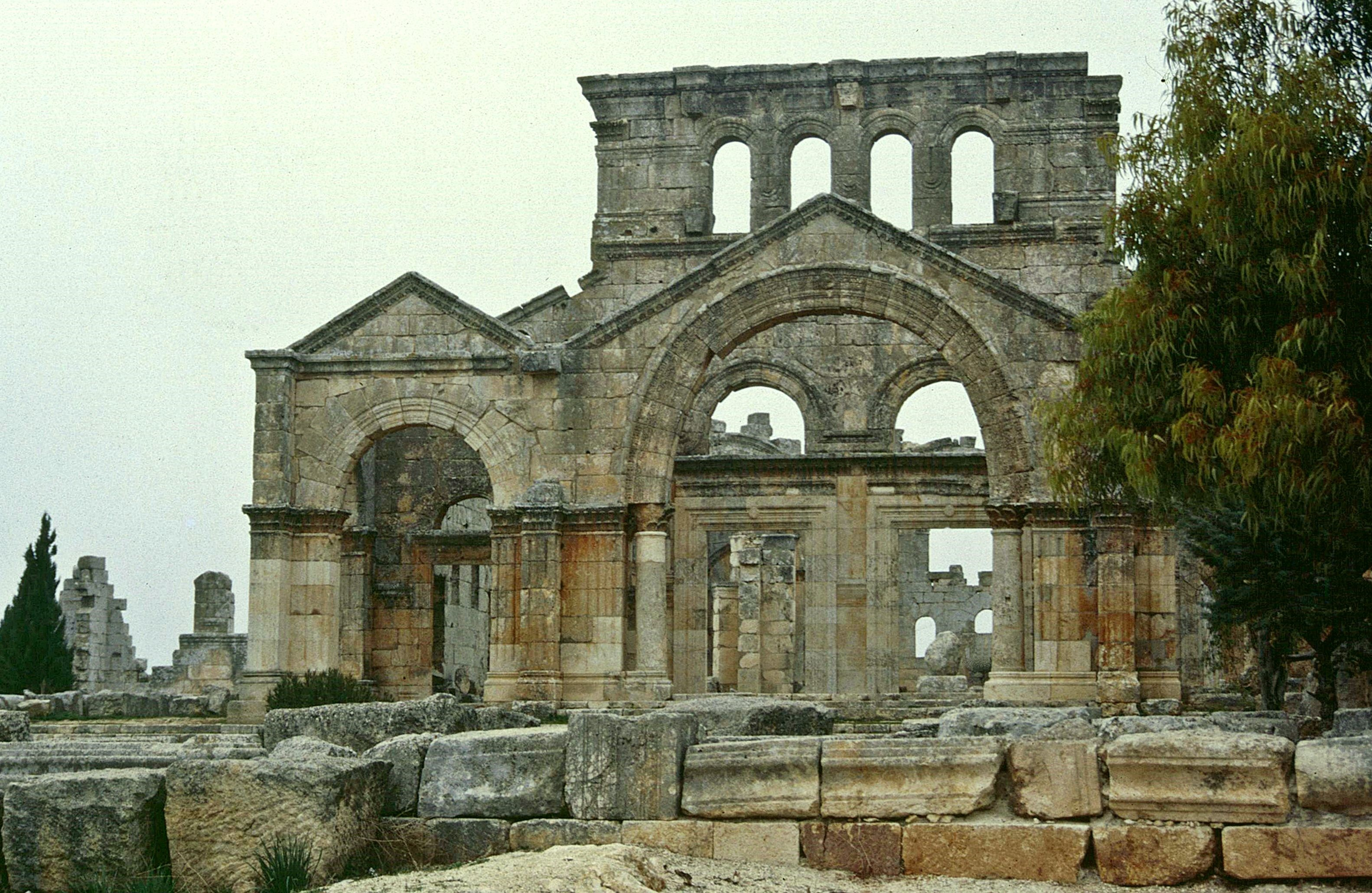
Iglesia de San Simón Estilita del siglo V, declarada Patrimonio de la Humanidad de Siria
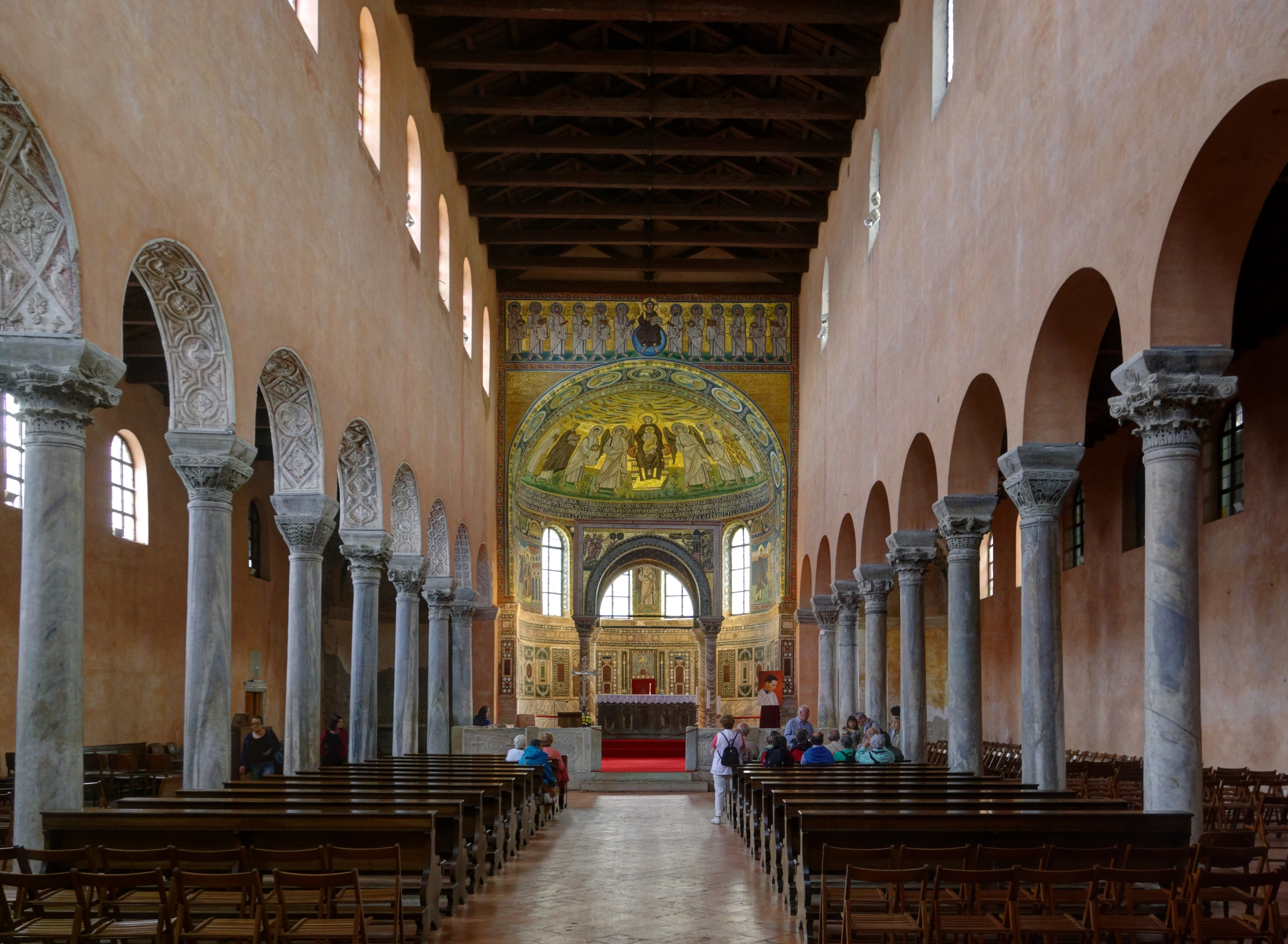
Basílica eufrasiana del siglo VI en Poreč, declarada Patrimonio de la Humanidad de Croacia
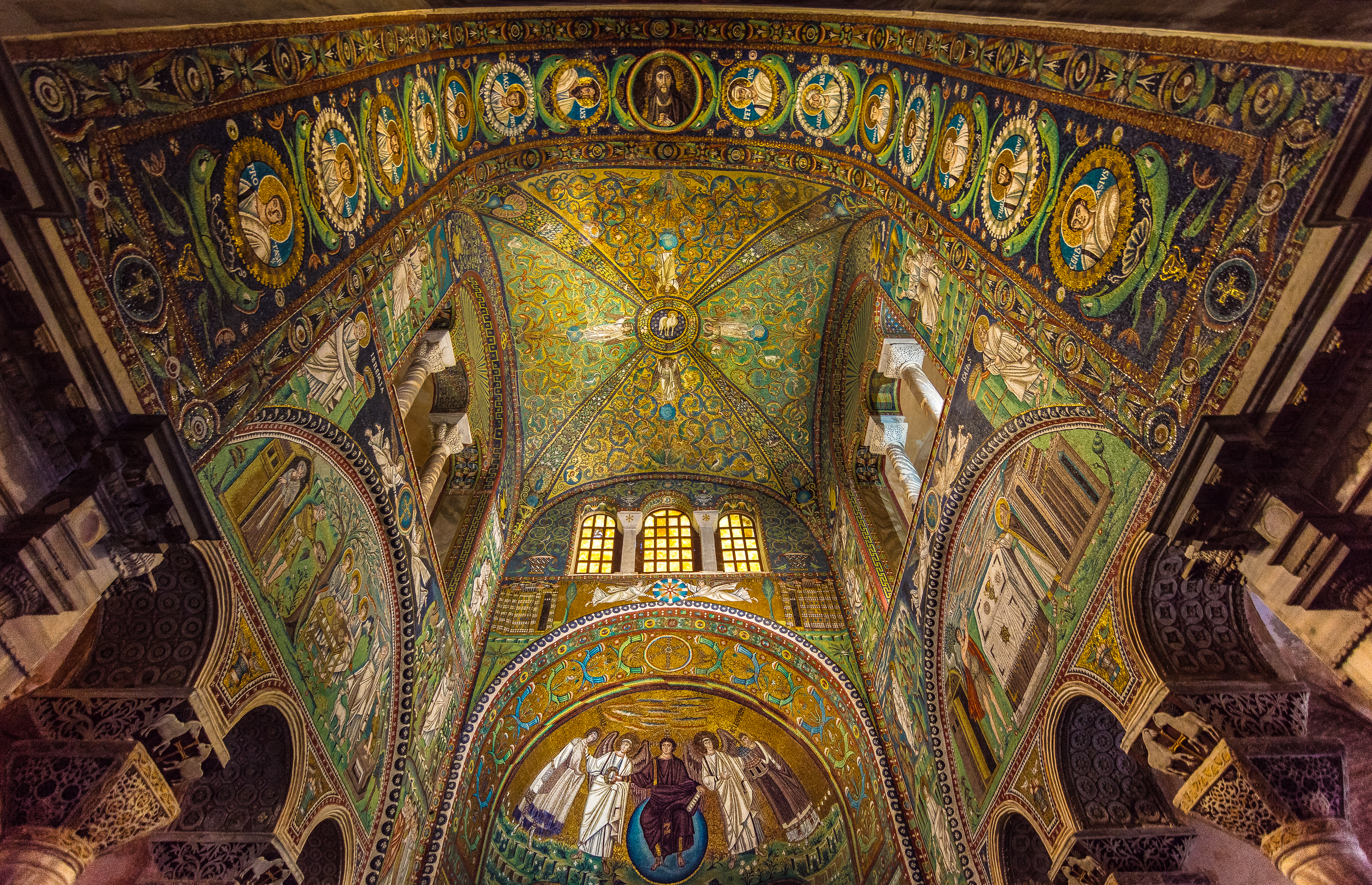
Basílica de San Vital del siglo VI en Rávena, declarada Patrimonio de la Humanidad de Italia

## Contexto histórico

### El Imperio romano y el desarrollo del cristianismo

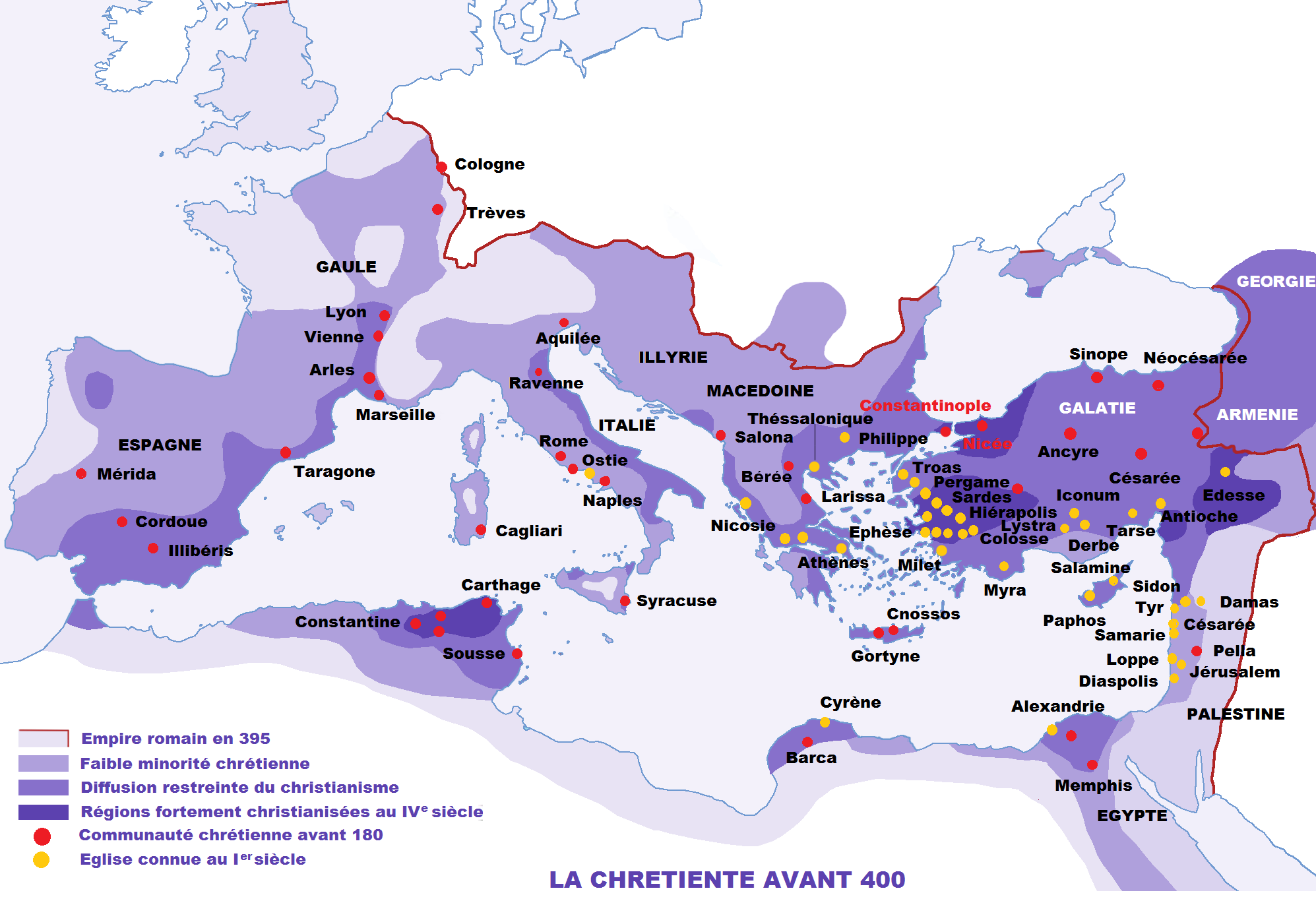
La cristiandad antes del año 400

El cristianismo se había fundado en Palestina a partir de la tradición judía. La secta, en ese momento, reclutaba sus miembros entre los judíos y san Pablo, nacido en Tarso y por tanto ciudadano romano, difundía en sus viajes la palabra de Cristo y bautizaba en el nombre del Padre, del Hijo y del Espíritu Santo. Murió en Roma en el año 64. En la primera parte del siglo primero, el desarrollo de este culto oriental era ya considerable dentro e incluso fuera del Imperio romano. Oriente, es decir, Palestina, Siria, Asia Menor eran las regiones donde más cristianos había, seguidas en menor medida por Grecia y Macedonia.
Durante el incendio de Roma en el 64, Nerón se aprovechó de la mala fama de los cristianos para acusarlos; luego en el 95 Domiciano los persiguió nuevamente. Bajo Trajano y en el siglo II, bajo el estoico Marco Aurelio, aquellos que persistían en sus errores eran condenados. Entre el 200 y el 202, Septimio Severo prohibió el proselitismo cristiano, luego entre el 260 y el 302 reinó un período de paz. En 303 o 304, Diocleciano y sus colegas Maximiano Hércules, Constancio Cloro y especialmente Galerio publicaron cuatro edictos generalizando las persecuciones a todo el imperio. Fueron terribles, excepto en la Galia y en Bretaña. Durante ese largo período, puesto que los cristianos rechazaban sacrificar a las deidades paganas del Imperio, ejercían un discreto papel en el mundo oficial. Formaban comunidades lejos de los paganos, celebrando su culto en los hogares privados, y rechazando la cremación como los judíos, desarrollaron catacumbas para enterrar a sus muertos. En ellas se encuentran las primeras manifestaciones del arte cristiano. Desde el siglo III, se vio aparecer el culto público e iglesias como la de Dura Europos cerca del Éufrates, anterior a 256.

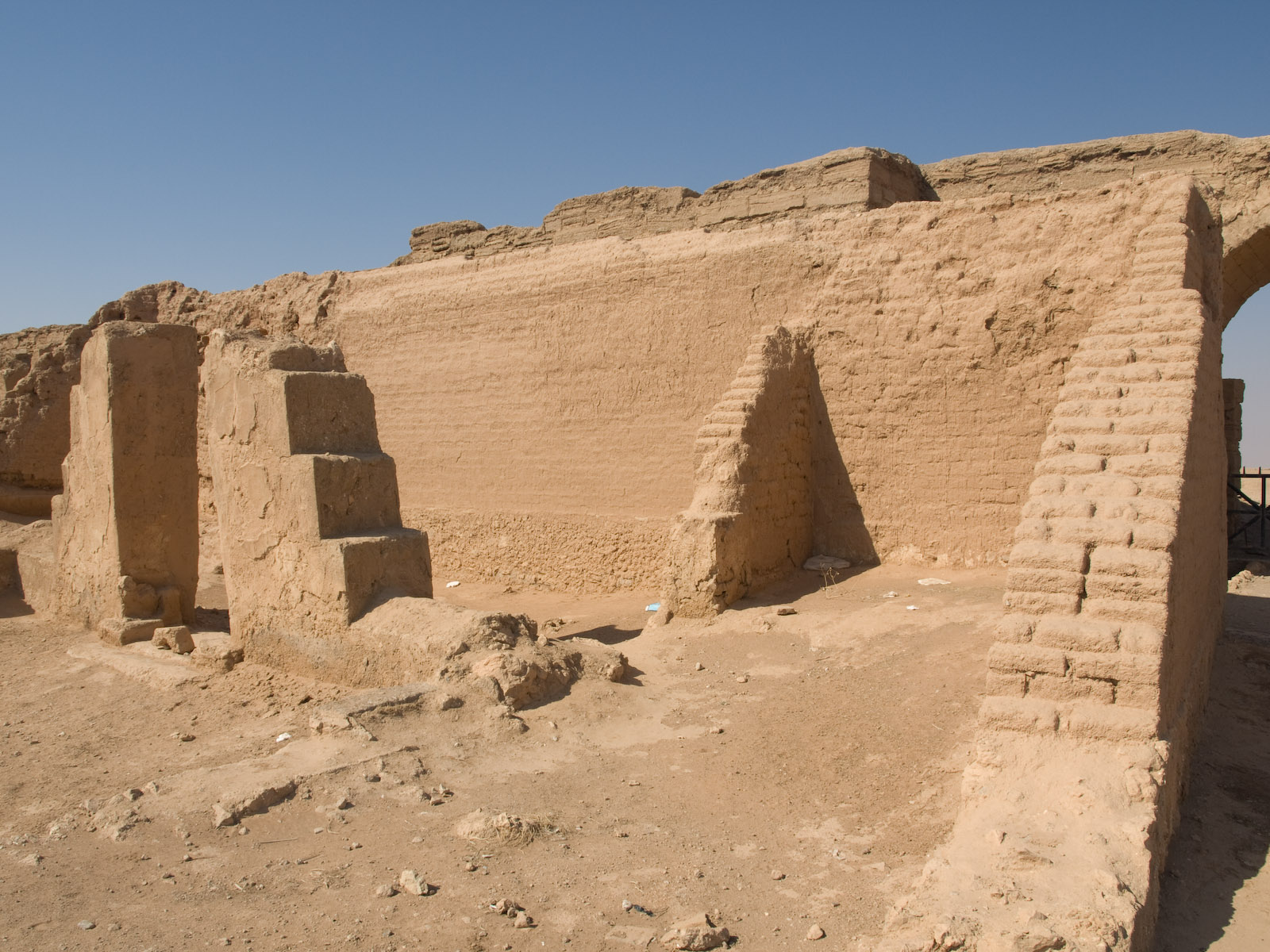
Dura Europos, domus ecclesiae

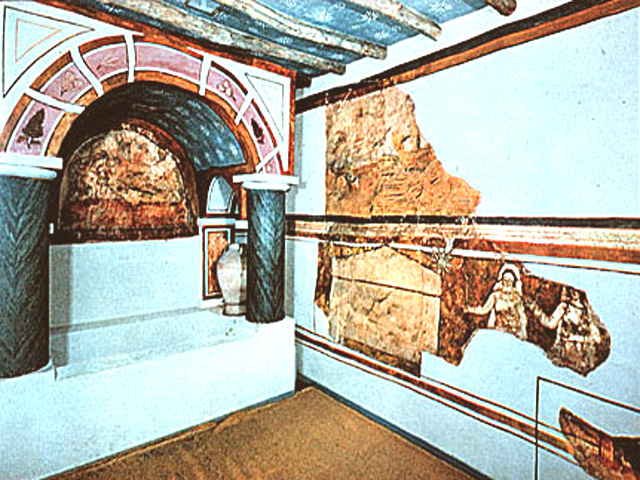
Baptisterio de la Domus ecclesiae de Dura Europos.

Pero los cristianos eran ya muy numerosos y en 311, el edicto de tolerancia de Galerio, seguido en 313 por el edicto de Milán marcaron el fin de la persecución; El edicto les otorgó libertad religiosa, la restitución de sus propiedades y se tomaron medidas contra los paganos. Fue firmado por Constantino I el Grande (r. 306-337) y Licinio (r. 308-324), dirigentes de los imperios romanos de Occidente y Oriente, respectivamente. En el momento de la promulgación había en el Imperio cerca de 1500 sedes episcopales y al menos de cinco a siete millones de habitantes de los cincuenta que componían el imperio profesaban el cristianismo. Después de la aprobación, se inició la etapa conocida por los historiadores cristianos como la Paz de la Iglesia. El Primer Concilio de Nicea en 325, que estuvo presidido por el emperador con 220 obispos orientales y dos sacerdotes romanos, reconoció la divinidad de Cristo y su consustancialidad con el Padre. Constantino, si bien fue bautizado cuando ya se encontraba en su lecho de muerte, tras un largo catecumenado, se convirtió en el primer emperador cristiano, signo de la victoria religiosa.
Después del reinado de varios emperadores paganos, el primer concilio de Constantinopla en 381 completó el de Nicea. A la muerte de Teodosio I en 395, cuando la mayor parte del Imperio era ya cristiano, e incluso más allá con Armenia, Asiria, Mesopotamia y Persia, el mismo Imperio estaba en grave crisis y Oriente se separó de Occidente. Los pueblos llamados «bárbaros», llegados desde Asia Central, invadieron el imperio dividido: Oriente, que conservó la civilización grecorromana, resistió mientras que Occidente se derrumbaba, se volvía bárbaro sin dejar de ser cristiano. El papel del papa era mantener la unidad entre esos dos mundos diferentes que se comunicaban poco entre sí.
Menos de un siglo después, Clodoveo I, rey pagano de los francos fue bautizado y con el apoyo del clero romano conquistó la Galia.
En el siglo V, la península ibérica fue devastada por las invasiones, pero la Iglesia visigoda no conoció la decadencia. En África, la vida de los cristianos era cada vez más clandestina ya que la invasión árabe la destruyó. Italia sufrió varias invasiones bárbaras antes de su reconquista por Justiniano (r. 527-565) en 535, quien sometió a la Iglesia a su autoridad ante un papado debilitado hasta la llegada del papa Gregorio el Grande (p. 590-602), que hizo evangelizar Inglaterra. En Francia, después del reinado del rey merovingio Dagoberto I (r. 629-639), la iglesia franca estaba en pleno decadencia.
En Oriente, donde Occidente se veía como una pálida figura en comparación con la Iglesia bizantina, el basileus era considerado como un igual al papa hasta el gobierno de Justiniano, que quería lograr la unidad religiosa del Imperio. Protegía a la iglesia y su ortodoxia, luchando contra paganos y herejes. Tal fue el caso de los emperadores Heraclio (r. 610-641), Constante II (641-648), Leoncio (r. 695-698) y León III (717-751). A estas pretensiones, el papado y también el clero occidental se resistían ferozmente.
En el siglo VIII, con el apoyo del papado, Carlomagno restableció el Sacro Imperio Romano Germánico y expresaba su poder usando las referencias paleocristianas en la arquitectura carolingia.

### Contexto arquitectónico romano

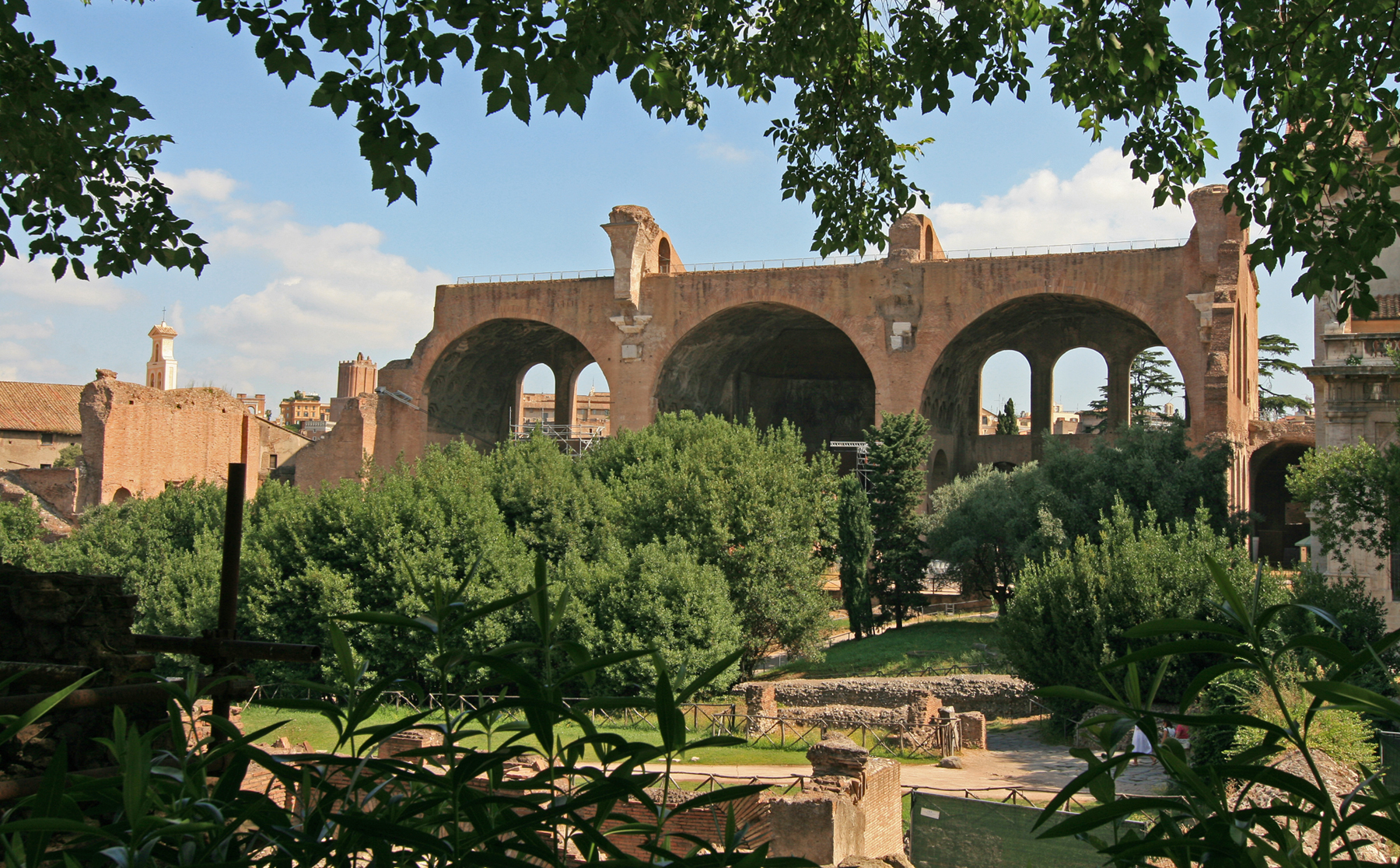
Basílica de Majencio y Constantino

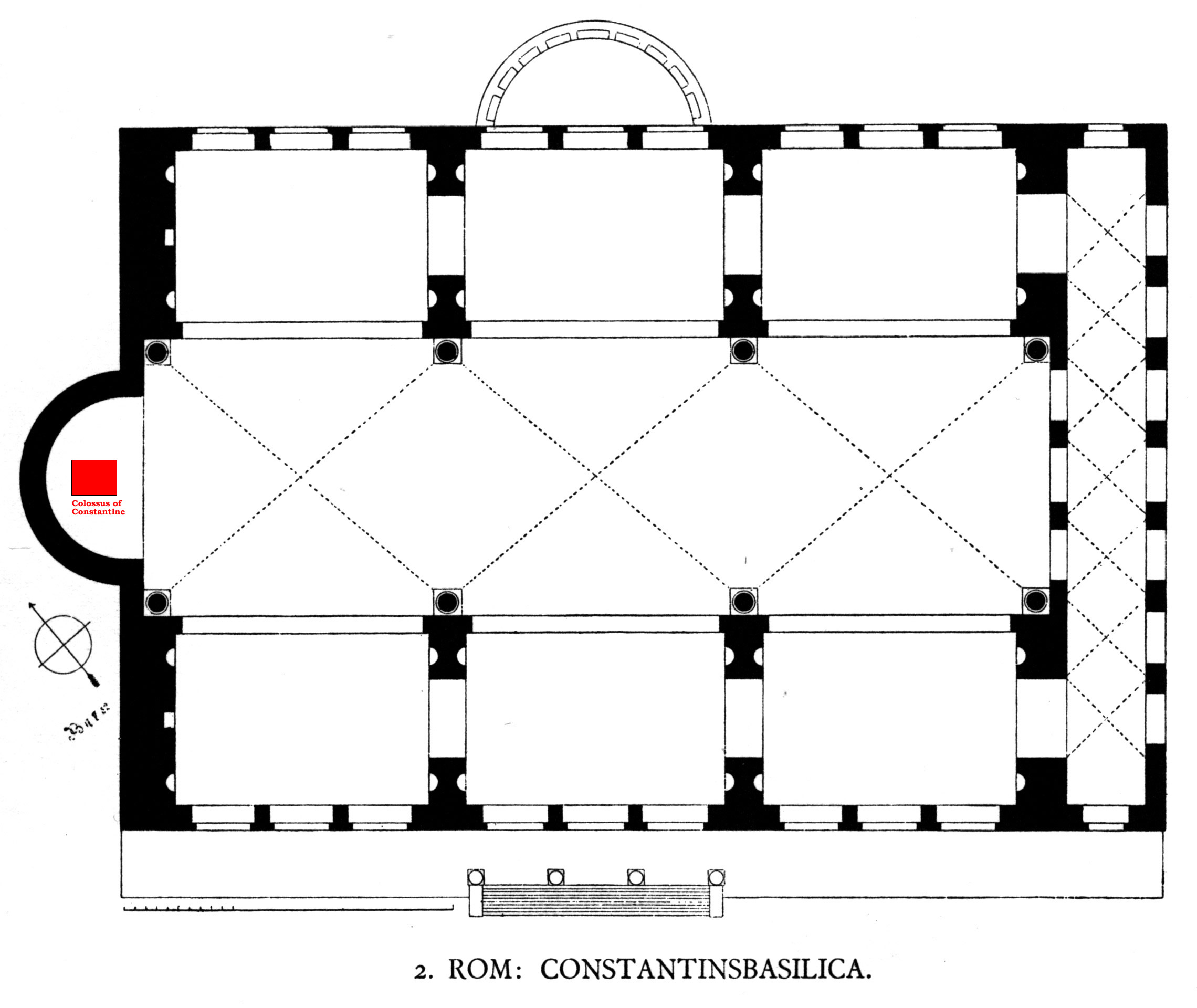
Planta de la basílica de Majencio y Constantino

Con Trajano (r. 53-117), la época de la política de expansión de Roma alcanzó su apogeo pero también fue su fin y el arte se volvió retrospectivo. El templo erigido por Antonino Pío (r. 86-161) en 142 no era particularmente original. La sacudida del Imperio provocado por las guerras contra los bárbaros bajo los últimos emperadores antonianos provocó el abandono de la construcción de importantes monumentos en la capital mientras que en las provincias del Sur y del Este, hubo una fuerte actividad constructora. La arquitectura privada cobró nueva importancia con los nuevos ritos funerarios, y el paso de la cremación al enterramiento en ataúdes entrañó la construcción de filas enteras de pequeños templos a lo largo de las distintas rutas que salían de las ciudades.
Solo Septimio Severo pudo, después de consolidar su poder, abordar grandes proyectos como las termas de Caracalla en 206. En el resto del siglo III, la actividad oficial se aplicó a la reconstrucción o rehabilitación de los edificios existentes y los arquitectos no buscaron nuevas soluciones al final del siglo III y principios del siglo IV. El arco de Constantino de 315 forma parte de la serie de construcciones fijas y rectilíneas del momento. Pero, en la época constantiniana tardía, un nuevo espíritu ya animaba la arquitectura que se podía encontrar tanto en los edificios abovedados como en edificaciones con techumbres planas, como la basílica de Majencio y Constantino, última evolución tardía de un tipo ya existente que se revelará rico en consecuencia al ser usado como modelo en un nuevo contexto.
La basílica constantiniana, tal como se erigió en Roma en San Juan de Letrán, en el primer San Pedro y en San Pablo Extramuros, constituye la transferencia, en el dominio sagrado, del Aula de los palacios imperiales. No debe entenderse como un derivado de la basílica del mercado itálico, que era una gran sala rodeada de columnas, sino de la basílica constantiniana que estaba claramente orientada hacia el ábside y que se dividía en tres, cinco o incluso siete naves mediante columnas que se detenían en el muro de entrada y en la cabecera. A diferencia de la basílica del mercado romano, la cubierta era alta con un desván que permitía realizar aberturas y proporcionar una amplia iluminación de la nave. Hasta la época de Justiniano, esta forma fue la preferida para las grandes iglesias.
Fue el legado del imperio romano divino al nuevo señor del mundo, Jesucristo, de quien Constantino I se consideraba su vicario. Las fuerzas espirituales y políticas que hicieron progresar la arquitectura romana condujeron, por tanto, a otra evolución que ya se anunciaba en Oriente.

### La influencia judía

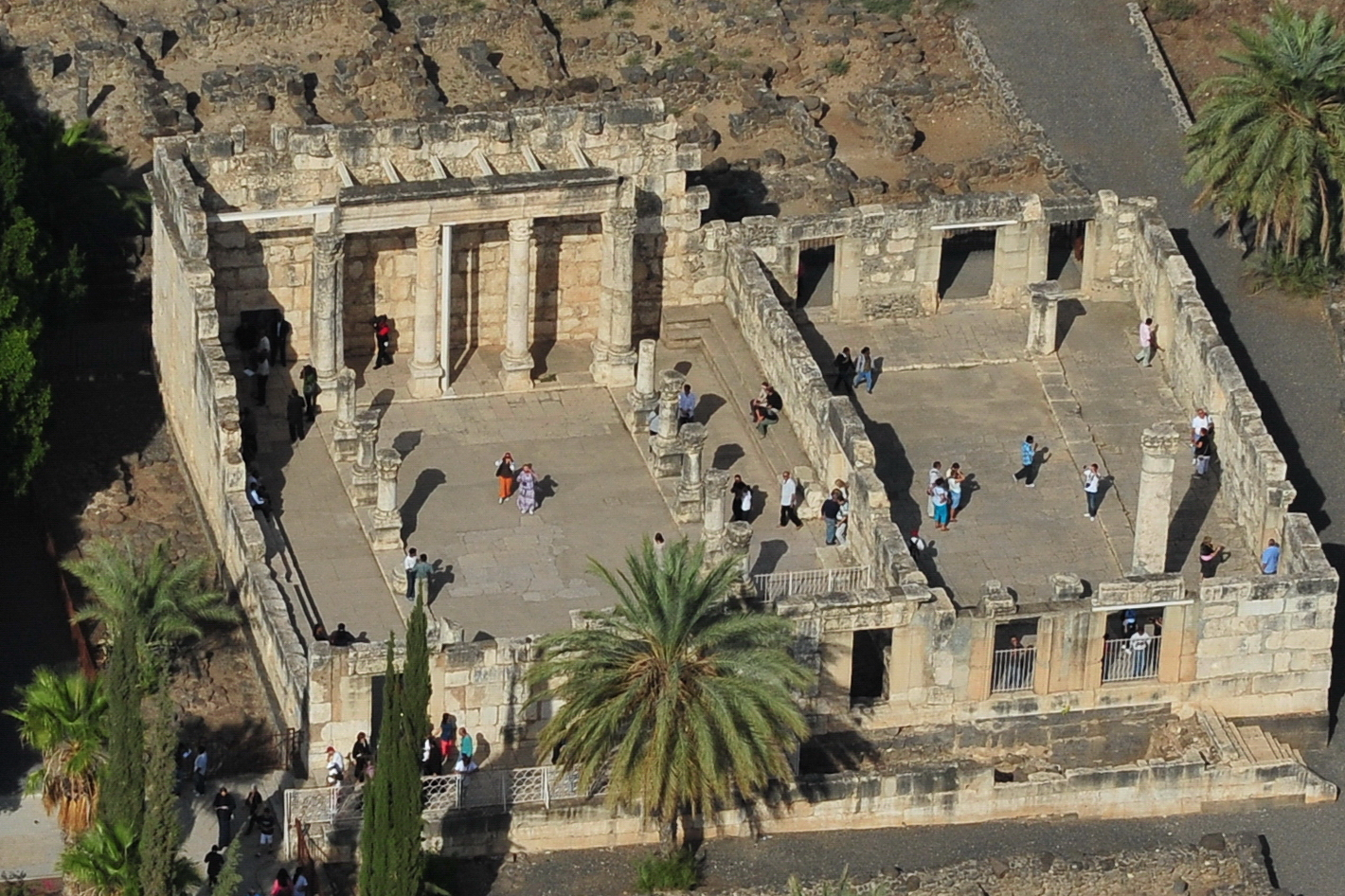
Sinagoga de Cafarnaún

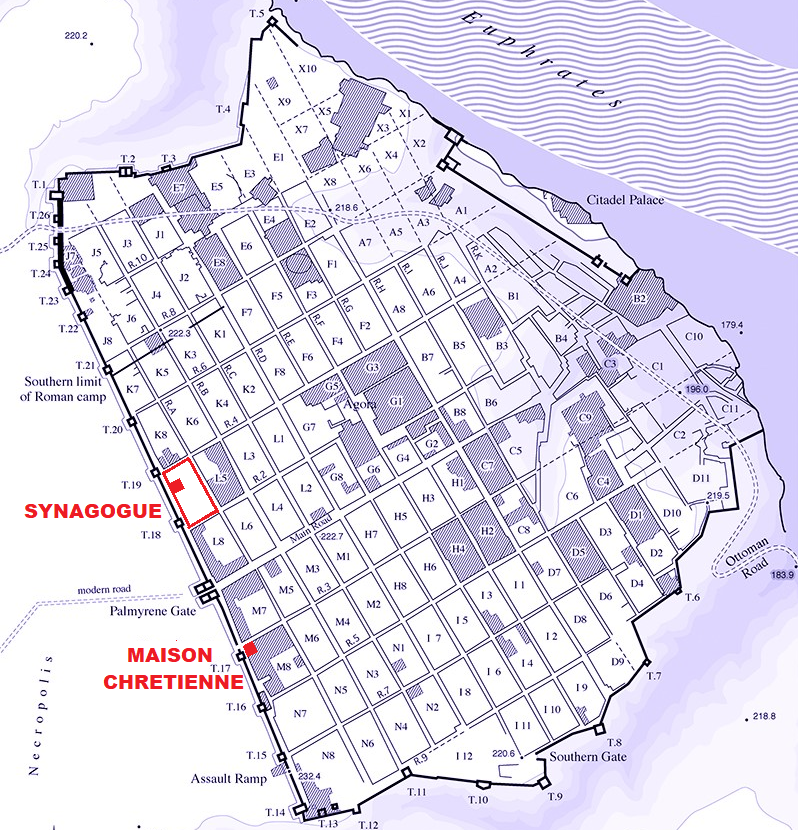
Planta de Dura Europos

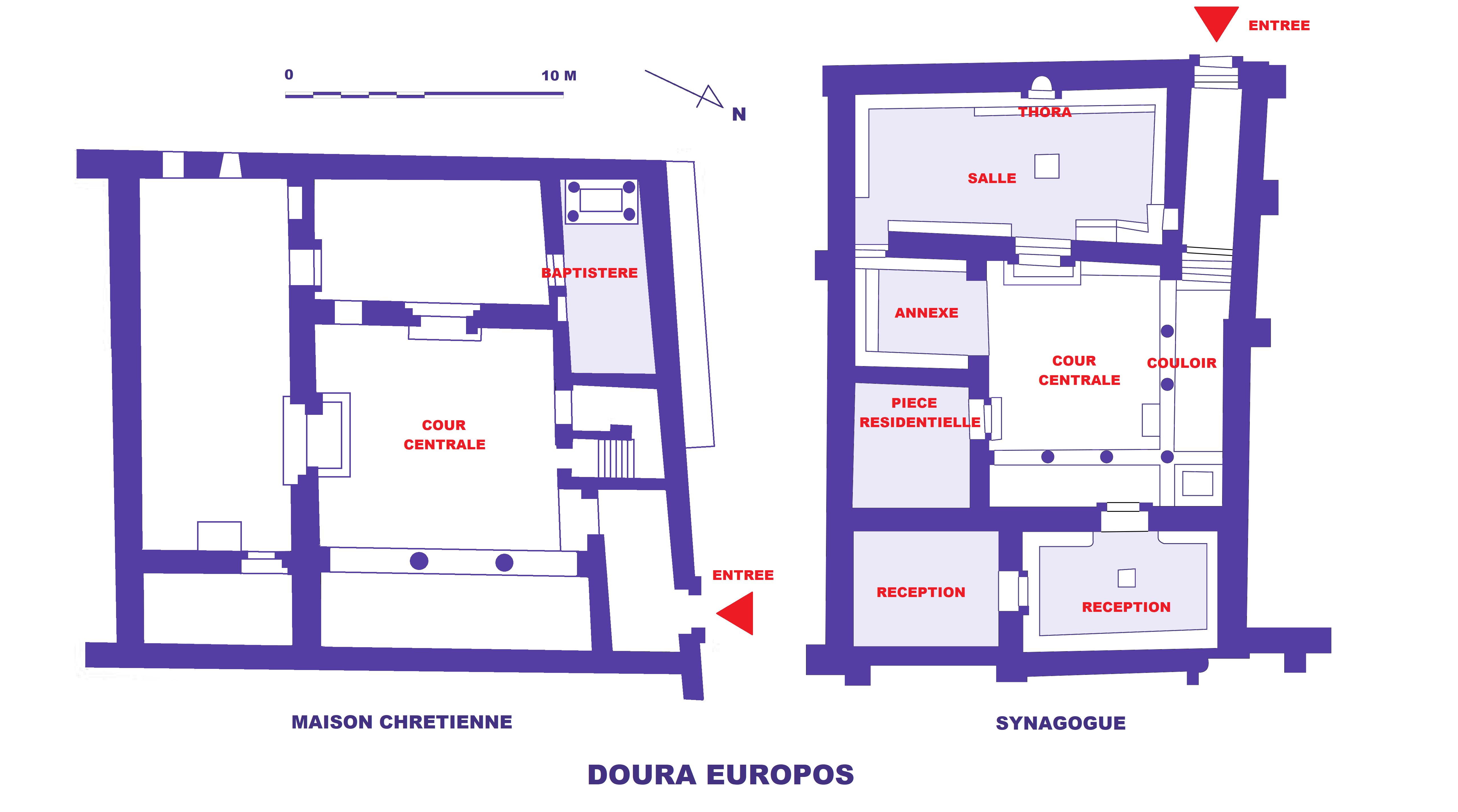
Dura Europos, plantas de la domus ecclesiae y de la sinagoga

Inicialmente, los cristianos entremezclaban los ritos judaicos con los nuevos elementos de culto para lograr pronto una completa emancipación de la ley veterotestamentaria. Las prédicas del apóstol Pablo de Tarso tocaban a los judíos y a los antiguos paganos. Las primeras reuniones de oración se llevaban a cabo en las sinagogas locales. La comunidad de Éfeso, en Asia Menor, fue la primera, entre aquellas evangelizadas por Pablo, en adquirir su autonomía del judaísmo al dejar los fieles de frecuentar la sinagoga local. Serán los hogares de los miembros de la comunidad cristiana los que a partir de entonces acogerán las prédicas y las celebraciones.
Los historiadores del arte cristiano concedieron poco lugar a los antecedentes judíos, ya que el divorcio entre judíos y cristianos era antiguo y profundo. Pero los historiadores y liturgistas nunca dudaron de los frecuentes contactos entre ambas religiones hasta acabarse el siglo V o las profundas influencias del judaísmo sinagogal en el culto paleocristiano. El descubrimiento en el sitio arqueológico de Dura Europos de una domus ecclesiae y de una sinagoga confirmaron esa influencia de la iconografía judía.
La precocidad de la arquitectura cultual de los judíos sobre la de los cristianos era normal. El Estado romano reconocía oficialmente a la religión judía y por lo tanto permitía la construcción de sus lugares de culto, debiendo esperar hasta 313 para que los cristianos gozasen de esos mismos derechos. Tan pronto como la tolerancia se extendió a los cristianos, estos se dotaron con edificios del mismo tipo.
No se ha encontrado ningún edificio de tipo basilical aplicado a las sinagogas en Dura Europos sino en Galilea. Las más antiguas son de alrededor del año 200, donde se ve un edificio rectangular alargado dividido en tres naves en el sentido longitudinal. En la cabecera, un armario estaba destinado a recibir los rollos de la Torá. Las diferencias entre las basílicas y las sinagogas era la sobrelevación de la nave central en comparación con las naves laterales —lo que permitía disponer claristorios que la iluminasen— y la conexión de las columnatas mediante un pórtico transversal como en la sinagoga de Cafarnaún. En ese momento, las sinagogas tenían la puerta de entrada orientada hacia Jerusalén y en las primeras basílicas cristianas también lo estuvieron, aunque luego pasaron a orientarse al oeste, iluminando el altar la luz de la mañana.
El edificio basilical se difundió mucho en todo el Imperio y se adaptaba a todas las necesidades. Debió de satisfacer las demandas de los cultos judío y cristiano.

### Domus ecclesiaey sinagoga en Dura Europos
Los testimonios de las ruinas de Dura Europos tienen un significado histórico considerable. En esa época la domus ecclesiae de los cristianos se asemejaba a otras casas de la ciudad con una o dos habitaciones en la planta baja reservadas para el culto cristiano sin que sea posible con certeza derivar sus funciones, salvo las de una pieza larga que servía de baptisterio con pinturas murales y mobiliario. Se trata de una arquitectura de la primera mitad del siglo III que no tiene específicamente de cristiano más que la decoración y un mueble de albañilería en la sala de bautismo.
La neutralidad de esta domus ecclesiae de Dura contrasta con la sinagoga vecina, que es prácticamente de la misma época. Está instalada en una casa ordinaria pero en un conjunto mucho mayor de construcciones profanas. Esta organización arquitectónica no se encuentra entre los cristianos. La sinagoga está separada del resto del edificio por muros continuos. Comprende un patio con tres pórticos y en el fondo una gran sala más ancha que profunda. Dos puertas, una para los hombres y probablemente otra para las mujeres, conducían a ella. En el muro del fondo, un nicho-ciborium servía para albergar el armario de la Torá. Un banco adosado a la pared rodeaba toda la sala de la sinagoga.

## Edificios paleocristianos

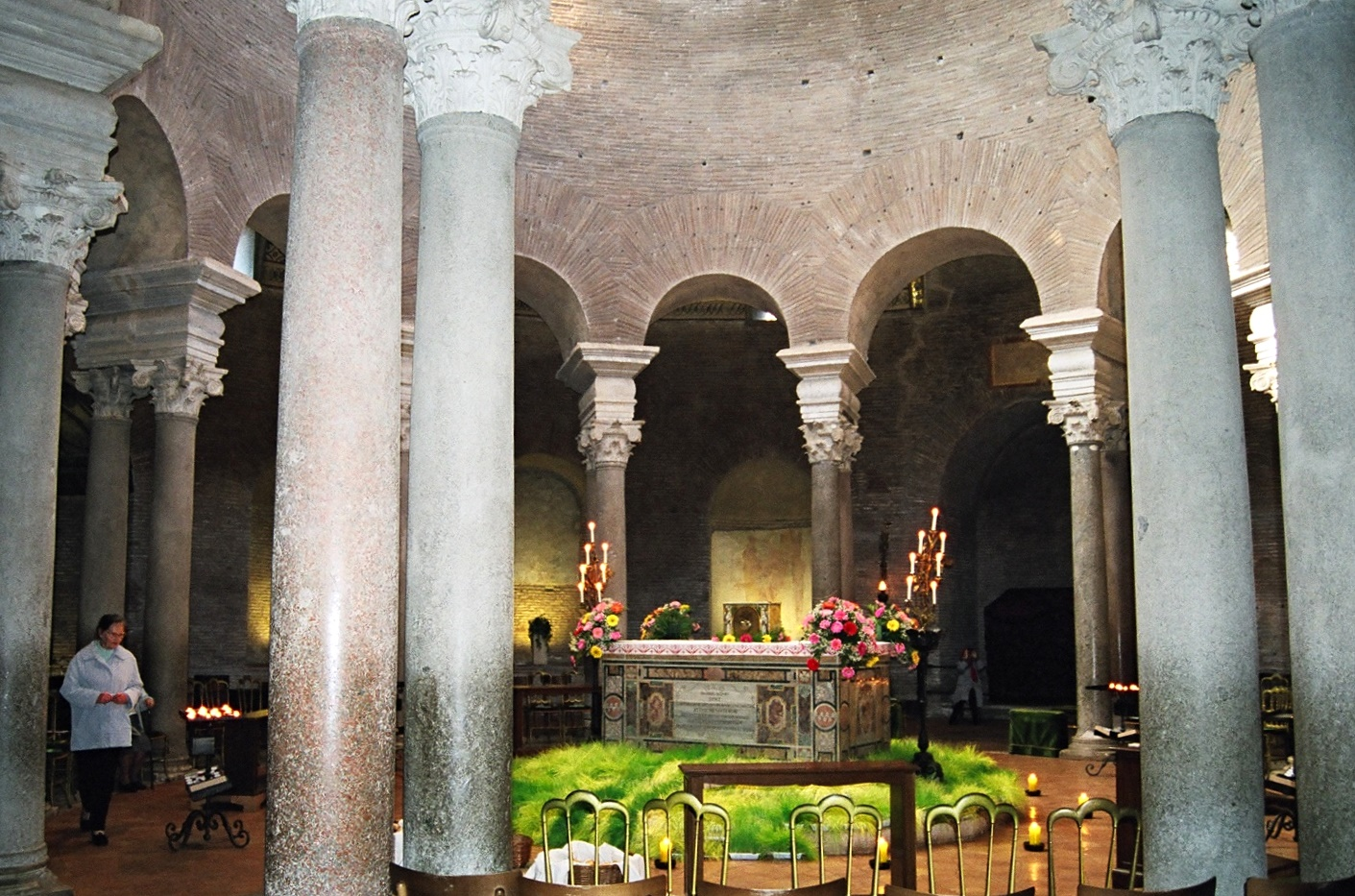
Mausoleo de Santa Constanza en Roma,

Los primeros desarrollos del arte cristiano, que en origen no fueron más que una rama del arte antiguo y que nacieron con el peso milenario de las costumbres del arte mediterráneo, estaban vinculados a las necesidades del culto y a las condiciones en las que se ejercía. Y dependía de la situación de los cristianos en relación con el poder imperial.
En torno al año 200 hasta alrededor del 260 y 313, cuando el emperador Constantino, junto con Licinio, decretaron el Edicto de Milán (313). Este les dio libertad de culto a los cristianos, los cuales habían vivido una vida semi-clandestina. Por lo que, su período de expansión llegó hasta el año 380, cuando el Edicto promulgado por Teodosio I (Edicto de Tesalónica, 380) reconoció al cristianismo como religión oficial del Imperio Romano. 
La salida de la clandestinidad se realizó de forma paulatina hasta el 330, fecha del edicto imperial que establecía el cristianismo como religión oficial del Estado. Luego en el 391, llegó la prohibición del culto pagano. En el último período, el desarrollo de las iglesias o de las basílicas que sustituyeron a las antiguas domus ecclesiae, fue espectacular.
El arte paleocristiano fue un arte bastante extendido que deriva del carácter universal de esa religión. En Occidente, habrá que esperar a principios de la Edad Media para ver una evolución con la aparición de las obras de influencia bárbara, a partir de las cuales se inició una nueva etapa del arte cristiano, que se manifiesta en los estilos románico y gótico. En Oriente, sin embargo, se mantuvieron las tradiciones bajo la influencia del estilo bizantino, debido a la resistencia que mostraron ante las invasiones bárbaras.

### Catacumbas

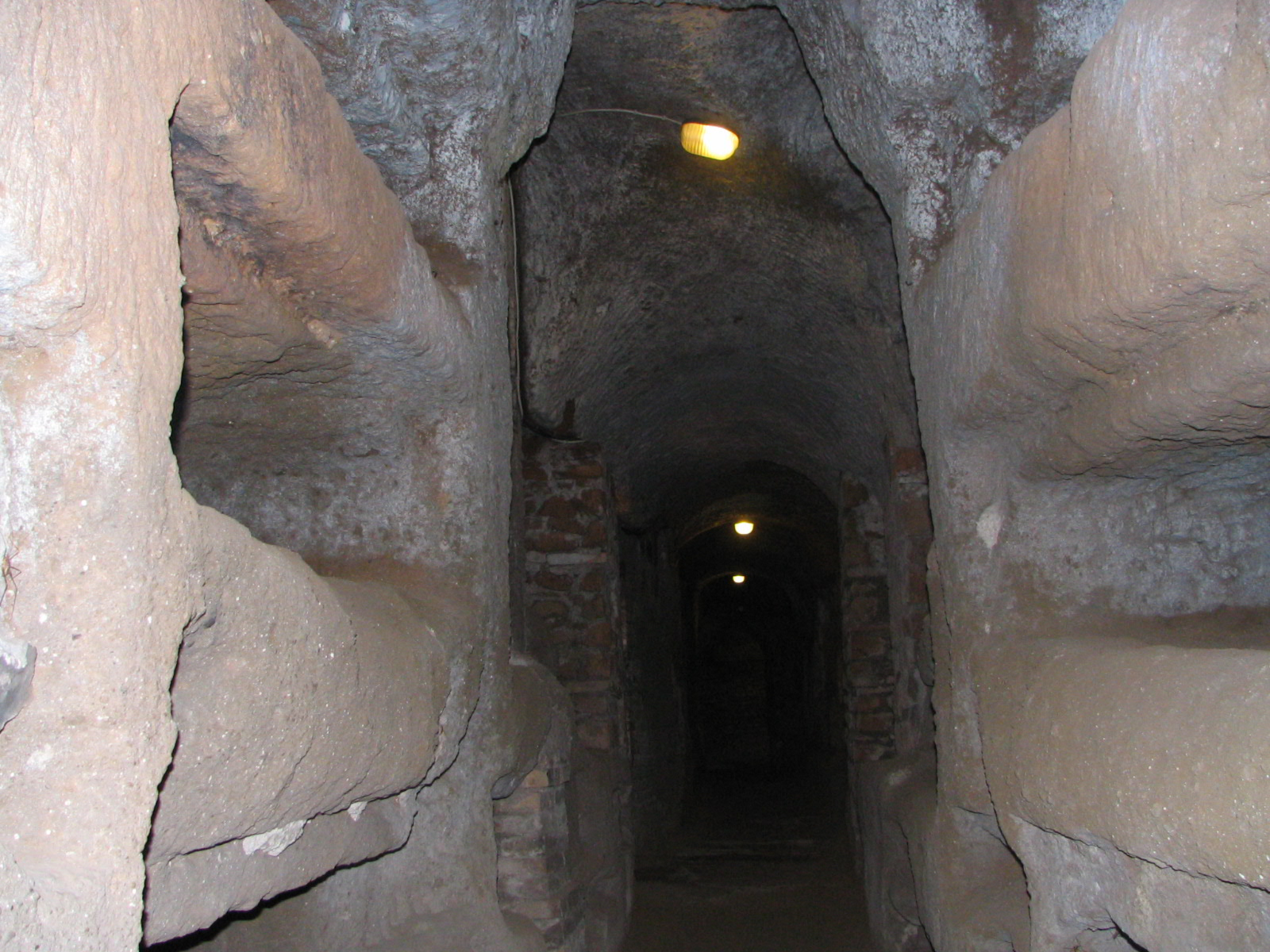
Las catacumbas de San Calixto.

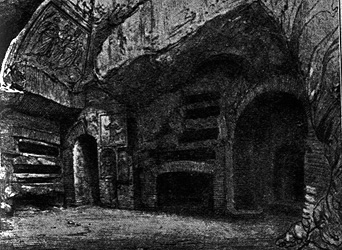
Cripta de los papas en las catacumbas de San Calixto.

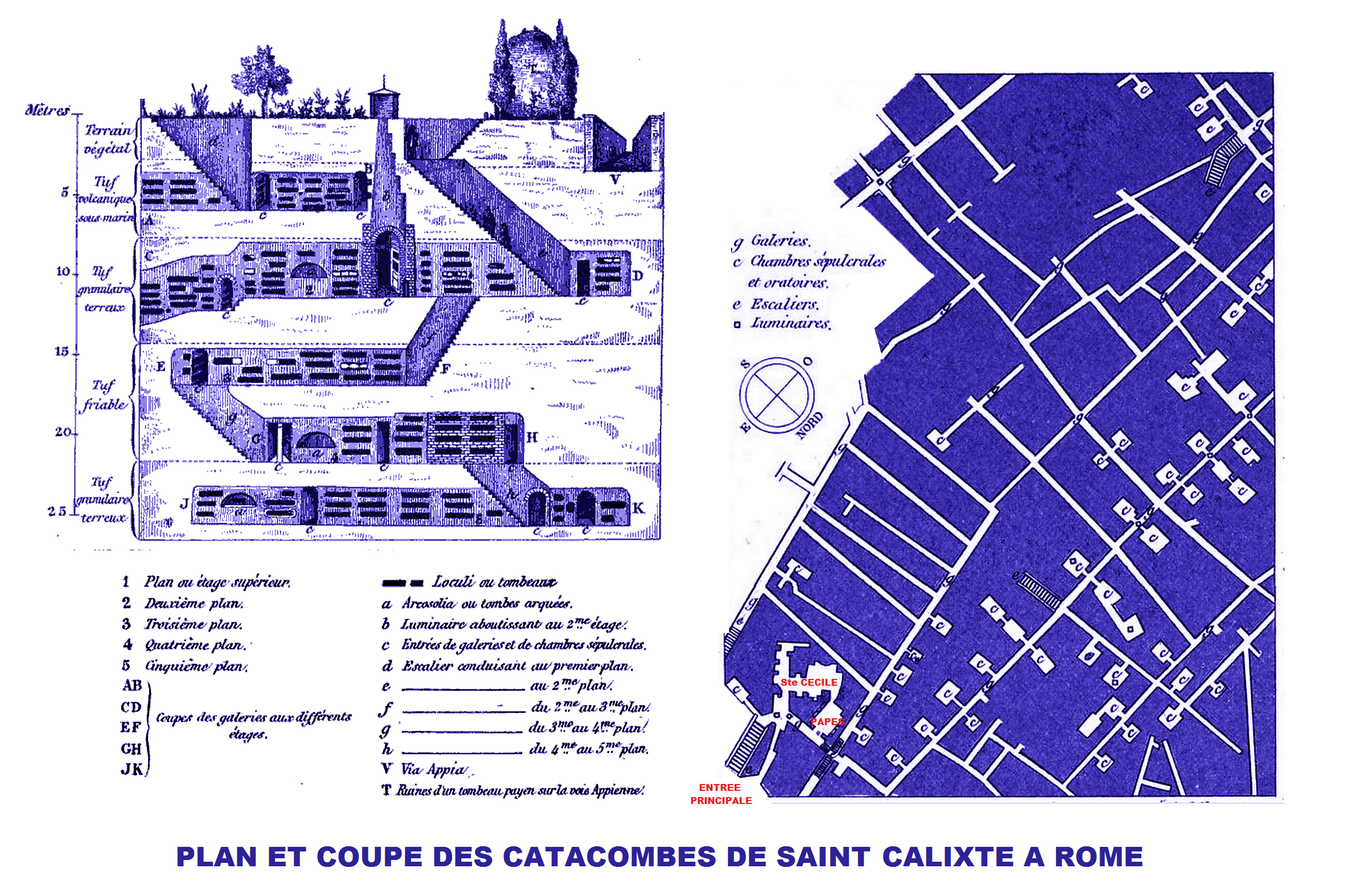
Catacumbas de San Calixto, planta y sección

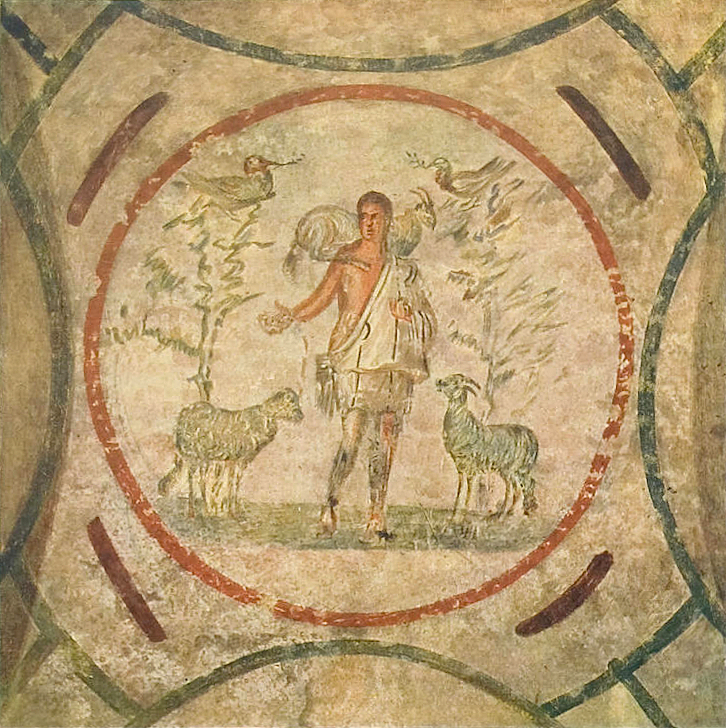
Imagen del Buen Pastor en las catacumbas de Priscila.

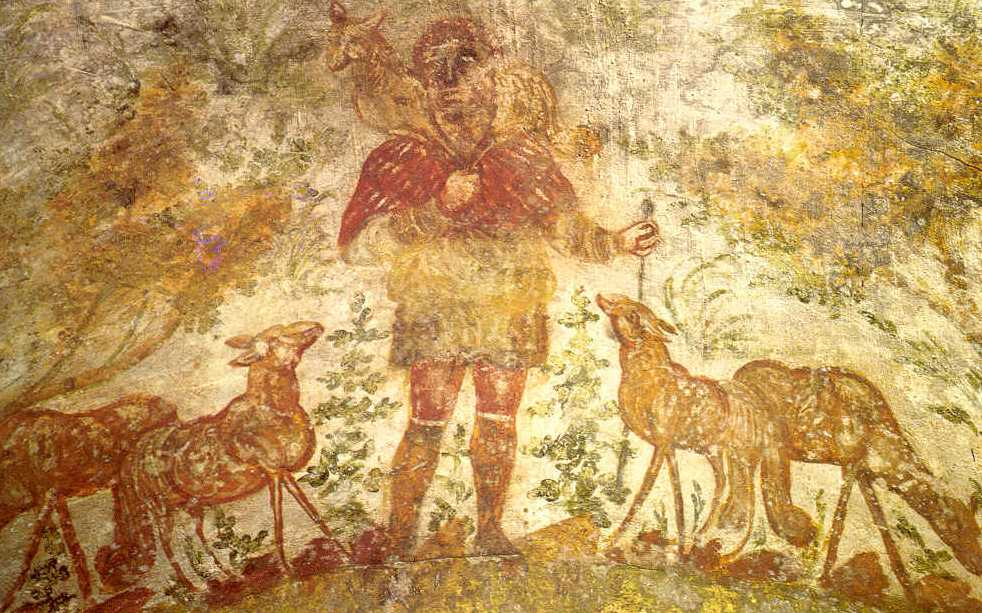
El Cristo buen pastor, catacumbas de Domitila

Las catacumbas nacieron en Roma a finales del siglo II con el papa Ceferino (199-217 d. C.) pero ninguno de sus temas funerarios son anteriores al año 200. Son estructuras subterráneas hechas por cristianos, los cuales creen en la resurrección de los cuerpos, por lo que las emplean para enterrar a sus muertos y, a veces, para celebrar oficios funerarios sin la Eucaristía (ya que esta se celebraba en las domus ecclesiae). No obstante, ciertas fuentes aseguran que no sirvieron como refugio durante las persecuciones de cristianos, sino que es una creencia posterior.
La mayoría de las catacumbas en Roma se encuentran bajo tierra a lo largo de las grandes vías que conducen fuera de la ciudad, como la Vía Apia, la Vía Ardeatina, la Vía Salaria y la Vía Nomentana. Las catacumbas, junto con los sarcófagos, son el ejemplo perfecto de como el cristianismo se presenta como un modus vivendi (modo de vida) y el ars morendi (morir bien) dedicado a la obsesión por la vida, la muerte y el más allá. 
Están formadas por galerías con nichos en las paredes, llamados loculi que, por lo general, estaban destinados a albergar un único cadáver, y dispuestos unos encima de otros. Se encontraban en la parte de fuera de los límites que marcaban la ciudad, ya que la ley romana no permitía los entierros dentro de la zona urbana por motivos religiosos y sanitarios. No sólo existen catacumbas en Roma, también las hay en otras ciudades, pero las de la actual capital italiana son las más numerosas y extensas, contando con sesenta catacumbas que albergan cerca de 750 000 tumbas, ampliándose hasta ocupar entre 150 y 170 kilómetros.
Anteriormente se creía que las catacumbas se habían construido en unas antiguas galerías abandonadas, de las cuales se extraía piedra puzolana, empleada para hacer cemento. Pero estudios realizados en el siglo XIX por el jesuita Giuseppe Marchi y, su alumno, el arqueólogo Giovanni Battista de Rossi, concluyeron que dichas galerías fueron hechas exclusivamente para su utilización como cementerios La organización del primer cementerio se atribuye al papa Calixto I y la fecha hacia el 200, en el estudio realizado por el arqueólogo Paul Styger para la catacumba de San Calixto concuerda con esta atribución. El uso de las catacumbas llegó hasta después del saqueo de Roma en el año 410 por los visigodos, ya que en aquel tiempo ya disponían de grandes basílicas, las cuales se podían emplear para servicios funerarios y guardar las reliquias de los mártires.
Los cuerpos de los mártires eran hurtados para hacer reliquias. No había culto en las catacumbas, solo el oficio de los muertos, pero no la Eucaristía que se practica en las casas cristianas (domus ecclesiae)

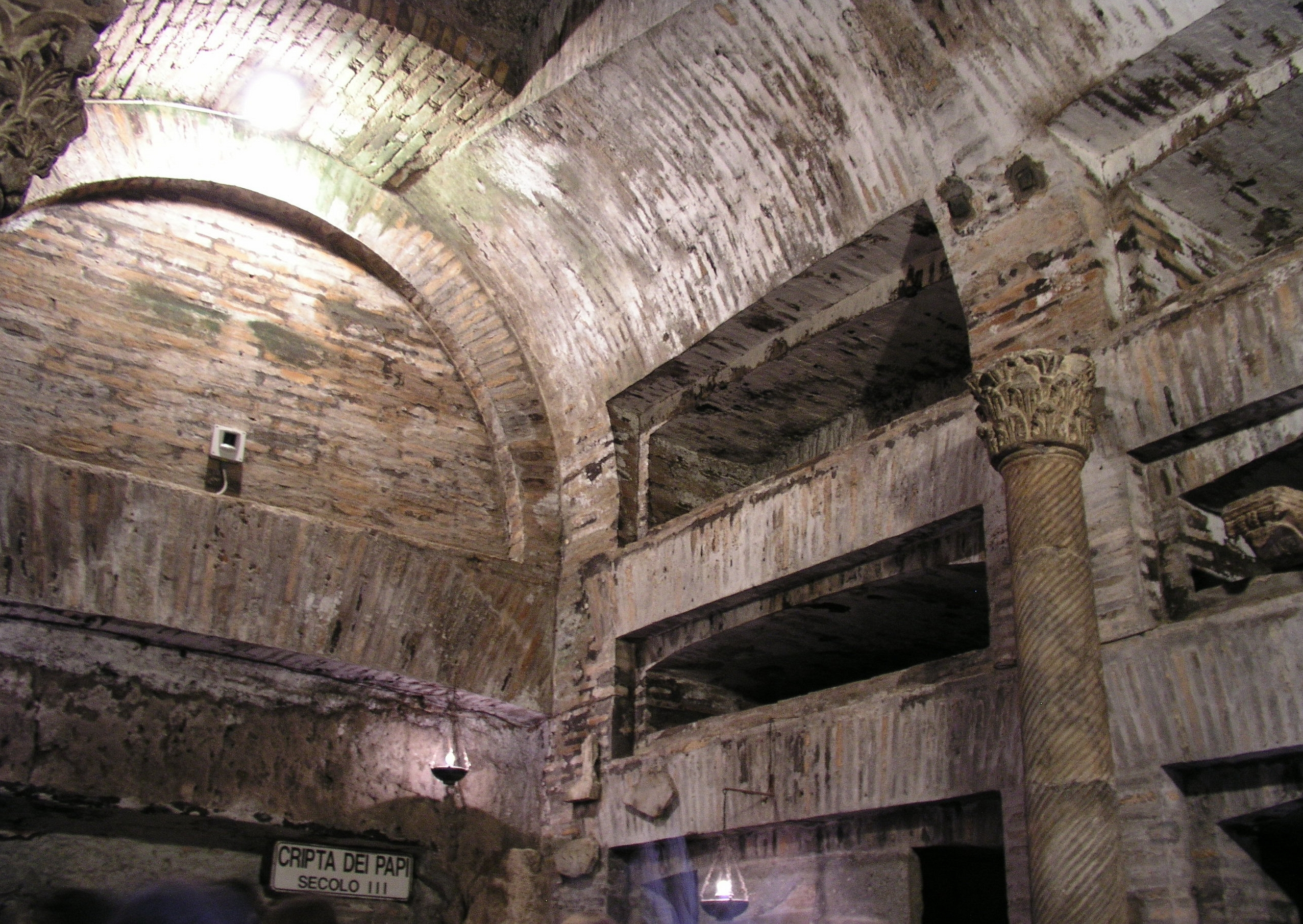
Catacumbas de San Calixto, cripta de los papas, Roma
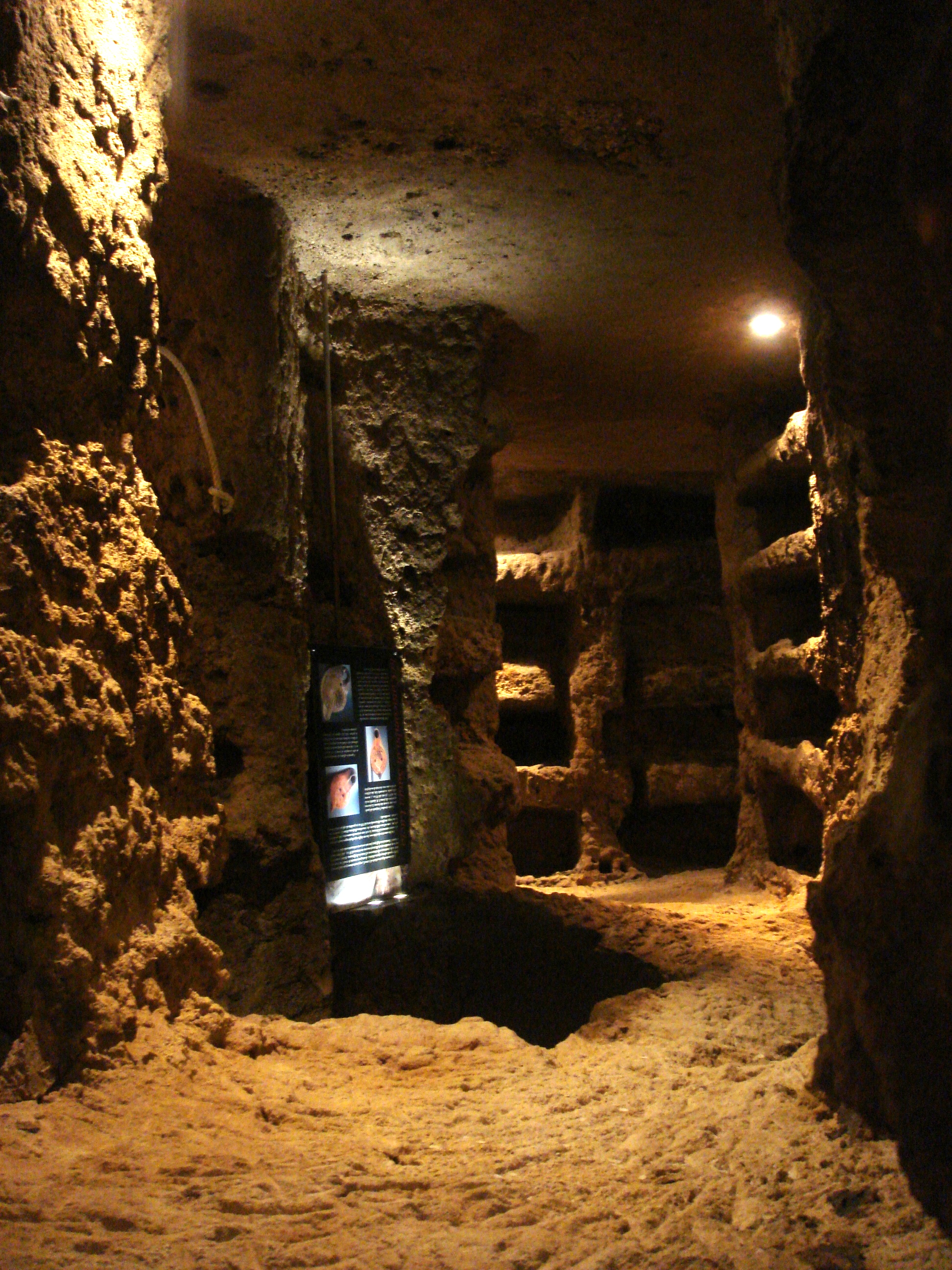
Catacumba de Santa Lucia, Siracusa
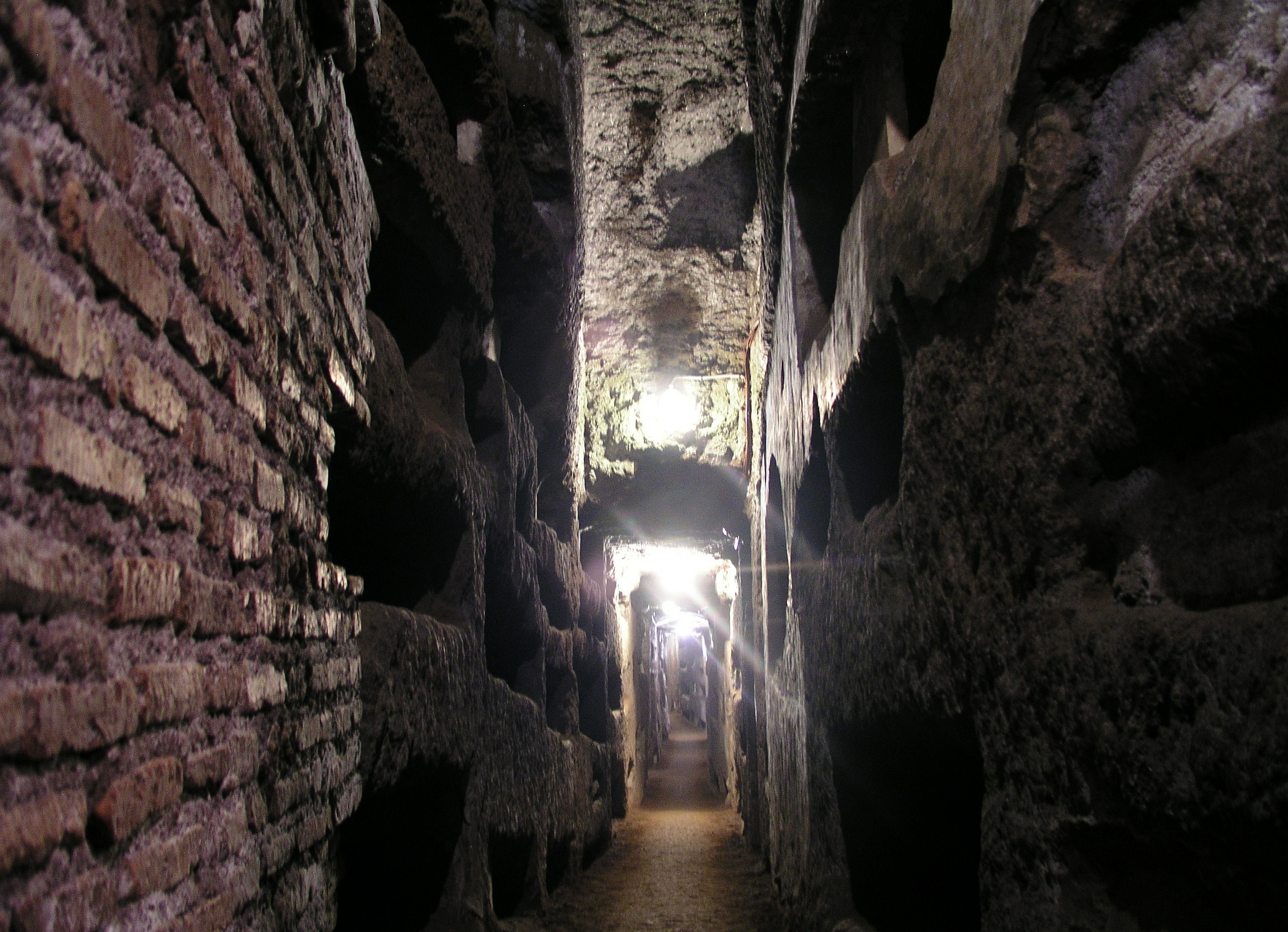
Catacumbas de Domitila, Roma
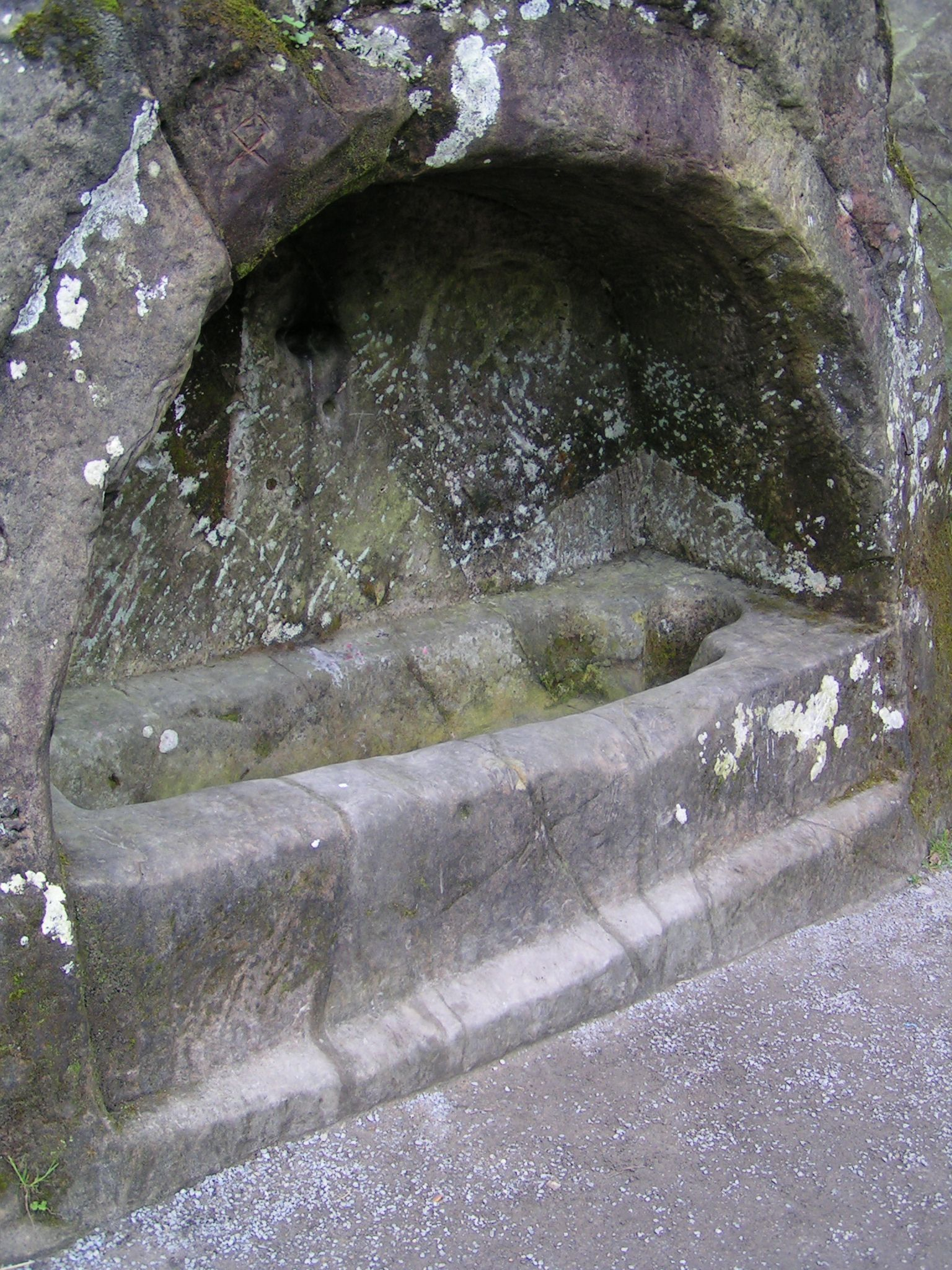
Arcosolium
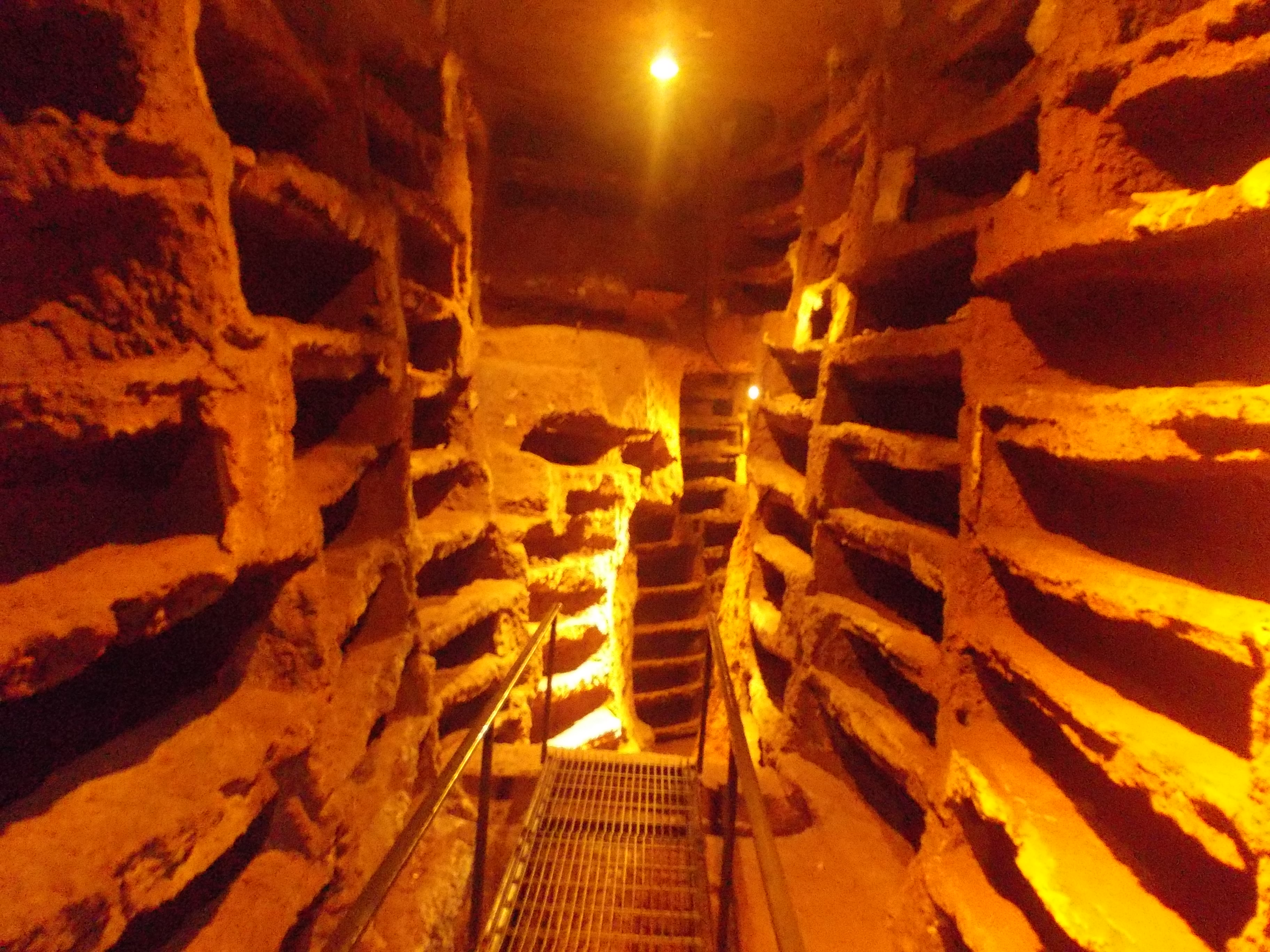
Catacumbas de Saint Savinilla en Nepi

#### Estructura
La estructura de las catacumbas es bastante caótica, ya que era como un gran laberinto. Primero se excavaba un primer nivel y se iba extendiendo a pisos inferiores siguiendo líneas irregulares debido al terreno, llegando a profundizar hasta treinta metros. Los loculi (nichos en las paredes), tienen alguna excepción en donde había más de un cuerpo. Estos nichos se cerraban con una losa de piedra o ladrillo, en las cuales, a menudo, se encuentran inscripciones en griego o latín. Además, existía otro tipo de de nicho llamado arcosolium (arcosolio), este se caracteriza por tener un arco, cerrado con una lápida y se destinaba a personajes más importantes. 
El cubiculum era un tipo de cámara sepulcral que contenía varios loculi para una misma familia, eran pequeñas capillas decoradas con frescos. Estos se situaban en el cruce de pasajes o galerías. Los cubicula solían ser cuadrados, pero también las había en forma circular y poligonal. Estos podían albergar hasta 70 loculi en diez niveles. Por último había pequeñas criptas que contenían la tumba de un mártir. En casi todas las catacumbas se encuentran tragaluces abiertos en el techo de las criptas o en las mismas galerías, que en principio se usaban para subir a la superficie la tierra que se extraía durante su construcción y que se dejaban abiertos para que fueran puntos de iluminación y ventilación.
La mayoría de las catacumbas están talladas en la toba, tanto en Roma, donde hay unas sesenta, como en el Lacio. En Italia, se desarrollan en el sur hasta la isla de Pianosa, mientras que los hipogeos más meridionales son los de África septentrional y especialmente en Hadrumète (Susa) en Túnez. Se encuentran en la Toscana, en Chiusi; en Umbría, cerca de Todi; en los Abruzzo, en Amiternum l'Aquila; en Campania, en Nápoles; en Puglia, en Canosa di Puglia; en Basilicata, en Venosa, donde las catacumbas judías y cristianas demuestran la coexistencia de las dos religiones; en Sicilia, en Palermo, Siracusa, Marsala, Agrigento; y, en Cerdeña, en Cagliari San Antioco.

#### Simbología e iconografía
Las decoraciones que se dieron a finales del siglo III eran extremadamente simples, con pinturas al fresco, mosaicos y relieves en los sarcófagos. Los símbolos se encontraban en la mayoría de las sepulturas, con temas como: la salvación eterna, el ancla (simbolizando la esperanza) o Jonás salvado del vientre de la ballena. También se encontraban imágenes de la paloma representando la paz, la cruz y la salvación, el ave fénix (representando la resurrección de las cenizas) y el pez y el Buen Pastor (ambos representando la imagen de Cristo). 
Las pinturas podían mostrar escenas tanto del Antiguo Testamento como del Nuevo Testamento. Entre las del Antiguo Testamento se encuentran: el sacrificio de Isaac, Noé y su arca, Daniel en la fosa con leones, Elías en su carro y los tres hebreos Ananías, Misael y Azarías, en el horno ardiente, entre otras. Y, del Nuevo Testamento se encuentran escenas como la evocación de la  resurrección de Cristo, además de numerosas historias sobre su vida. Y, la primera imagen de la Virgen en la catacumba de Priscila es de la primera mitad del siglo III y presenta a Cristo con el simbolismo del Buen Pastor, los mártires y los Padres de la Iglesia. Hay otras representaciones de la Virgen con el Niño sentado en su falda, la llamada Theotokos.

#### Catacumbas de Calixto
Un buen ejemplo de catacumba es la de San Calixto (Roma). Esta data aproximadamente del año 250 y es la capilla en donde se enterraron a los primeros papas de Roma. Fue el papa Ceferino quien, con estos terrenos en su poder, encarga al diácono Calixto que fomente un cementerio situado junto a la via Appia. Este sería administrado por la alta jerarquía de la iglesia. 
En el Cubículo de los Papas se encuentran columnas reutilizadas, ya que los materiales con los que están hechas pertenecían a los romanos. Además de que se mantendrá la tradición tardorromana con esa arquitectura fingida, la cual comprende pechinas, vértices.  
Por último, en las pinturas que se encuentran se observan distintas escenas como lo son: banquetes eucarísticos, Daniel en el foso de los leones y el buen pastor, entre otros. 

### Casas cristianas -Domus ecclesiæ-Tituli

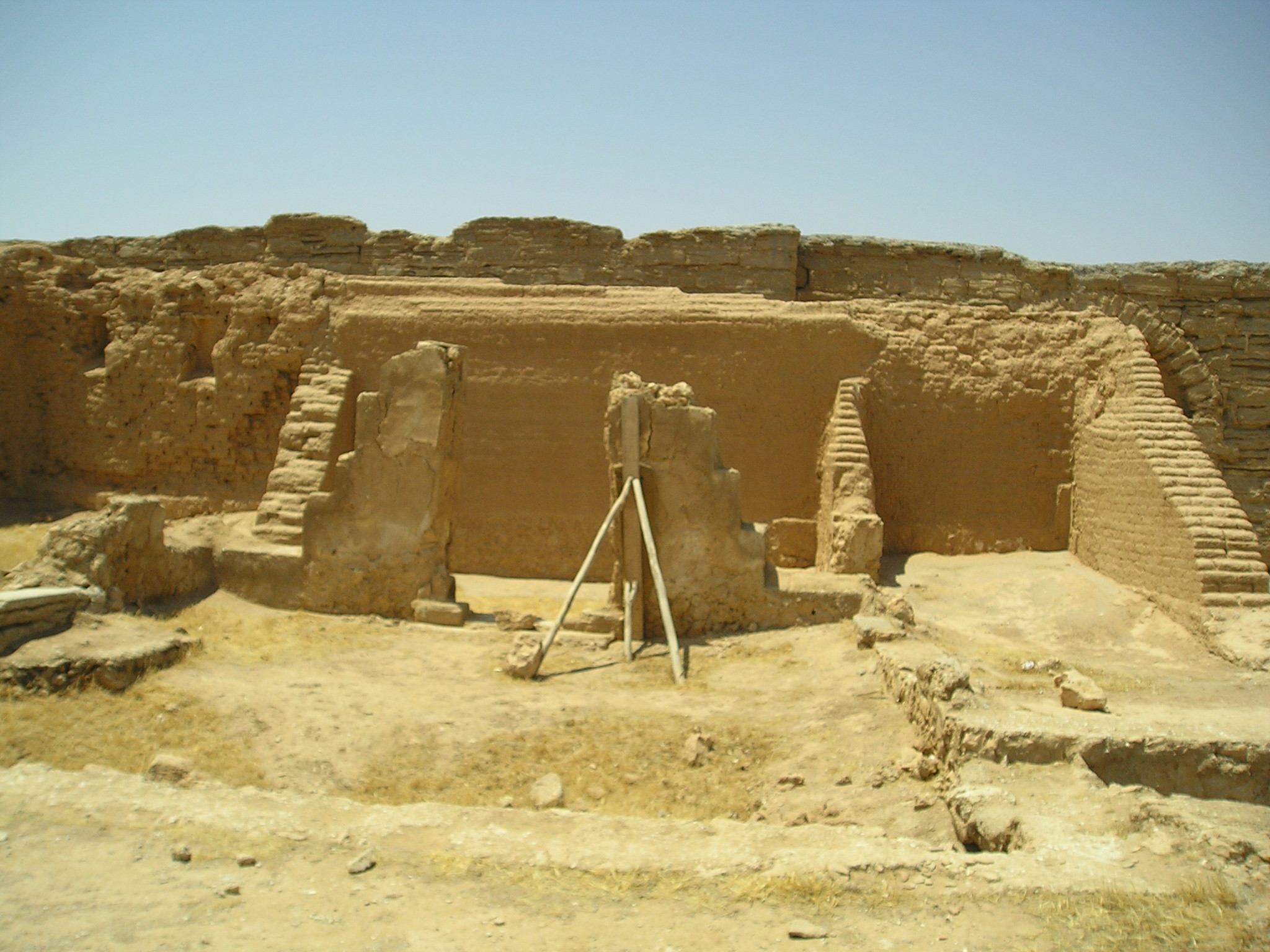
Restos de la domus ecclesiae de Dura Europos en Siria.

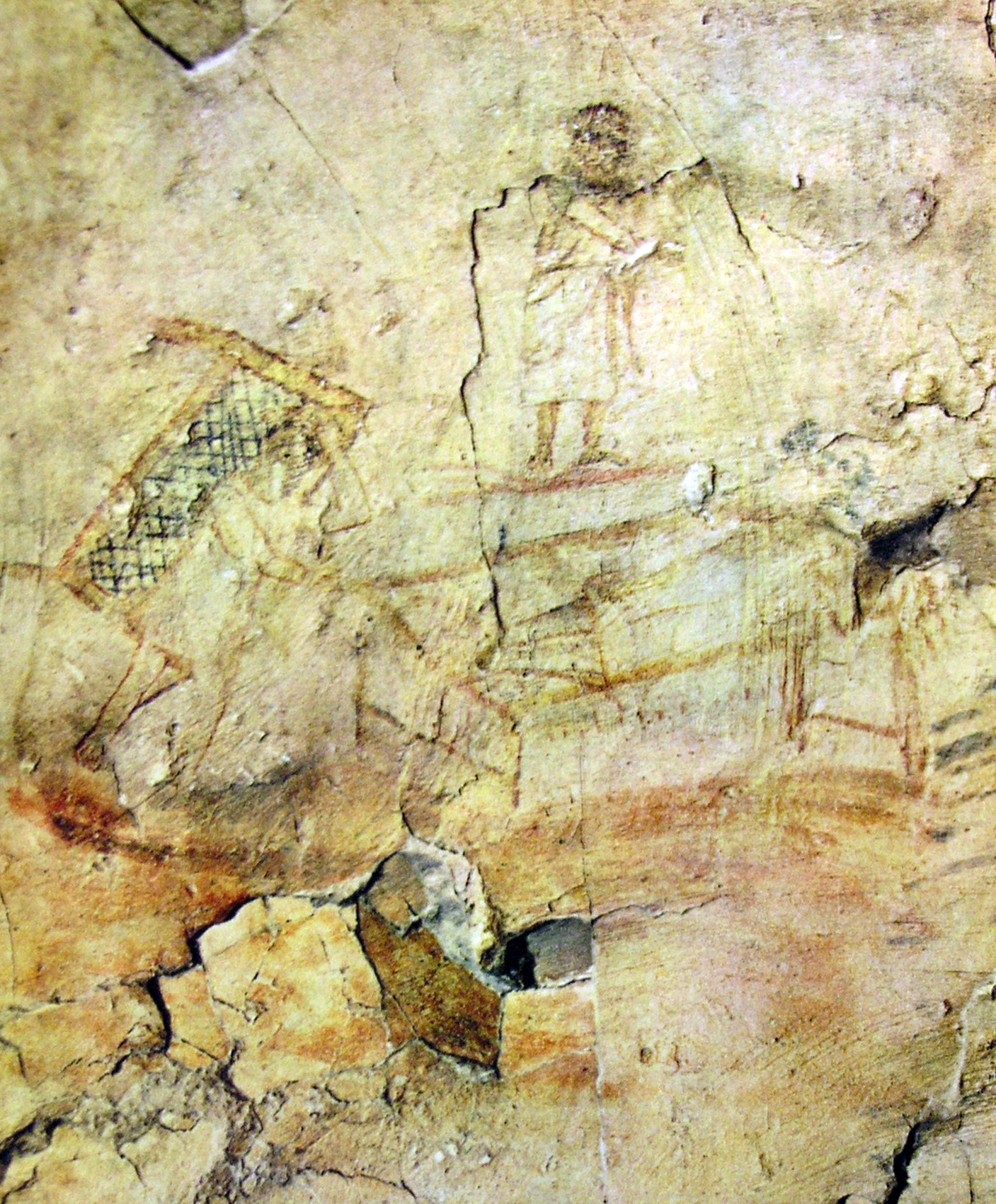
Primera imagen de Cristo hacia 220, Domus ecclesiae de Dura Europos.

La domus ecclesiae era un tipo especial de edificio privado utilizado por los primeros cristianos para reunirse y celebrar el culto. Esta «casa de la Iglesia» (comunidad de fieles) no estaba diseñada ni construida para la celebración litúrgica, pero sí que cumplía la función de lugar de reunión de los fieles, donde se podían celebrar diferentes ritos. Era un espacio privado con sus limitaciones que se podía adaptar a las necesidades de forma a veces provisional.
Algunos expertos observan en la planta de estas domus ecclesiæ el antecedente a lo que se conoce como planta basilical en la arquitectura cristiana. No obstante, las antiguas aula, basílicas paganas, scholæ o salas termales también podían convertirse en basílicas y podían ser construidas en el emplazamiento de casas cristianas. Se puede considerar que no existió una arquitectura cristiana anterior a Constantino I, y que no fueron las necesidades estrictamente religiosas de la vida espiritual o de la liturgia las que llevaron a la creación de un arte basilical impuesto a la Iglesia como una necesidad. Para los emperadores romanos, el arte funcionaba como una herramienta de propaganda, impulsando así, cada etapa de la evolución artística romana.

#### Dura-Europos

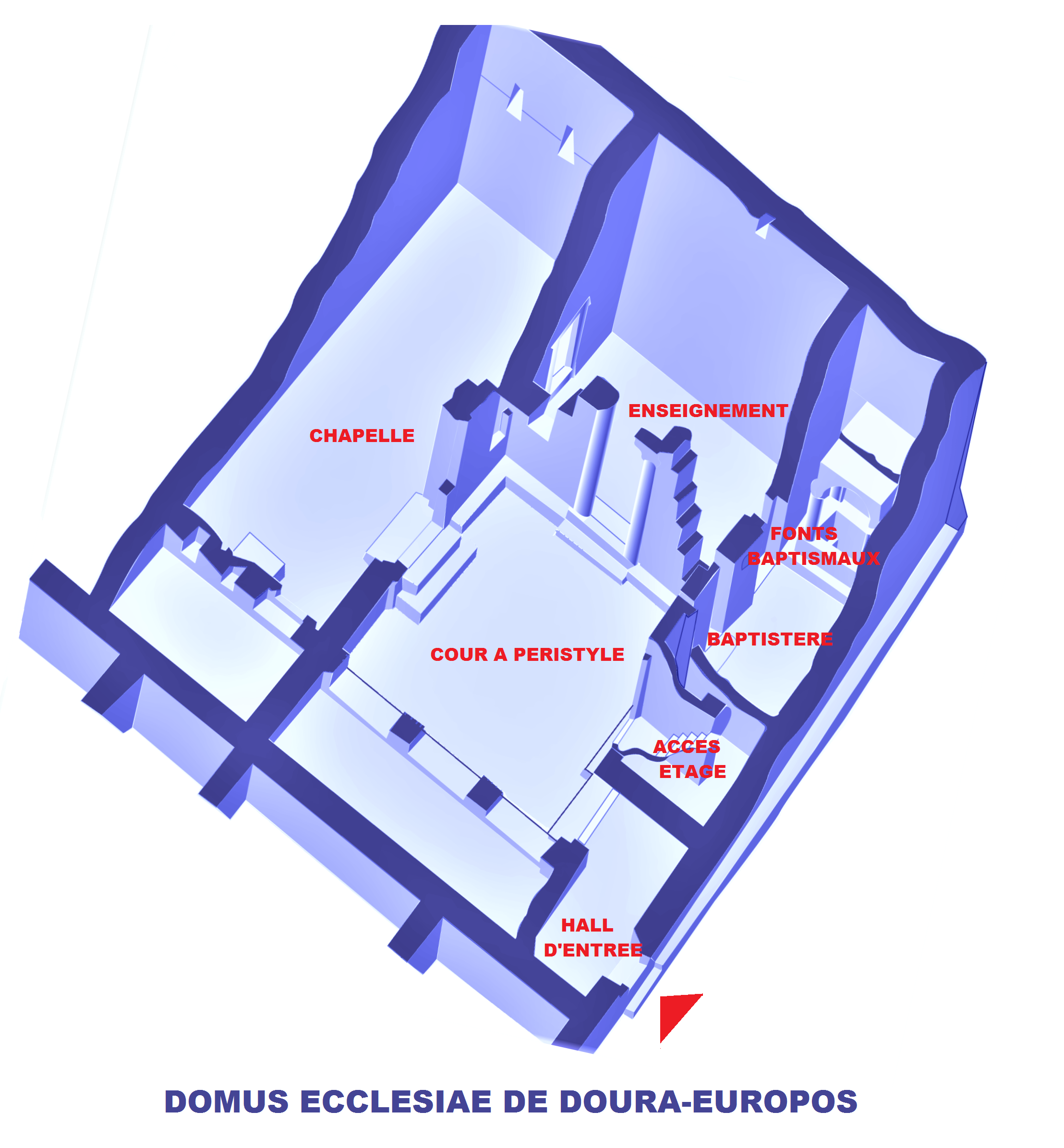
Domus ecclesiae de Doura Europos

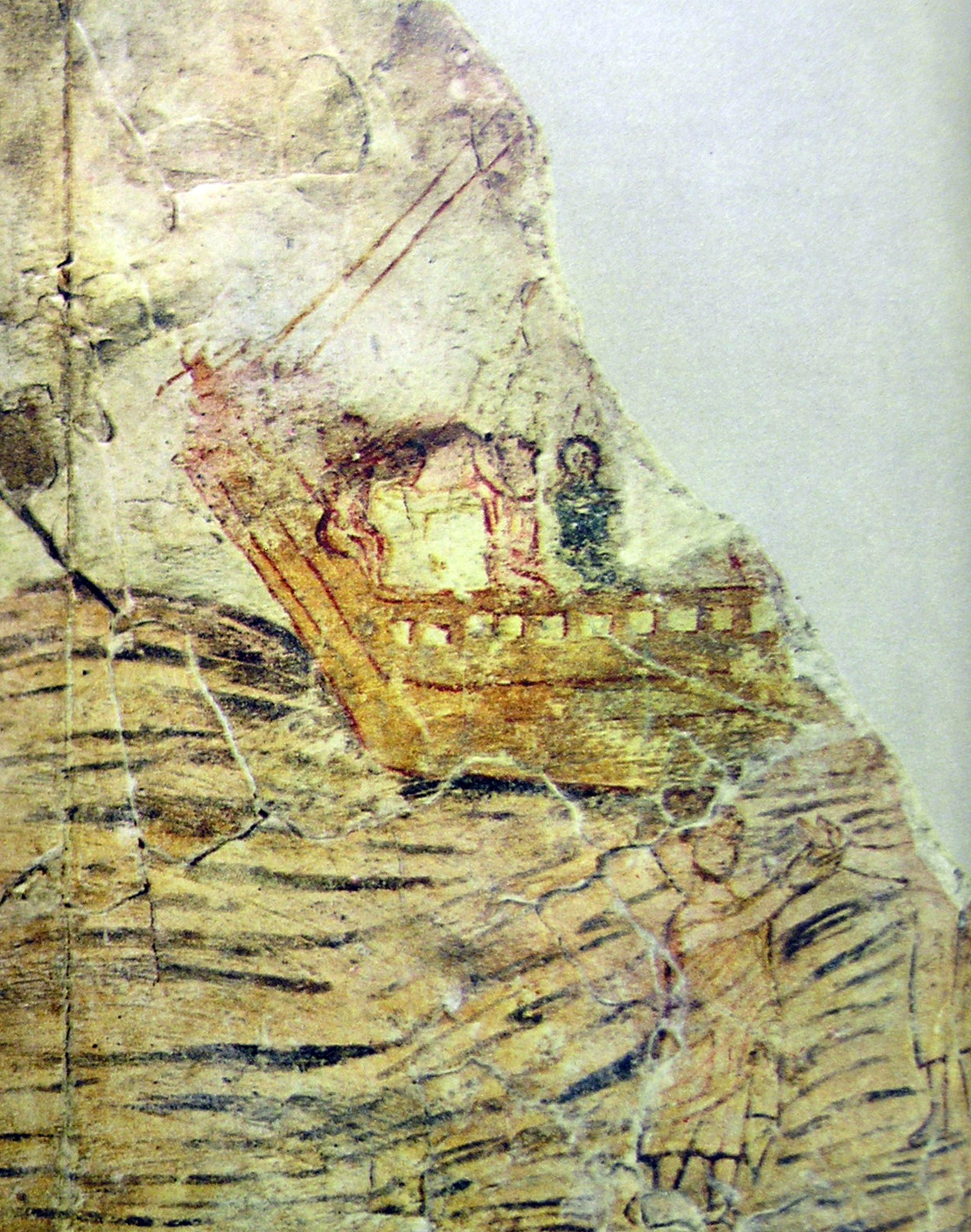
Cristo camina sobre el agua en el baptisterio de Dura Europos.

En el sitio arqueológico de Dura Europos, se descubrió en el año 1931 (en el mismo distrito que la sinagoga y un santuario a Mitra) la iglesia más antigua conocida, construida en el siglo II hacia el año 232 (se sabe debido a su arquitectura, decoración e incripciones). Esta era de un antiguo asentamiento helenístico convertido en guarnición fronteriza romana y situado cerca del río Éufrates (hoy en Siria). 
La domus ecclesiae de Dura Europos es una casa construida de forma parecida a las otras viviendas del lugar, pero con un mayor tamaño. Se ingresa desde la calle a través de un corredor en chicane que se abre a un patio pavimentado con un pórtico en uno de los lados. Frente a este acceso, una gran puerta se abre hacia una amplia sala, esta disposición puede recordar al diwan oriental en su decoración y símbolos, ya que estos no ofenden al pensamiento cristiano. Un banco de ladrillos recorre las paredes, y en un momento este se eleva para marcar el lugar de quién estaba presidiendo en ese lugar. Desde el patio se puede acceder a otra habitación de menor tamaño. Tanto el patio como esta habitación más pequeña se empleaban para la celebración de reuniones y ágapes. También había una escalera que conduce al piso superior (hoy desaparecido), que se dice que podía acoger la residencia de algún personaje importante, como lo era el obispo. 
En el momento de la construcción de esta “casa de Dios”, los cristianos ya contaban con cierta libertad que les permitía disponer de lugares de culto y cementerios en común. Pero, a excepción del bautismo, el culto cristiano no requería de un edificio especializado. En la misma sala se celebraba la Eucaristía y se escuchaban las homilías y sermones, es decir, no hay un altar fijo ni una separación formal entre clérigos y fieles. 
Para el paso simbólico de lo profano a lo sagrado, y del catecúmeno al cristiano, el espacio del baptisterio estaba cargado de mensajes. La pequeña sala que da al patio podría tener función de oratorio, con un arco de medio punto apoyado en columnas, donde se espera que hubiese un altar. Pero, en su lugar se encuentra una especie de bañera recubierta con un tipo de yeso duro. Esta sala era probablemente el baptisterio de la comunidad, donde el futuro cristiano podía ver en las pinturas que lo rodeaban las enseñanzas cristianas: la fe en Cristo resucitado, el perdón de los pecados, el bautismo como arma contra el mal, y el Buen Pastor que guía a los hijos de Dios hacia la vida eterna. A modo de conclusión, cabe destacar que no se ha llegado a una definitiva sobre cómo comenzó el arte paleocristiano ni cómo las escenas pudieron ser trasladadas de un lugar a otro.

#### Lostitulide Roma

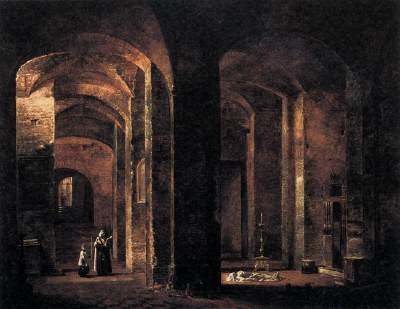
Cripta de San Martino ai Monti por François Marius Granet (1806).

Alrededor de 260, bajo el emperador Galieno (r. 253-268), un primer edicto de tolerancia permitió hasta finales de siglo organizar las parroquias de Roma y en ese momento se construyeron en casas privadas algunas iglesias, conocidas como tituli, por el nombre de sus propietarios que se ponía en una placa de mármol en los mencionados edificios. Con las persecuciones de Diocleciano, muchos de estos edificios fueron arrasados para eliminar cualquier rasto del cristianismo, sin embargo el que se encuentra debajo de la actual Basílica de San Martino ai Monti fue objeto de restitución. Aunque los cristianos de Roma tuvieron lugares de culto en el siglo III, queda poca evidencia arqueológica de ellos
Para estas ceremonias religiosas normalmente se adaptaba el triclinio, como sala mayor, para la celebración de los ritos religiosos. Estos ritos o ceremonias incluían oraciones, lectura de pasajes de los Evangelios y Epístolas, así como sermones. En el siglo III, la misa estaba presidida por los episkopoi (obispos), y se separaba a aquellos que estaban recibiendo la formación pero aún no habían recibido el bautismo (catecúmenos), de manera que iban a otra habitación mientras se celebraba la Eucaristía. Antes de la construcción de iglesias o basílicas, no había un altar fijo, sino que las ceremonias se celebraban sobre una mesa sencilla.
Bajo diez metros de la actual basílica de San Martino ai Monti, identificado como Titulus Aequitii, nombre proveniente de su propietario Equizio, estaba una de las casas privadas de Roma utilizadas como domus ecclesiae. Esta construcción se llevó a cabo a finales del siglo II o principios del siglo III y se trataba de un edificio rectangular de dos plantas con un gran patio central. En la planta baja, la cual se cree que estaba destinada a las funciones de culto religioso, había una gran sala dividida por columnas donde se celebraba la Eucaristía. Además había otra sala reservada para los catecúmenos, pero no se han encontrado vestigios arqueológicos de ninguna pila bautismal. La planta superior podría haber sido utilizada como vivienda privada. La primera iglesia fue fundada por el papa Silvestre I en el siglo IV, que en su origen estaba dedicada a todos los mártires, posteriormente el papa Símaco la dedicó a san Martín de Tours y el papa san Silvestre, la agrandó y la elevó sobre la anterior. En el siglo IX el papa Sergio II ordenó su restauración y la construcción de la actual basílica de San Martino ai Monti.

#### OtrasDomus ecclesiæ
Además de las domus ecclesiae anteriormente mencionadas, existen otros ejemplares de esta forma arquitectónica.
La domus ecclesiae¡¡ de Meguido, localizada en el sitio arqueológico de Tel Megiddo, fue descubierta en 2005 por el arqueólogo israelí Yotam Tepper de la Universidad de Tel-Aviv. Está datada a principios del siglo III. La domus ecclesiae disponía de gran mosaico de 54 metros cuadrados, conteniendo una inscripción griega en la que se dice: «La amante de Dios Akeptous ofreció la mesa a Dios Jesucristo como memorial». El mosaico está muy bien conservado y presenta figuras geométricas e imágenes de peces, un símbolo típico en el arte paleocristiano.
La iglesia de Áqaba fue hallada en la ciudad homónima en Jordania en 1998, y se considera que pudo haber sido la primera iglesia cristiana construida específicamente para la función de culto en el mundo. La primera fase de la misma fue construida hacia finales del siglo III, y fue expandiéndose posteriormente hasta su destrucción por un terremoto en el año 363. El edificio tenía la forma de una gran basílica de tres naves, con nártex, y orientada en un eje este-oeste. Medía 26x16 metros y estaba construido con ladrillos de adobe sobre cimientos de piedra, probablemente con nave y pasillos abovedados, y puertas arqueadas.
Restos de una escalera sugieren que probablemente tenía un segundo piso. La nave terminaba en un presbiterio seguido de un ábside rectangular.

### Basílicas
Con la proclamación en 313 del Edicto de Milán, los cristianos pudieron practicar libremente sus cultos religiosos. Durante el reinado de Constantino I se produjo una reversión del trato que les daba el imperio, porque Constantino se apoyó enteramente en las novedades traídas por el cristianismo. Cambió Roma y el mundo. Antes del edicto, Constantino ya había reconocido en el cristianismo la mayor fuerza espiritual de todo el Imperio. Captó las energías a punto de estallar y les dio rienda suelta sin sofocar las fuerzas del paganismo que aún seguían vivas. En la basílica construida por Majencio, la estatua de Constantino en el ábside que sustituye a las imágenes de Júpiter, pero con una mirada hacia lo divino. Para apropiarse de esta basílica, añadió un segundo ábside y un vestíbulo en el lateral para transformarlo en un edificio de nave central.
Constantino fue el primer soberano que colocó al hombre en el centro del Universo. Las obras nuevas ya no buscaban más traducir una vida exterior, sujeta a la ley natural orgánica, a la gravedad, sino crear un universo espiritual luminoso que trascendiese la vida terrestre. Con él a la cabeza, el cristianismo y sus líderes pasaron a desempeñar puestos principales. Con el culto permitido y público y aumentando cada día el número de creyentes, la arquitectura necesaria para acogerlos pasó del simple refugio en casas privadas, a requerir nuevas formas monumentales que se inspiraban en la arquitectura romana de la época, tomando como modelo las basílicas de los centros cívicos con actividades de mercado y salas de justicia. Estas nuevas basílicas siguen empleando las mismas formas, pero con diferente uso: en los edificios cristianos el culto y las asambleas se realizaban en el interior, mientras que el culto grecorromano se efectuaba en el exterior, alrededor del templo
A pesar de la gran cantidad de templos o basílicas cristianas que se construyeron durante el siglo IV, casi todos fueron en siglos posteriores destruidos o reformados.
Es sorprendente encontrar desde el siglo IV, en todas las provincias del Imperio, iglesias que adoptaron la misma forma de basílica de tres naves. Estéticamente, en el interior, todas esas basílicas se parecen, y es posible que los cristianos se hayan aferrado a ese tipo de salas, porque eran aptas para sus reuniones litúrgicas. Apreciaban el efecto que produce una sala basilical en quien entra por la puerta del medio: la doble columnata simétrica que encuentra frente a él dirige su mirada hacia la mesa del altar fija al fondo. Dado que el coro, con su mesa eucarística, está inmóvil frente al ábside y nada expresaría mejor la idea de estancia divina. El coro evocaría el cielo inteligible y la nave representaría a la tierra o el universo material.

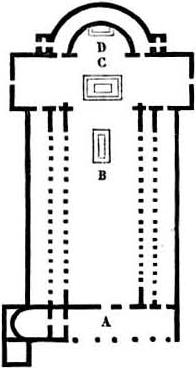
Plano reconstruido de la Archibasílica de San Juan de Letrán, que se puede considerar como una tipología normal de las basílicas paleocristianas.

#### El origen de la basílica cristiana

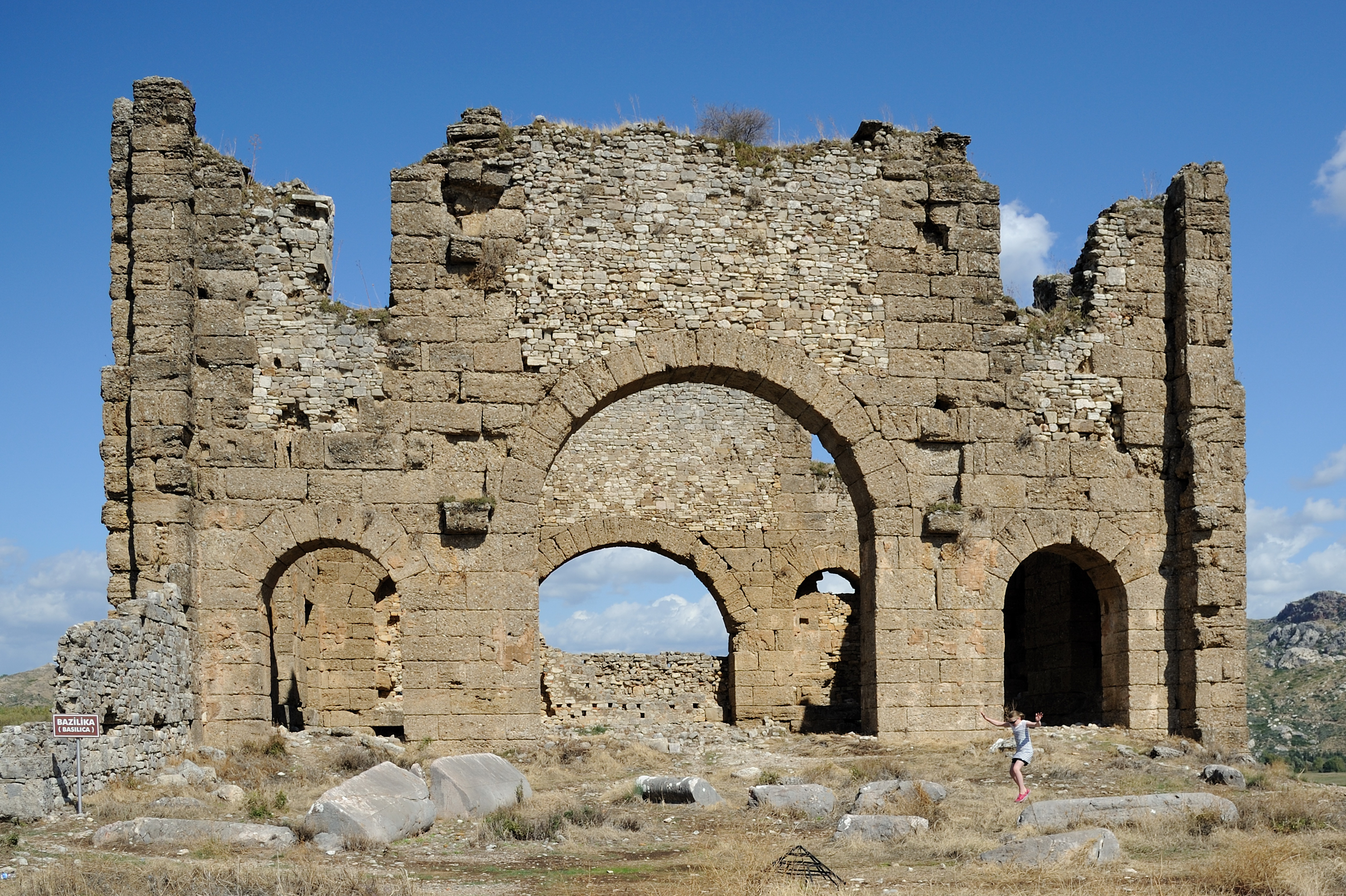
La basílica de Aspendos

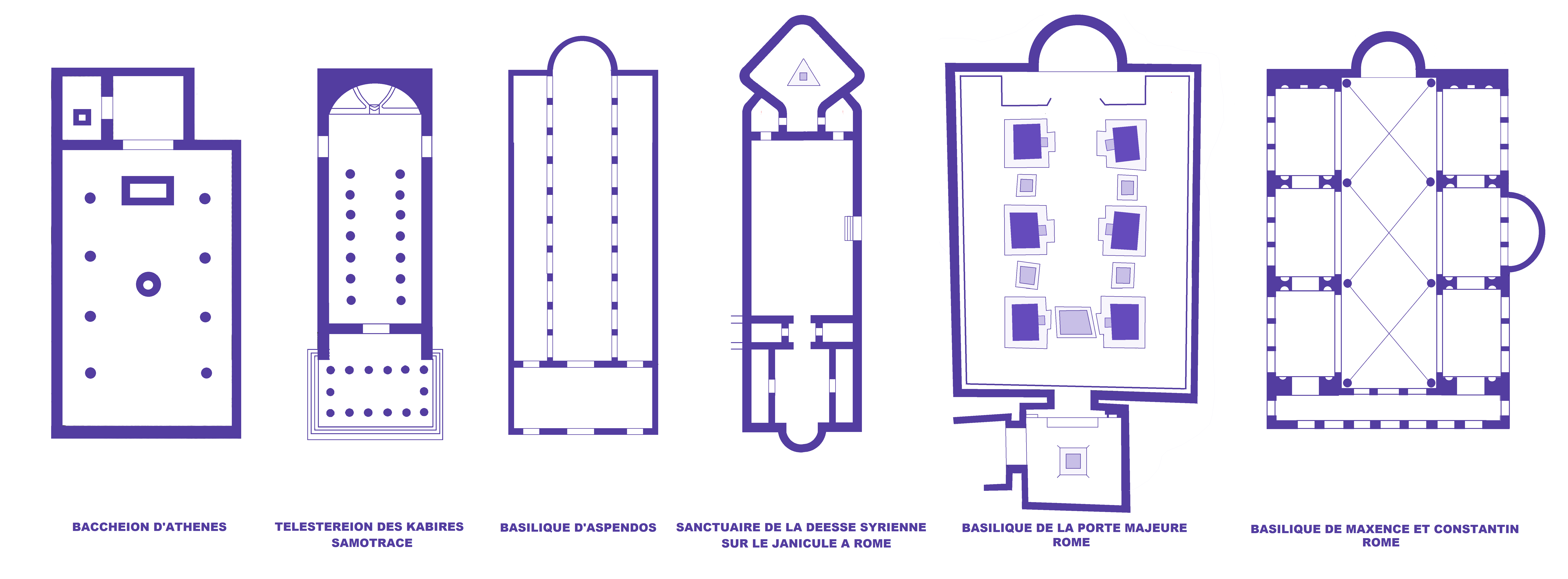
Edificios en el origen de las basílicas cristianas

El origen de la basílica cristiana es controvertido, con autores que apuestan por una creación original y otros que lo hacen por una imitación de modelos paganos.
- Para el arquitecto Alberti, la basílica cristiana era solo la reproducción por el cristianismo de la basílica judicial de los romanos y esta hipótesis la retomaron Viollet-le-Duc, Auguste Choisy o Jules Quicherat, aunque todos presentaron modelos diferentes. Desde de sencillas salas sin columnas interiores, la de Majencio consta de tres naves abovedadas; otras como la basílica Julia son vastos pórticos abiertos por todos lados y la basílica Ulpia de Trajano está formada por dos ábsides opuestos. Esta solución no parece satisfactoria para todos los estudiosos.
- Para Dehio y Bezol, derivaría de la casa antigua porque el culto se celebraba en la casa de los grandes personajes. Puesto que la casa romana está formada por un amplio atrio que se continúa a derecha y a izquierda por dos alas que forman las bases de una cruz. Sobre estas alas se abre una gran sala cuadrada, la sala de honor donde el maestro celebraba el culto doméstico. La dificultad es la falta de la doble columnata de la basílica cristiana, pero el atrio romano se modificó bajo la influencia de Grecia y en Pompeya se encuentran casas con doble columnata. La casa romana con su nave, su transepto, su ábside se convierte entonces en una auténtica basílica.
- El descubrimiento de la domus ecclesiæ de Dura Europos y los muros subterráneos cerca del ábside de la basílica de San Martino ai Monti muestran que el culto cristiano se celebraba en casas ordinarias con habitaciones que abrían al patio.
- Para G. Leroux, la basílica cristiana no es una creación del arte cristiano, sino una adaptación al nuevo culto de una forma monumental más antigua. La basílica cristiana con su ábside, su frente estrecho y sus tres naves es idéntica a la basílica civil del modelo griego. La sala de reunión cristiana se asemeja a las salas de asambleas de las cofradías paganas como el Baccheion de Atenas o el santuario de la diosa siria del Janículo, que se llamaban basílicas.[39][40]'[41]

### Estructura de la basílica
La basílica paleocristiana en general constaba de tres partes: un atrio de acceso, el cuerpo de la basílica longitudinal, dividido en tres o cinco naves separadas por columnas, la nave central siempre solía tener más altura, mientras sobre las naves laterales a veces tenían unas galerías o tribunas llamadas matroneo especialmente realizadas para las mujeres. En el presbiterio, se situaba el altar. La cabecera estaba ocupada por un ábside cubierto con una cúpula de un cuarto de esfera. Los no bautizados ocupaban un lugar ante la puerta de la basílica llamado atrio o nártex donde solía haber una gran pila de agua para las abluciones. La cubierta en la construcción de la basílica paleocristiana primitiva acostumbraba a ser a dos aguas con techumbre de madera, poco pesado, por lo que sus muros eran completamente lisos y no había necesidad de construir contrafuertes. La luz exterior provenía de grandes ventanas abiertas en las paredes laterales y de la parte alta de la nave central por el claristorio. Muchos de los materiales empleados como las columnas y capiteles fueron aprovechados de otros edificios romanos.
Esta práctica se conoce como spolia, que consiste en la reutilización de materiales constructivos o decorativos de edificaciones o monumentos antiguos en otros nuevos. Esto era muy común en la Antigüedad y más en la Edad Media, y tienen un sentido ideológico, para enlazar esa arquitectura con un momento histórico significativo, o práctico, para no tener que producir piezas nuevas.

### Funcionalidad
Se utilizó la arquitectura cerrada correspondiente a la basílica civil romana, principalmente porque el templo romano o griego era normal que se rechazara por su significación contraria al cristianismo, pero también porque el tipo estilístico no era fácil ajustarlo al nuevo rito cristiano, el sacrificio pagano se realizaba en un altar situado en el exterior del templo y el interior se utilizaba para colocar la estatua del dios al que se dedicaba su culto. También en la religión cristiana se efectuaba el acto del sacrificio simbólico en un altar para la transubstanciación del vino y el pan en la sangre y el cuerpo de Cristo, pero siempre se había realizado en lugares cerrados, como había sido realizado en la Santa Cena celebrada por Cristo. Para el ritual del siglo IV se necesitaba un camino para el recorrido procesional del clero, una parte donde se colocaba el altar y se celebraba la misa, otra parte para los fieles que participaban en la procesión y comunión y otra para los catecúmenos o no bautizados.

#### Las basílicas delsigloIV

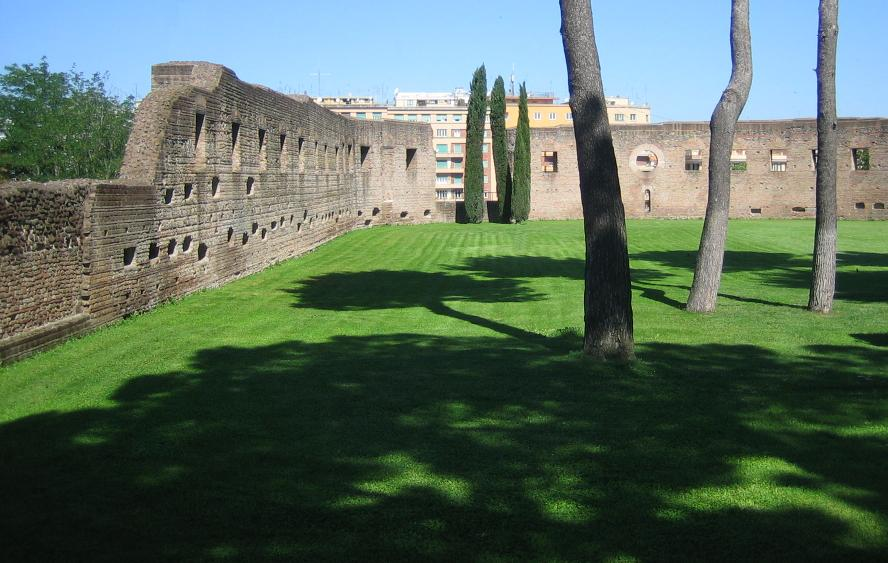
Ruinas de Santa Inés Extramuros

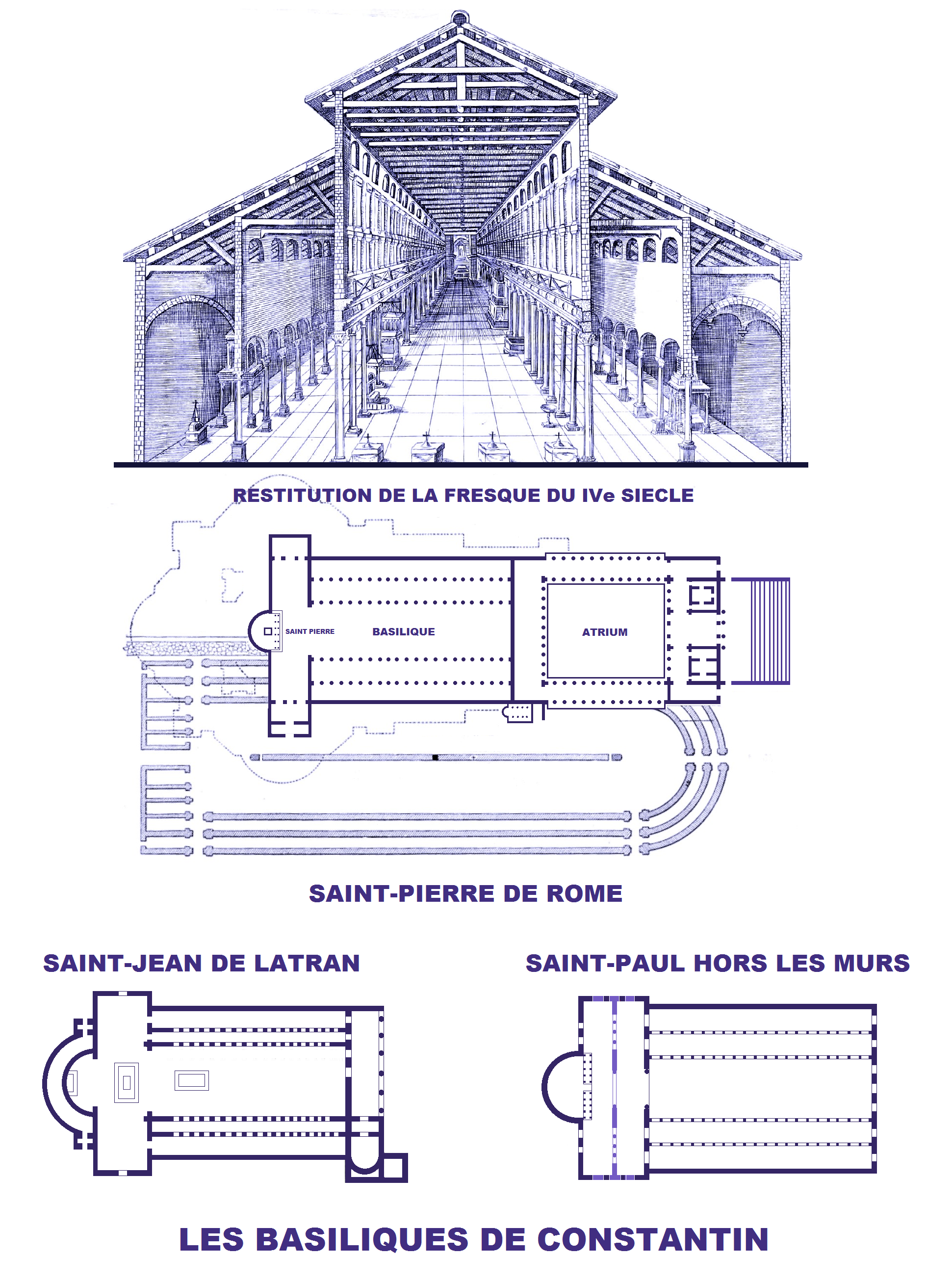
San Juan de Letrán, San Pedro del Vaticano, San Pablo Extramuros

El propio emperador Constantino fundó varias basílicas en Roma —San Juan de Letrán (312-319), San Pedro del Vaticano consagrada en 326— y los miembros de su familia hicieron lo propio. Otras iglesias fueron fundadas en Jerusalén: Santo Sepulcro, Basílica de la Natividad, Monte de los Olivos en 325-337 y en Constantinopla: Santa Sofía, Santos Apóstoles en 333-337. Constancio II completó algunas sin demasiada prisa mientras los papas y obispos las construían en Roma y en todo el Imperio. Se conocen el Santuario de la Ascensión en Jerusalén, San Sebastián Extramuros, Santa Inés Extramuros, San Lorenzo Extramuros y Santos Pedro y Marcelo en Roma, la catedral de San Pedro en Trier, la catedral de Gerasa en Palestina, la Iglesia episcopal de Epidauro en Grecia y varias iglesias en Siria e incluso en el norte de Mesopotamia, incluido el Baptisterio de Nisibis.
En el siglo IV, las basílicas fueron occidentalizadas y la fachada de entrada estaba al este, la estructura es bastante pobre con una rica decoración de pinturas murales y de mosaicos.
Después de la muerte de Constantino, habrá que esperar hasta la llegada de Teodosio I en el año 379 para encontrar un nuevo esfuerzo, durable y definitivo de la construcción con la política pro-cristiana y anti-pagana de Teodosio y sus sucesores.

##### San Juan de Letrán
La basílica de San Juan de Letrán está construida sobre el emplazamiento del palacio de la familia de los Laterani. Fue confiscado y luego entregado por emperador Constantino al obispo de Roma, seguramente el papa Melquíades I (310-314 d. C.). En 313, se celebró allí el primer concilio y se convirtió en la residencia habitual de los papas, el palacio de Letrán.
Junto al palacio se construyó la basílica dedicada al santo Salvador (la actual basílica de San Juan de Letrán), consagrada por el papa Silvestre I. Con el tiempo, esta basílica se ha ido transformando, pero se ha podido reconstruir el proyecto original, cuya planta refleja sobre todo la función: es un edificio sencillo, de casi cien metros de largo por unos cincuenta metros de ancho porque debía albergar a toda la comunidad cristiana de Roma en su función de iglesia de la asamblea. Constaba de una nave central, más ancha, y dos más estrechas en cada lado separadas por grandes columnatas; la nave central era más alta y con una cubierta a dos aguas. Entre esta cubierta y las de las naves laterales había una hilera de ventanas para iluminar el interior de la basílica. Toda la construcción estaba hecha de ladrillo excepto las columnas de mármol y la cubierta con carpintería de madera que no genera esfuerzos laterales. Por la nave central entraban en procesión el obispo de Roma seguido por su clero hasta llegar al gran ábside donde tenían sus asientos y el altar para celebrar la ceremonia, mientras los fieles utilizaban las naves laterales más cercanas a la central y los catecúmenos las naves más exteriores, que al parecer estaban separadas por cortinas colocadas en los intercolumnios. Si Constantino I financió esta basílica, fue construida con economía y se ven capiteles de varios estilos que parecen rescatados. Un espacio transversal, el transepto no está muy caracterizado pero marca la separación entre los fieles y el espacio de celebración.Una pintura mural de Gaspard Dughet en la Basílica de San Martino ai Monti muestra el interior de San Juan de Letrán antes de 1650.

##### San Pedro de Roma

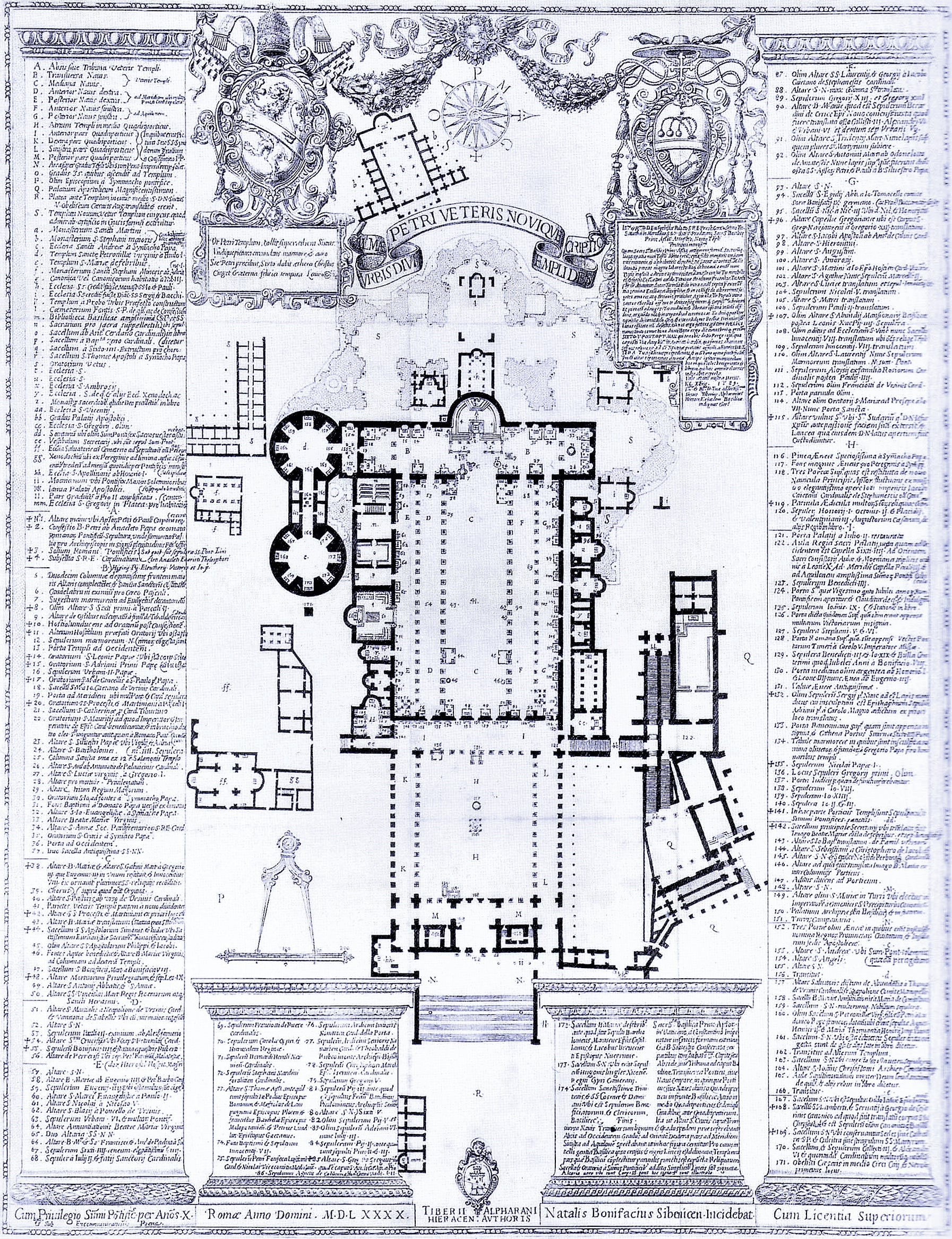
San Pedro de Roma en 1540

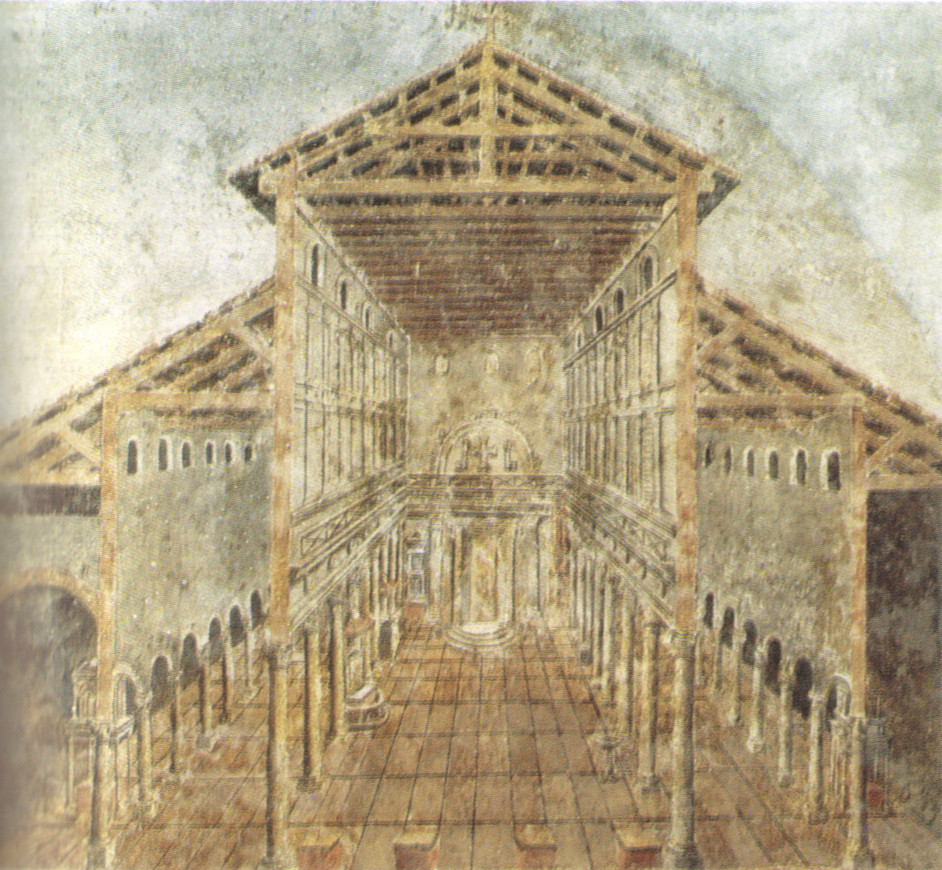
Fresco que reproduce el aspecto de la Antigua Basílica de San Pedro durante el.

También bajo el mecenazgo de Constantino se empezó la construcción en Roma de la Antigua Basílica de San Pedro, cuya construcción inició entre el 326 y el 330, y acabó en el 360, era una de las basílicas paleocristianas más importantes. Se realizó sobre donde estaba la sepultura del mencionado santo en la Colina Vaticana y donde ya se encontraba un pequeño santuario en su honor. La cronología exacta de la construcción no es conocida, aunque el Liber Pontificalis indica que fue edificada por Constantino durante el pontificado del papa Silvestre I (314-335). Desaparecida en la actualidad, es conocida por documentos anteriores a su destrucción durante el Renacimiento. Varios escritores dejaron descripciones detalladas como Tiberio Alfarano en De Basilicae Vaticanæ antiquissima et nova structura (1582) —que tiene una planta del antigua basílica, aunque no fue editada hasta el año 1914,— o la obra de Onofrio Panvinio De rebus antiguis memorabilibus et praestantia basilicae S. Petri Apostolorum libri septem. Se conoce por las excavaciones y por la planta muy precisa de Alfarano de 1540.
Su planta sería similar a la de San Juan de Letrán, de unos ciento diez metros de longitud y un desarrollo más considerable del transepto. El acceso a la misma tenía lugar a través de un patio o atrio rodeado de arquerías donde se reunían los fieles, preludio de los claustros conventuales, hasta que se llegaba a un vestíbulo transversal llamado nártex, donde aguardaban los catecúmenos o no bautizados. Acto seguido se ingresaba en el templo dividido en cinco naves, dos a cada lado y una central, más alta y ancha que conducía directamente al altar situado al fondo en un ábside semicircular saliente, en una cabecera plana orientada al Oeste como la del Santo Sepulcro en Jerusalén. Antes del ábside, se encontraba el transepto. Aquí se encontraba el martyrium de san Pedro bajo un baldaquino de mármol apoyado sobre cuatro columnas también de mármol con sus reliquias y donde se reunían los peregrinos que venían a honrarlo. Las naves estaban separadas cada una por veintiuna columnas que sostenían un entablamento sobre el que reposaban una serie de arcos que permiten el paso de la luz para iluminar el interior de la basílica, una solución más onerosa que los arcos de medio punto utilizados en San Juan de Letrán. Esa planta de cinco naves, con transepto y atrium salientes, será retomada por otras iglesias de Roma, comenzando por San Pablo Extramuros, construida bajo Teodosio I.
En la planta de 1540 aparecen las rotondas funerarias de los teodosianos que son del final del siglo IV o del comienzo del siglo V, durante el reinado de Teodosio I. Allí estaría enterrada una de las princesas y Carlomagno habría restaurado la otra para convertirla en su lugar de enterramiento, aunque finalmente eligió la capilla Palatina de Aix-la-Chapelle.
Antes de la construcción de la cripta por Gregorio Magno en el siglo VI, la visión de la tumba de San Pedro se presentaba a los fieles bajo un dosel con columnas en espiral retomadas simbólicamente en construcciones posteriores, con cortinas que ocultan una puerta que se abre durante ciertas ceremonias. No había altar. Durante la construcción de la cripta, ese lugar de peregrinación se transformaría en un lugar eucarístico con un altar con ciborium situado justo encima del sepulcro del santo. La cripta anular daba paso a un espacio donde reposaba san Pedro y organizaba un nuevo encaminamiento de los fieles.

##### Basílica de la Natividad de Belén
La basílica de la Natividad de Belén es la única basílica constantiniana que está casi intacta a excepción del ábside y de los techos. Fue fundada para glorificar el santuario de la Natividad de Cristo por santa Helena, madre de Constantino, alrededor del 333, aunque tuvo que ser reformada en el siglo VI, después de haber sido quemada y destruida durante la rebelión de los samaritanos del año 529 encabezada por su líder Juliano ben Sabar. La disposición arquitectónica, de planta longitudinal, es a la vez nueva, grandiosa y armoniosa. La cripta sagrada está cubierta por una especie de caja octogonal con una cúpula cónica de carpintería coronada por una linterna y un edículo central abierto, rodeada por una barandilla, sobre el lugar del nacimiento de Jesús. Por las necesidades del culto, el espacio basilical de cinco naves está precedido por un espacioso atrium con galerías cubiertas que servía de descanso a los peregrinos, de planta prácticamente cuadrada (28 x 29 m). Esta iglesia ignora los reempleos, los fustes de las columnas, las bases y los capiteles corintios son prolijos y deben haber sido realizados por el mismo taller.

##### El Santo Sepulcro de Jerusalén

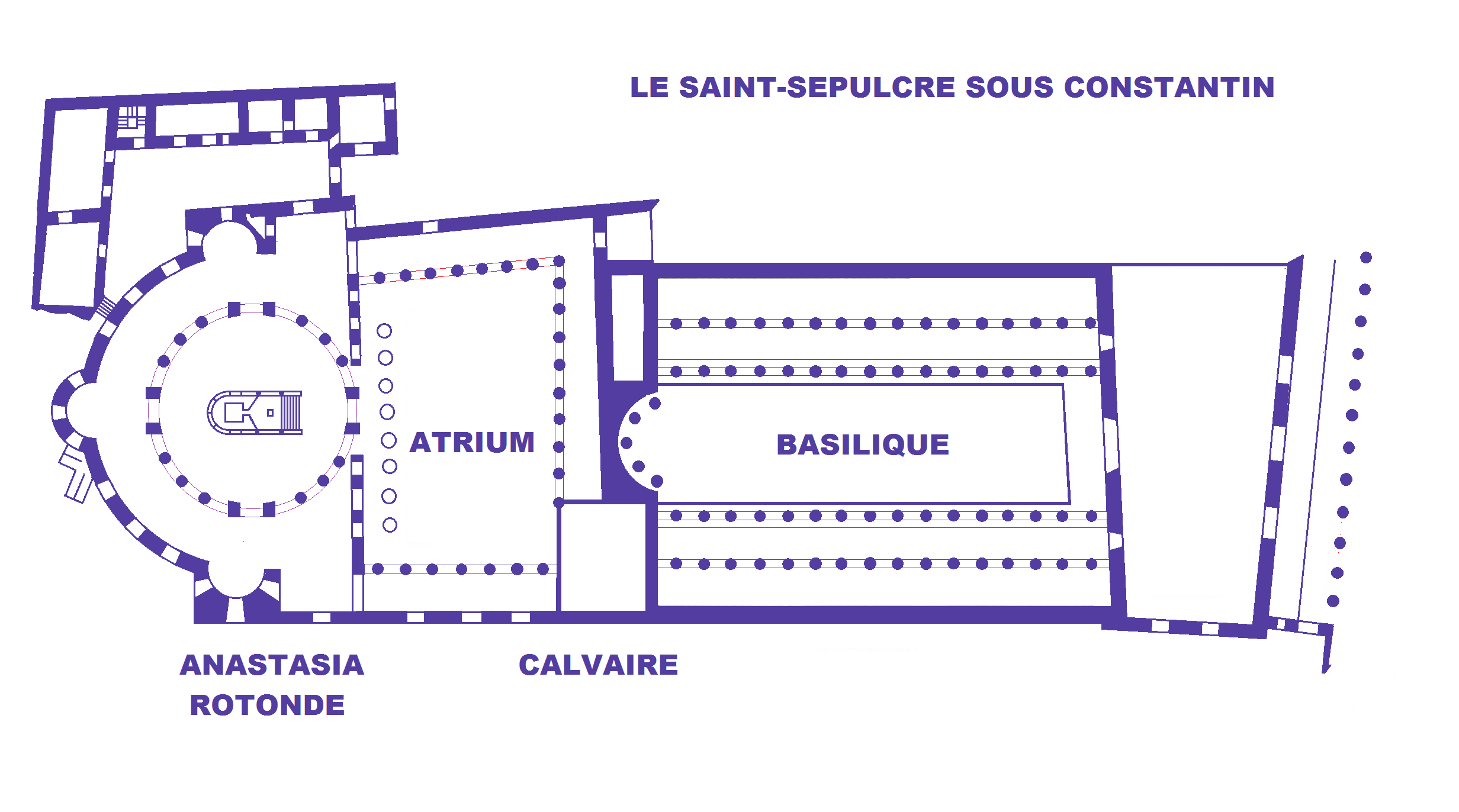
Santo Sepulcro en Jerusalén

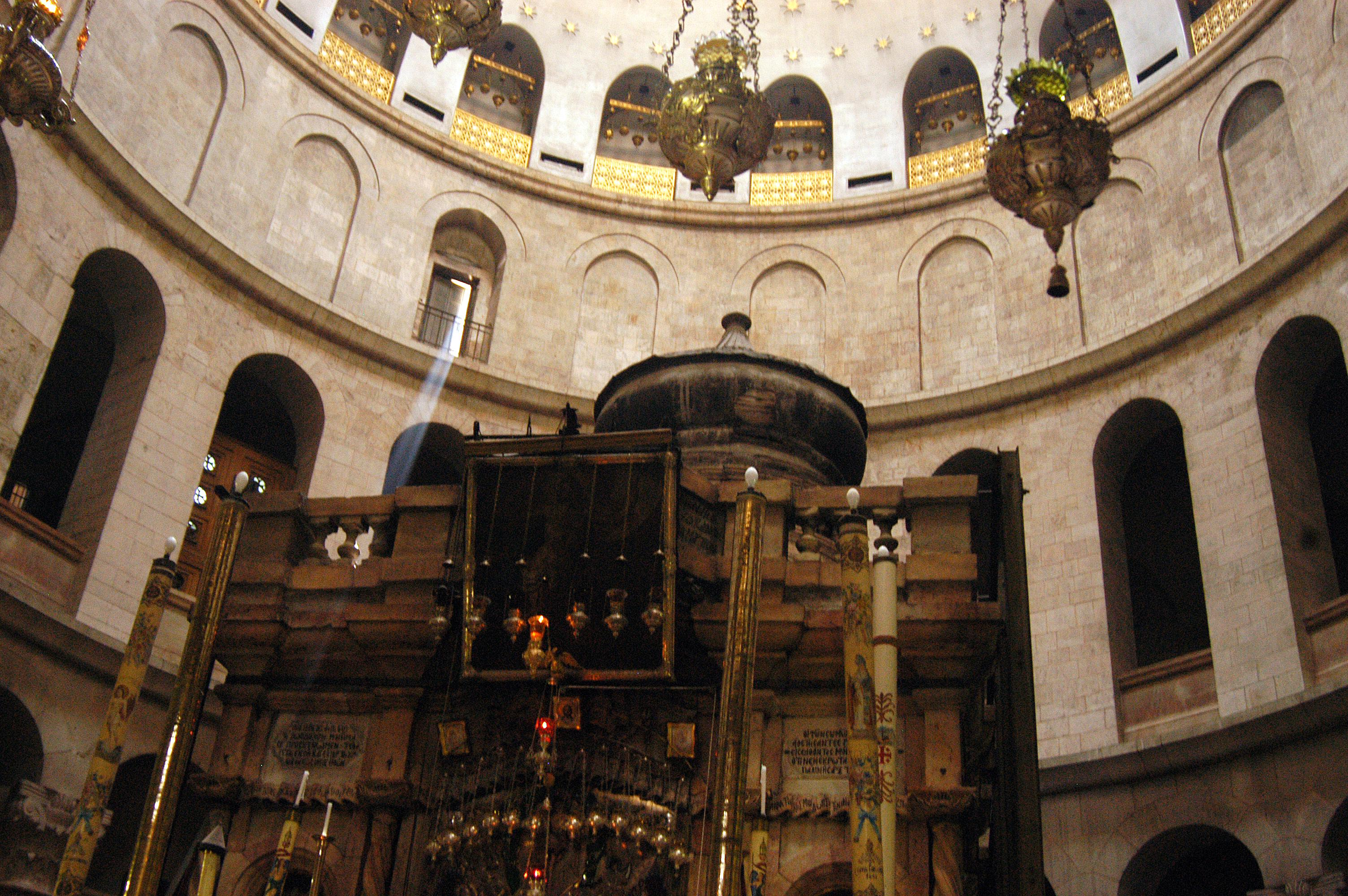
Lugar del Santo Sepulcro.

El emperador Constantino pidió al obispo Eusebio y Macario que se encargara de la obra del templo, aunque también mandó a su propia madre Helena para que entre dirigieran las obras. El templo cristiano se consagró el 13 de septiembre de 335. Unos años después, hacia el año 350, el mismo emperador o alguno de sus hijos, alrededor del antiguo sepulcro, realizaron la llamada «Anástasis Rotonda», para celebrar la Resurrección, agrandando su construcción con una nueva edificación del tipo rotonda de 33,7 m de diámetro, cubierta de madera en forma cónica y un deambulatorio a nivel del suelo y otro superior de medio círculo en forma de galería. Las edificaciones que hoy pueden verse en el lugar han sido objeto de muchas modificaciones.
El conjunto del Santo Sepulcro, de planta rectangular, tenía una longitud de 138 m y un ancho que variaba de 38 a 45 m y albergaba los dos lugares más sagrados del cristianismo. Fue construido como dos edificaciones diferenciadas con un atrio entre ellas:
- La gran basílica, de 56 m de longitud por 40 m de anchura, orientada de este a oeste, como el Templo de Jerusalén. Era un Martyrium visitado por Egeria en torno a 380, que constaba de una nave central con otras laterales dobles sobre las que se dispusieron unas galerías; la separación de las naves se efectuaba a través de unas majestuosas columnas de mármol con los capiteles dorados. En el ábside, recorriendo todo su semicírculo, se encontraban doce columnas simbolizando los doce apóstoles. A través de las naves laterales más exteriores, las que estaban adosadas al muro del edificio, se accedía a un amplio patio o atrio al aire libre, situado detrás del ábside.el atrio oriental con doble columnata en tres de sus lados (el Triportico) y cerrado en semicírculo en el otro, que dejaba en su interior la roca del Calvario o Gólgota (en arameo, Golgotha, «calavera»)[51] el lugar donde  Jesucristo fue crucificado.[52]
- El atrio oriental con doble columnata en tres de sus lados (el Triportico) y cerrado en semicírculo en el otro, que dejaba en su interior la roca del Calvario o Gólgota (en arameo, Golgotha, «calavera») el lugar donde Jesucristo fue crucificado.
- En el extremo opuesto del atrio se encontraba la gruta donde Elena y Macario creyeron que Jesucristo había sido enterrado, la tumba vacía de Jesús, donde fue enterrado y resucitó. Estaba en el centro de una rotonda coronada por una cúpula denominada Anastasis («Resurrección»), y cubierta por un baldaquino sostenido por doce columnas. La tumba se encuentra ahora en el centro de la rotonda cubierta por un santuario del siglo XIX conocido como el Edículo.

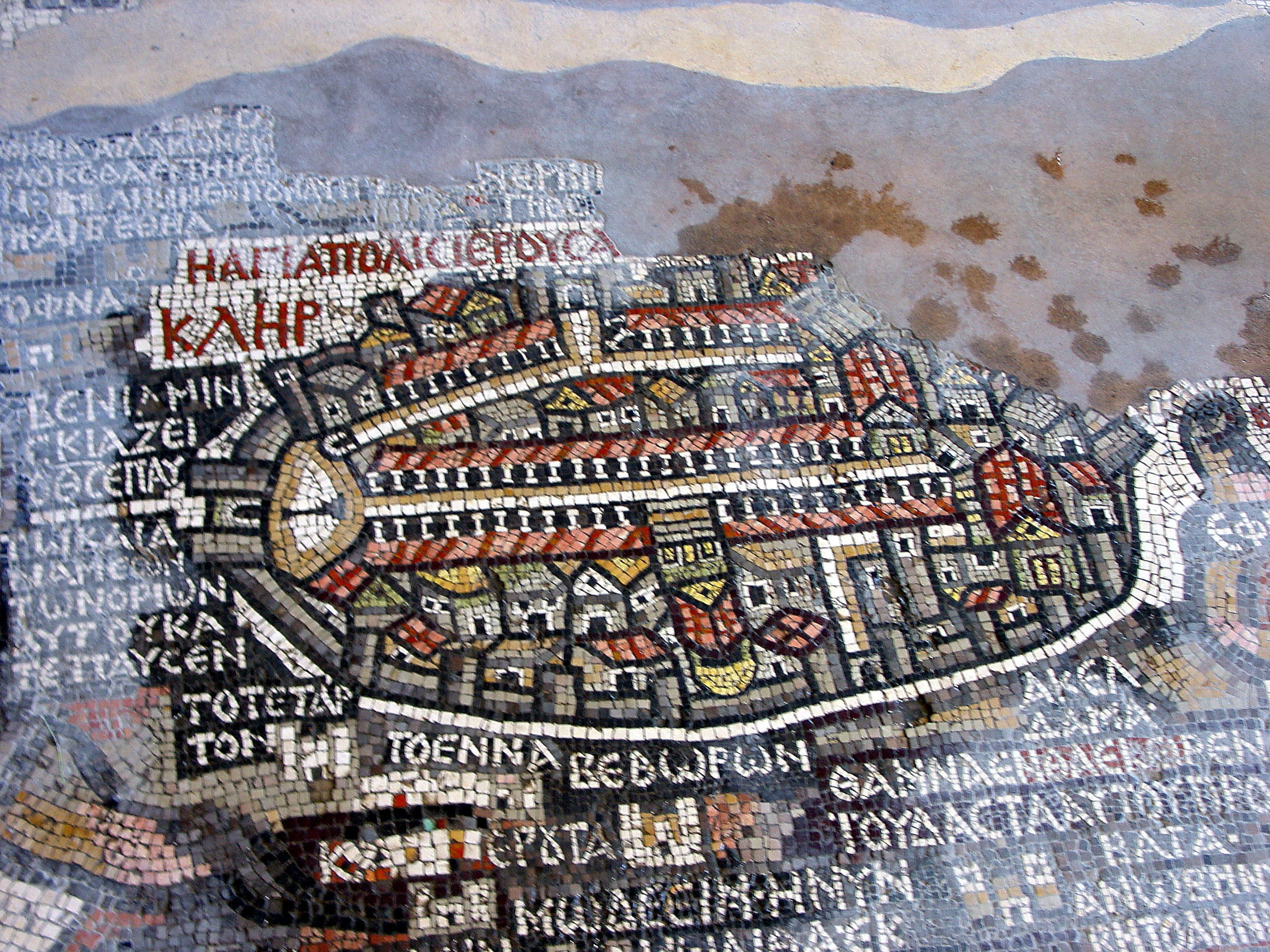
El Santo Sepulcro en el mapa de Madaba del siglo VI, un mosaico de la Iglesia de Madaba en Jordania
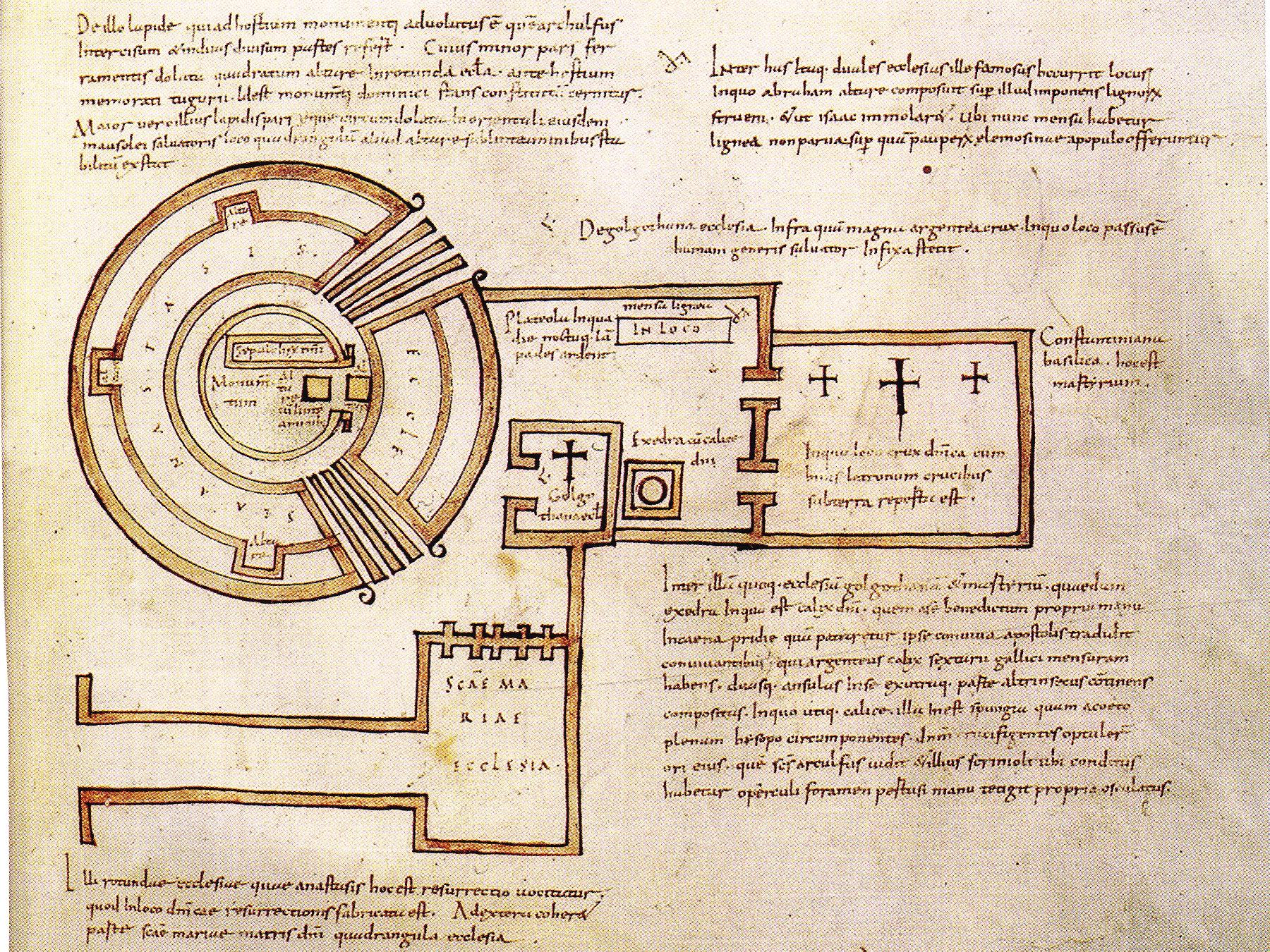
Planta del del Santo Sepulcro del obispo Arculfo
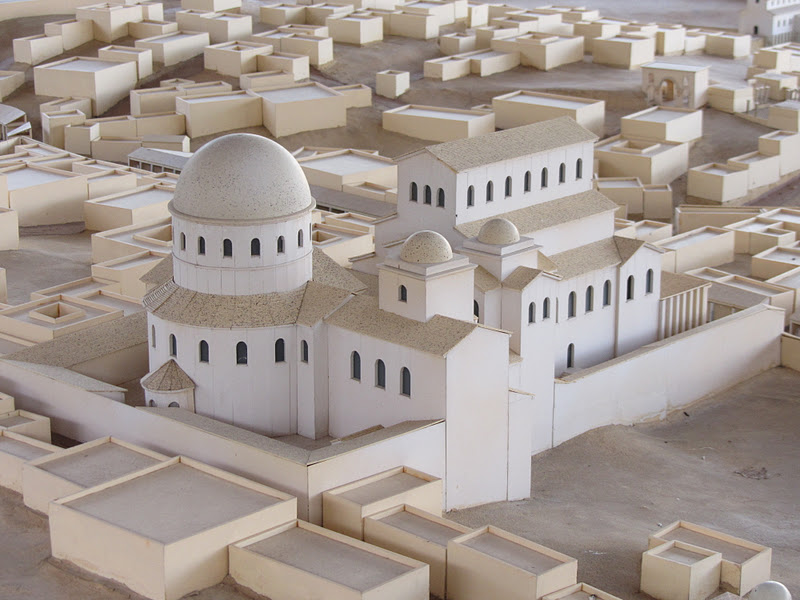
Reconstrucción del Santo Sepulcro bajo Constantino
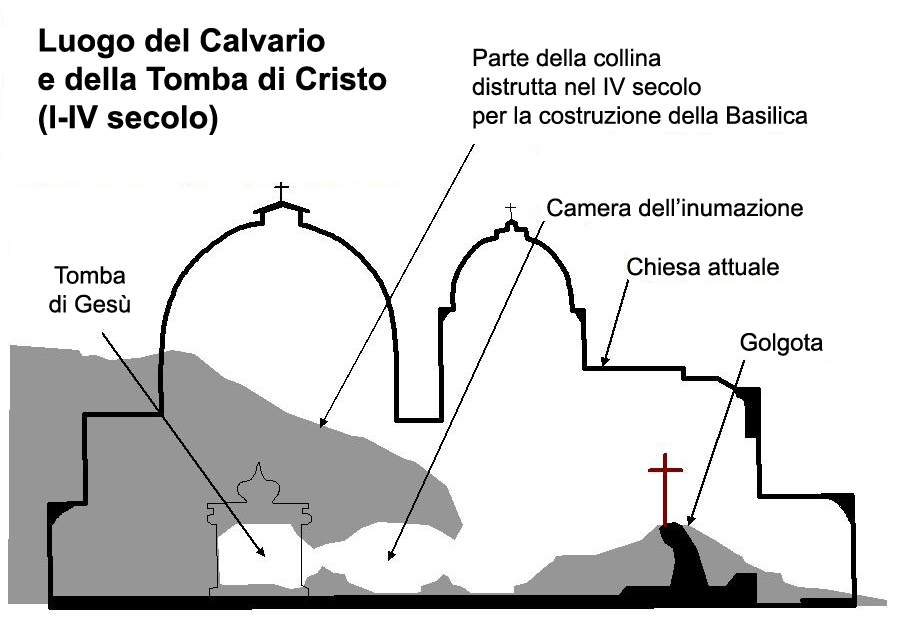
Sección rotulada en italiano del Santo Sepulcro

##### La basílica de Aquilea

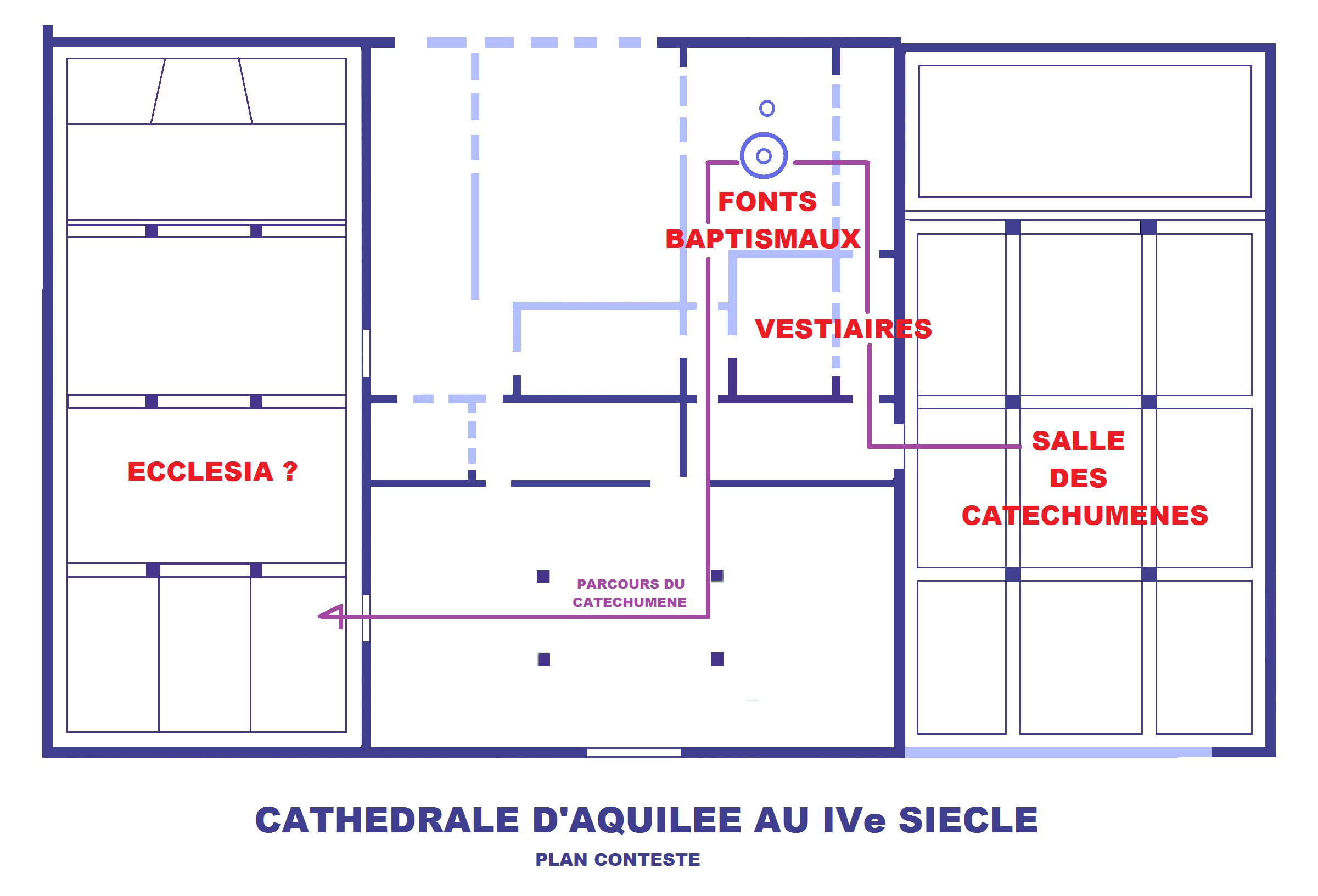
Planta del de Aquilea

La basílica patriarcal de Aquilea construida a principios del siglo IV bajo el obispo Teodoro, de la que solo se conservan los cimientos y un mosaico que data del momento de la construcción del edificio. Dos salas rectangulares se encuentran a unos treinta metros de distancia, cada una formando un edificio independiente. La sala norte de 37,40 m × 17,20 m y la sala sur de 37 m × 20 m están conectadas por habitaciones secundarias que forman parte del mismo conjunto con una fachada a la calle de Aquilea. La organización de los mosaicos supone una influencia de las obras litúrgicas en la arquitectura de la sala Sur y anuncia las futuras salas con transepto.

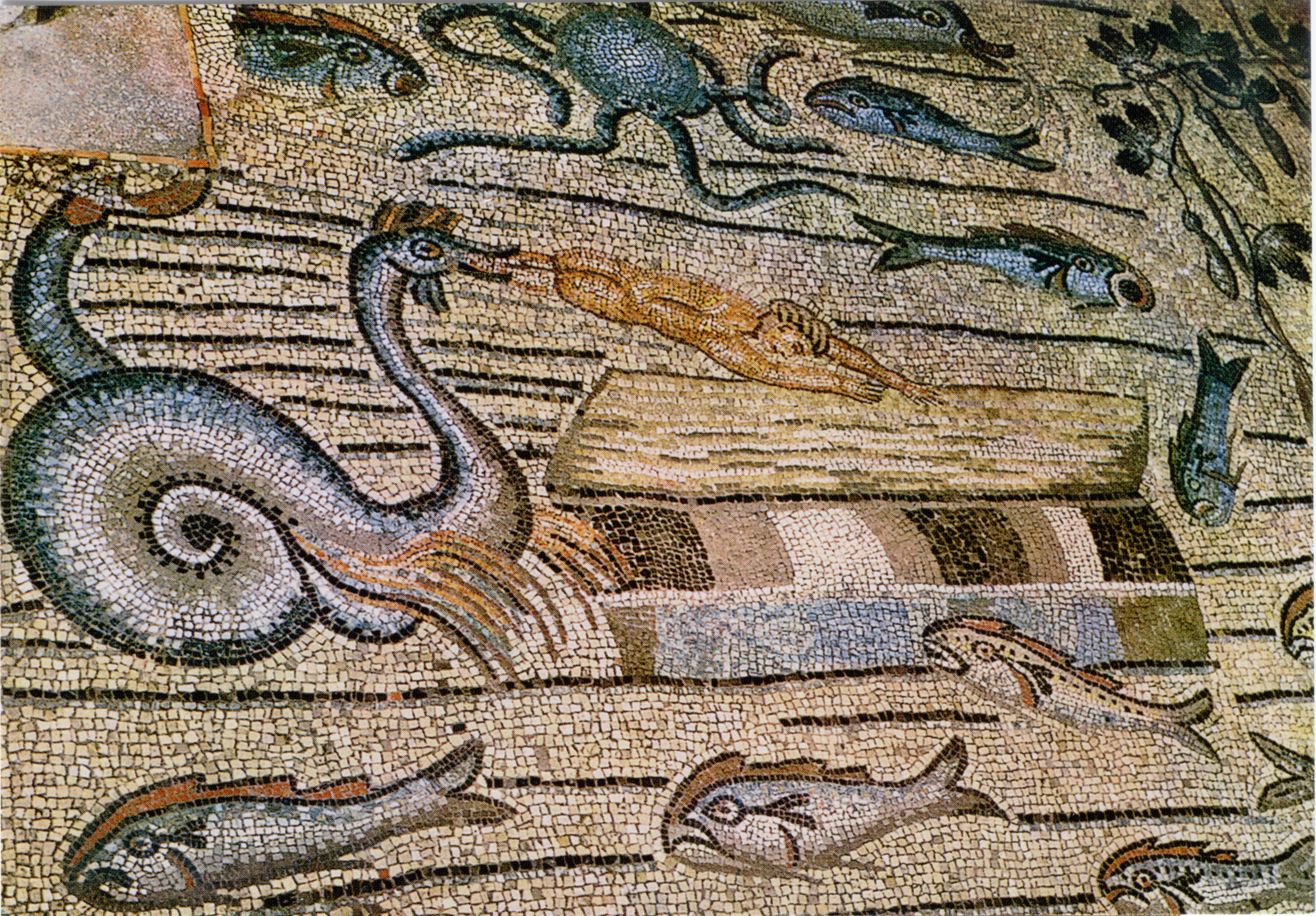
Aquilea, mosaico del pavimento de principios del siglo IV, con la historia de Jonás
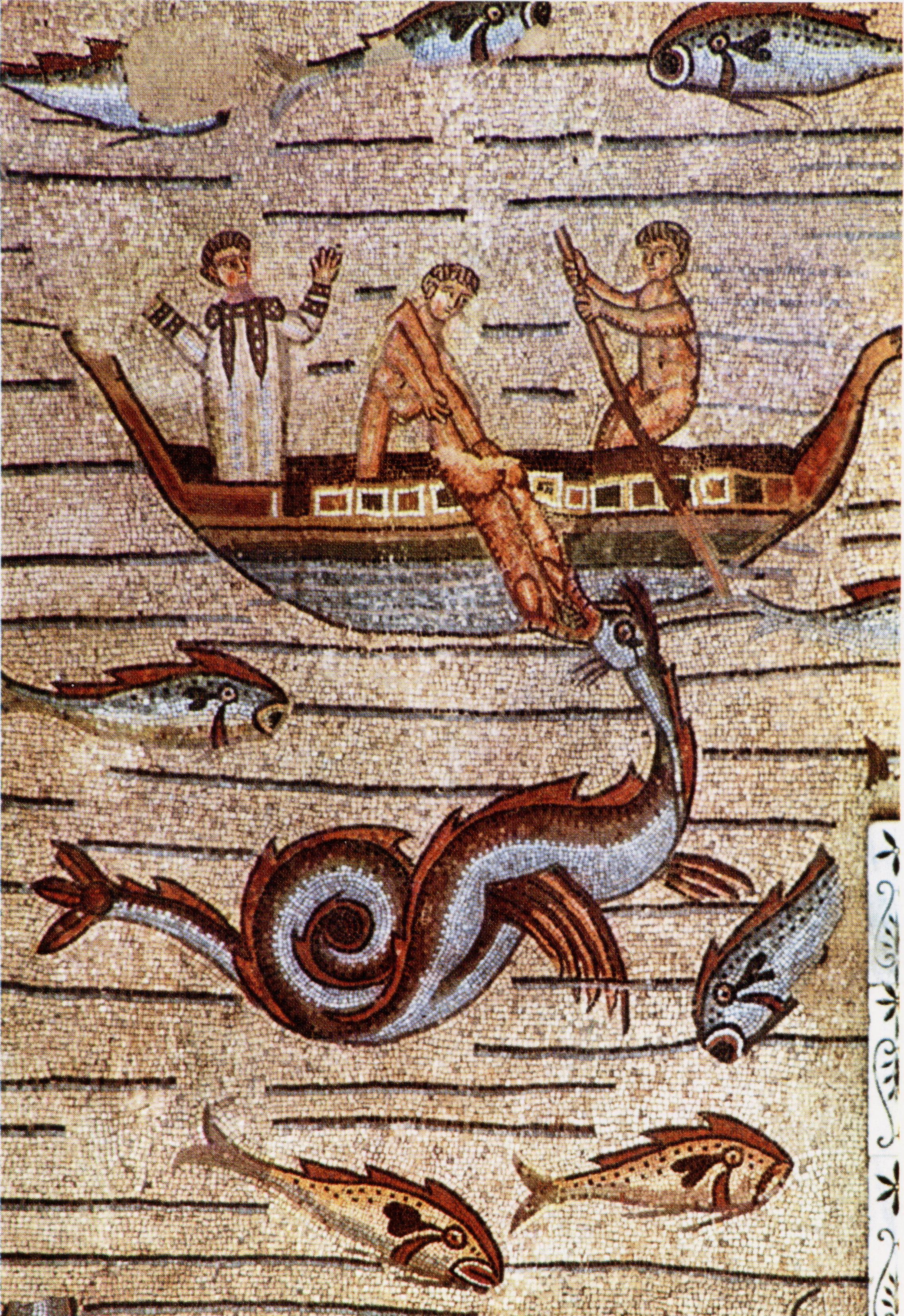
Aquilea, el profeta Jonás
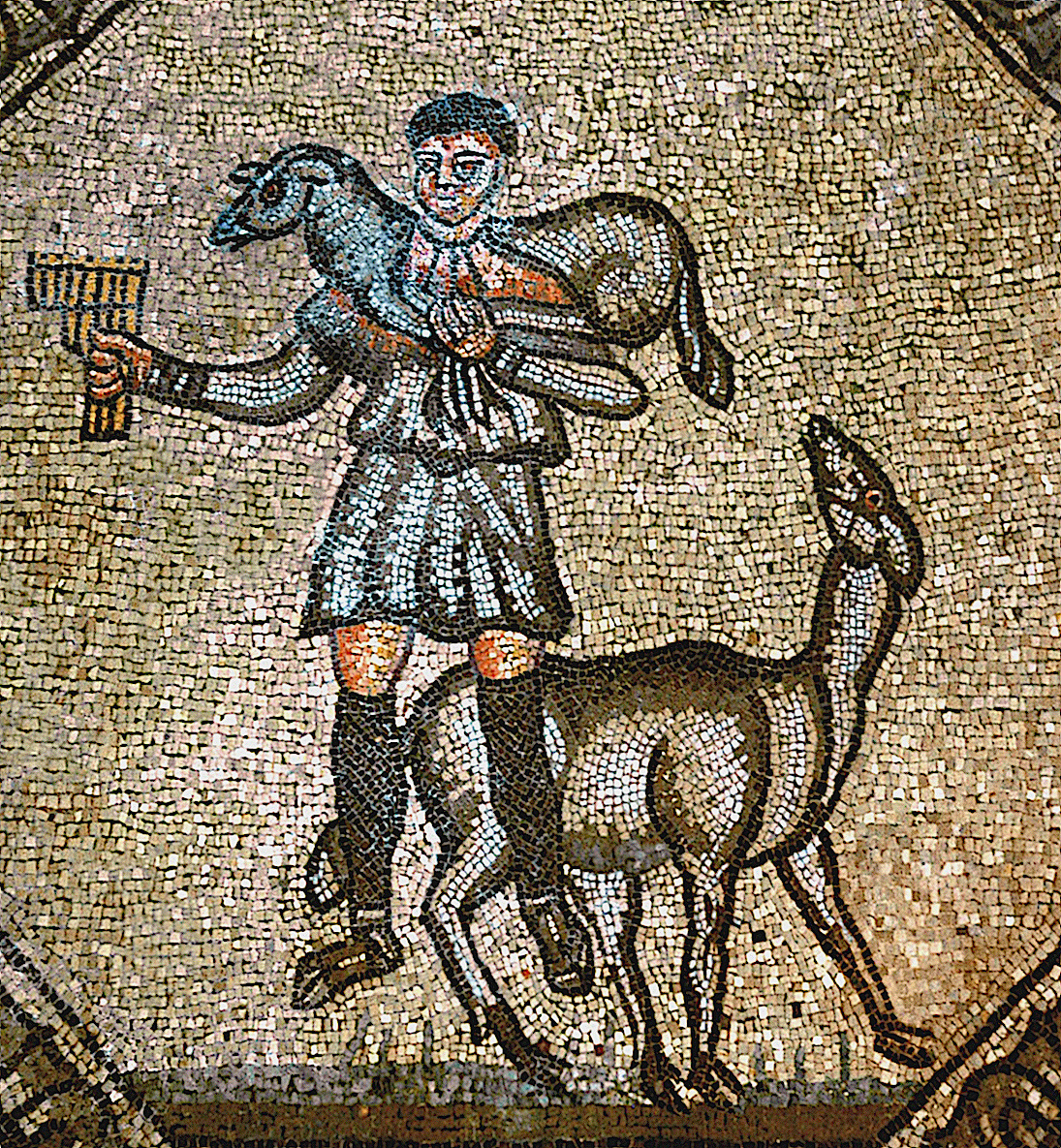
Aquilea, el buen pastor

#### Las basílicas cirquiformes

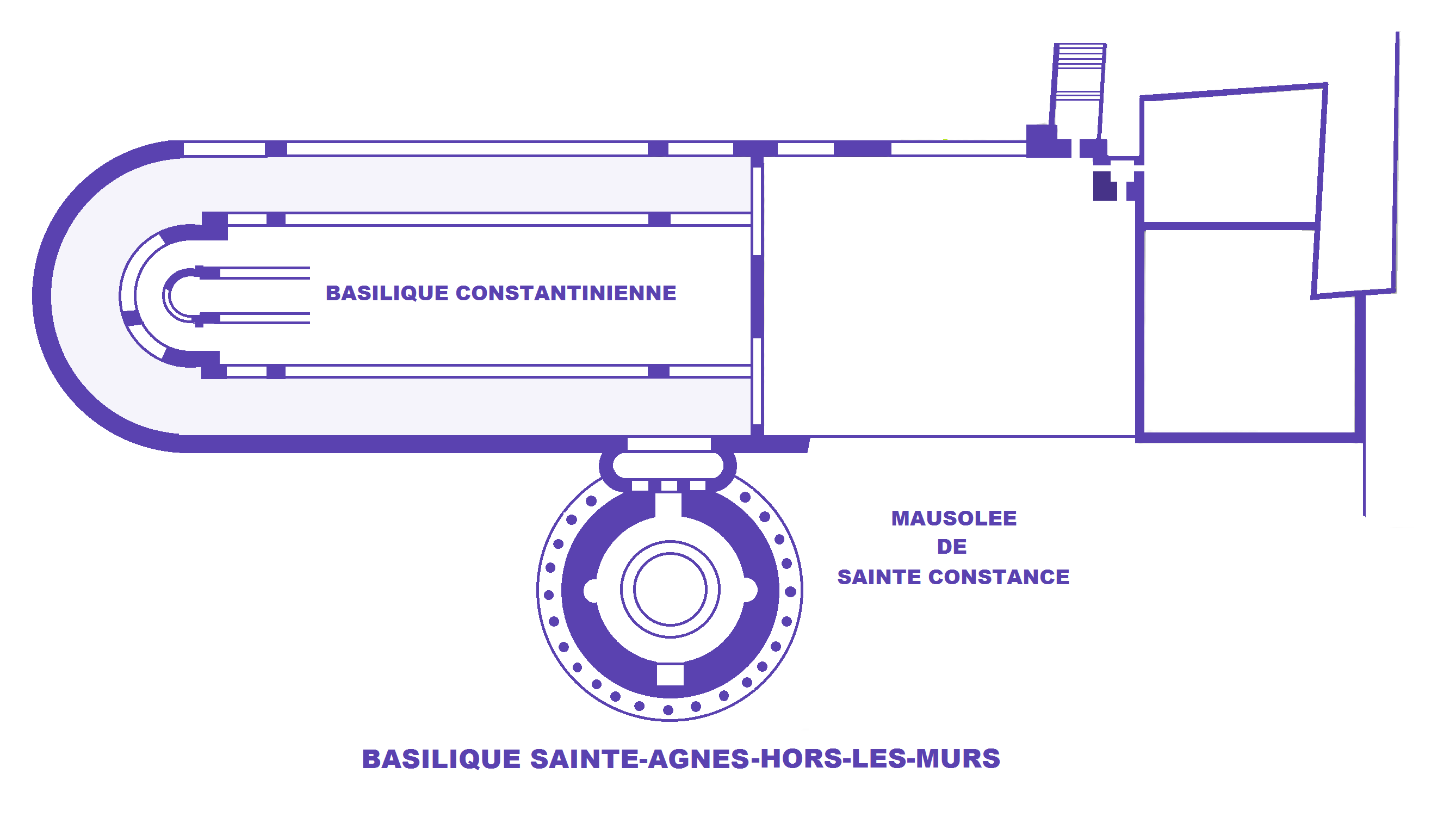
Basílica de Santa Inés Extramuros

En Roma, un tipo de basílica de peregrinación cirquiformes ligado al deambular de los peregrinos antes de acceder al santuario se caracteriza por la ausencia de transepto y la disposición de la cabecera en semicírculo. Los muros laterales de la nave central se encuentran en semicírculo y los de las naves laterales también crean una circulación periférica alrededor del lugar sagrado.
Después de un éxito temporal en el siglo IV, este tipo de iglesias en forma de circo se abandonó.
Se conocen cuatro ejemplos todos fuera de las murallas, en los cementerios romanos. El más famoso sobre la vía Apia, la basílica de San Sebastián Extramuros se remonta a la época de Constantino, las ruinas de la primitiva iglesia de Santa Inés Extramuros, en la vía Nomentana, también son igualmente importantes con el mausoleo de Santa Constanza aún existente y las basílicas Santos Pedro y Marcelo y San Lorenzo Extramuros construidas sobre el mismo principio arquitectónico.

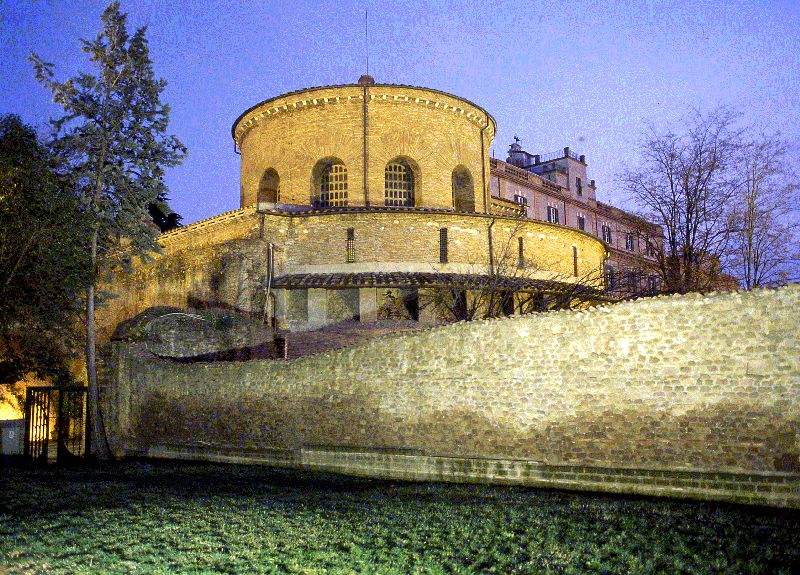
Mausoleo de Santa Constanza
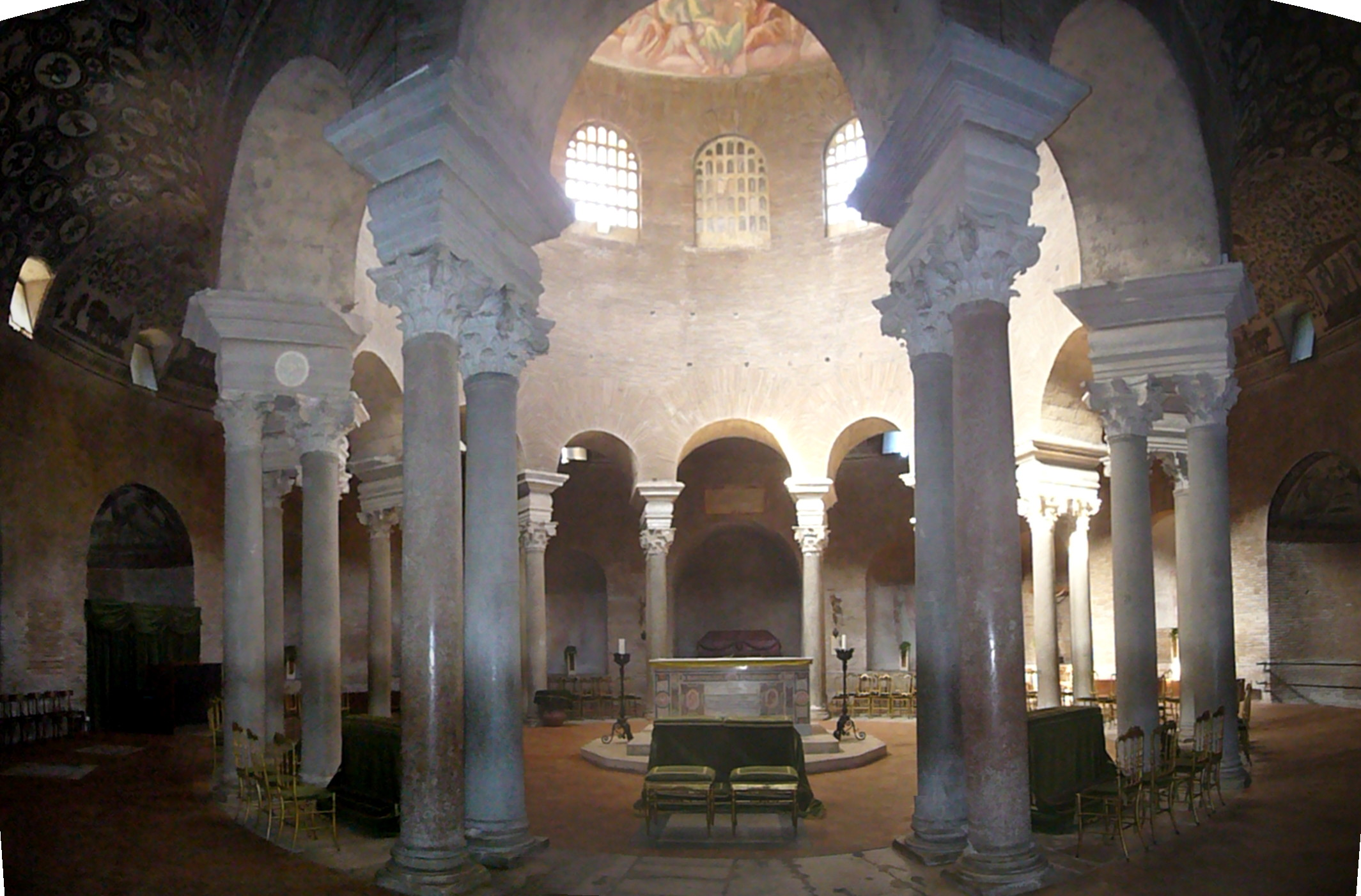
Interior de Santa Constanza. 24 columnas sostienen solas el grueso tambor y la cúpula.
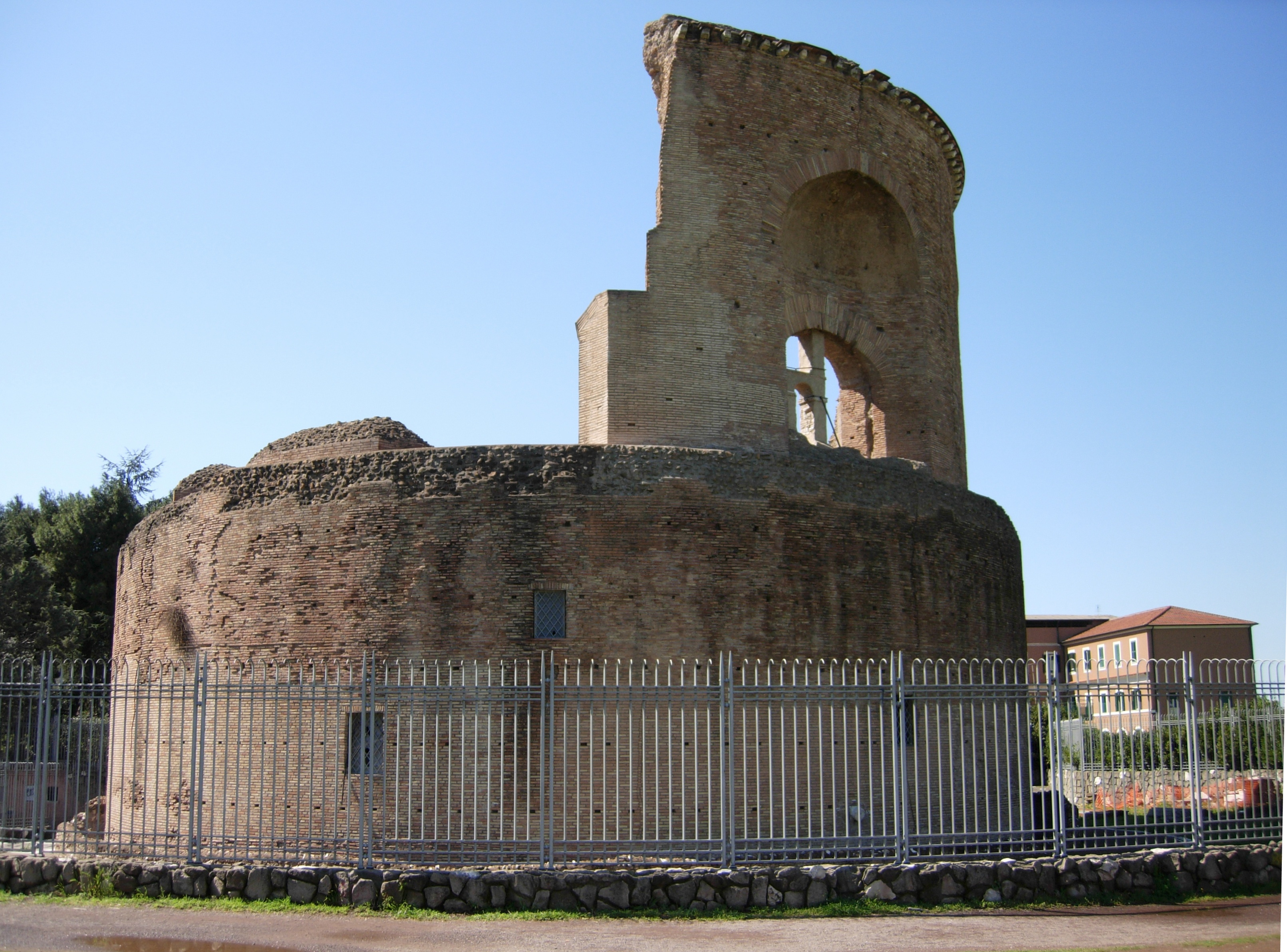
Mausoleo de santa Helena

#### Las basílicas de Siria, Grecia y el norte de África en elsigloIV

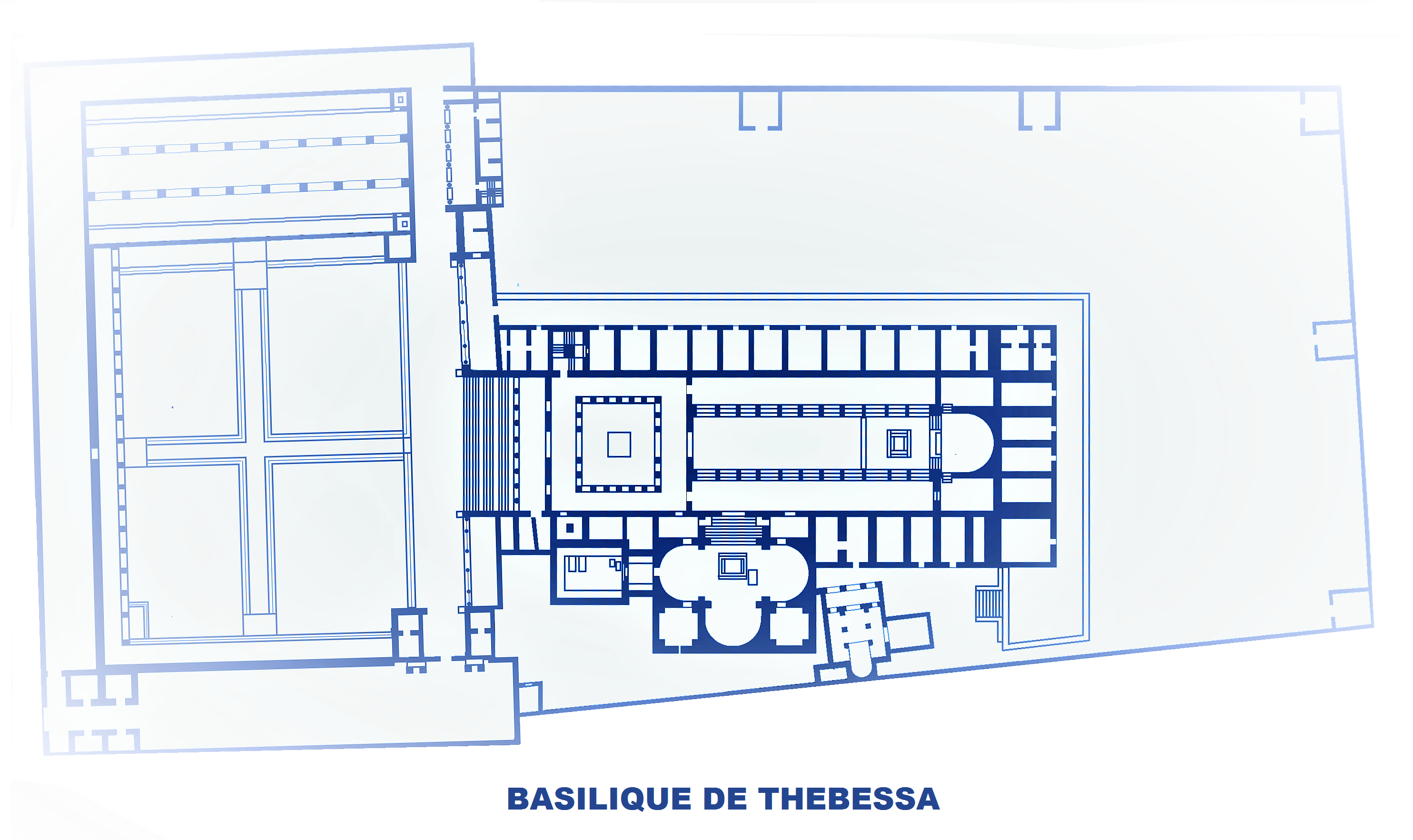
Basílica de Tébessa

De todas las provincias del Imperio, Siria ha sido la única que ha conservado una serie de basílicas del siglo IV. En el norte de Siria, las basílicas son similares con tres naves, dos arcadas y una claraboya, los arcos descansan sobre columnas y todas están cubiertas con estructuras de carpintería. La cabecera parece derivar de las construcciones romanas del país, la nave central tiene un ábside semicircular que no sobresale al exterior y está flanqueada por dos muros que separan las naves laterales de dos estancias. El conjunto forma una cabecera casi autónoma. El gran aparato de construcción utilizado es ordenado y permite ver algunas fachadas con puertas con marcos tallados y frontones triangulares. Los principales edificios que pueden datarse del siglo IV son los de Fafirtin, Serjilla, Ruweha, Simkhar, Karab Shams y Brad. En el sur de Siria, que es una región basáltica, los muros y las cubiertas están hechos de bloques de lava, cuyas dimensiones máximas, tres metros de ancho, determinan el ancho de las salas. Los sirios desarrollaron un sistema de arcos macizos multiplicándolos para soportar las losas. Al abrir tres arcos sucesivos en un mismo muro transversal, consiguen constituir una especie de basílica de tres naves. Este sistema pasa de las construcciones civiles a las cristianas, pero no va más allá de los límites del sur de Siria. Entre las ruinas, dos están datadas, Umm El Yimal, iglesia de Julianos, la capilla de Der El Kahf y algunos otros son del siglo IV, un edificio de una sola habitación y dos acondicionamientos con tres naves: Nimreh y Tafha.
En la misma época, otras provincias tenían santuarios con forma de basílica. En Éfeso, se construyen dos filas de columnas en un gimnasio, en Corinto, en Epidauro, se han encontrado basílicas de cinco naves cercanas al modelo romano, pero están incrustadas en edificios secundarios. Si los martyria se desarrollaron más tarde, se puede observar el triconque de Corinto y en Antioch-Kaoussi un edículo en forma de cruz que alberga las reliquias del santo Babylas.
En el norte de África, todas están en ruinas, pero se pueden notar que son de grandes dimensiones. Los ejemplos más interesantes son las iglesias de Timgad, Damous el-Karita, Hipona (Annaba), Orléansville (Chlef) y especialmente Tébessa, que da una idea general de un gran complejo cristiano con una basílica, un atrio y muchas dependencias.

La arquitectura armenia de la época paleocristiana sintetiza elementos romanos, persas y propios con plantas centralizadas y donde destaca el uso de piedra tallada.

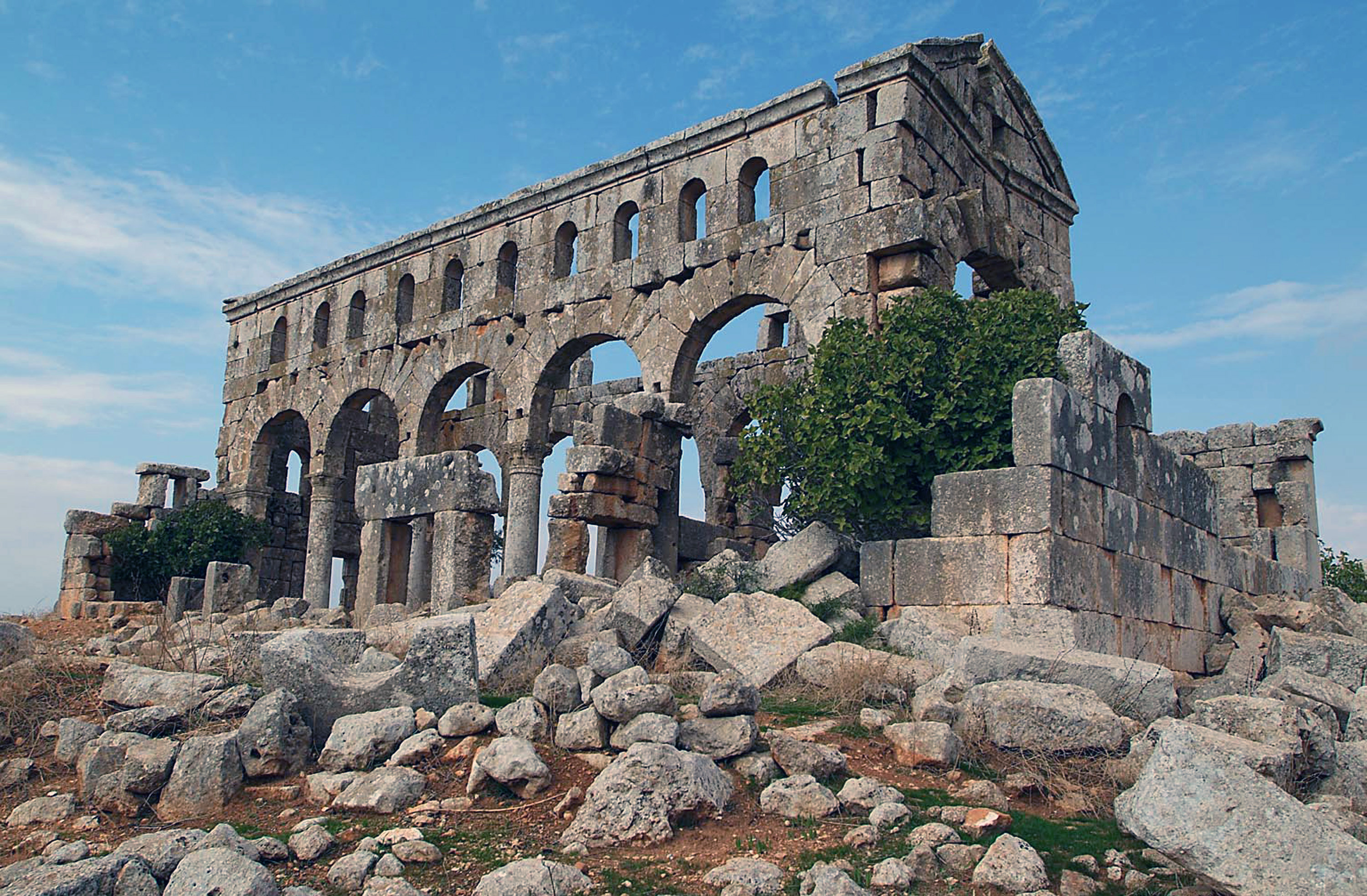
Basílica de Kharab Shams, norte de Siria
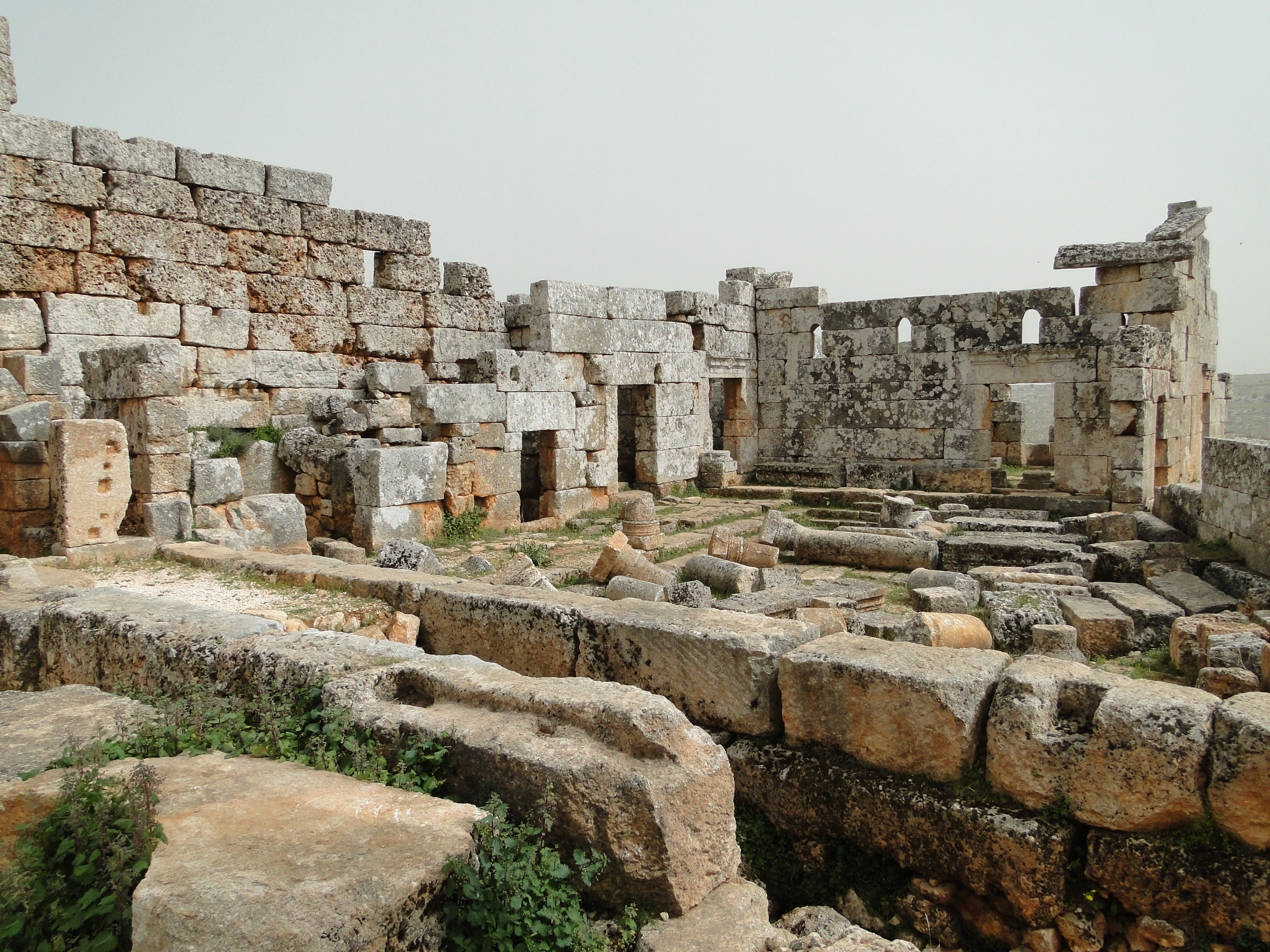
Basílica de Serjilla, norte de Siria

#### Las basílicas de los siglosVyVI

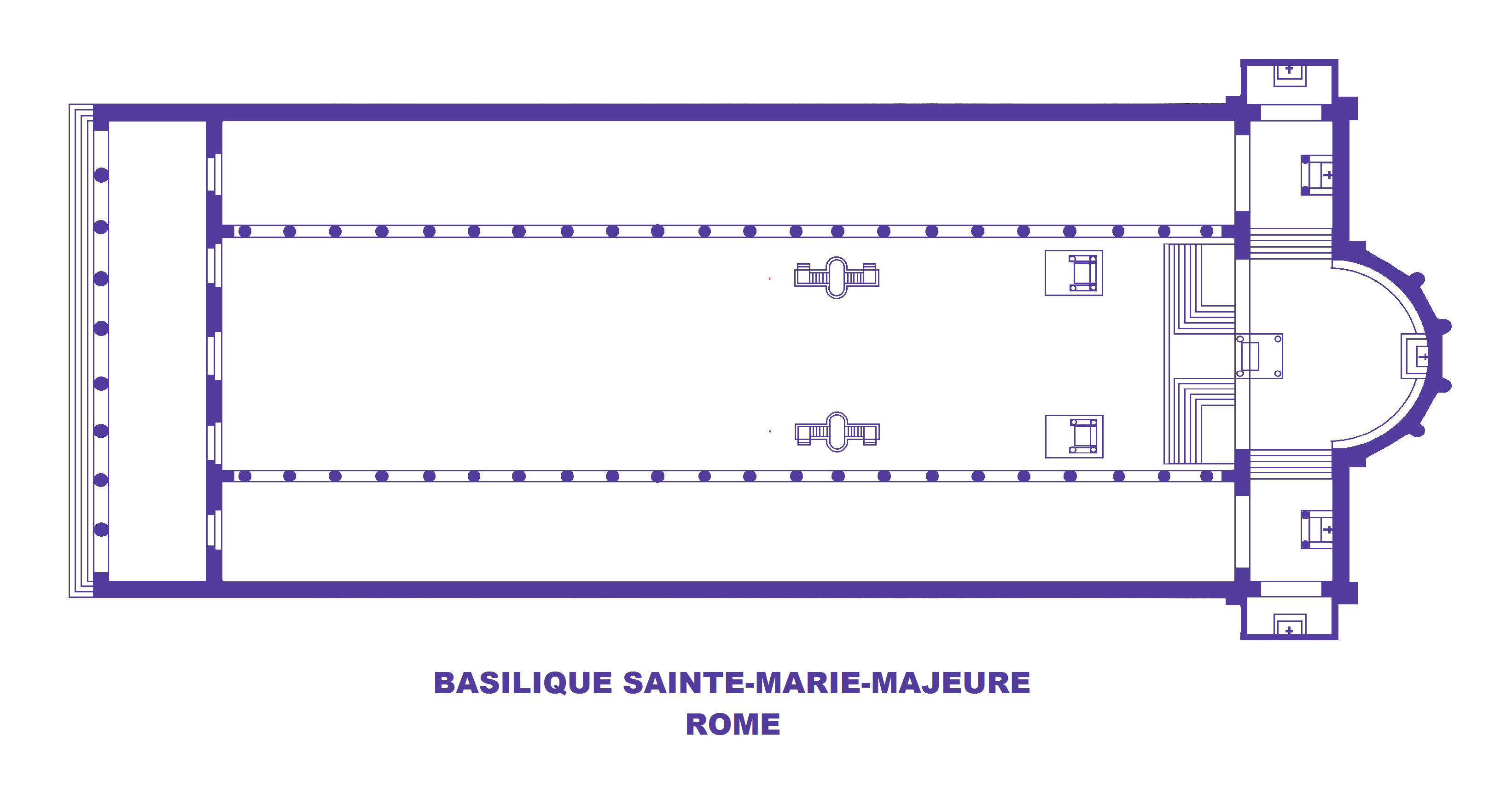
Basílica de Santa María la Mayor

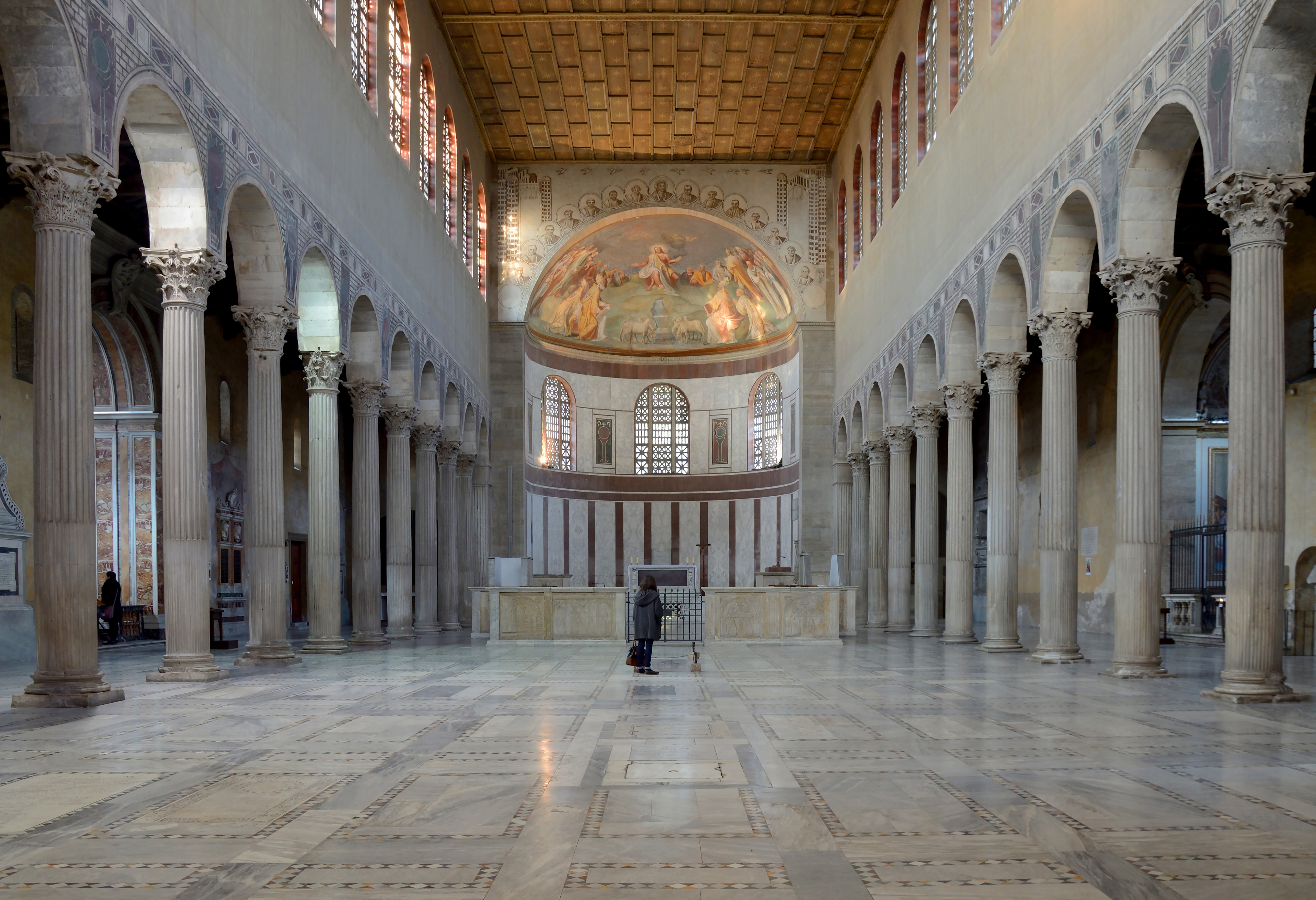
Basílica de Santa Sabina

Una gran cantidad de basílicas cristianas destaca en el Imperio en el siglo V, cuando se buscaba eliminar las iglesias de formas insólitas para reemplazarlas por basílicas regulares. En Salona, en Croacia, se transforma un antiguo santuario en una iglesia con tres naves enmarcadas con una doble hilera de columnas arqueadas, un ábside y una entrada abierta frente al coro. En Siria, las iglesias del siglo IV, que son adaptaciones de los tipos de edificios locales se convierten en basílicas normales y las diferencias entre el norte y el sur del país tienden a desaparecer. Luego, durante más de un siglo, los edificios cristianos de tipo basílical no cambiaron o lo hicieron muy poco.

##### Roma e Italia
En Roma, fundada en 386 y terminada alrededor de 440, San Pablo Extramuros reproduce la iglesia de San Pedro de Roma de Constantino. Santa María la Mayor construida en 432-440 mantiene intactas las grandes líneas de su arquitectura con su decoración de mosaicos de época paleocristiana en la nave central y en el arco triunfal, y medievales en el ábside. La parte exterior y el coro, conservan su aspecto original, teniendo ambos un estilo barroco. Se encuentra allí una peculiaridad de las basílicas romanas de ese siglo, la presencia en el lado opuesto al ábside de un triple vano como en San Juan y San Pablo y San Pedro encadenado. Es la primera basílica dedicada a María. La basílica de Santa Sabina construida entre el 422 y el 432 es un monumento con planta basilical con tres naves separadas por 24 columnas de orden corintio posiblemente reutilizadas y con revestimientos de mármol policromado.
En Rávena, esta rama de la arquitectura cristiana se inspiraba en la de los martirios de Milán. La mayoría son basílicas de tres o cinco naves, enmarcadas por dos hileras de arcadas y con un ábside saliente. Algunos ejemplos son Saint-Jean-l'Évangéliste (425), San Apolinar el Nuevo (519), San Apolinar en Classe (549) y la más original es la Iglesia de la Santa Cruz que debió tener una sala de una única nave, precedida de un nártex transversal. Estas iglesias no destacan más que en los detalles.
En Spoleto, la basílica de San Salvador  es una de las iglesias paleocristianas mejor conservadas, con su transepto sin saliente lateral, atravesado por las columnatas de la nave.

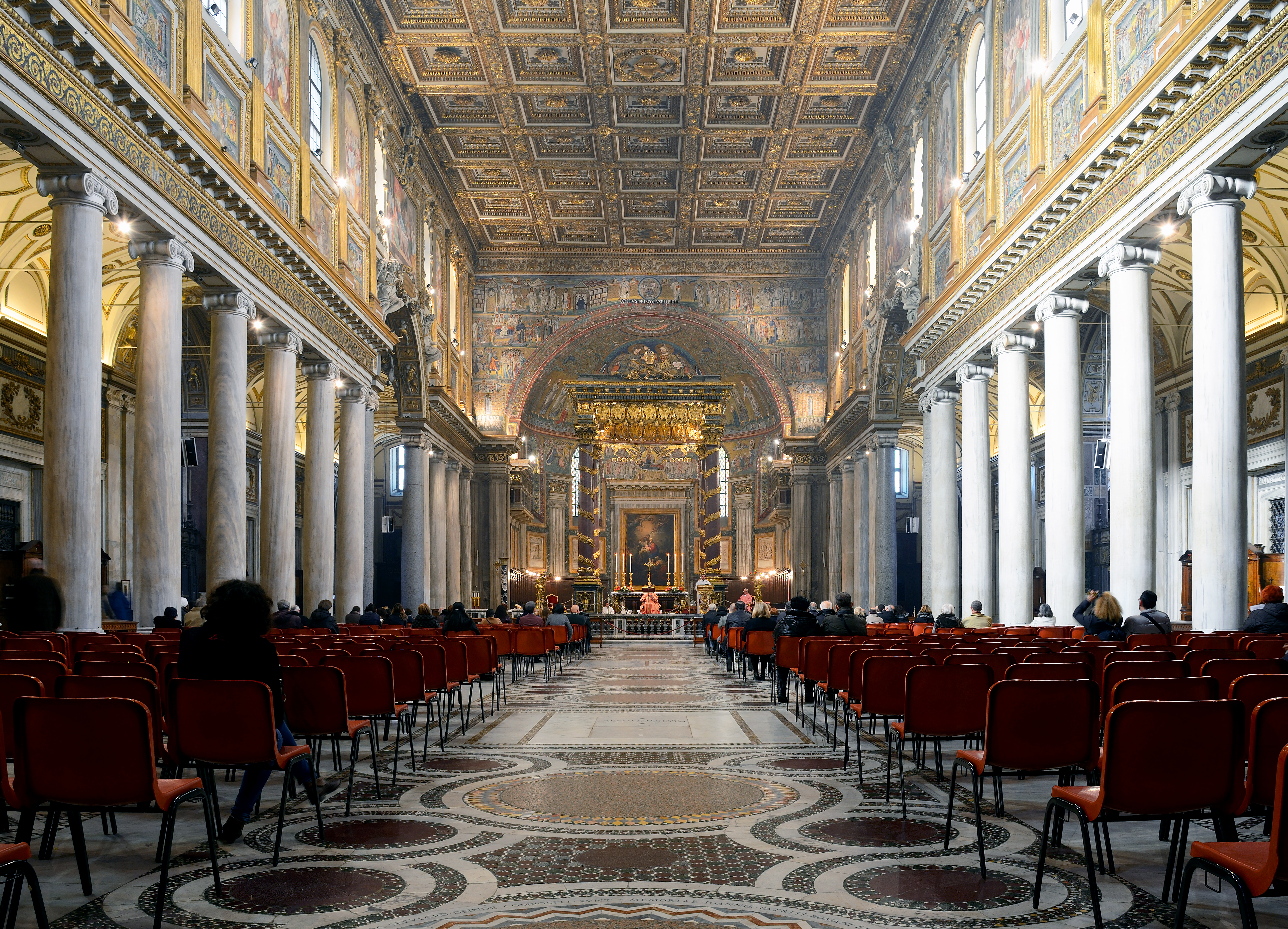
Santa María la Mayor, Roma
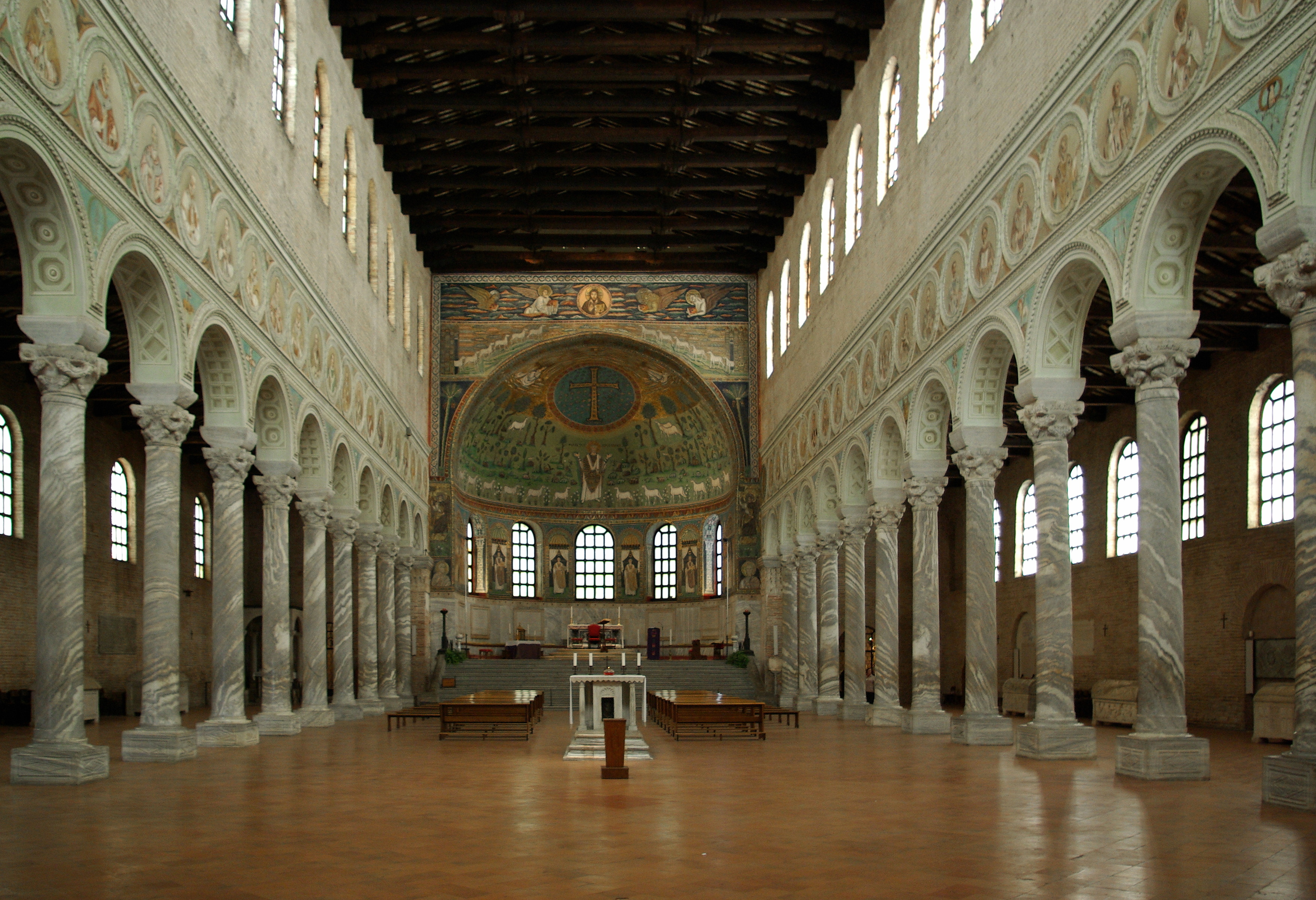
Basílica de San Apolinar en Classe, Rávena
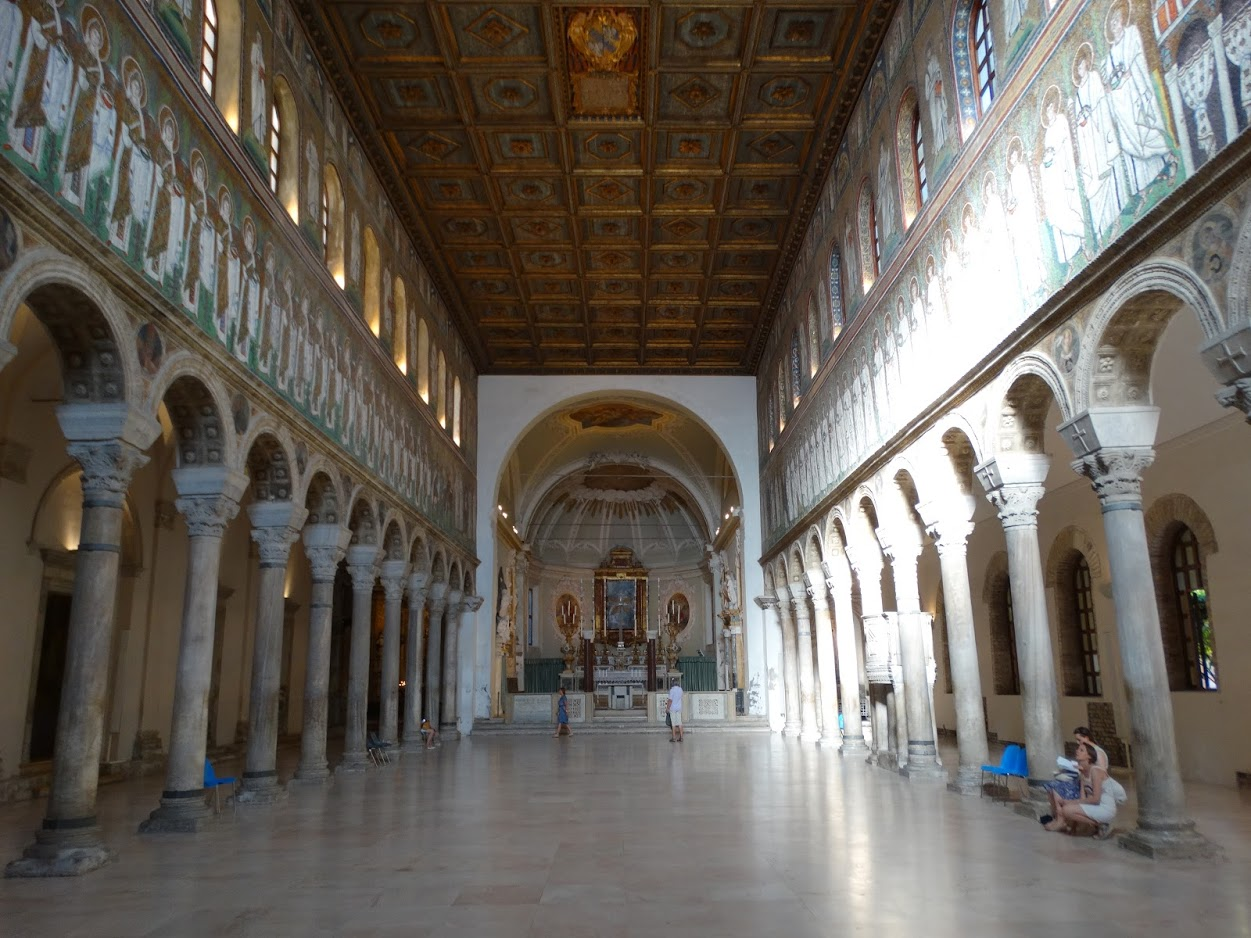
Basílica de San Apolinar el Nuevo, Rávena
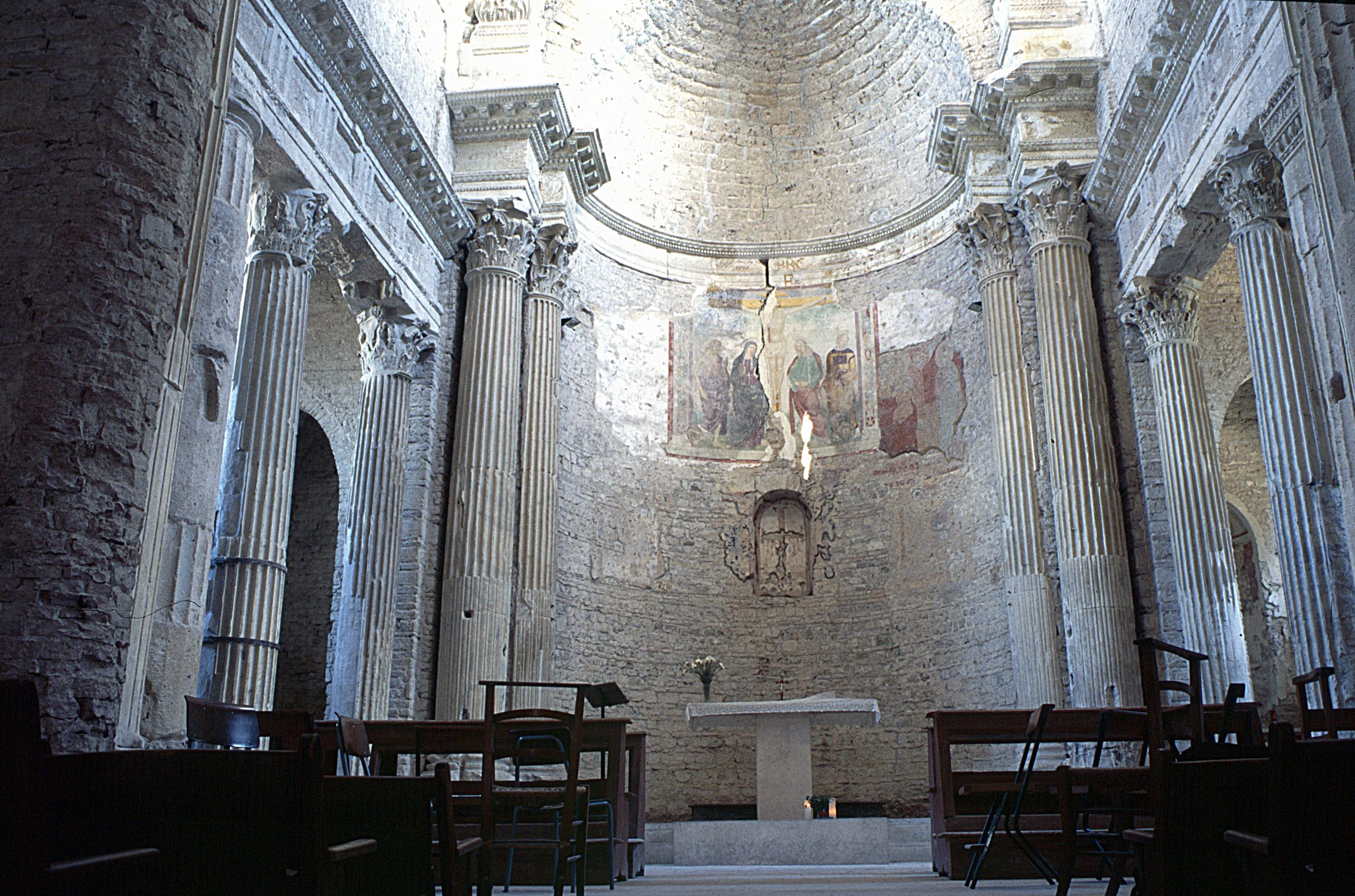
San Salvador, Spoleto

##### La Galia

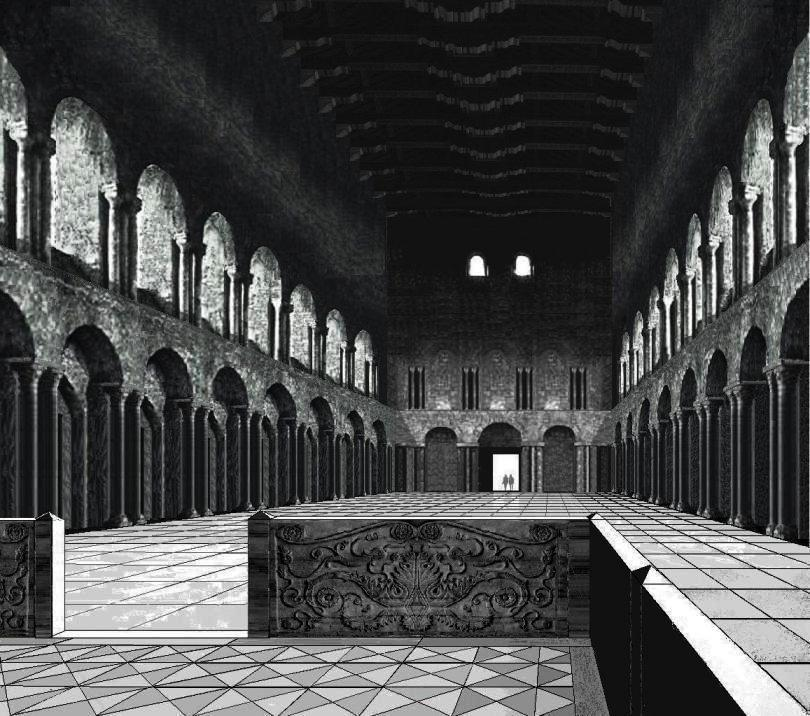
Restitución de San Pedro de Vienne en la época merovingia.

En la Galia, se conservan muy pocos monumentos del siglo V, como la basílica de San Víctor de Marsella, en la que destaca su cripta subterránea y del siglo VI, la iglesia de San Pedro en Vienne, una de las más antiguas del país, erigida en la pequeña ciudad de Vienne (hoy en el departamento de Isère, región de Auvernia-Ródano-Alpes) que ha sido muy reformada y alberga el Museo arqueológico Saint-Pierre de Vienne.
Se puede tener una idea de la arquitectura que aparece por el aplacado de las arcadas sobre columnas contra los paramentos del edificio. Esas arcadas ciegas que transforman las paredes lisas en superficies estructuradas muestran la preocupación por el tratamiento plástico y pictórico de las formas. En Vienne, esta disposición de origen oriental en uso en las provincias romanas (pero adaptada al estilo local), está constituida por dos órdenes superpuestos de columnas y de arcadas. Este efecto decorativo pudo estar realzado por una posible decoración de pinturas o de mosaicos, que probablemente existió, aunque no puede ser restituida. Sin embargo, hay que destacar que esta basílica ha sido restaurada a finales del siglo XIX y principios del XX y ha sido reformada desde su construcción, albergando múltiples estilos.

##### África

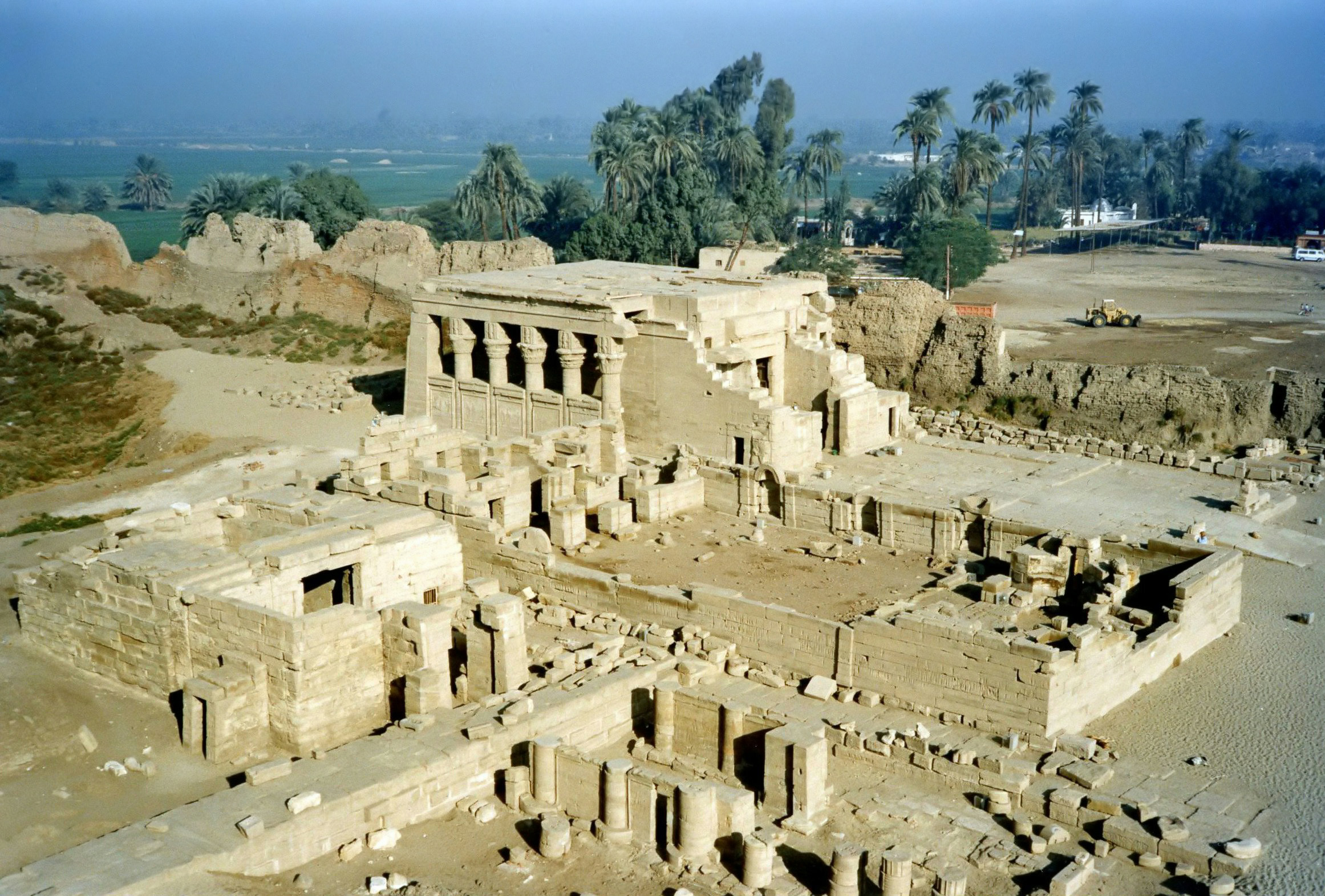
Iglesia en el templo de Hathor, Dendera

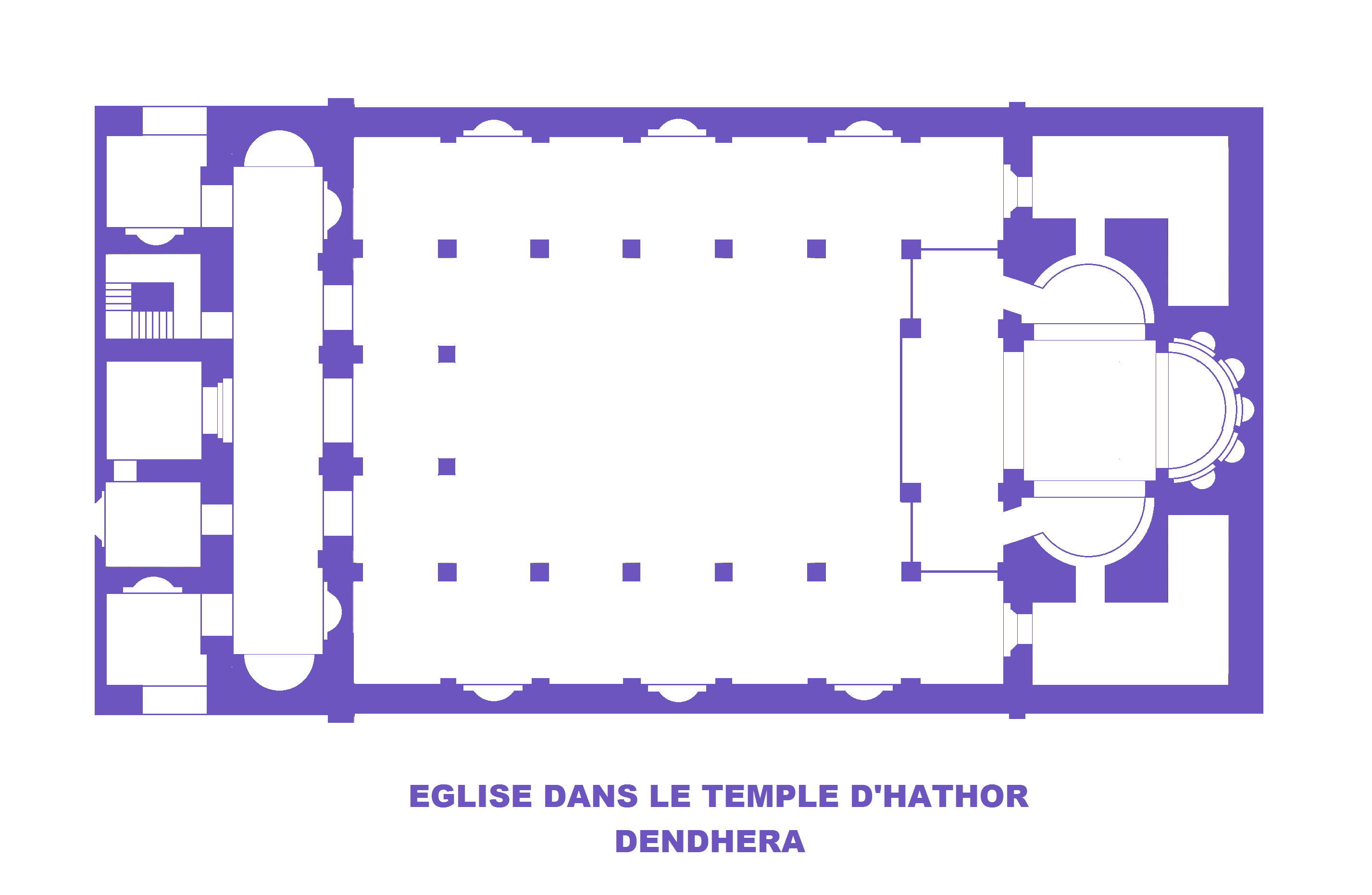
Planta de la iglesia en el templo de Hathor

Con sus puertos abiertos a Occidente y a Oriente, el África cristiana es mediterránea y oriental. Su influencia llegó a España y aún se percibe en la época visigoda. La mayoría de los edificios se construyen con poco cuidado y, a menudo, con materiales reutilizados de templos paganos. Los mejores ejemplos se encuentran en Túnez y datan de la reconquista bizantina. Con la excepción de los santuarios de nave única, como Batna y Tabia, la basílica africana de planta basilical está cubierta por techumbres de madera, con naves múltiples con apoyos en columnas, a veces desdobladas o en pilares donde la arcada es la regla, como en Cartago-Dermesch y en Henchir-Goussa. Tras un incendio, Santa Salsa cerca de Tipasa pasó de tres a cinco naves mientras que en la gran basílica de Tipasa hay siete.
Los detalles constructivos dan fe del parentesco con los edificios de Oriente y se encuentran tribunas en la basílica de Tébessa, un vestíbulo o nártex franqueado por dos torres en Morsott y Tipasa, un contra-ábside frente al coro con entradas laterales en Mididi y Feriana.

##### Andalucía
En el siglo VI en Andalucía, también se manifiestan los detalles de construcción de los edificios de Oriente presentes en África oriental: el contra-ábside acondicionado en el muro frente a la cabecera. Se encuentra en las basílicas de Alcaracejo, Vega del Mar de San Pedro Alcántara y de Casa Herrea de Mérida.

##### Egipto
En Egipto los cristianos utilizaron los templos abandonados y en Dendera se añadió en el siglo VI un interior cristiano en una sala del templo de Hathor.

##### Siria

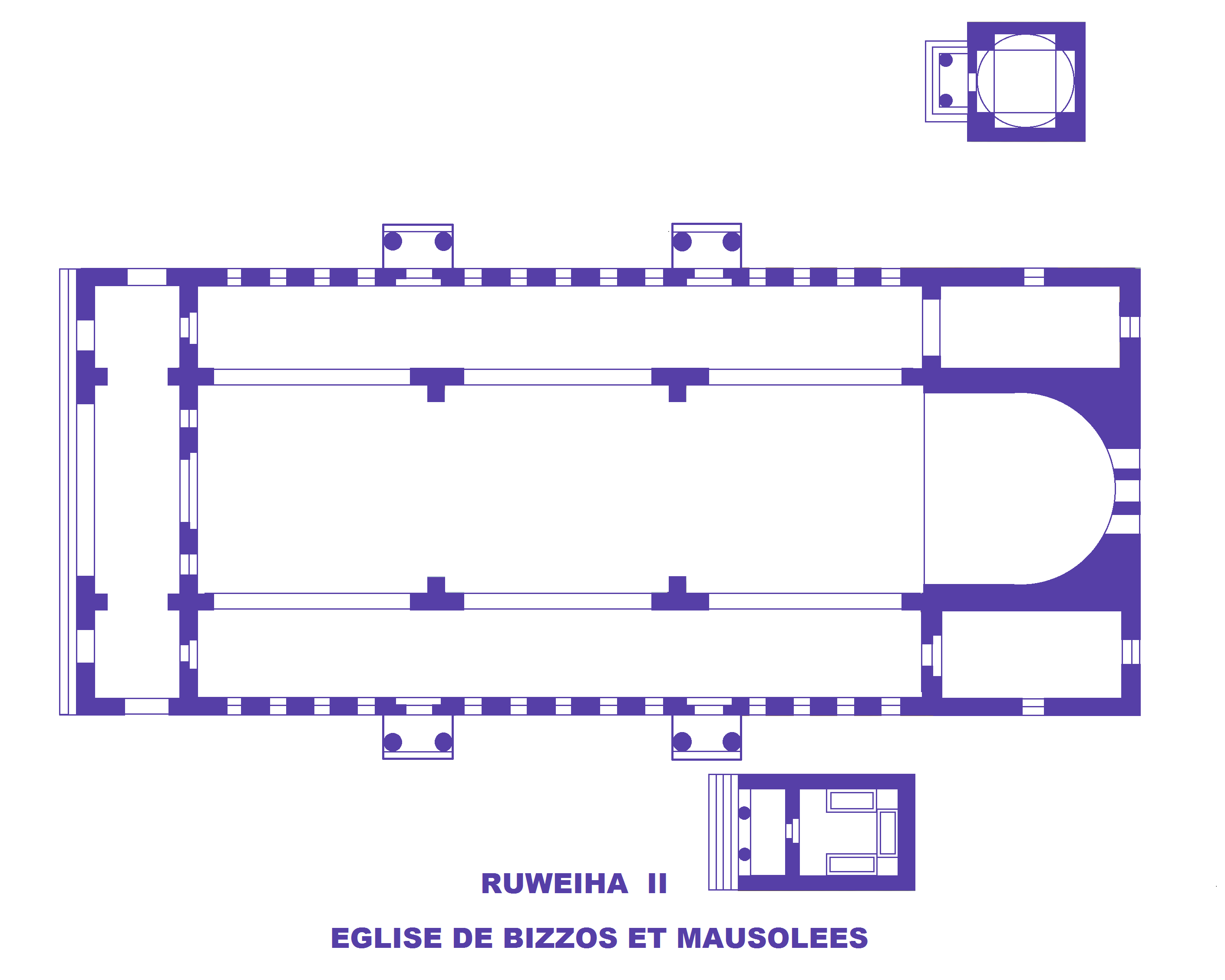
Ruweiha II, iglesia de Bizzos

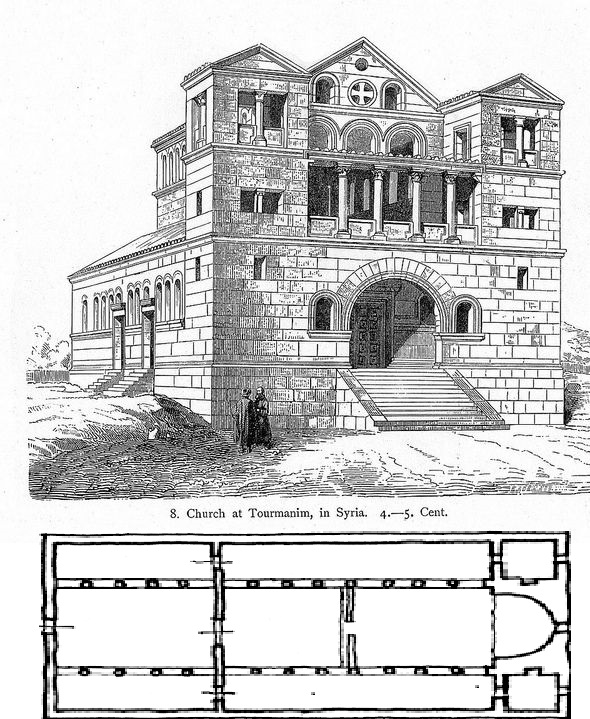
Basílica de Turmanin, grabado de M. de Vogüé, hacia 1865

La prosperidad de Siria en los siglos V y VI favoreció la construcción de iglesias, que se parecen mucho y son del mismo tipo basilical que las que aparecieron al final del siglo IV en el norte del país. Por otra parte, en el sur de Siria, se adaptaron sus métodos de construcción al mismo tipo de planta. Aunque todas esas iglesias están en ruinas, su belleza radica en la precisión del ensamblaje de las piedras como en la bóveda de la iglesia de Kfer, en Ruweiha I, en la iglesia Sur, en Santa María de Cheith Sleimân y en el uso de soluciones arquitrabadas en lugar de arcos. La iglesia de Karab Chem es estrecha y esbelta con muchas aberturas en la fachada.
En El-Bura, El-Hosn, se encuentra un tipo de basílica, alargada y estrecha, con columnas a ambos lados del ábside y de la entrada principal y dos estancias conectadas por pórticos, disposición que sirvió de inspiración en Ereruk, Armenia.
Los diseñadores del siglo VI mejoraron los procesos técnicos y la expresión plástica de las fachadas. La capilla añadida en el siglo VI a la iglesia de Simkhar ofrece un ejemplo de fachada reorganizado con un portal con festones.
Desde el siglo V al siglo VI, se buscaba la regularidad y se tendió hacia el aislamiento de las iglesias que estaban a menudo integradas en un conjunto construido para hacer de ellas un monumento. Todas las plantas muestran iglesias similares, con el mismo coro tripartito y las mismas tres naves, aunque con ciertas variaciones entre las del norte y el sur. Las más arcaicas arcaicas largas y estrechas tienen columnas bastante próximas entre sí, como en Ruweda I, donde las columnas están unidas por arcos y coronadas por una especie de claristorio.
En los tipos más avanzados, las columnas fueron reemplazadas por pilares en T, aumentando la distancia entre ellos desde los tres a cuatro metros, y de los siete a nueve metros. La iglesia de Bizzos en Ruweha II y la de Qalb Lozeh son, por tanto, similares a las iglesias puramente bizantinas de la misma época debido a rasgos como la planta basilical o el coro tripartito, pero se diferencian en el uso de grandes cúpulas en el centro del edificio que se daba únicamente en las bizantinas y, además, las naves de las basílicas sirias son más largas y estrechas que en las bizantinas.
Qalb Lozeh, con un ábside único saliente, un nártex y dos torres cuadradas presentes en el lado de la entrada, tiene un aspecto que anticipa las futuras basílicas románicas y góticas.
Es posible que el prestigio de Constantinopla influyera a los arquitectos sirios, y la desaparecida, pero estudiada, basílica de Turmanin fuera la obra maestra de este tipo de construcción.
Se puede señalar también el papel, bajo Justiniano, de los arquitectos y trabajadores de Constantinopla que podrían haber trabajado en Siria, como nos dejan ver algunas características de las basílicas sirias.

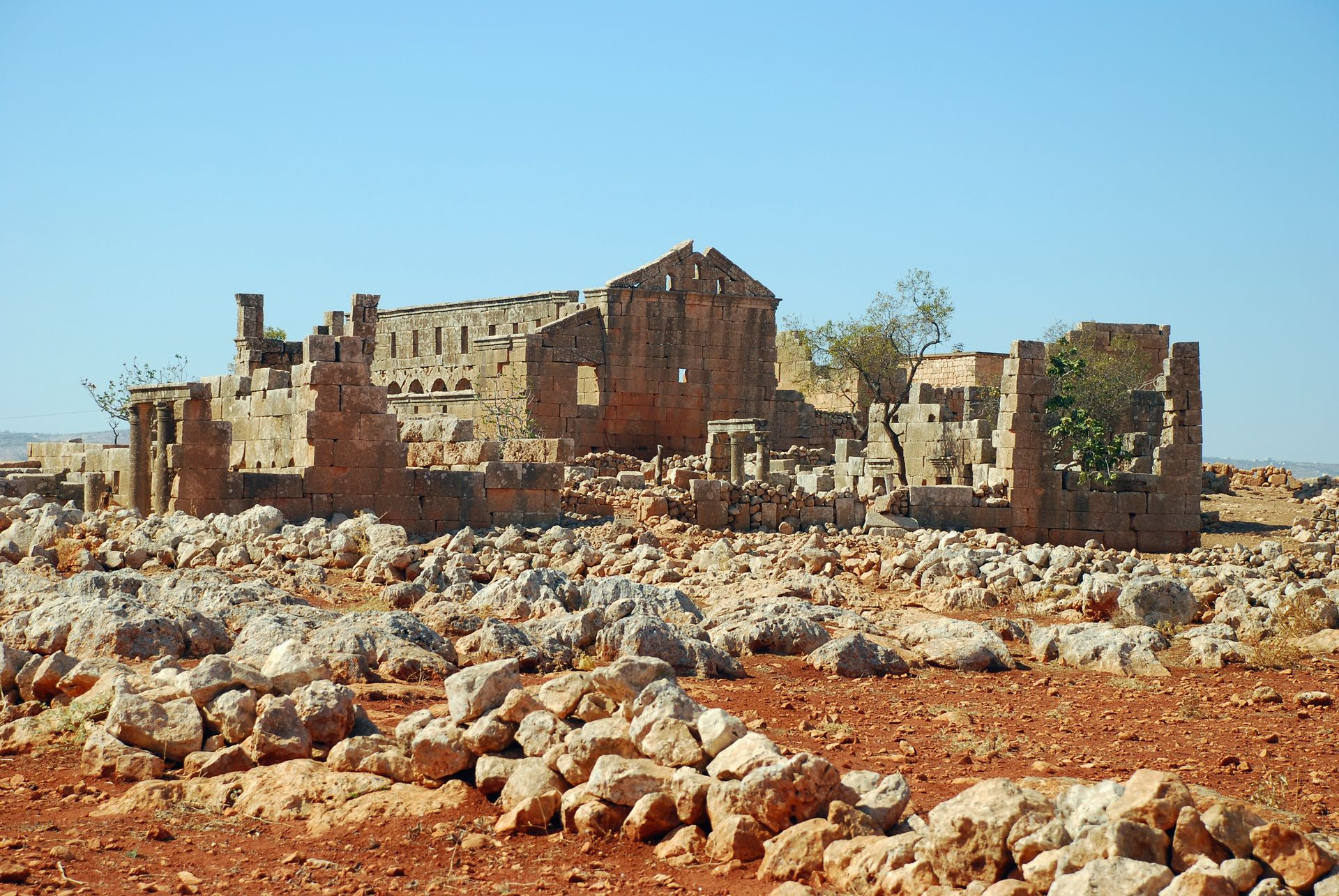
Ruweiha I
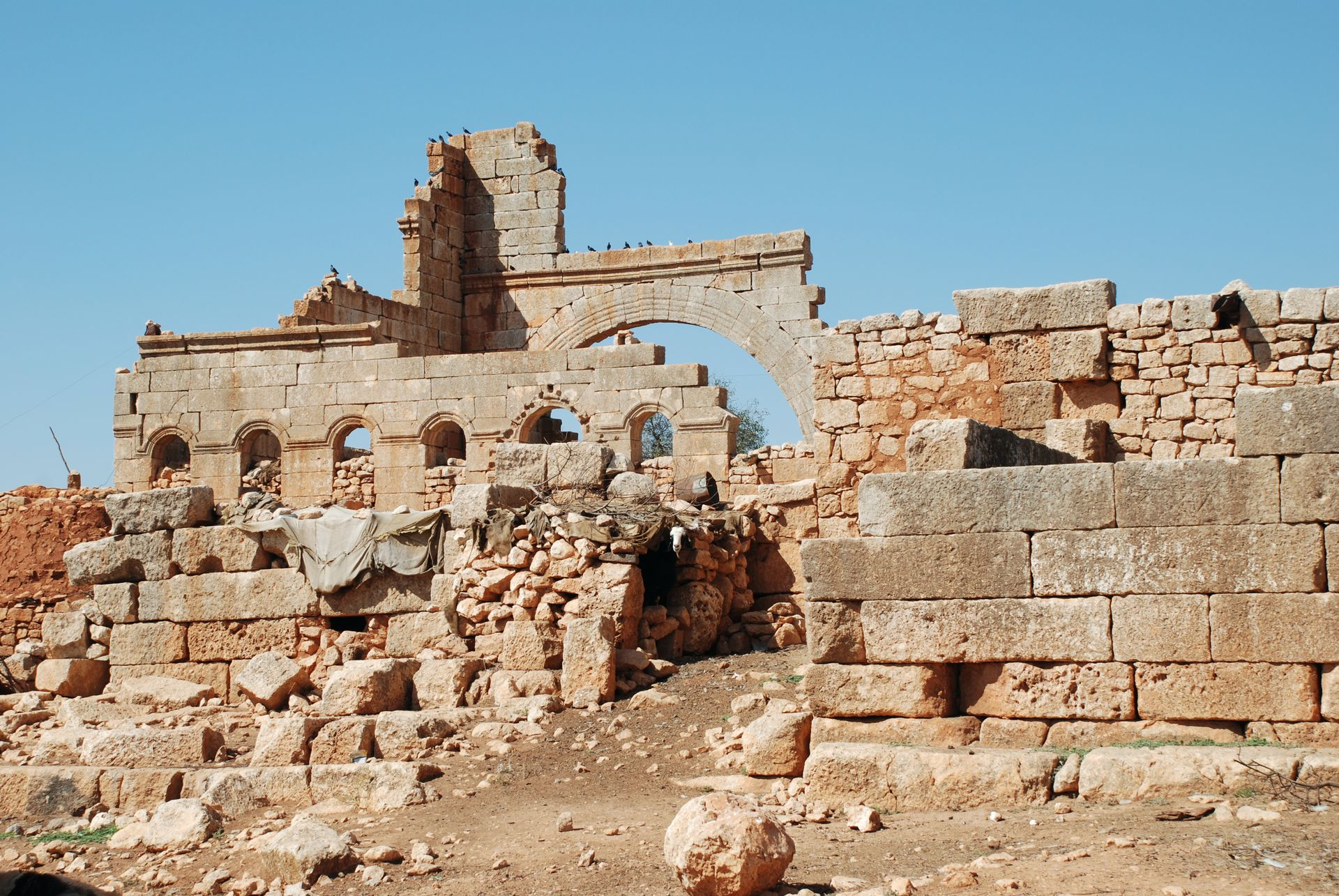
Ruweiha II
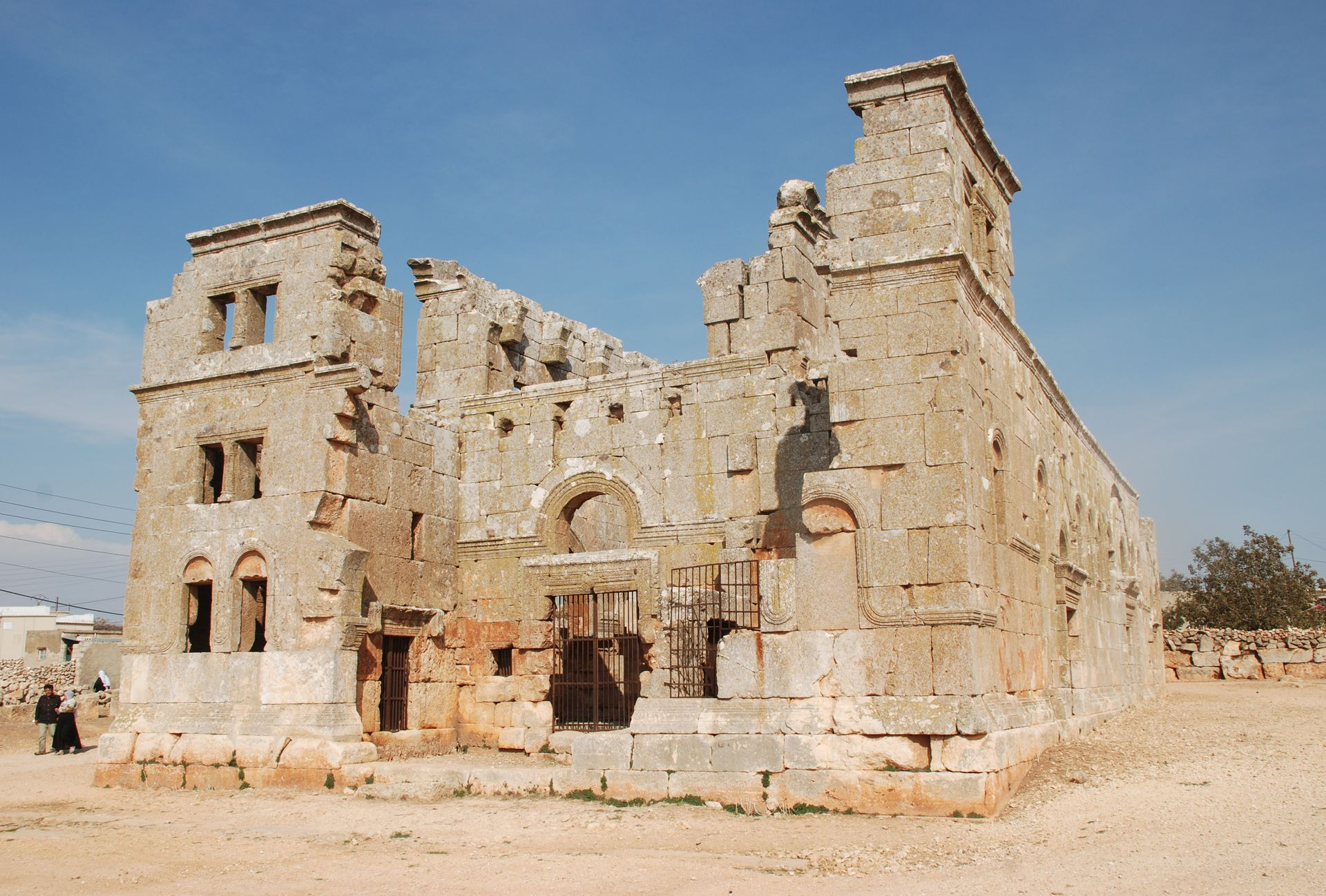
Fachada, Qalb Lozeh

##### Palestina - Mesopotamia

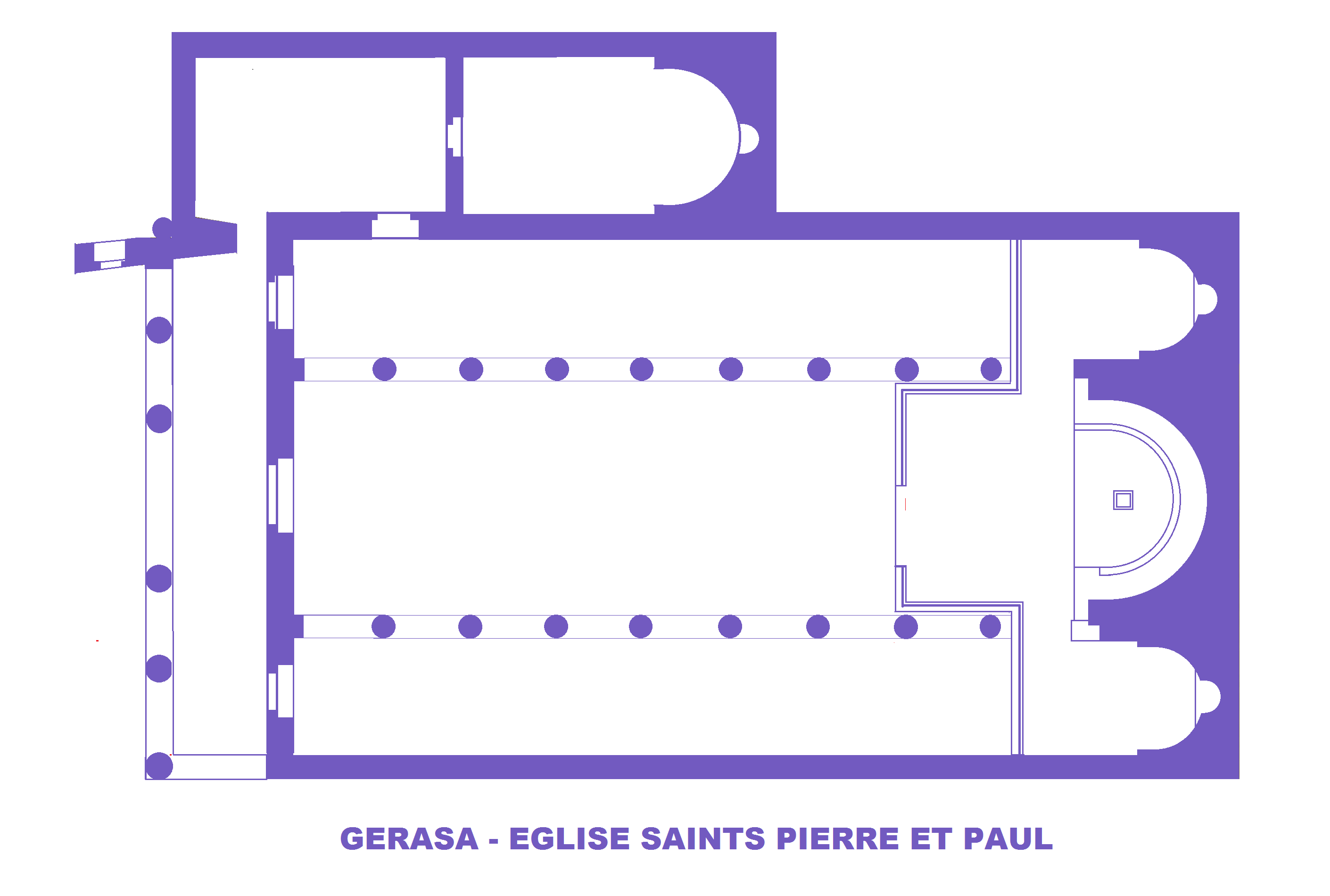
Gerasa, iglesia de los Santos Pedro y Pablo

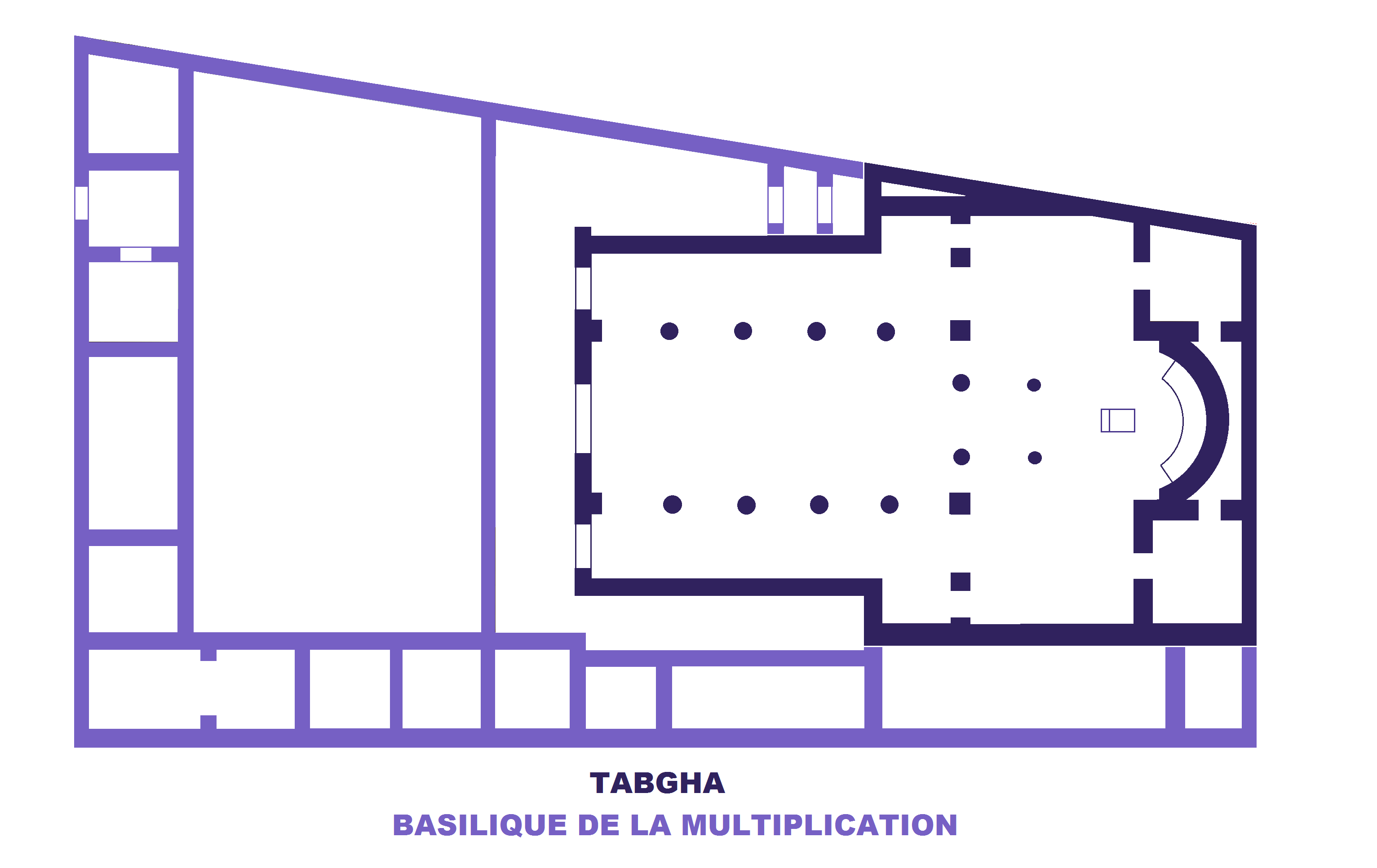
Tabgha, iglesia de la Multiplicación

La creación de la Nueva Jerusalén de Constantino fue seguida por las emperatrices teodosianas y finalmente por Justiniano y sus contemporáneos. En los siglos V y VI, la influencia del arte cristiano fue importante, e incluso en Italia, se observaba la influencia de los santuarios cristianos de Palestina. Allí se encuentran muchas martyria que a veces tienen una conexión con las basílicas. En ese momento en Palestina, tras el cierre de los templos paganos, solo quedaba la arquitectura religiosa de judíos y cristianos. Las sinagogas y basílicas no hicieron más que adaptar la sala de la basílica romana a sus necesidades. La influencia de los edificios judíos no se extendió a los grandes monumentos cristianos, pero sí a los pequeños edificios locales como las martyria, donde los arquitectos cristianos debieron tomar ciertas influencias de las sinagogas.
Un ejemplo de estos edificios es la iglesia de la Multiplicación de El-Tabgha, que se erigió alrededor de la piedra de la Multiplicación de los panes y los peces. Esa piedra, la llamada tabla del milagro, fue encastrada frente al altar, a la entrada del coro y delante del muro del ábside, y se dispuso un transepto sin saliente lateral probablemente para ensanchar el espacio frente a la reliquia. Esta iglesia no fue edificada como tal en el siglo V, sino que fue construida en el siglo IV y remodelada en el V.
En Gerasa, la catedral conserva la escalera y la puerta de entrada y sobre las columnas arquitrabes en vez de arcos.
La iglesia de los Santos Pedro y Pablo tiene un ábside tripartito en su cabecera que anuncia el modelo adoptado por la arquitectura carolingia tres siglos después. 
La iglesia más tardía de Jerash es la de San Genésio, construida alrededor de 611, tiene ya una especie de transepto delante del ábside y el coro está separado de la nave por un cierre transversal.
La historia de la arquitectura cristiana en Mesopotamia distingue dos regiones. En la Mesopotamia Media alrededor de ciudades como Ctesifonte y Al-Hira. La noción de iglesia está ligada a la de basílica con su planta rectangular alargada, dos filas de columnas siguen los muros laterales y el principio de la yuxtaposición de la sala planta con tres naves y una cabecera tripartita. Los constructores locales se inspiraron en los palacios sasánidas, tomando prestados los principios del techado: bóvedas de cañón, semi-cúpulas y cúpulas. Se encuentran edificios sin datación precisa anteriores a 640 en esta región.
En las regiones del norte de Mesopotamia, Nisibis, Edesa, Amida, Melitene, no aparecen aportes persas pero sí la influencia de Siria y Palestina. En Hah, la iglesia de la Virgen (al-Hadra) tiene una planta triconque delimitada por arcos dobles que dividen la cubierta de la nave en tres bóvedas, una cúpula y dos medias cúpulas. En otras basílicas como Salah o Qartamin, los ábsides laterales y la división en tres bóvedas desaparecen.
Otro ejemplo de estas basílicas es la catedral de Santa Sofía de Edesa, de finales del siglo VI, conocida por tener una planta centralizada y una cúpula que mostrarían la influencia de la arquitectura bizantina. Hoy en día no se conserva.

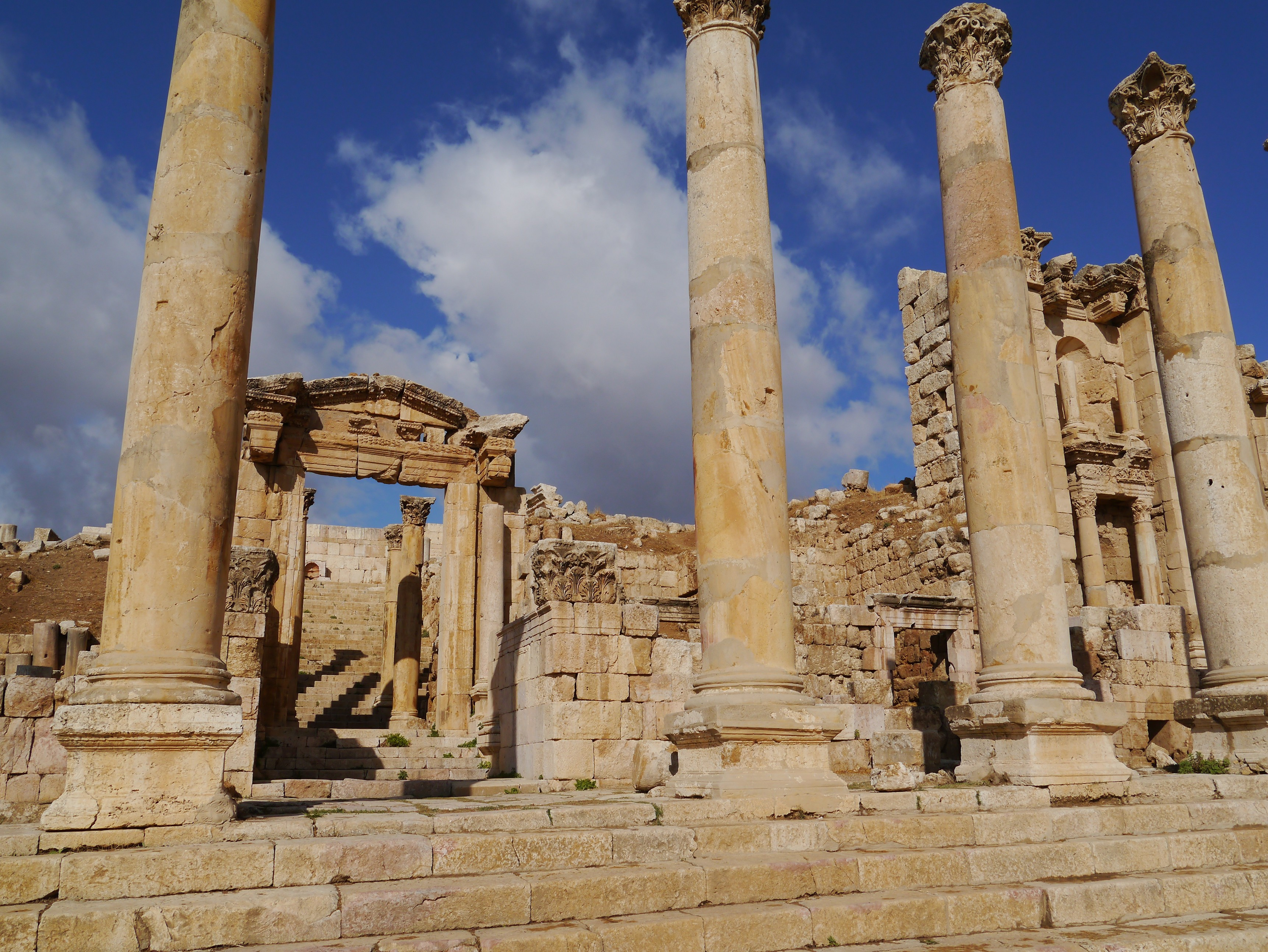
Gerasa, catedral
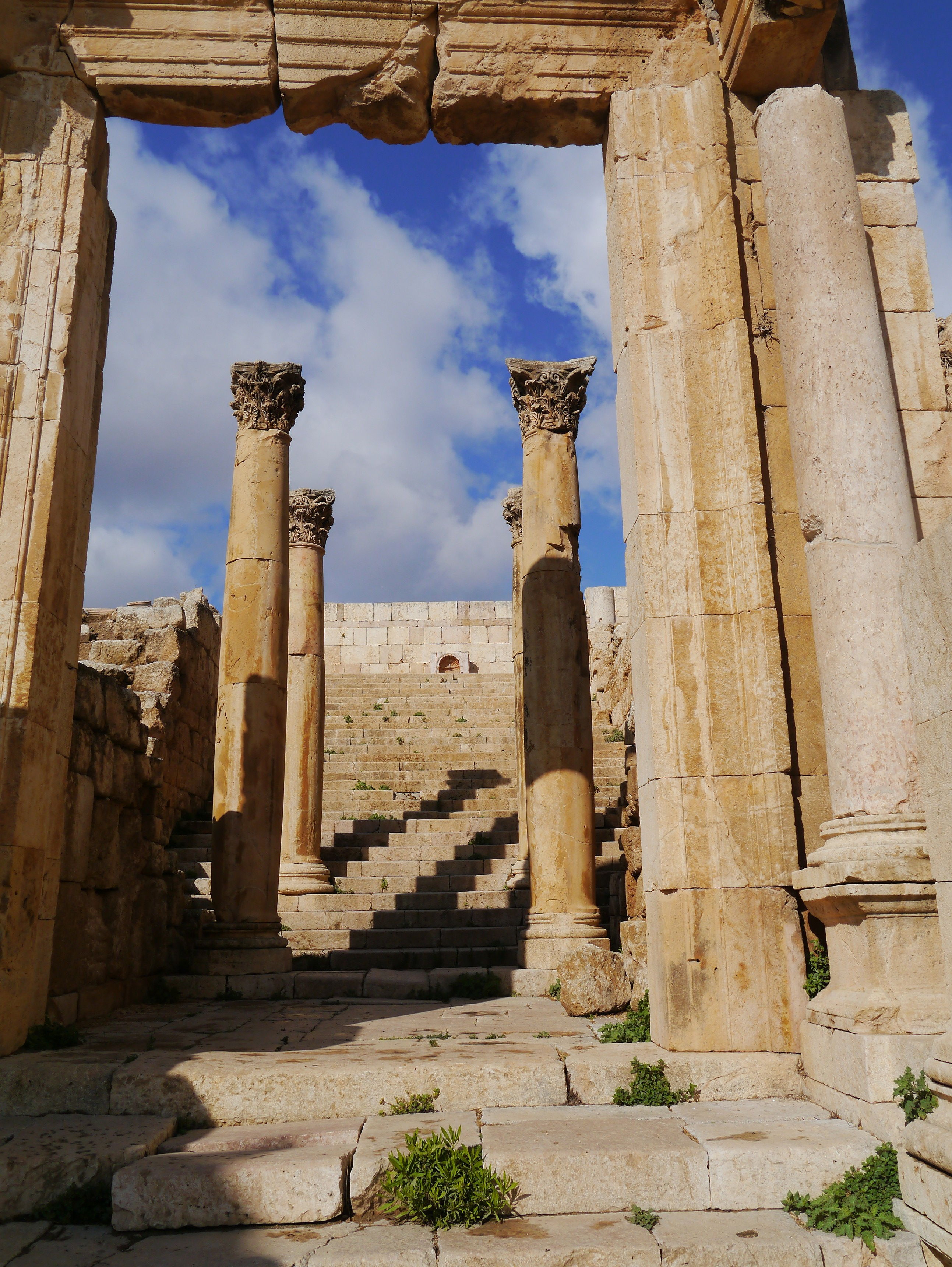
Gerasa, escalera de la catedral
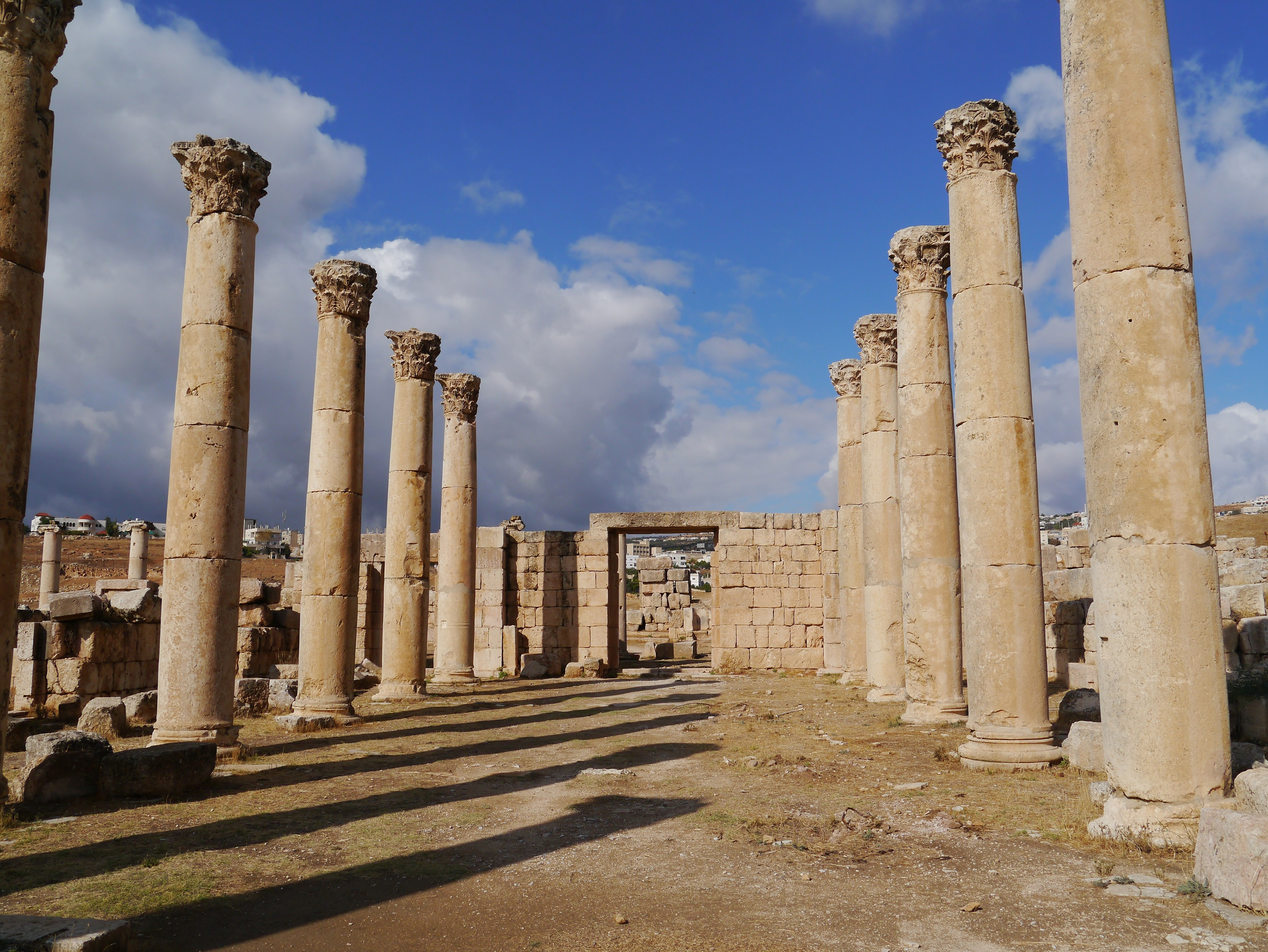
Gerasa, catedral

##### Asia Menor

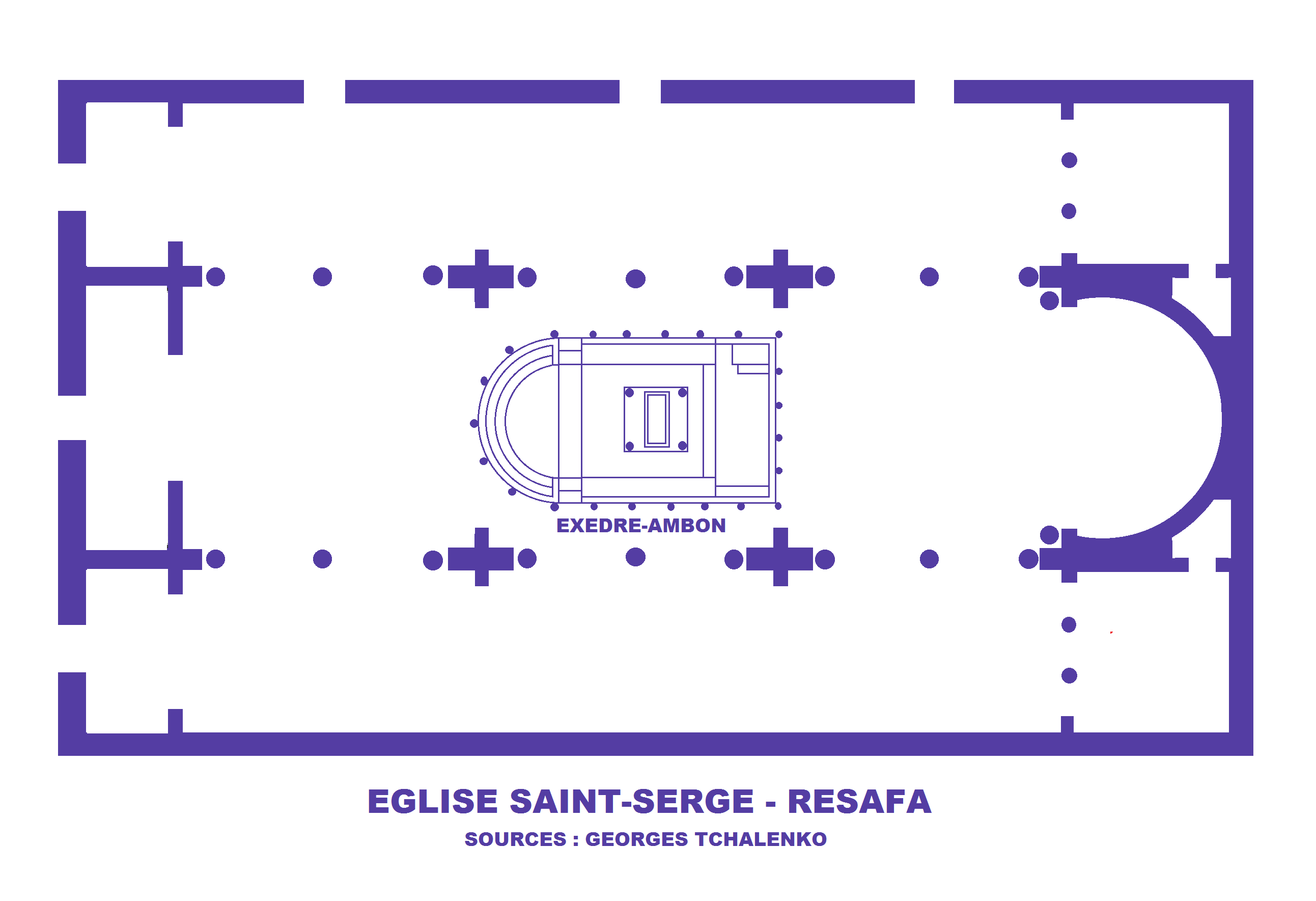
Iglesia de San Sergio, Resafa

En esta región, importante para la historia de la arquitectura cristiana, se encuentran varios grupos distintos arquitectónicos que no son la manifestación de un único y mismo arte de Asia Menor. La variedad de tipologías es característica y los arquitectos del sur de Asia Menor fueron más inventivos e innovadores que los de Siria.
Un primer grupo de iglesias se puede encontrar en las antiguas provincias de Cilicia y de Isauria y en la vecina Capadocia. La catedral de Korykos de Isauria es un ejemplo notable. Tiene una planta basilical con tres naves separadas hileras de arcos sobre columnas, las cuales están precedidas por un nártex y el ábside es octogonal en el exterior, como aparecía a veces en el arte bizantino. Una segunda iglesia, extramuros, es una basílica con un transepto, planta basilical y ábside rodeado de absidiolos.
También en Korykos, una iglesia con un martyrium ofrece una bóveda de lechos superpuestos de piedra, y la cabecera se desvía de la regla añadiendo estancias a los tres ábsides. Este edificio muestra la libertad tomada por los arquitectos del siglo V para interpretar las funciones que tienen que tratar, dado el uso de la bóveda de lechos y la solución usada en el ábside.
En Frigia, destacan dos basílicas del siglo V en Hierápolis, una de ellas es la de San Felipe y la otra es la catedral o Gran Basílica de Hierápolis. En Meriamlik, una ciudad cercana, se conservan las ruinas de varios santuarios y la basílica subterránea de Santa Eufemia. En Cilicia, Anazarbo permite observar desde el siglo V un proceso de abovedamiento regional hecho con un aparejado cuidado ocultando las bóvedas hechas de escombros de piedra y cemento. Esta técnica se encuentra también en el siglo VI en Dagpazari. 
El monasterio de Alahan Monastir o Koça Kalessi, también en Cilicia, tiene tres iglesias con un patio y monumentos funerarios que datan de alrededor de 450. Lase, la más interesante, tiene un coro tripartito de tipo sirio precedido por un rectángulo central cuyos lados se prolongan por arcadas. Un arco grande flanqueado de  dos pequeños separan  el espacio entre el rectángulo central y el muro de entrada. En alzado, las trompas de las esquinas de la torre son una peculiaridad regional que se encuentran también en otras basílicas como la de Resafa-Sergiopolis.

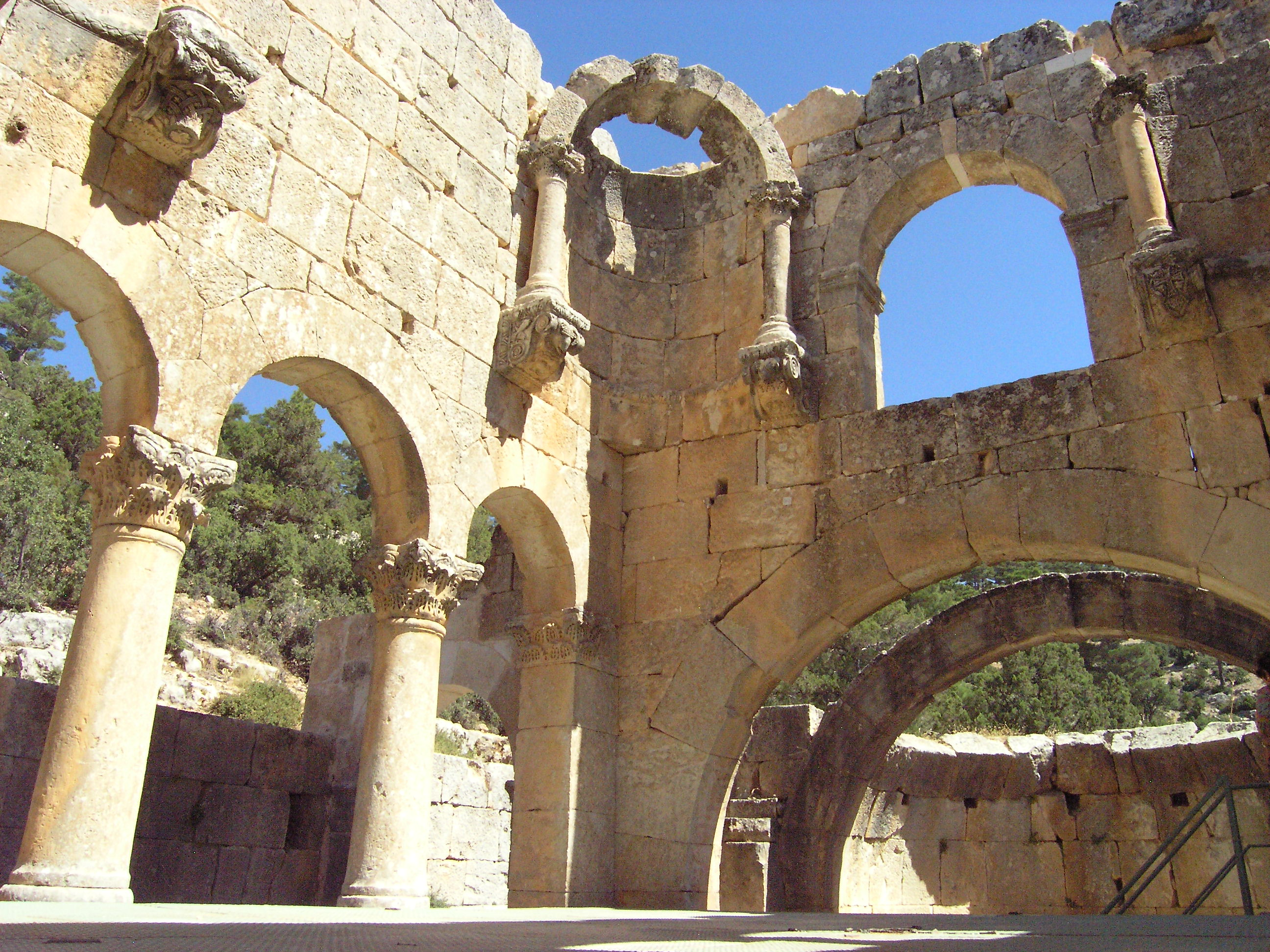
Monasterio de Alahan, trompa de esquina de la torre
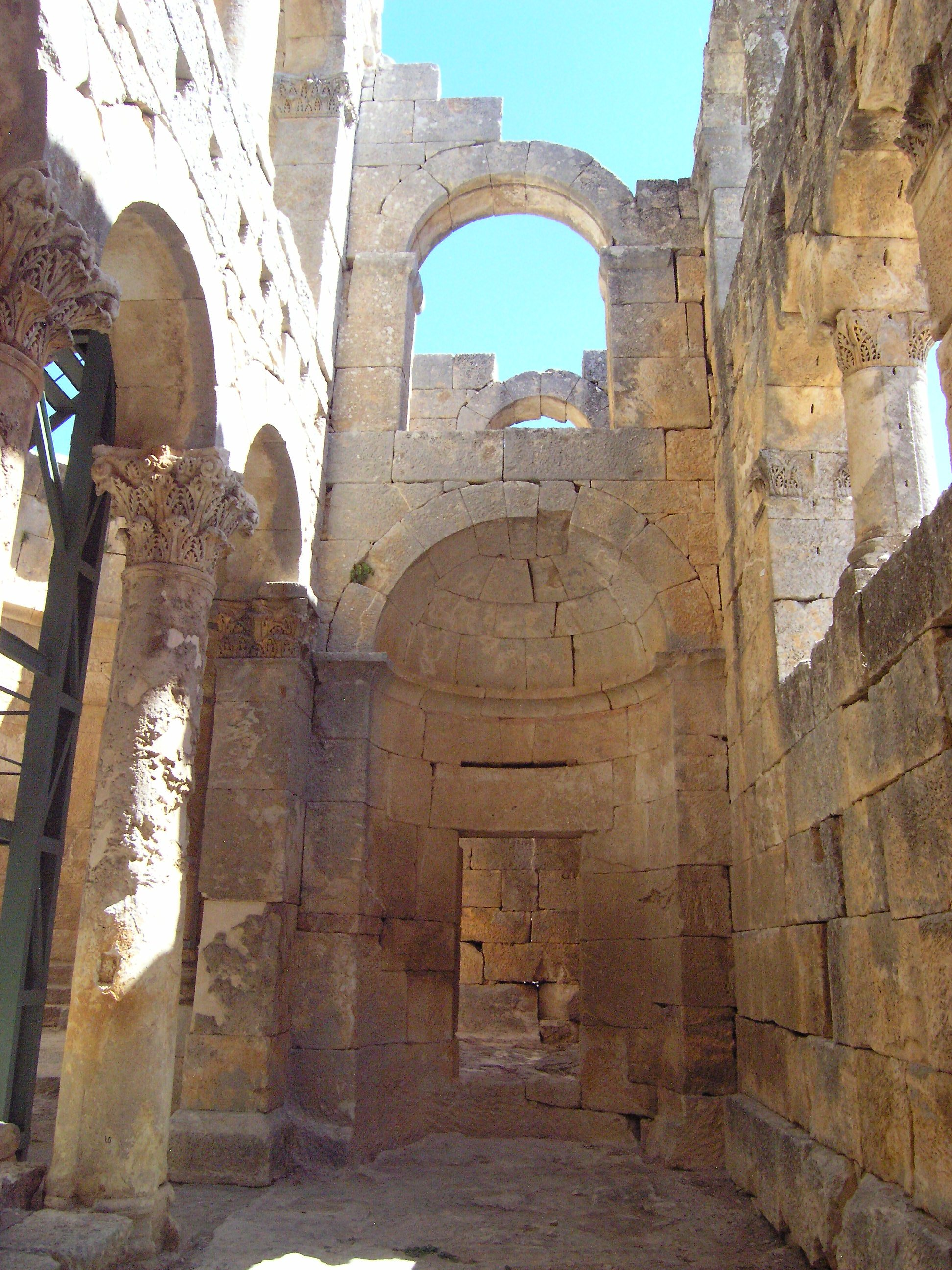
Alahan, abside lateral
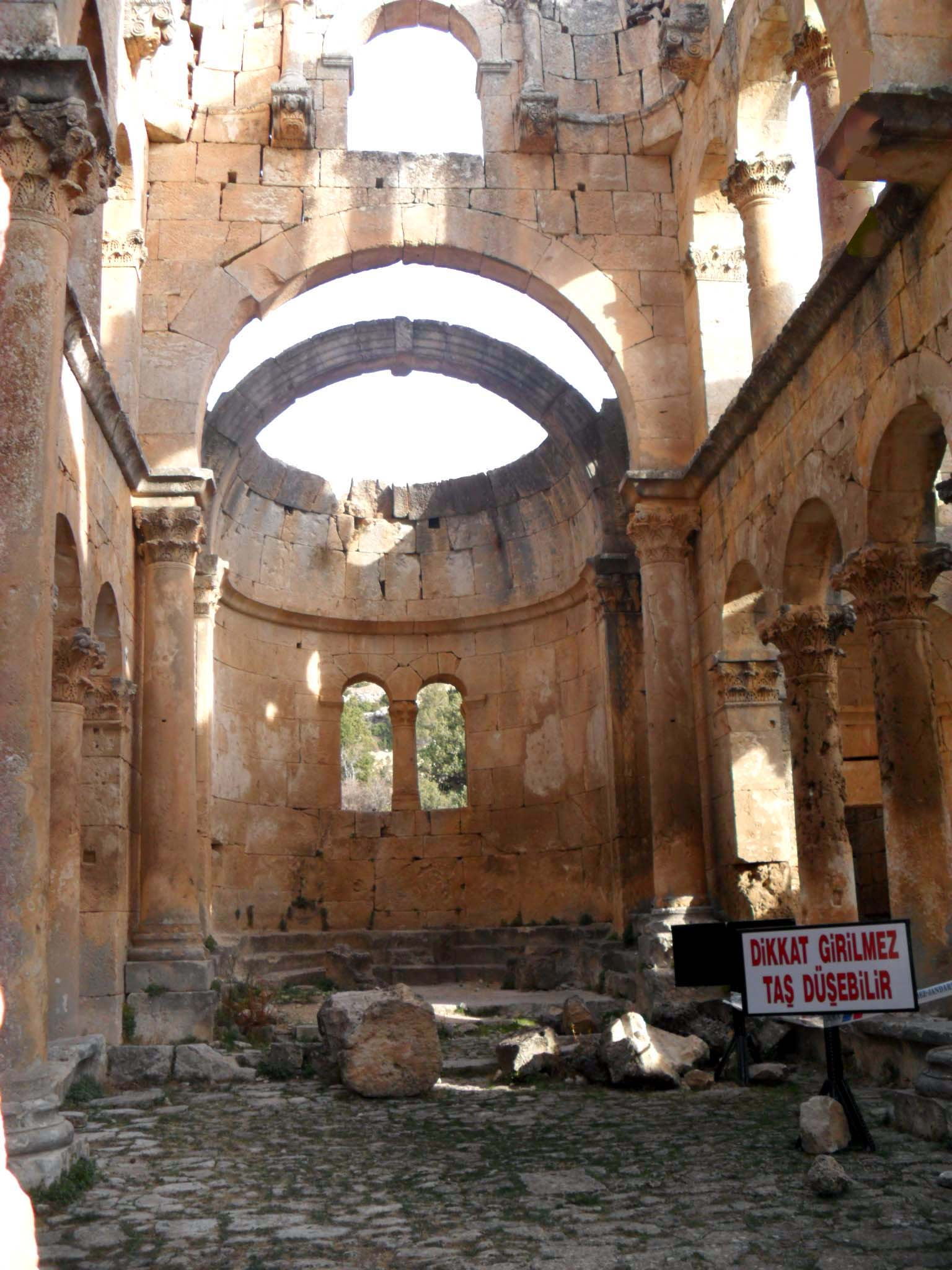
Alahan, ábside
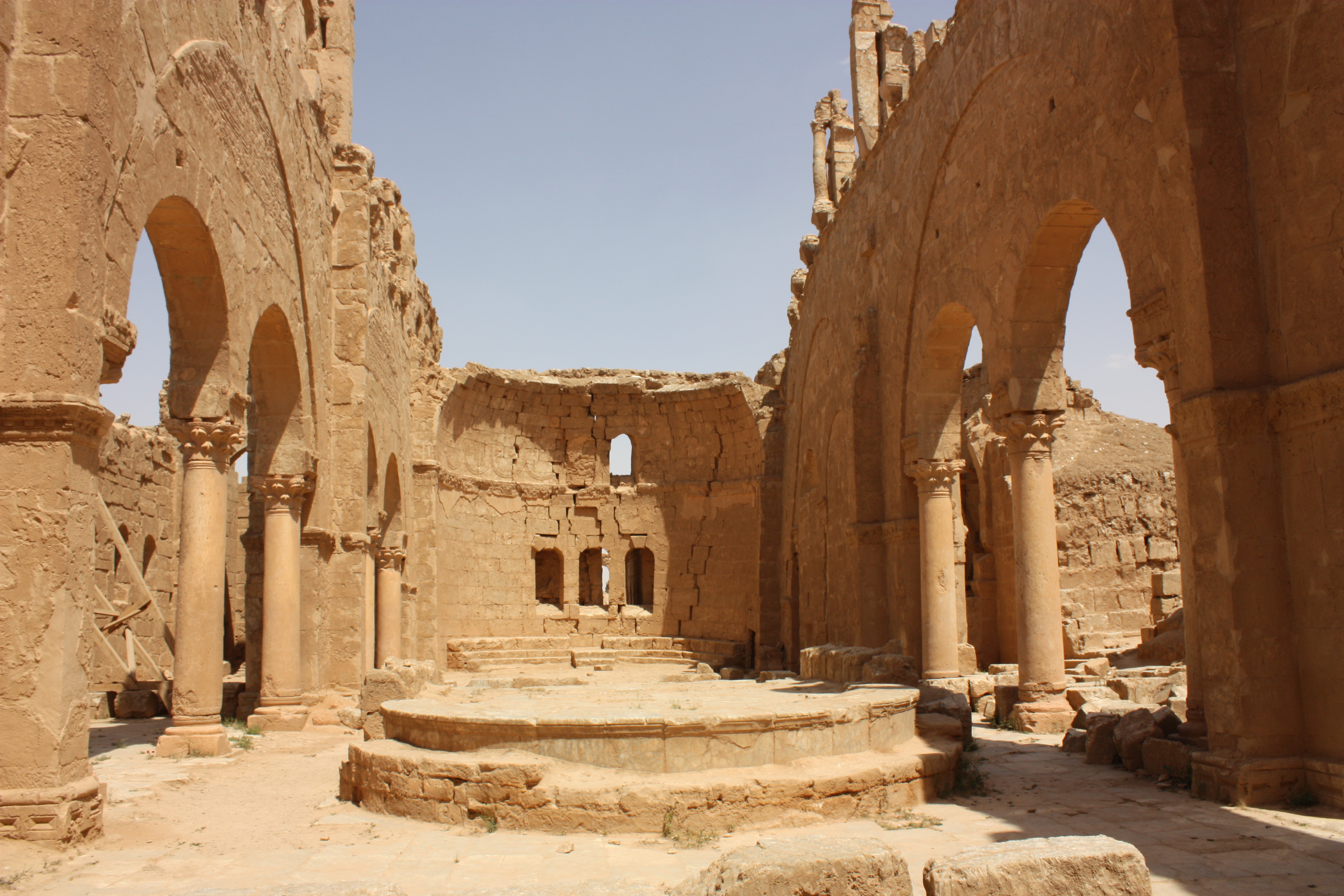
Resafa-Sergiopolis, nave con la exedra

##### La región del mar Egeo y de Constantinopla

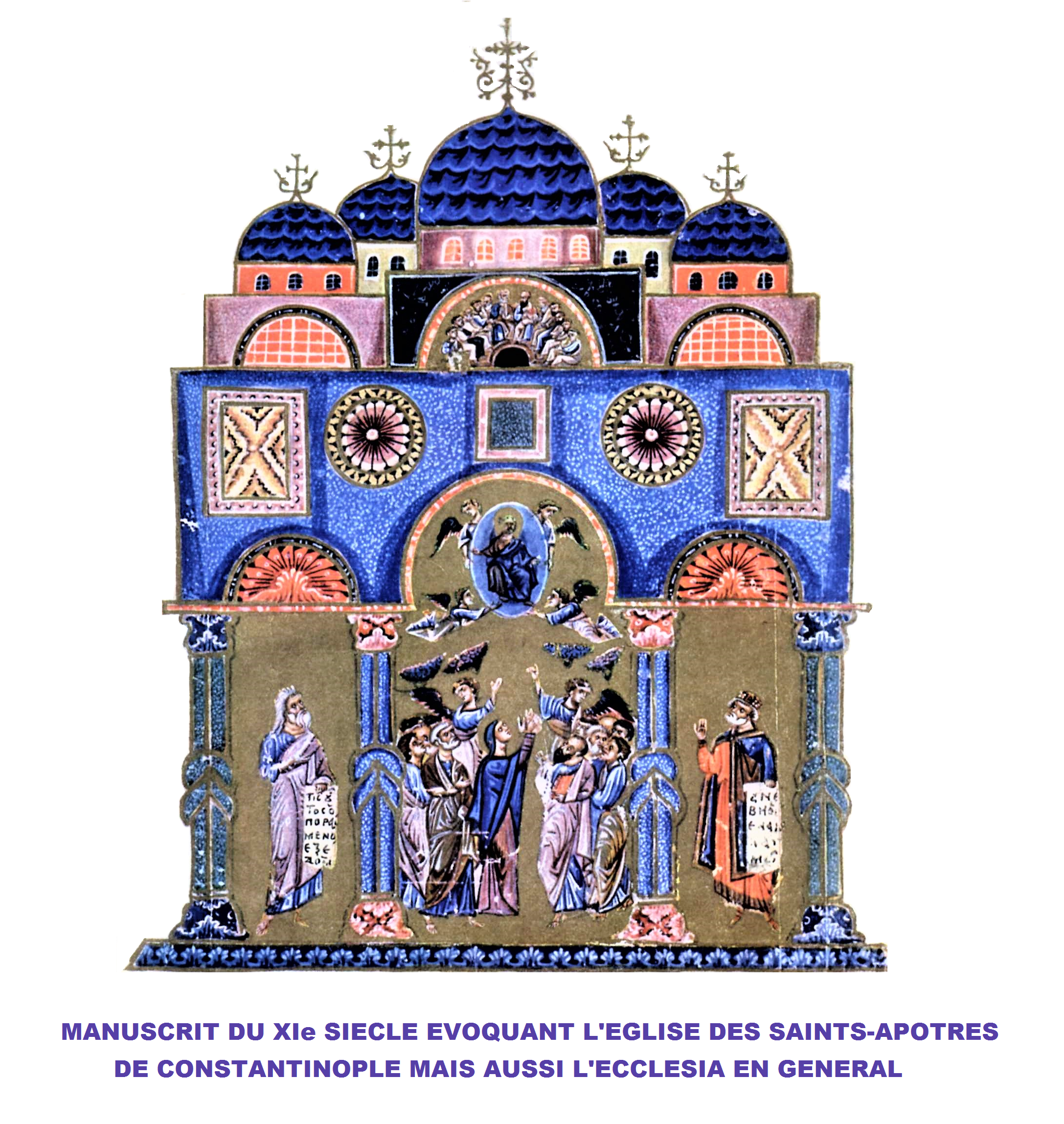
Evocación de los Santos Apóstoles y de la ecclesia bizantina en general en un manuscrito del

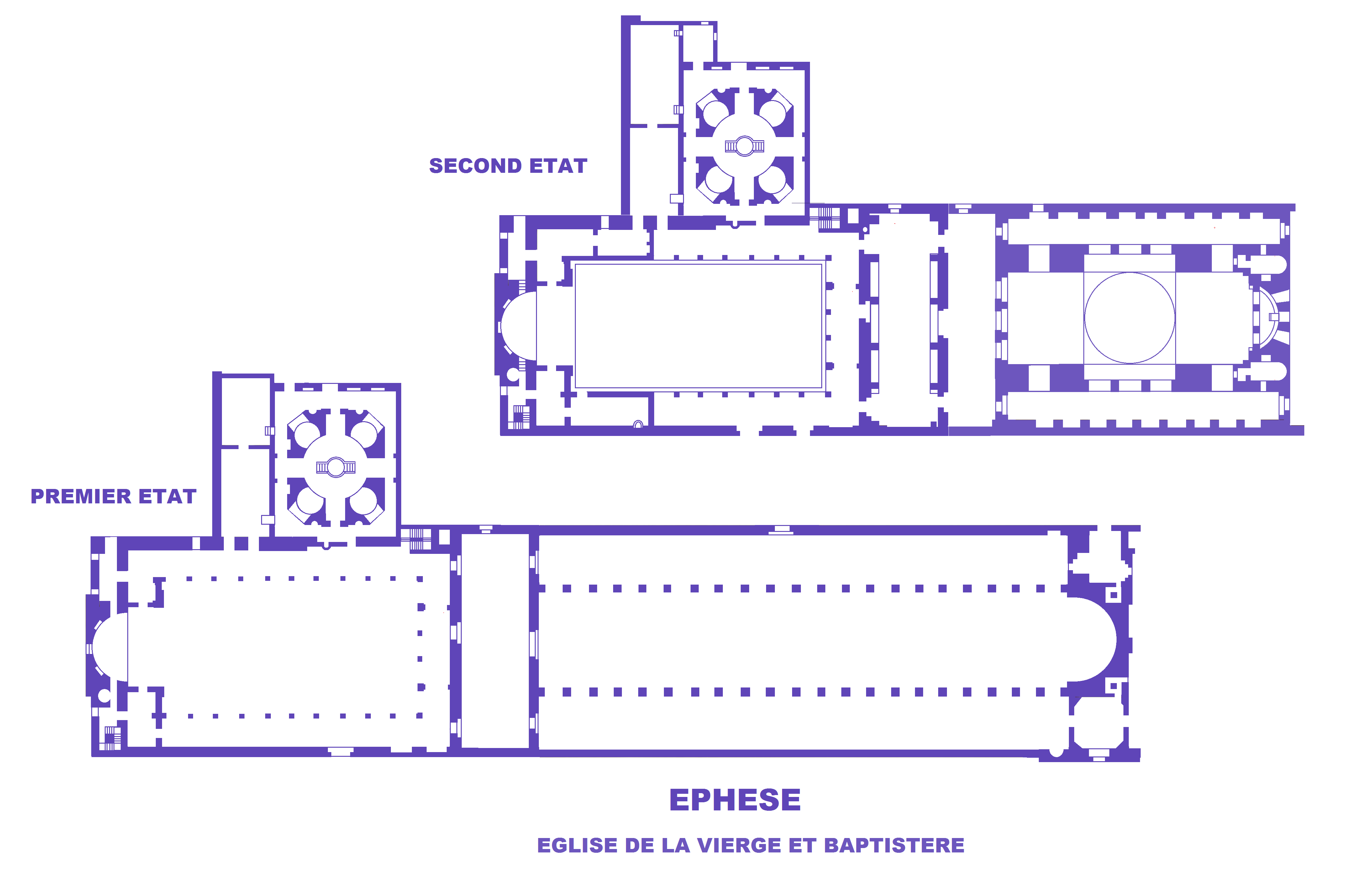
Iglesia de la Virgen María de Éfeso, planos de los dos estados

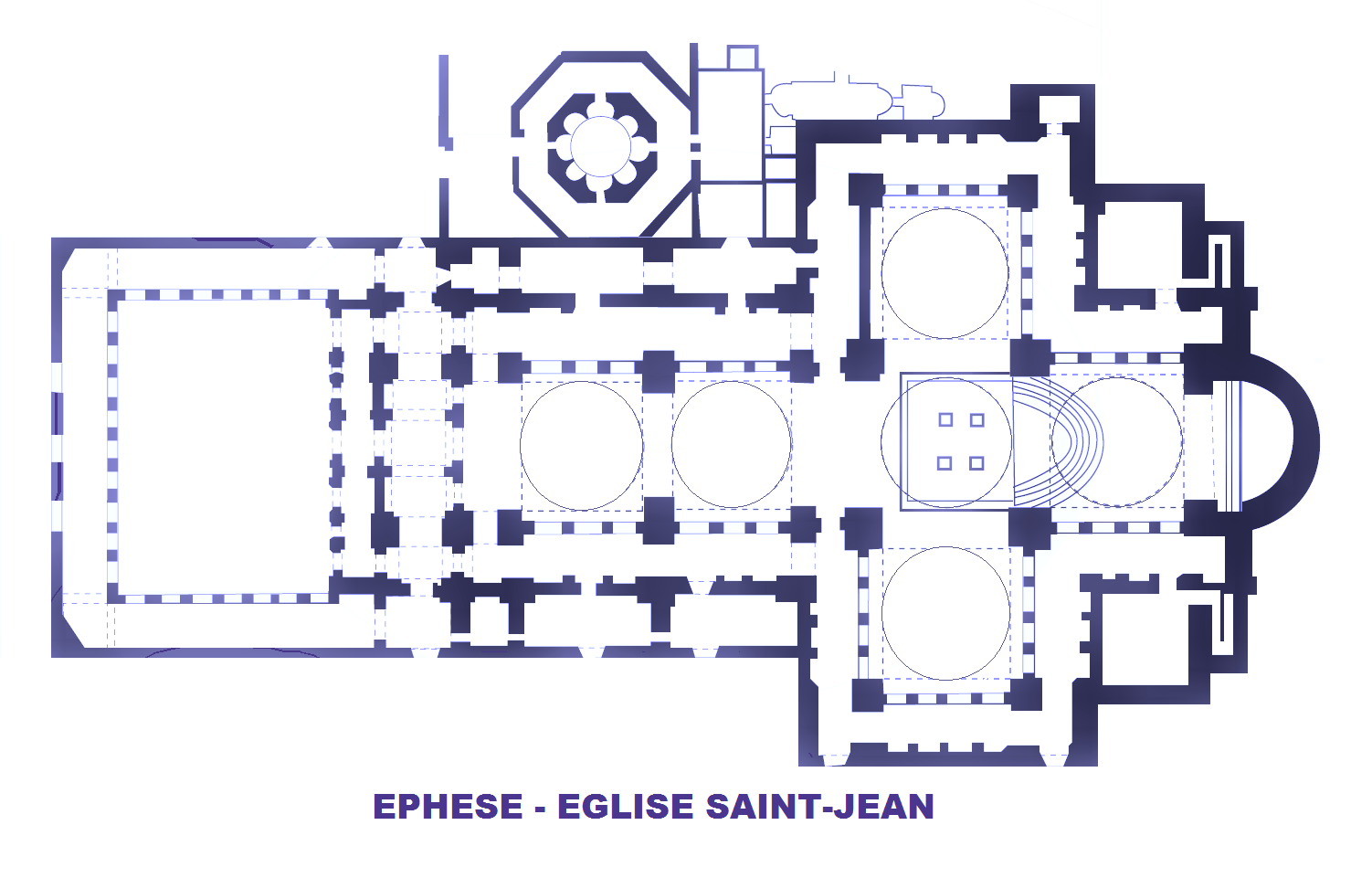
Iglesia de San Juan, Éfeso

En esta región de Grecia, el norte de los Balcanes, el oeste de Asia Menor y Constantinopla, la centena de monumentos en Grecia y en las provincias balcánicas del Imperio están más cerca de las de la costa egea de Asia Menor que las de la Anatolia oriental. Las excavaciones de Éfeso y de Filipos muestran que la arquitectura propiamente bizantina se forma, a partir del siglo IV partiendo de la propia tradición propia en la región del Egeo pero no es hasta el siglo VI cuando alcanza su apogeo como estilo, la época que algunos historiadores considerarían su primera edad de oro.
En Éfeso, la iglesia episcopal se instala desde el siglo IV en un gimnasio del siglo II. Al utilizar sus pórticos, se le daba el aspecto de una basílica de tres naves con techumbre de carpintería. Las transformaciones de este edificio reflejan la evolución de la arquitectura religiosa bajo la influencia de Constantinopla en el siglo VI en esta región. La basílica cementerial de los Siete Durmientes de Éfeso de entre el siglo V y VI, con bóveda de ladrillo parece reflejar las iglesias con cúpulas que se forman en Constantinopla en el siglo VI.
En la costa del Egeo, las basílicas de Corinto y de Epidauro son de entre los siglos IV y V, y sus plantas son regulares, con tres naves, dos arcadas que las separan, un ábside semicircular, un nártex y una cubierta de madera. Las cabeceras son variadas y adaptadas a las diferentes necesidades prácticas y exigencias estéticas. Epidauro tiene un transepto sin salientes laterales al igual que Doumetios en Nicópolis, Filipos una nave lateral acodada que también aparece en la basílica de Demetrios en Salónica, y Dodona en Epiro tiene proyecciones laterales en el transepto y una cabecera triconque. En Atenas, la basílica paleocristiana situada en la zona de Iliso, tiene cuatro pilares que marcan la ubicación de una especie de ciborio. Junto con la de Top Kapi Sérail, existen otros cimientos de edificios con naves anchas y cortas en la plaza Bayazid, pero la más famosa es la iglesia de San Juan del monasterio de Studion..
En el siglo VI, Justiniano llevó a Bizancio y a su región una transformación radical de la arquitectura religiosa, aspecto esencial del arte bizantino. En el 532, después de la revuelta de Niká y del incendio de Hagia Sophia, Justiniano hacia 563 decidió reconstruirla con ricos materiales y proporciones colosales. Lo más destacable de esta arquitectura es su planta cuadrada en la que se inscribe una planta ovalada, la gran cúpula central cuyo peso es sostenido a su vez por otras cúpulas más pequeñas, repartiéndose así el peso en cascada. Estas cúpulas tienen vanos que llenan de luz el interior de la basílica. Ha sido ampliamente modificada a lo largo de los siglos, siendo destruidos sus mosaicos originales durante la crisis iconoclasta y convirtiéndose en mezquita.
Bajo Justiniano, varias iglesias de la ciudad fueron reconstruidas a partir de los principios arquitectónicos de Hagia Sophia. Ejemplos de esto son la iglesia de los Santos Apóstoles, de planta cruciforme con múltiples cúpulas, la iglesia de los Santos Sergio y Baco, con planta centralizada inscrita en una planta rectangular coronado con nártex y exonártex, cúpula gallonada de ladrillo que descansa sobre tambor que engendra una sala octogonal; por último, la iglesia de Hagia Irene tiene una planta basilical con nártex y ábside y en su techumbre destaca una cúpula sobre tambor y bóvedas de cañón en las naves laterales..
En Filipos, destacaban dos iglesias con plantas similares una del siglo V, con techumbre adintelada de madera y, otra del siglo VI, coronada por una cúpula, de esta forma se puede ver en estas el paso entre las dos técnicas. Incluso en la zona de Bulgaria, algunas basílicas adoptaron la cúpula de ladrillo, como en la basílica de Elenska en Pirdop.
La influencia del arte bizantino se puede encontrar también en Serbia en Konjuh o en Grecia en Salónica en la iglesia de Santa Sofía, en Éfeso, la iglesia de San Juan y la de la Virgen María. En conclusión, el mundo mediterráneo en su mayoría se dejó influir por este arte..

Santa Sofía, Constantinopla
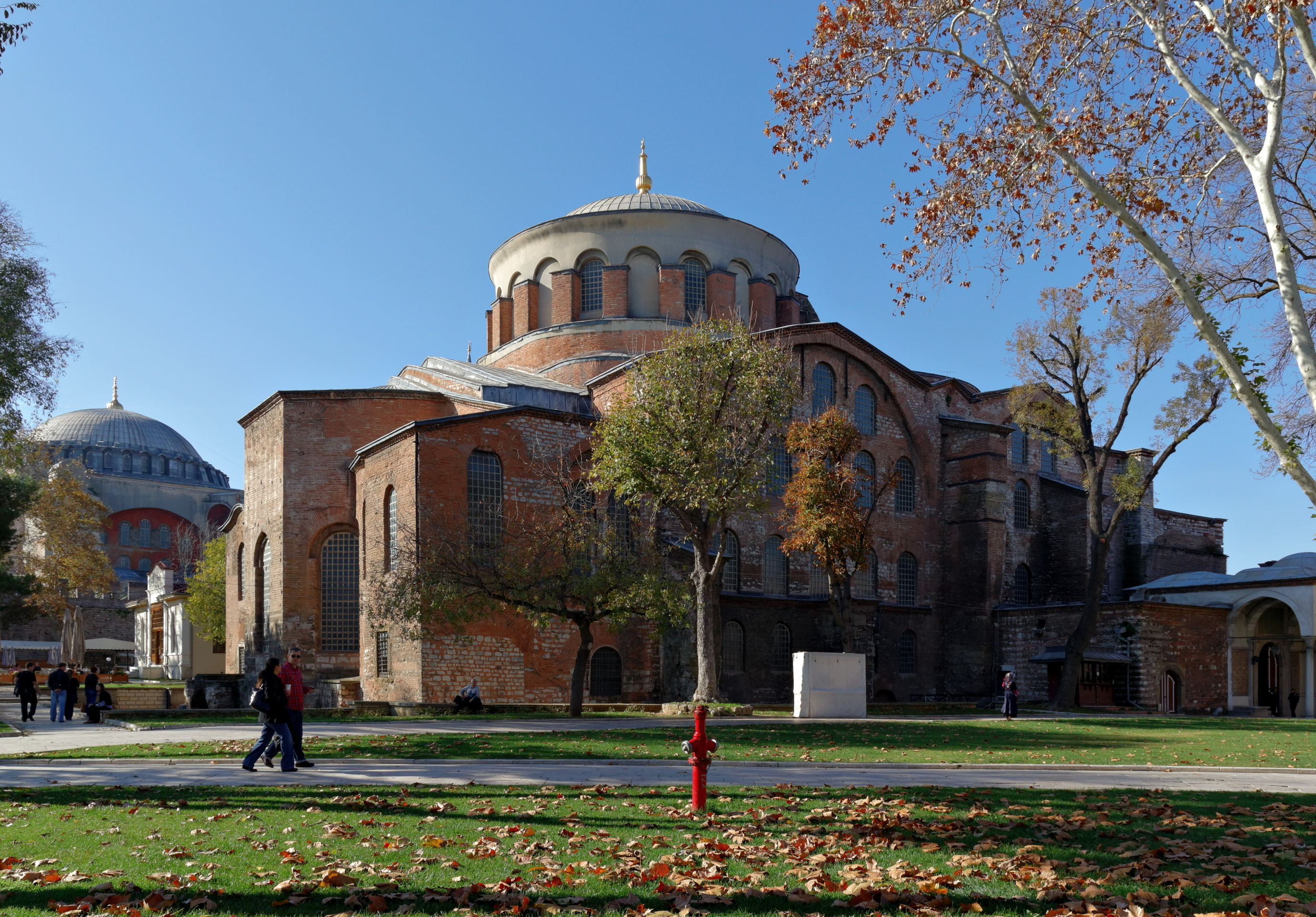
Iglesia de Santa Irene, Constantinopla
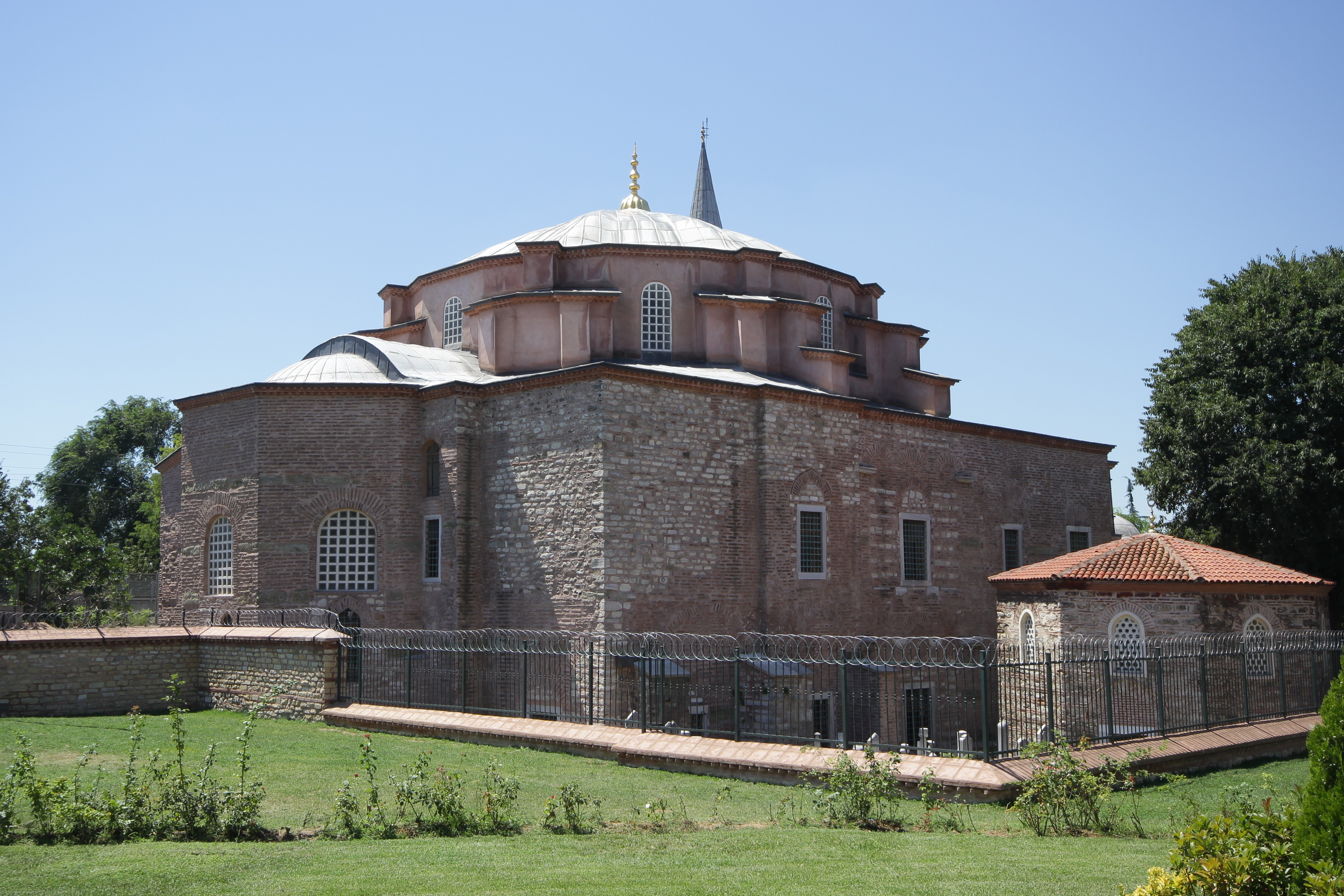
Santos Sergio y Baco, Constantinopla
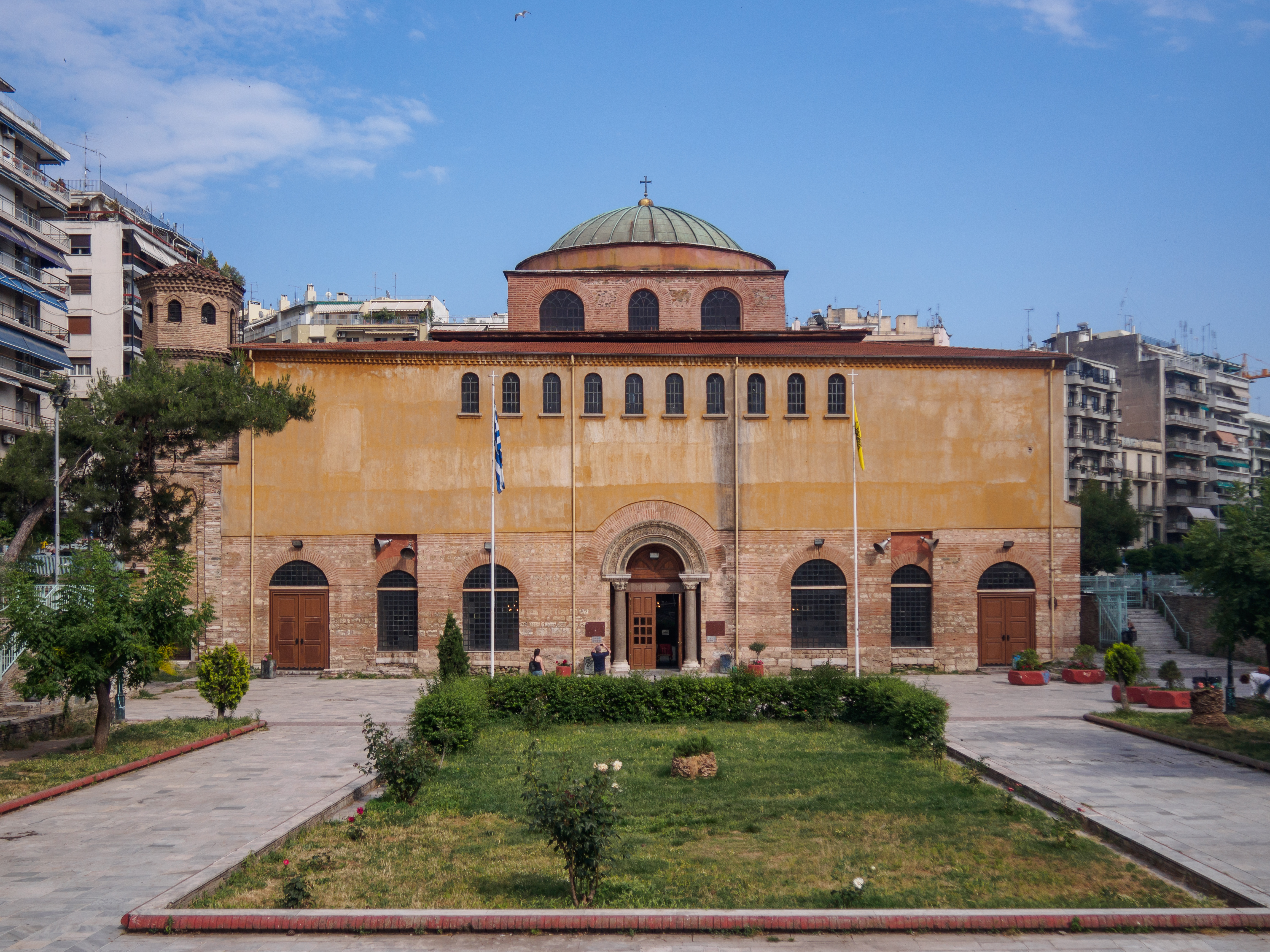
Santa Sofía, Salónica

### Basílicas constantinianas

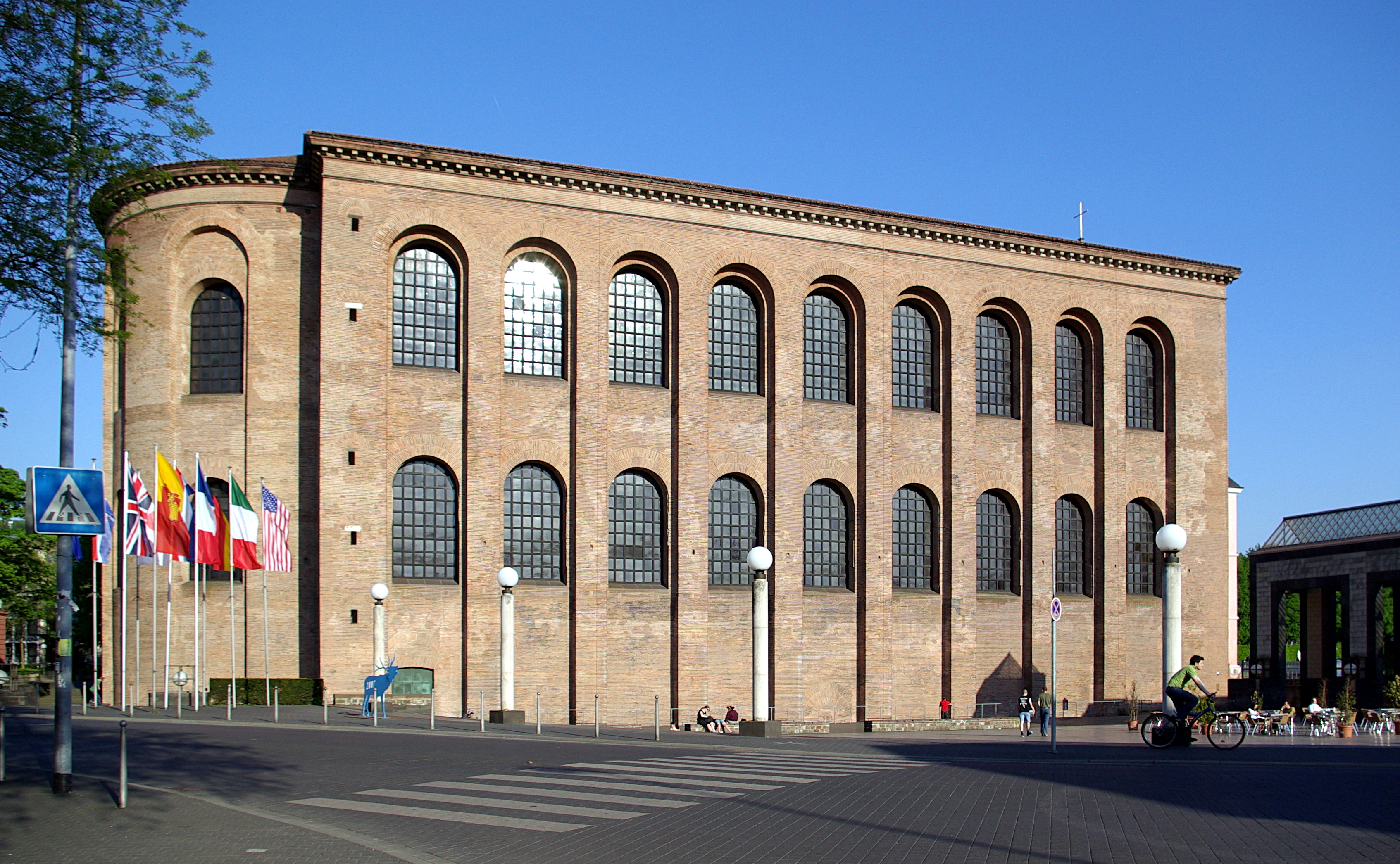
Aspecto actual de la basílica civil de Constantino de Tréveris.

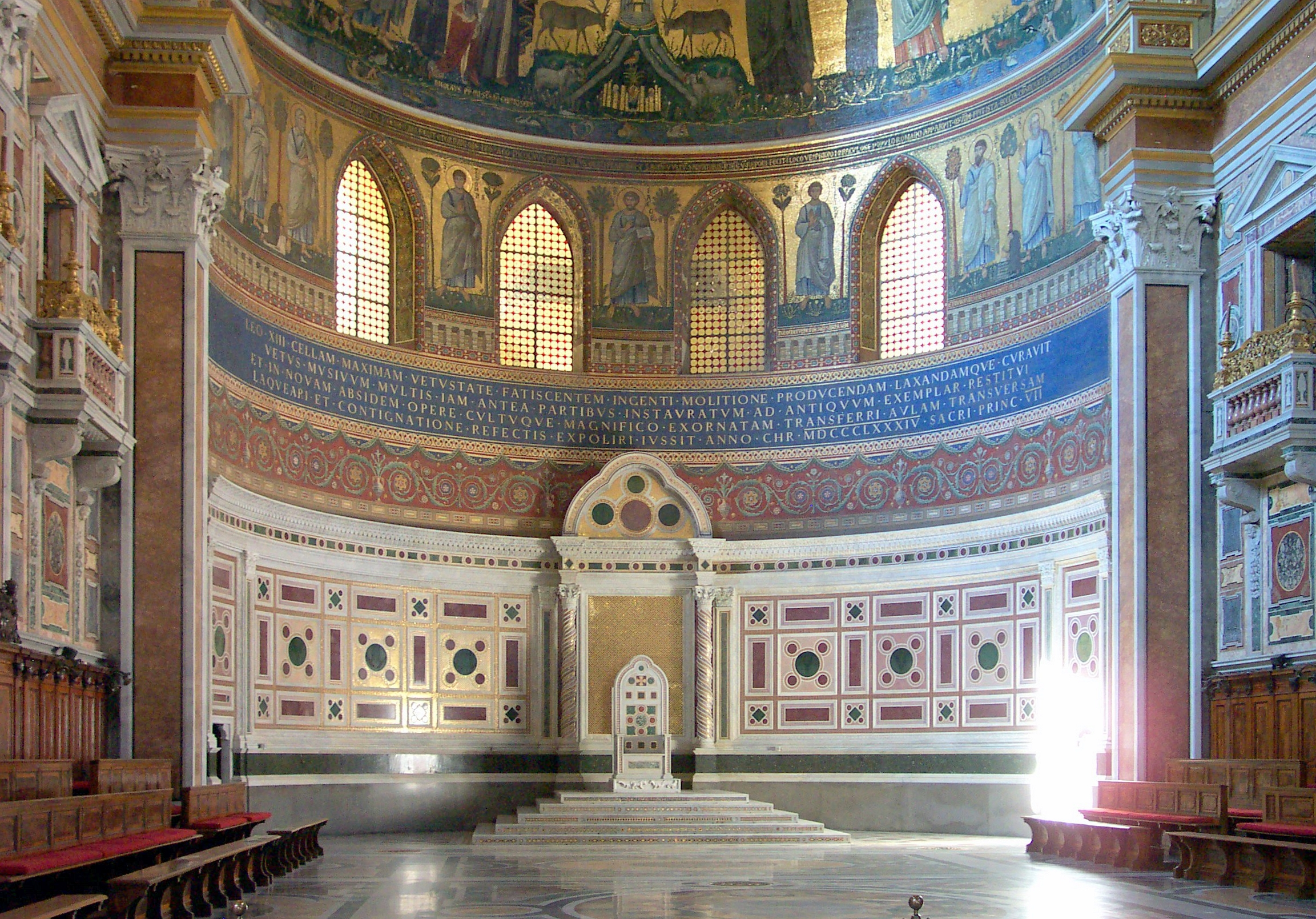
El ábside de la Archibasílica de San Juan de Letrán, con la cátedra papal.

De esta forma la basílica cristiana pasó a la utilización para un solo ritual, al contrario de la basílica civil romana que había tenido diversos servicios públicos. Uno de los modelos que se cree fue más utilizado para el origen de la basílica cristiana, fue la basílica civil de Constantino de Tréveris, realizada en el año 310 con un espacio rectangular y un gran ábside semicircular que albergaba el trono del emperador romano. Se construyó con las piedras de edificios más antiguos, y no constituía un edificio aislado, sino que en la época de la Antigüedad tardía formaba parte del recinto del palacio imperial: los vestigios de los edificios adyacentes se pusieron al descubierto en los años ochenta y todavía hoy son visibles. Algunos rastros de mortero que cubrían los ladrillos de origen, así como algunas características antiguas se conservaron.

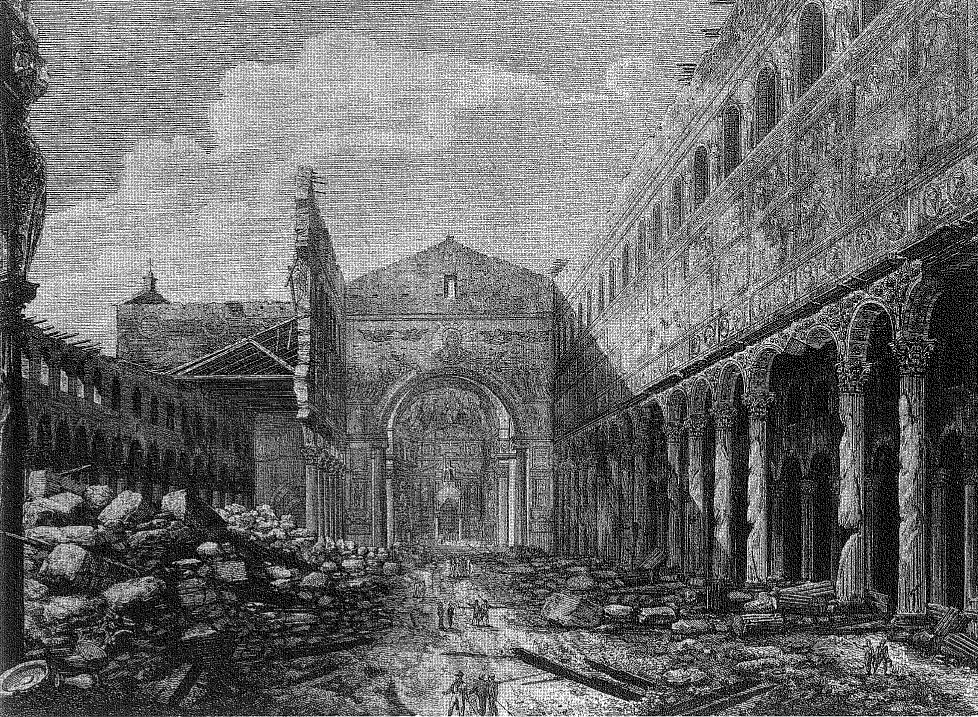
Grabado de Luigi Rossini después del incendio que destruyó la Basílica de San Pablo Extramuros en 1823.

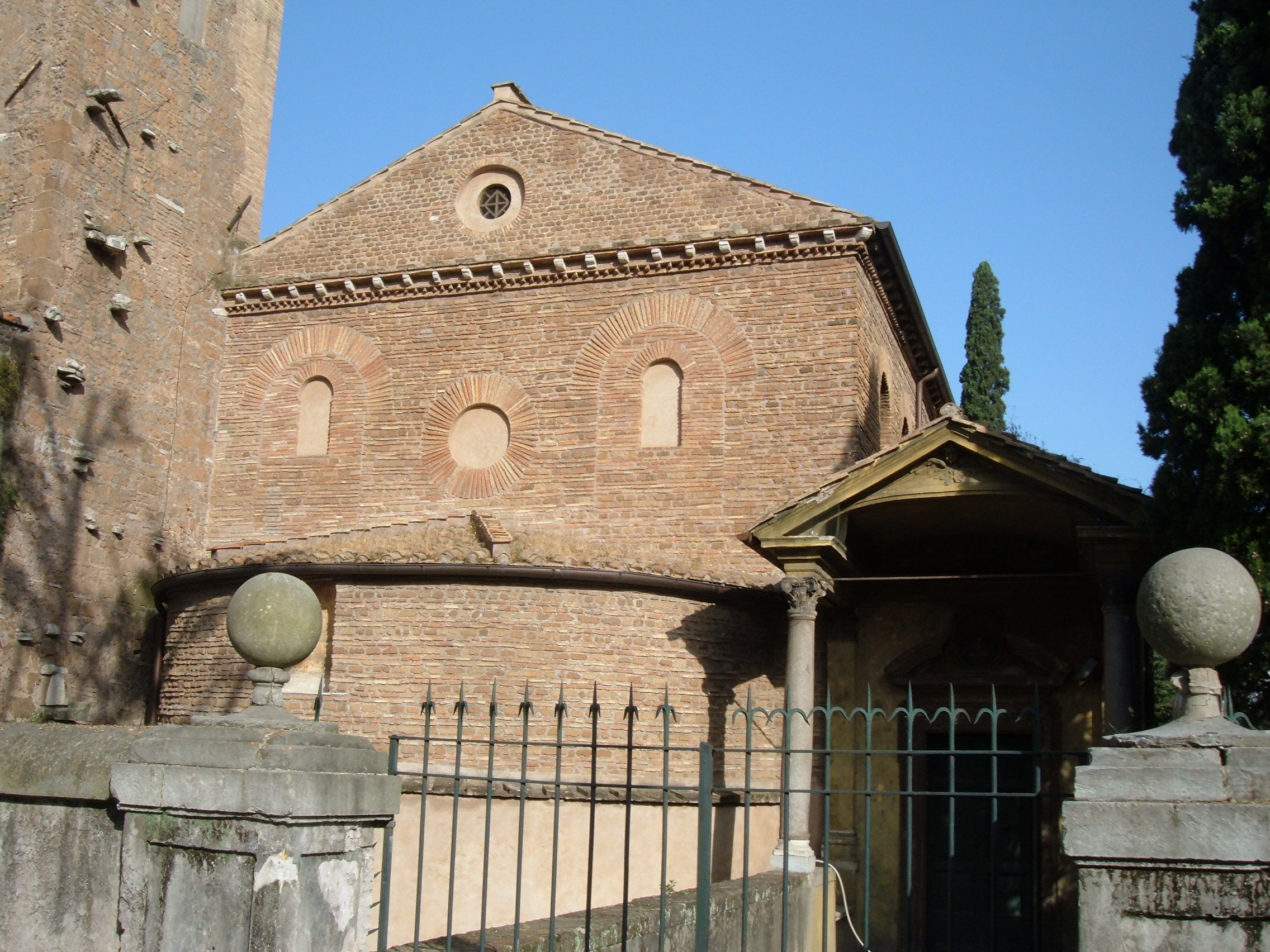
Ábside paleocristiano de la Basílica de Santa Inés Extramuros.

Por estos mismos años promovió Constantino la edificación de la Basílica de San Pablo Extramuros sobre la tumba de San Pablo, que fue enterrado después de haber sido martirizado en una amplia necrópolis que ocupaba toda el área de la basílica y de la zona que la rodea. En su tumba se construyó un edículo, cella memoria, a lo largo de la Vía Ostiense. Sobre este lugar y por motivo del terreno, basílica quedó un poco más pequeña que la del apóstol san Pedro, con sólo tres naves, hecho que se modificó en el año 390 en época de Teodosio, construyéndose una iglesia mayor con cinco naves y con transepto, pero dejando el altar sobre la tumba del santo, como era costumbre, como la dedicada a San Pedro. El papa Siricio I consagró el edificio. Esta basílica se destruyó en un incendio del año 1823, salvándose el ábside, altar y la cripta donde se encontraba el cuerpo de San Pablo, siendo el resto totalmente reconstruido.
Santa Inés Extramuros fue construida a mediados del siglo IV sobre las catacumbas de la Vía Nomentana donde se encontraba enterrada dicha santa, la basílica es más pequeña que la de San Pedro y la de San Pablo. Es semi-subterránea, tiene tres naves y en la parte superior de las laterales se sitúa la galería destinada para las mujeres. Las columnas que separan las naves son de diferentes mármoles con diversos colores y en el ábside se conservan mosaicos provenientes de una reconstrucción realizada por el Papa Honorio I a mediados del siglo VII, en el que hay representadas tres figuras aisladas, en el centro Santa Inés y a sus lados los papas Símaco y Honorio I, con un fondo dorado típico del arte bizantino.

### Basílicas en Tierra Santa
Constantino también contribuyó a la construcción de otras iglesias en Tierra Santa, como la de la Natividad en conmemoración del nacimiento de Jesús en la ciudad de Belén y en Jerusalén la del Santo Sepulcro para honrar la tumba de Cristo, donde el propio emperador había dado instrucciones para conseguir que este templo fuera «la basílica más bella de la tierra».

### Basílicas postconstantinianas
Son las basílicas construidas entre mediados del siglo IV y el V, las cuales son de un tamaño mayor que las de épocas anteriores. Algunas de las construcciones más conocidas de esta etapa fueron realizadas bajo el mandado del papado de Sixto III.

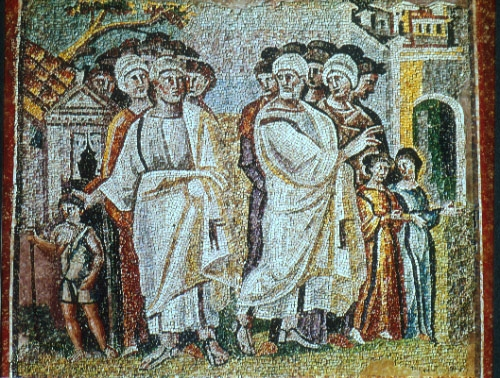
Mosaico de la nave central de Santa María la Mayor, representando a Abraham y su sobrino Lot. Circa 432-440.

Un ejemplo de estas es la basílica de Santa María la Mayor, la cual fue fundada por el papa Sixto III, en el año 432, poco después de haberse afianzado el dogma de la maternidad divina en el Concilio de Éfeso (431), siendo la primera basílica dedicada a la Virgen María. Tiene planta basilical de tres naves y una columnata jónica adintelada con fuste liso, las pilastras en la zona de claraboyas son de un estilo más refinado que en las anteriores basílicas; es la basílica que mejor representaba los nuevos cambios del estilo paleocristiano, pero hoy en día la encontramos muy modificada. En su interior una de las obras principales es el ciclo de mosaicos sobre la vida de la Virgen, que data del siglo V y que muestra aún las características del estilo del arte romano tardío. Unos diez años antes, en 422 se había empezado a construir sobre el Monte Aventino una pequeña basílica dedicada a Santa Sabina en la que se aprecian unas proporciones más armónicas y gran sobriedad en diversos detalles como los bellos capiteles de las columnas corintias reutilizadas de un templo anterior. Siguiendo las características de la arquitectura paleocristiana, Santa Sabina presenta unos muros totalmente lisos construidos con ladrillos, sin contrafuertes, ya que el techo es de madera y, por tanto, poco pesado. Lo único que destaca en el exterior es la hilada de ventanales de arcos de medio punto.

### Grupos catedralicios - Baptisterios

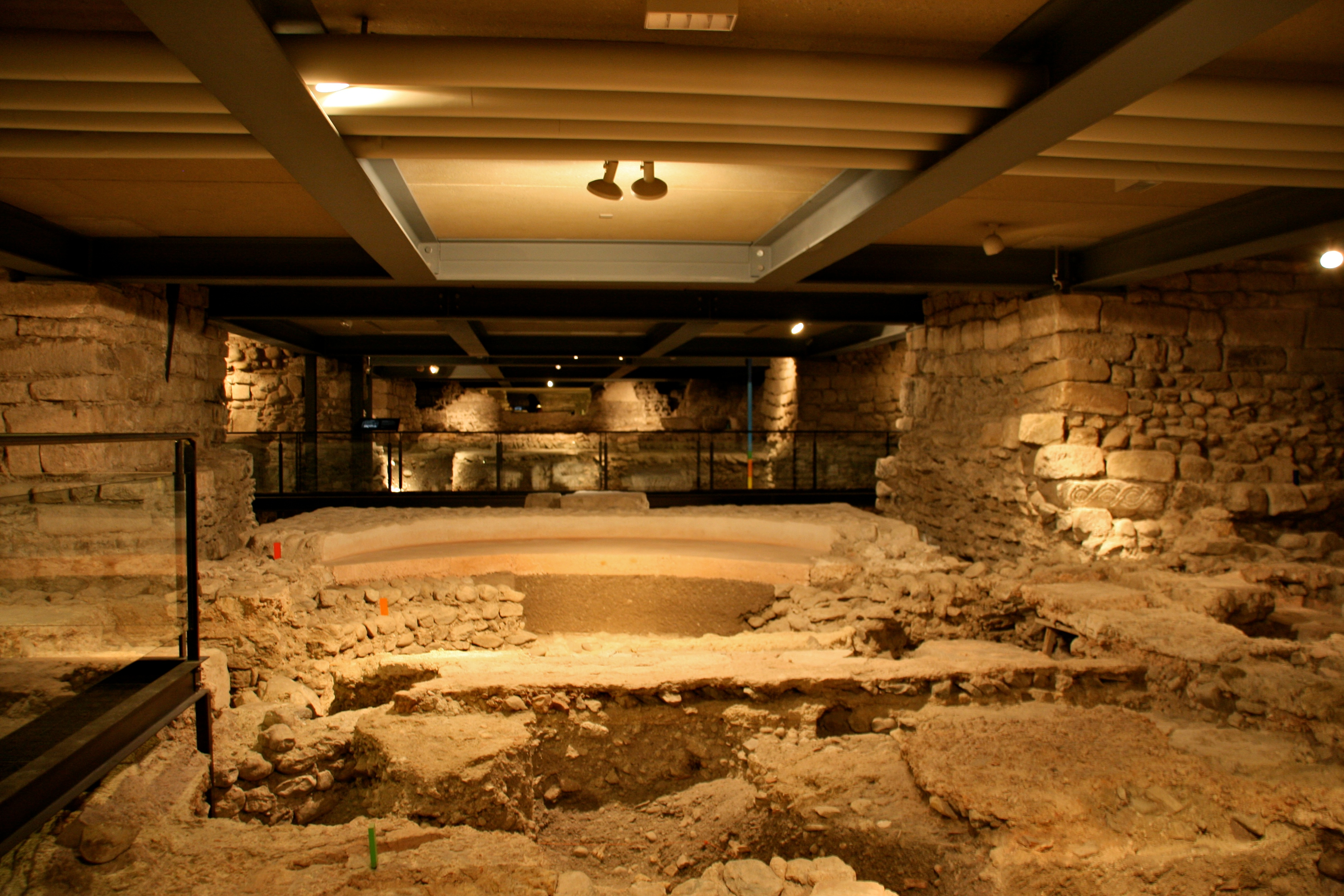
Ginebra, baptisterio, catedral Este

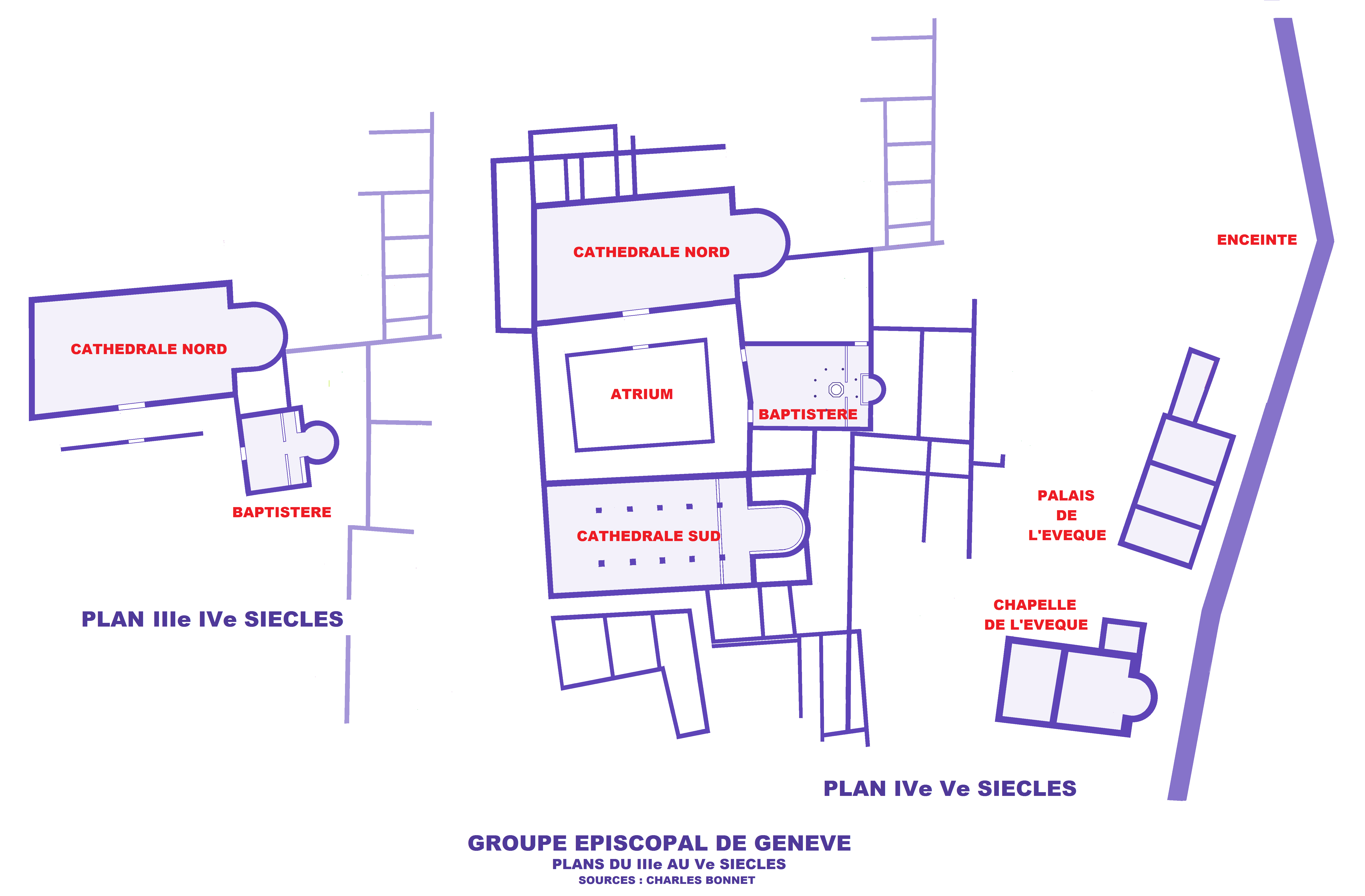
Ginebra, grupo catedral del siglo al

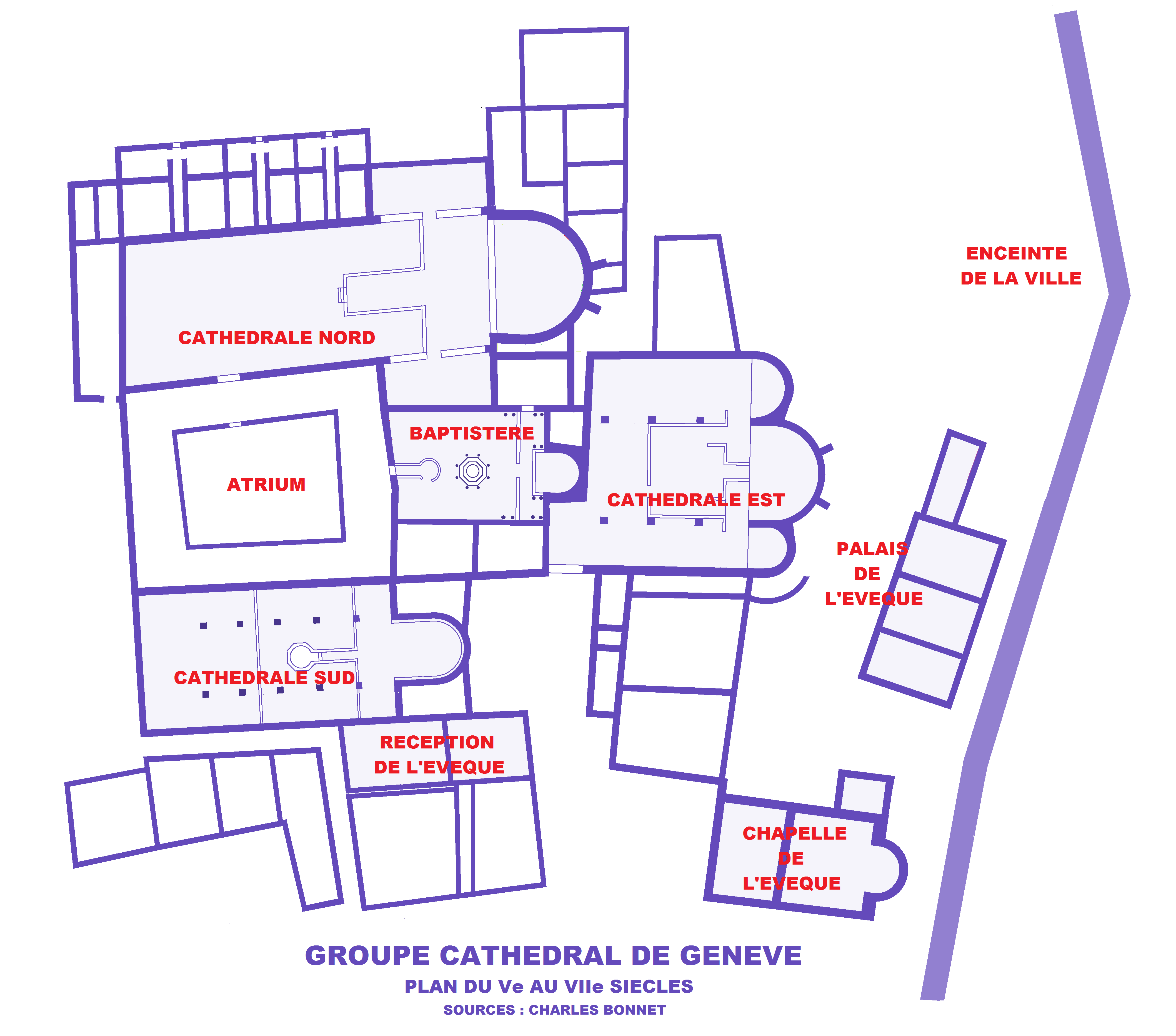
Ginebra, grupo catedral del siglo al

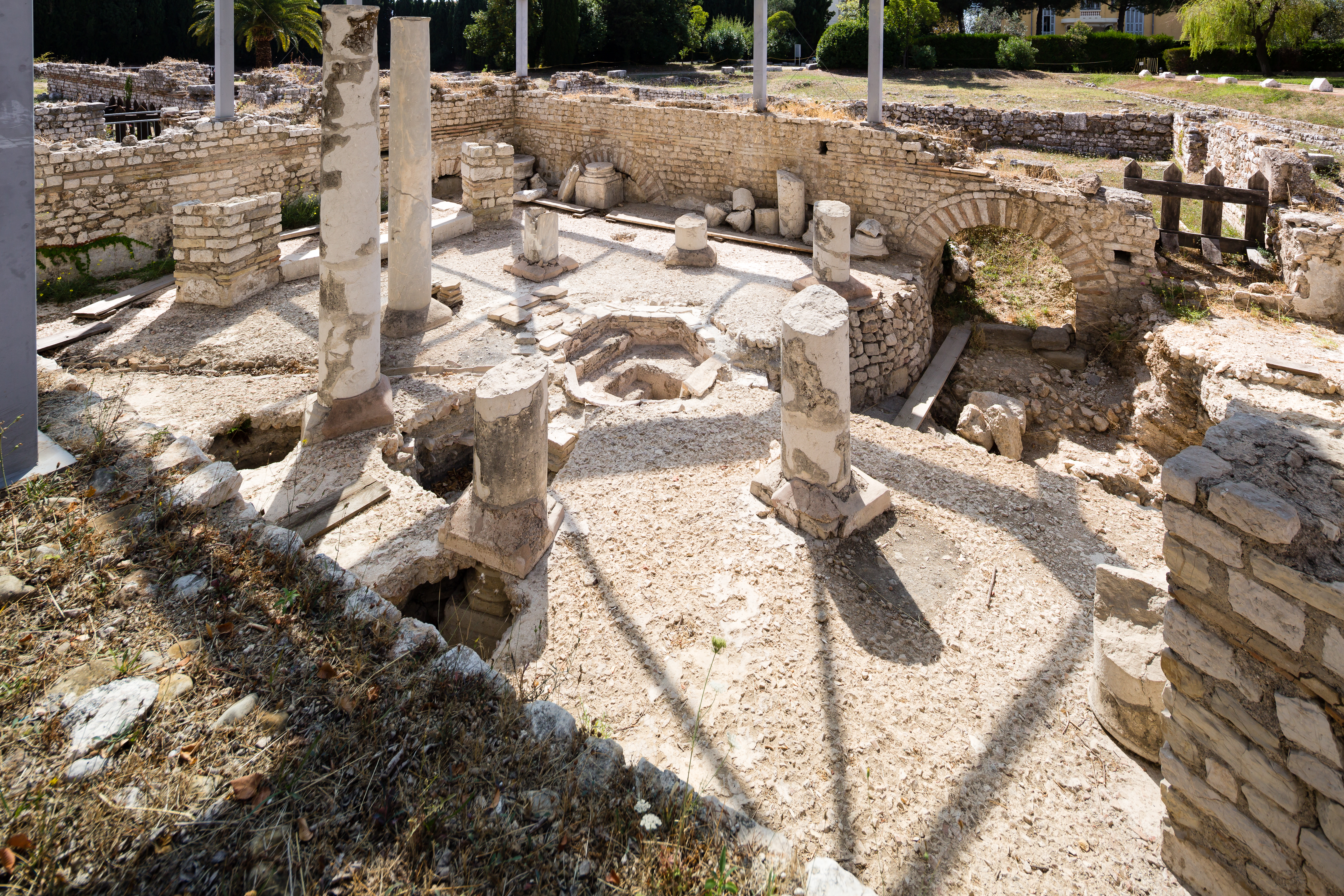
Cimiez, el baptisterio

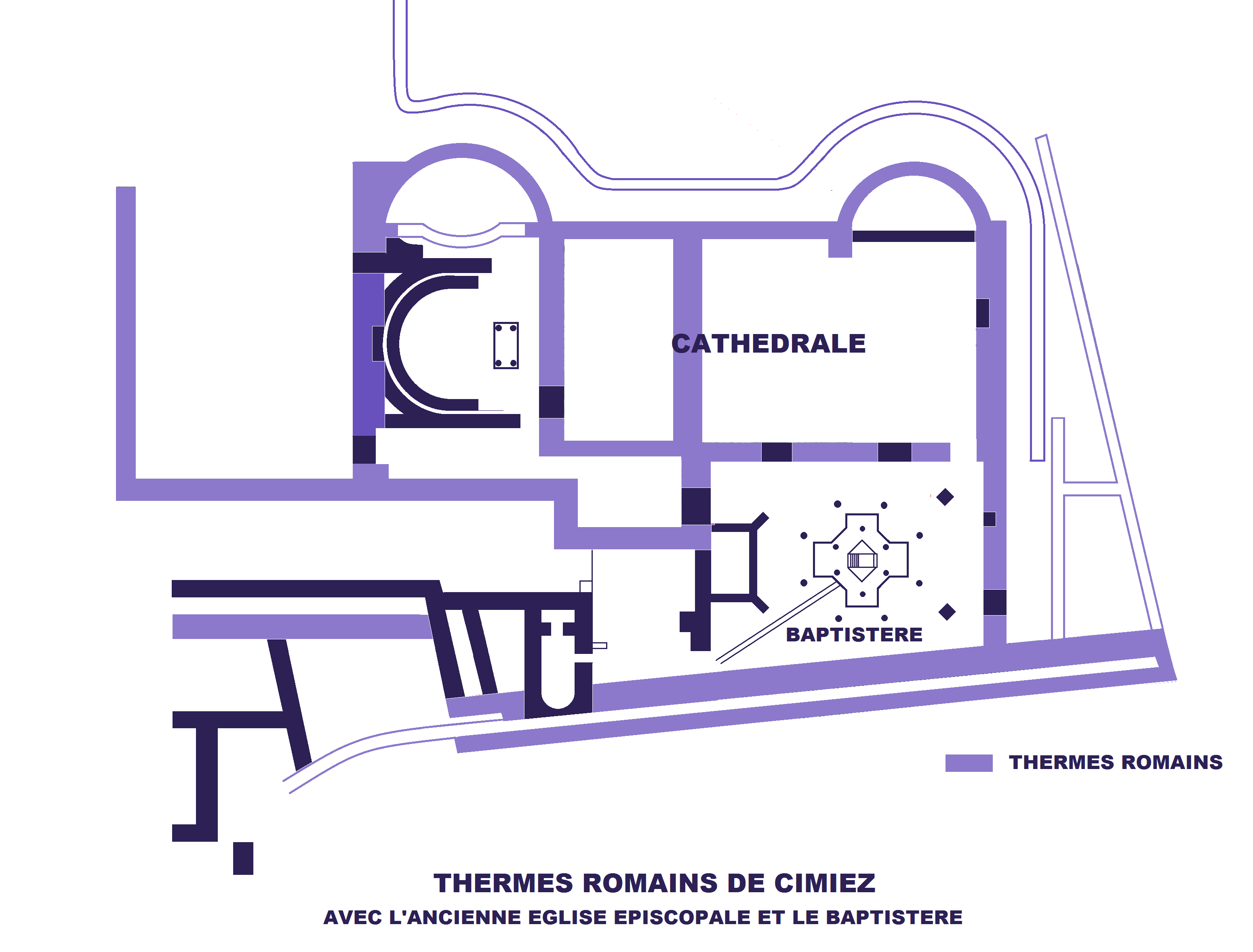
Cimiez, planta de la iglesia y del baptisterio

Las catedrales de los obispos forman conjuntos de varios edificios cultuales importantes, a los que se añaden edificios seculares con un palacio reservado para el obispo y a la residencia del obispo como núcleo. Los restos de los palacios de Letrán, de Salona (en Dalmacia), de Side (en Panfilia), de Gerasa y de Bosra (en Palestina), de Djemila (en África del Norte), permiten conocer al menos las plantas.
En Ruan, en la basílica de Victricio de finales del siglo IV se agregó un primer santuario en el emplazamiento de la actual catedral. En Lyon, el grupo episcopal de la Alta Edad Media estaba formado por un baptisterio y dos iglesias, una de las cuales se encuentra bajo la catedral de Saint-Jean. En Nantes, Grenoble, Reims y Narbona, el descubrimiento de baptisterios sugiere la presencia de un santuario en la misma zona.
En 'Trier', el grupo episcopal tiene dos basílicas paralelas con atrio, estando el baptisterio de 18 m de lado entre los dos edificios para una longitud de todo el grupo de 160 m por 100 m de anchura.
En Argelia, Túnez y Tripolitania, había en el siglo IV ya un gran número de obispos debido a una vida municipal muy activa. 300 basílicas cristianas están excavadas e identificadas, pero solo cuatro grupos de catedrales son ciertas: Tipasa, Djémila, Sbeitla et Sabratha y son posibles una treintena más.
En Ginebra, a finales del siglo IV – principios del V, después de las migraciones germánicas, Ginebra cambió de estatuto y el nuevo puerto permitió encaminar bloques de materiales tomados de los antiguos edificios abandonados de Nyons, los cuales se utilizaron para construir un recinto en la colina que se niveló en varias terrazas para construir importantes edificios.
Al norte se implantó la residencia de un poderoso habitante de la ciudad con piso, habitaciones y probablemente un lugar de culto reservado para los primeros cristianos. Posteriormente se autorizó la destrucción en parte para construir una iglesia.
Este primer santuario de mitad o del tercer cuarto del siglo III es de planta irregular ya que se estableció en los edificios existentes. Se accede a la entrada por un pórtico que conduce a los anexos adosados al coro. Al sur, una pieza rectangular tiene un piso de mortero y de baldosas particularmente cuidado. Luego, al este de este edificio se agrega un ábside sobrepasado. Las trazas pueden evocar la presencia de un baptisterio.
Esta primera iglesia va a definir una nueva organización urbana de Ginebra.
Al principio del siglo V, se constituye el grupo episcopal cuyo baptisterio parece marcar el centro. Este grupo incluye dos catedrales a cada lado de un atrio, la residencia del obispo con su capilla y salas de reuniones. El conjunto se completa con las viviendas de los eclesiásticos. La iglesia Norte está destinada a los oficios y al encuentro de los fieles y la Sur a las lecturas y a la enseñanza de los catecúmenos.
La catedral Sur imita las proporciones de la primitiva iglesia Norte, pero los acondicionamientos litúrgicos son más complejos. El ambón poligonal y su acceso están protegidos de los fieles por una barrera al igual que en el este la zona del presbiterio. Completan esta iglesia sacristías y salas de reuniones. Se construye un nuevo baptisterio con una corona de columnas, pero se adapta mal a las construcciones existentes; luego un atrio en el pórtico de la catedral Norte que conectaba los tres edificios.
A principios del siglo VI, se hicieron transformaciones como la construcción de un nuevo ábside de grandes dimensiones y de un coro de ocho metros que desemboca en una nave muy estrecha.
Después del año 500 y de la guerra de los reyes burgundios Gundebaldo y Godegisilo, se construyó una tercera catedral con un coro con tres ábsides sobre planta asimétrica causada por la conservación del baptisterio existente. La gran sala sur de recepción del obispo se unió al coro. En el período carolingio, el baptisterio fue destruido para ampliar la nave y el año 1000 marcó el abandono de las dos catedrales primitivas.
Cimiez
En Cimiez cerca de Niza, las Termas romanas de Cimiez fueron abandonadas en la segunda mitad del siglo IV y se reutilizaron de otras maneras. Al principio del siglo V, un destacado obispo de Cimiez, San Valentín, instaló el grupo episcopal en los baños. Comprendía la iglesia, el baptisterio y sus dependencias. La residencia del obispo se encontraba al norte de los baños termales. La basílica está construida sobre los muros paganos con materiales reutilizados e incluso es posible que las columnas de las termas del norte se utilizaran para la construcción del baptisterio.
La iglesia orientada tiene una única nave cubierta con techumbre de madera y ocupa la totalidad de las cuatro galerías de los baños, cuyos tabiques fueron demolidos. Dos sacristías, la del sur dotada de cátedra, se sitúan a cada lado de la nave. El baptisterio con sus dependencias, el vestuario y la sala de abluciones, que habría sido una sala rectangular con una rotonda central rodeada por un pasillo lateral que descansa sobre cuatro pilares macizos. La poca profundidad del estanque (cincuenta centímetros), muestra que el bautismo se celebra por efusión y no por inmersión.
Poreč

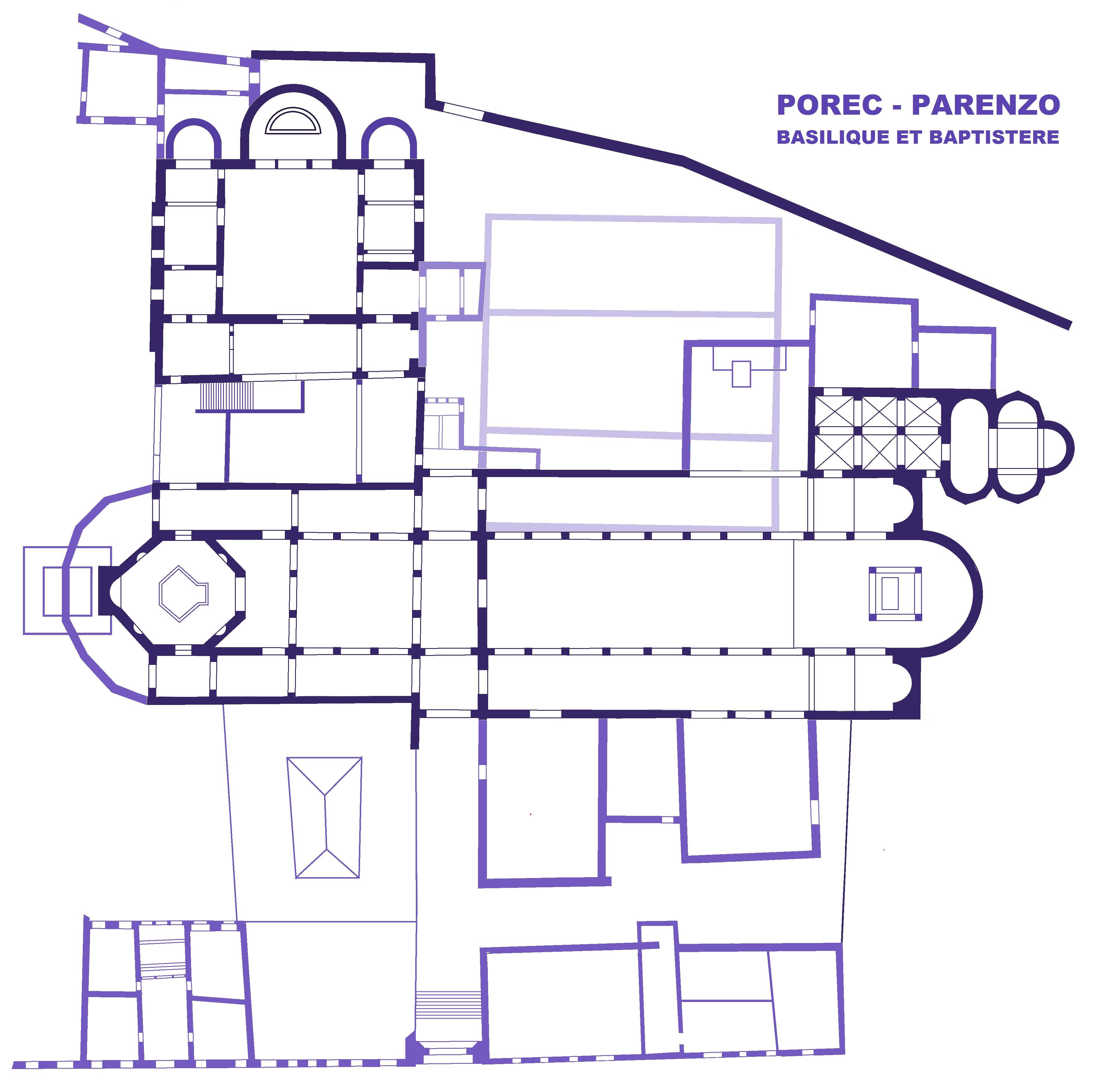
Basílica Eufrasiana de Poreč, grupo episcopal

El grupo paleocristiano de Parenzo (Poreč), con su basílica está sobre el emplazamiento de una casa privada convertida a principios del siglo IV en domus ecclesiae y, en la misma época, se construye al lado un baptisterio. Más tarde, la domus se transformó en ecclesia y recibió las reliquias de San Mauro, que le dieron una gran importancia. La iglesia actual fue construida a mediados del siglo VI por el obispo Euphasius, cuyo nombre conserva. Añadió un atrio con un baptisterio más allá del modesto nártex de la basílica y construyó un monumental palacio episcopal entre el atrio y el mar, y luego una capilla al noreste de la basílica. El primer complejo está formado por tres salas paralelas contiguas entre sí y dispuestas a lo largo de un eje Oeste-Este. La sala central, de 20 m de longitud por 8 m de anchura, comporta una sola nave y actúa como iglesia. La sala Sur, aproximadamente del mismo tamaño que la central, está dividida en dos y la del Norte, de 20 m de longitud, es tripartita con una pila de baptisterio en una sala, probablemente un vestuario y la zona de catecúmenos en las otras salas.
La iglesia actual del siglo VI comprende tres tramos, un ábside central y dos ábsides laterales menos profundos. Las columnas de la nave están conectadas por arcos decorados con estuco con restos de pintura policromada. Todas las construcciones están ricamente decoradas con mosaicos, alabastro, mármol, nácar y estuco en el espíritu de lujo del reinado de Justiniano, aunque sus características siguen más la tradición local.

Basílica Eufrasiana de Poreč
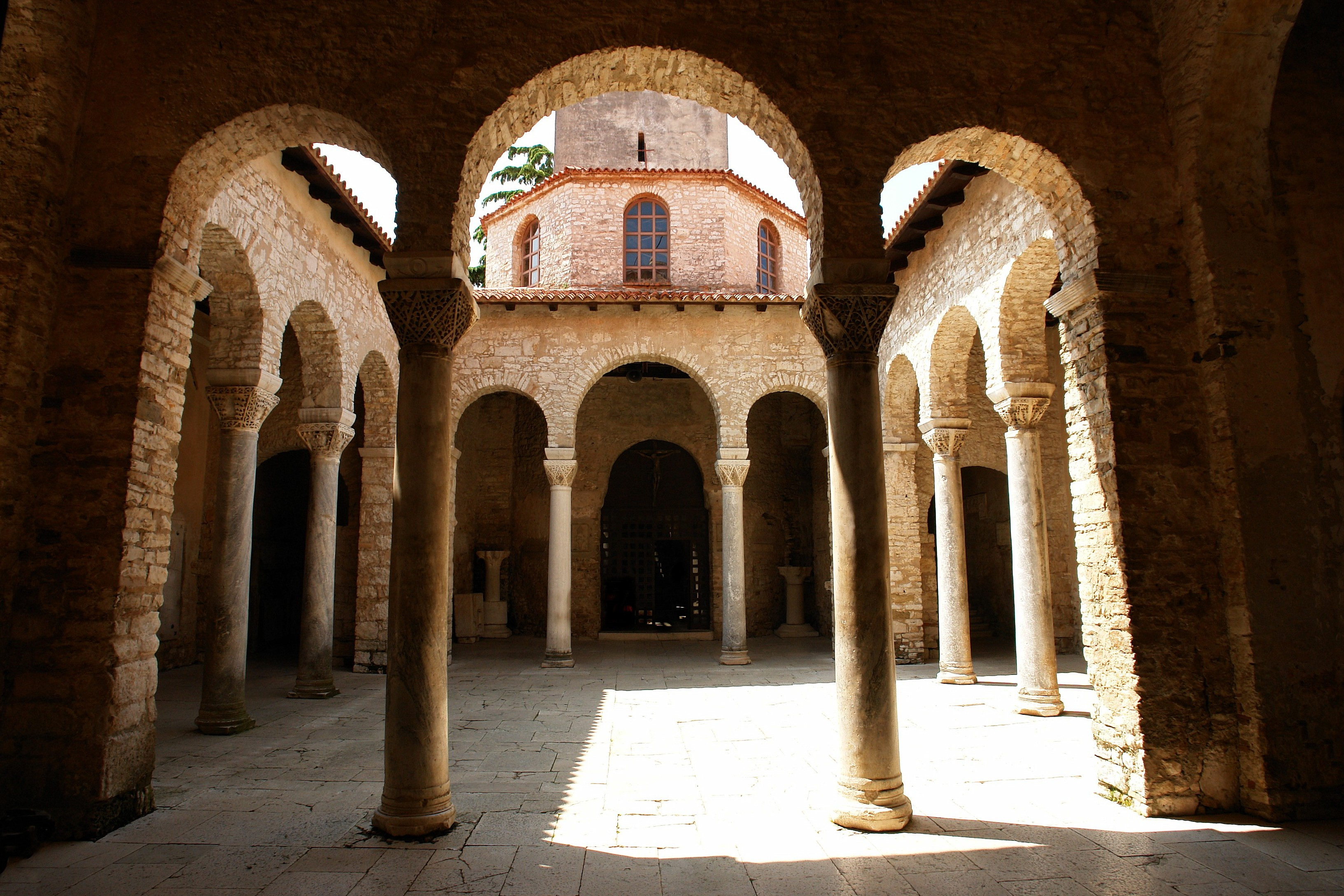
El atrium
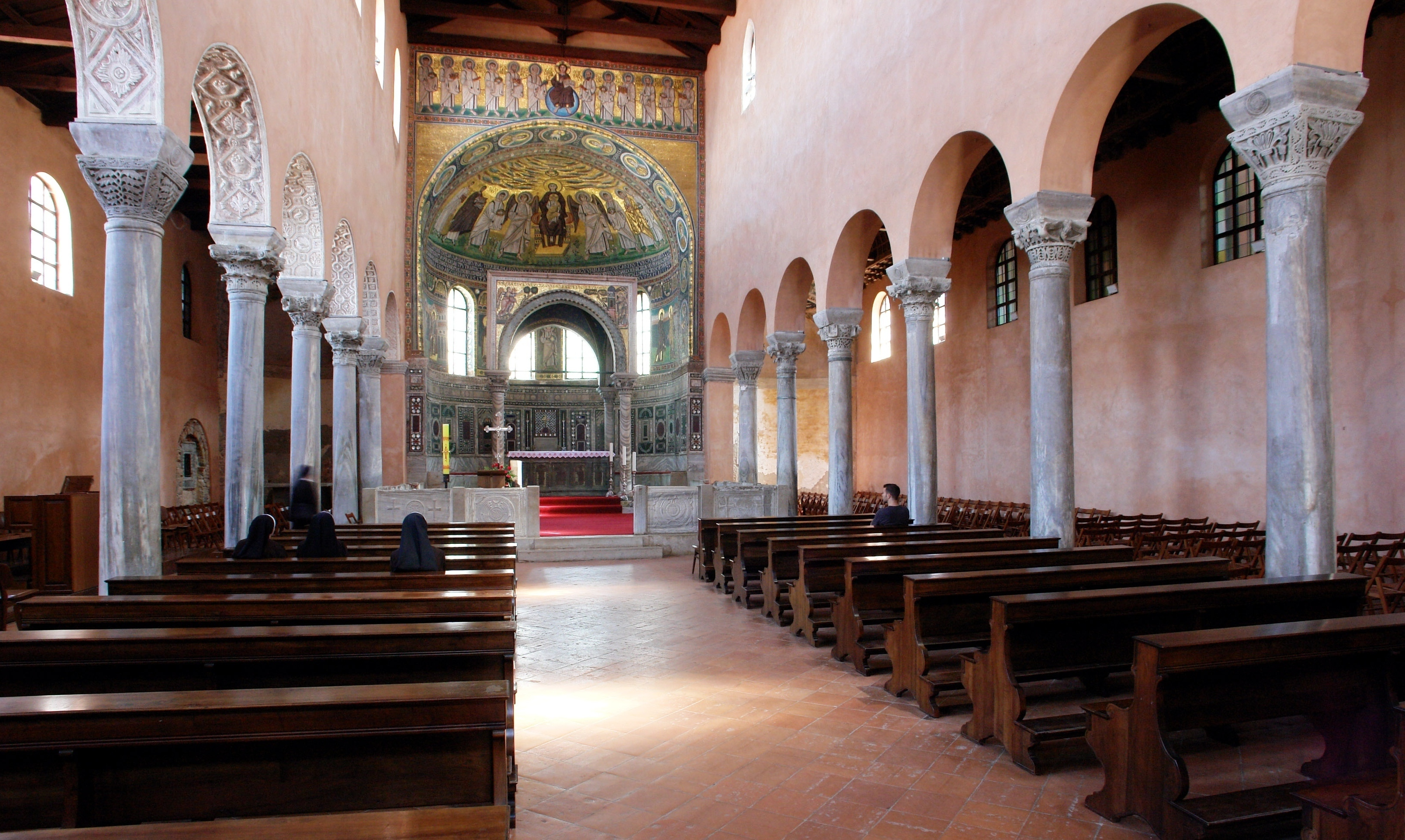
La nave
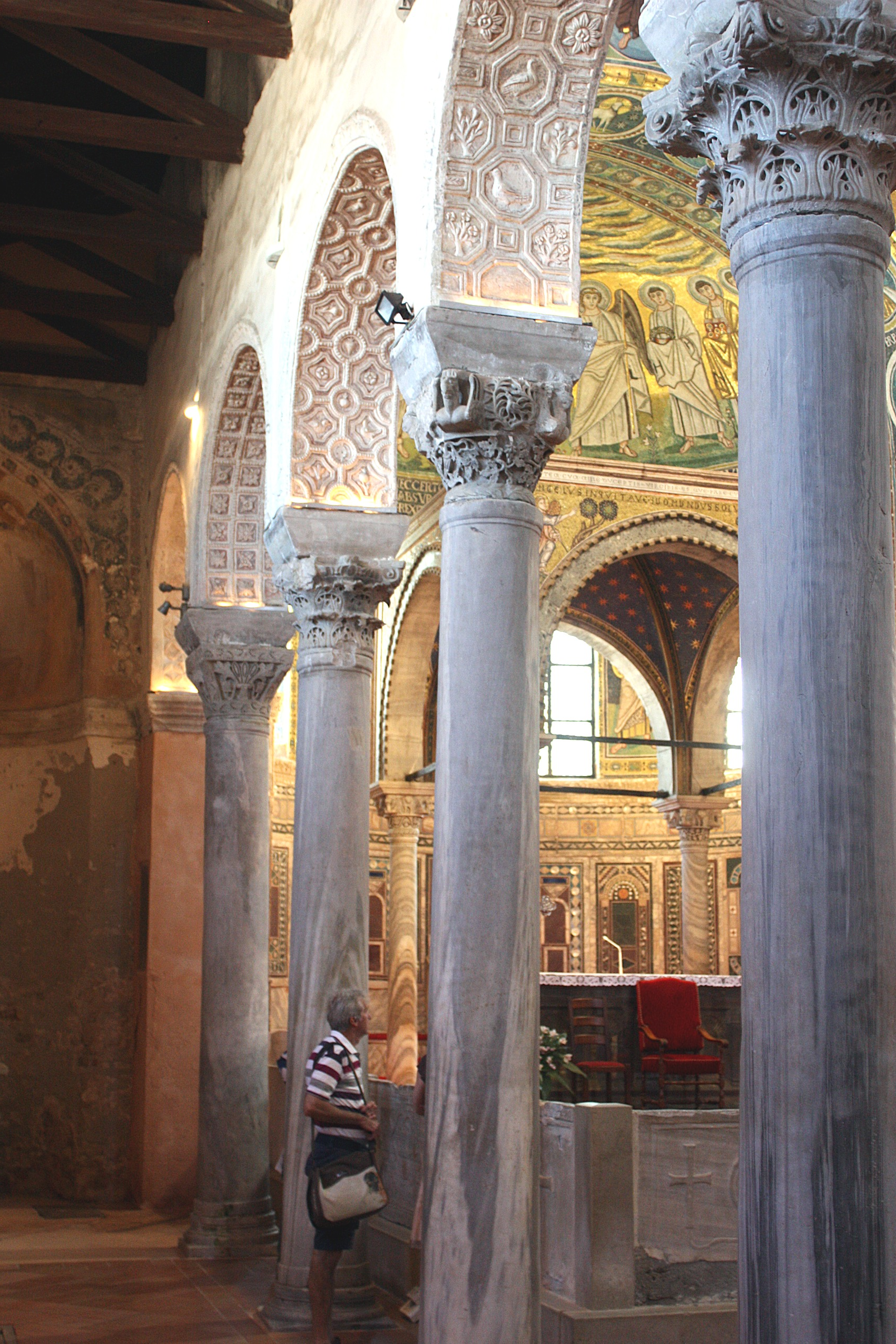
Arcades en estuco
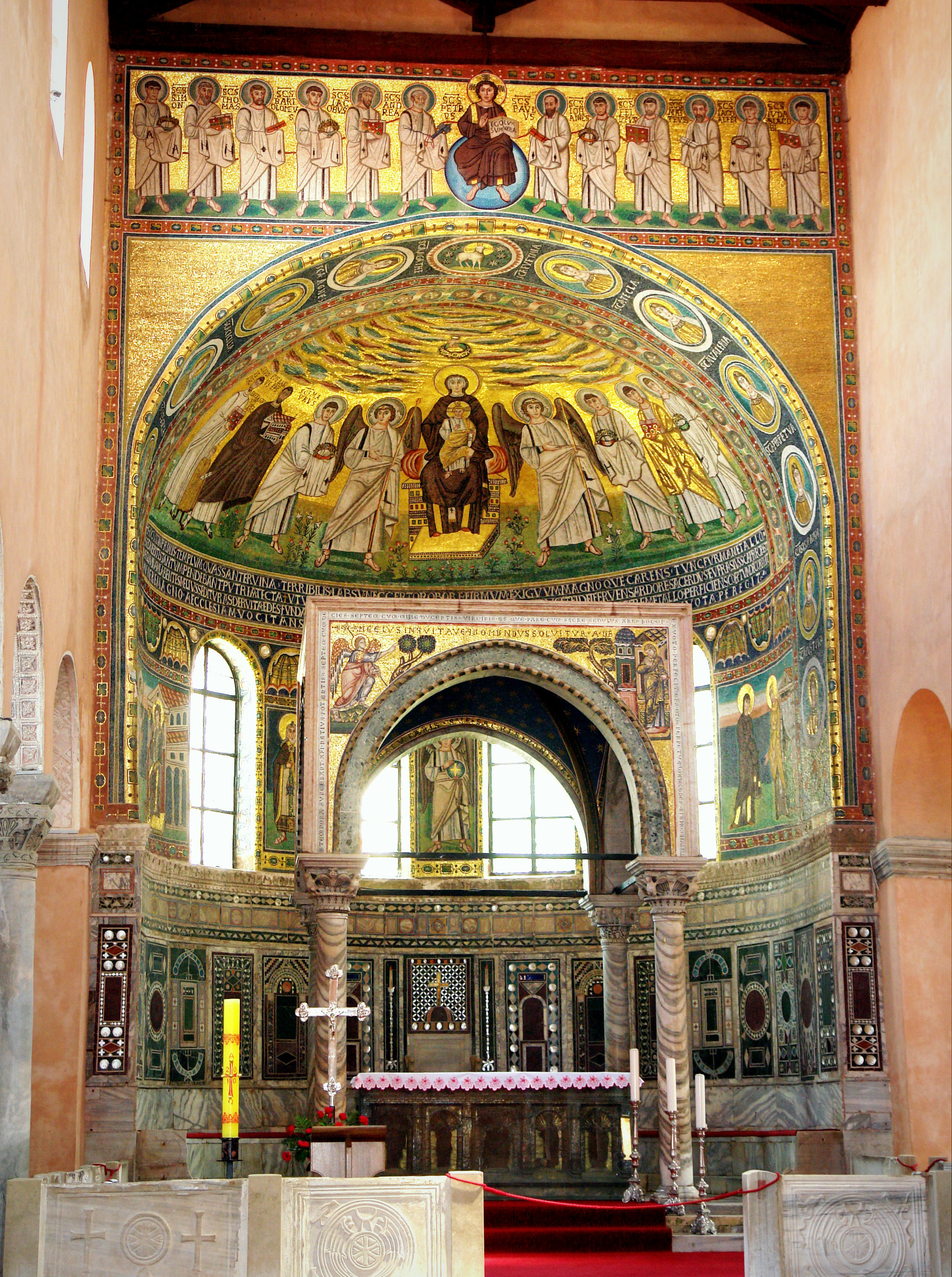
El abside

Salone

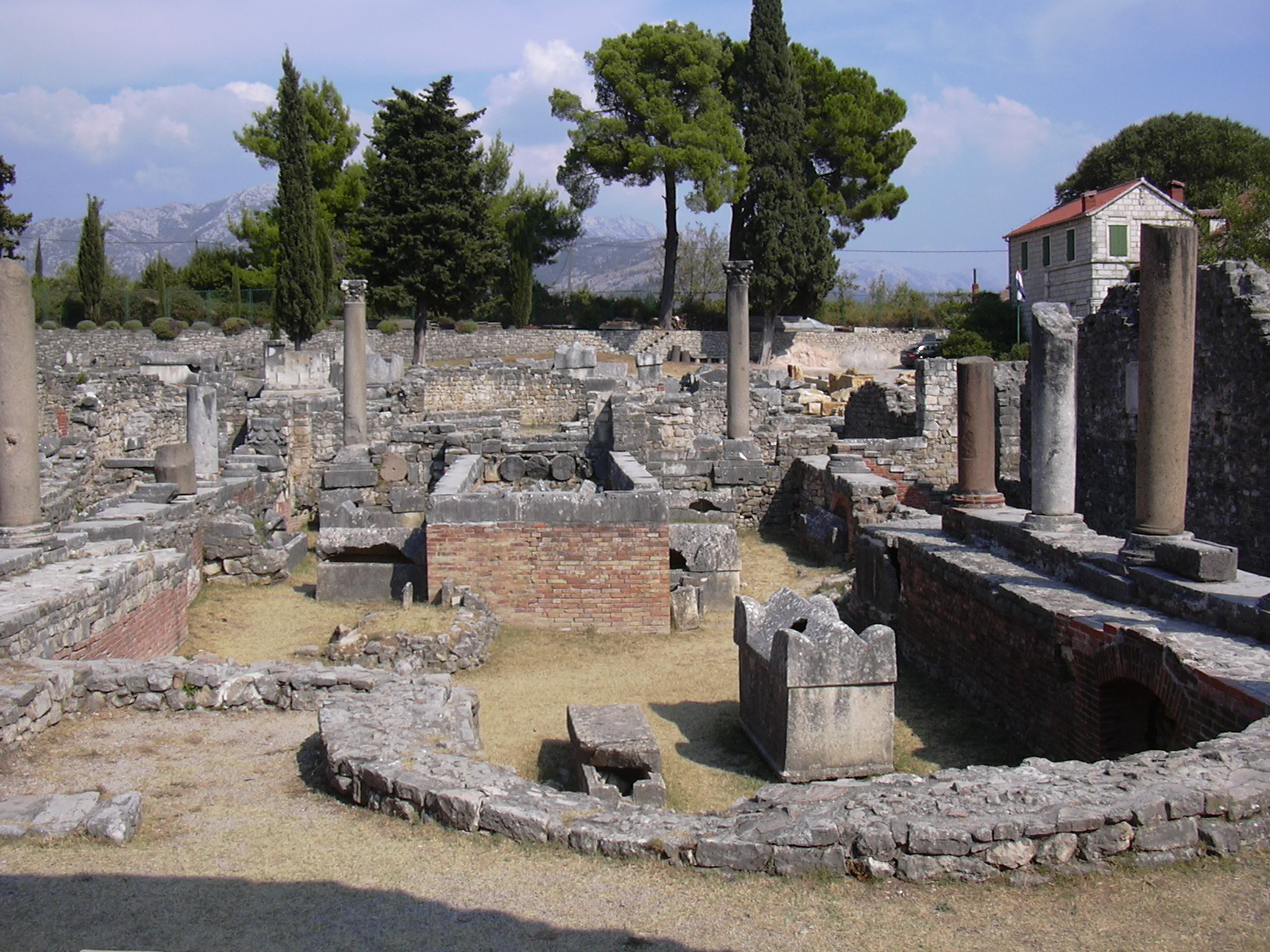
La catedral doble de Salone

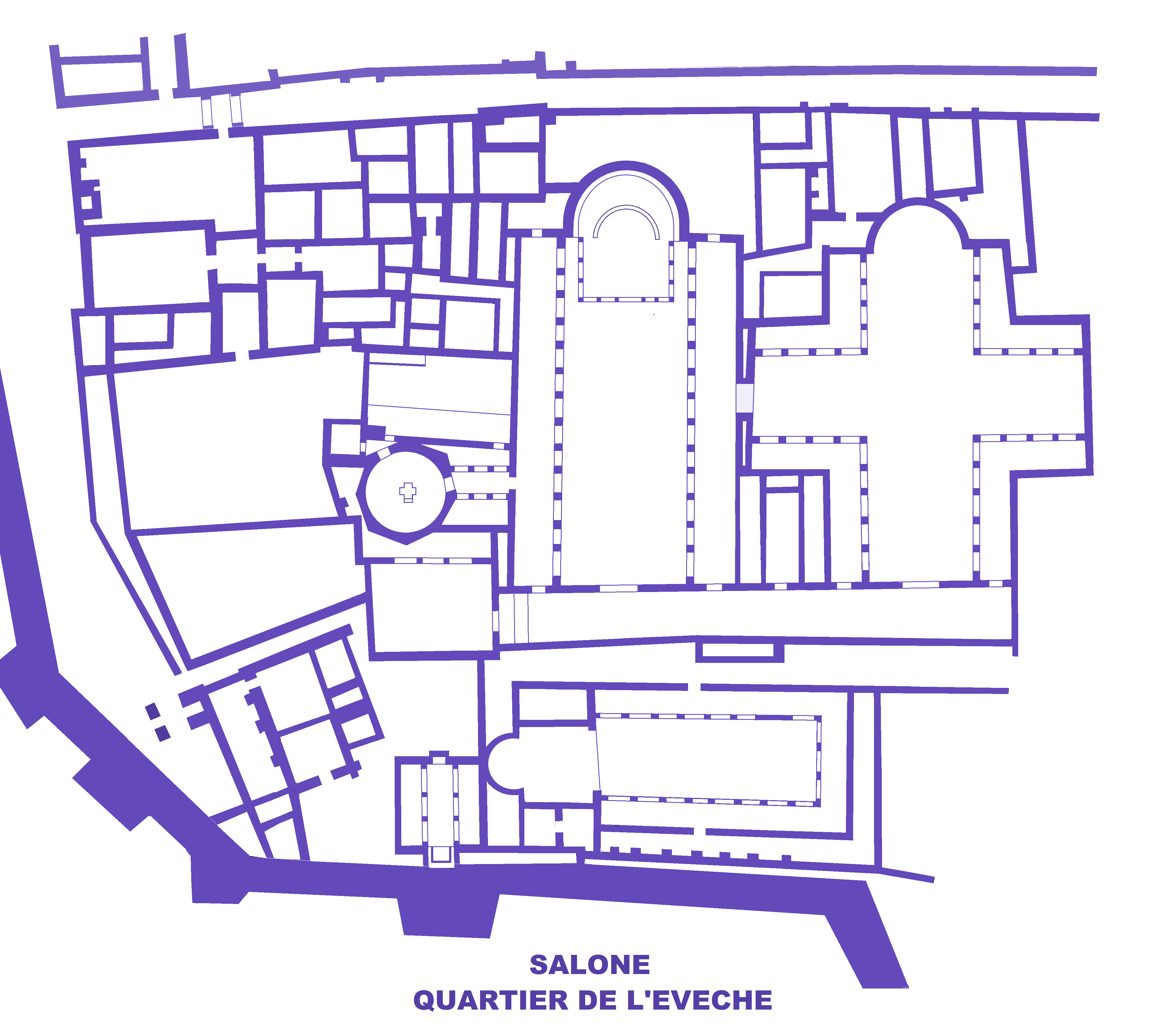
Salone, Groupe épiscopal

Salona era la capital provincial y sede de la archidiócesis de Dalmacia. Las primeras adaptaciones de edificios existentes a las necesidades de la liturgia cristiana y para lograr la creación del grupo catedralicio se iniciaron hacia mediados del siglo IV. Una domus con una pequeña instalación termal fue adaptada y transformada en oratorio y los edificios paleocristianos del grupo episcopal probablemente hayan sucedido a casas y complejos de baños privados. Una primera iglesia primitiva se encuentra debajo de la iglesia Sur de la primera iglesia gemela. Al final del siglo IV o el comienzo del siglo V, los obispos construyeron una catedral doble cuyas dos iglesias paralelas se comunican por varias estancias, como el nártex. Es posible que la sala de audiencias y una casa de baños del obispo estuviesen al oeste de este vestíbulo.
En el siglo VI muchas modificaciones cambiaron la apariencia y el funcionamiento del grupo episcopal. La basílica del sureste fue arrasada y reemplazada por una iglesia cruciforme, cerca de esta se construyó un baptisterio de planta central, octogonal en el exterior y circular en el interior. Para embellecer e imponer el conjunto de la catedral, los obispos y notables construyeron iglesias dentro y fuera de la ciudad, que embellecieron con el desarrollo de vías urbanas.
Aradi
El grupo episcopal de Aradi (Sidi Jdidi, Túnez) es un conjunto monumental que está compuesto de cuatro islotes, dos de los cuales tienen iglesias del siglo V precedidas por un patio cuadrado, rodeado de anexos y provisto de un sistema de acceso indirecto. Las iglesias son similares con las mismas pequeñas dimensiones, de tres naves con cinco tramos y una cabecera plana con un ábside semicircular con dos salas a cada lado, la de la derecha dedicada al baptisterio Sus entradas laterales en el eje de las naves laterales liberan la nave principal reservada para la liturgia y los movimientos del clero.
Entre los islotes eclesiales, el tercero se intercala con funciones domésticas vinculadas a la transformación de los productos patrimoniales de la tierra: un molino de grano, amasadora, horno de pan. El cuarto islote formado por una casa de bloque de dos plantas está ocupado en la planta baja por la prensa del vino, el almacén de ánforas y un pequeño establo. Una escalera conduce al piso residencial.

## Baptisterios

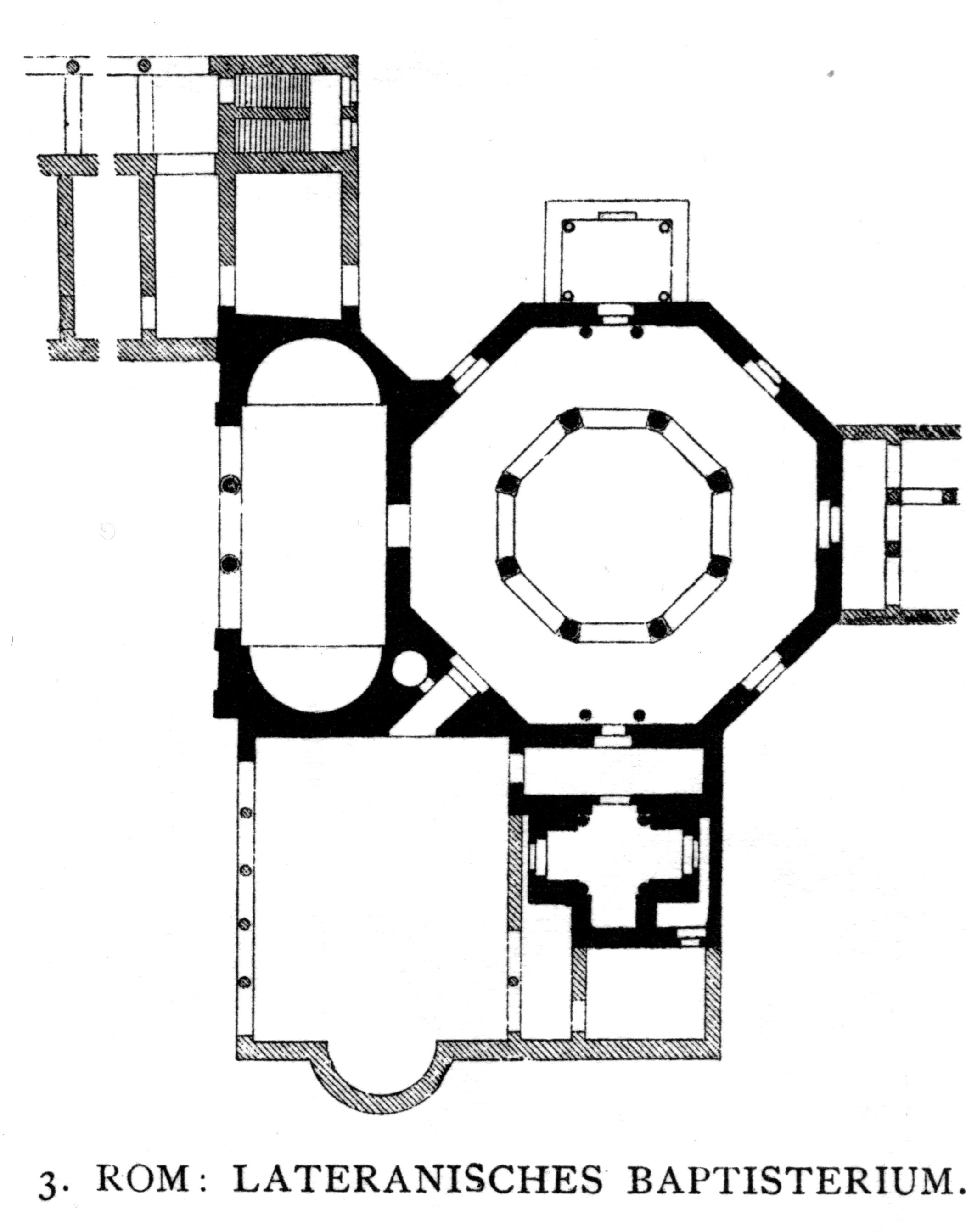
Planta del baptisterio de Letrán

La función de estos edificios exentos y cercanos a un templo, por lo general de planta circular, aunque los había también octogonales, correspondía a la administración del bautismo por inmersión, por lo que en su centro siempre se situaba una gran pila bautismal, pues en aquella época este sacramento se celebraba en personas adultas y por inmersión completa. Su cubierta solía ser una cúpula y estaban ornamentados con mosaicos y pinturas.

### Baptisterio de San Juan de Letrán
El papa Sixto III (434-440) fue impulsor de la construcción de obras sobre edificios anteriores, como sucede con este baptisterio de Letrán edificado sobre una antigua estructura circular de tiempos de Constantino hacia el año 312, junto a la archibasílica de San Juan de Letrán. Constituye uno de los mejores ejemplos de planta centralizada levantados en el siglo V, convirtiéndose en modelo para otros baptisterios. El edificio reconstruido por el papa Sixto III es de planta centralizada con forma octogonal. Este centro está rodeado por un deambulatorio con ocho columnas de pórfido —procedentes de otros edificios derruidos—, sobre el que se encuentra el triforio. Todavía en los dobles ábsides del vestíbulo, se pueden apreciar restos de un mosaico con decoración de pámpanos entrelazados. El papa Hilario (p. 461-468) realizó las capillas dedicadas a san Juan Bautista y san Juan Evangelista.

### Baptisterios Neoniano y Arriano
Ambos baptisterios se encuentran en la ciudad de Rávena capital del Imperio romano en el siglo V y han sido inscritos por la UNESCO en la lista del Patrimonio de la Humanidad de 1996 entre los monumentos paleocristianos de Rávena. De todos estos edificios los dos baptisterios se creen que son los de construcción más antigua.
El baptisterio Neoniano según la evaluación de ICOMOS: «Es el mejor y más completo ejemplo superviviente de un baptisterio de los primeros tiempos del cristianismo» que «retiene la fluidez en la representación de la figura humana derivada del arte grecorromano.» El mismo organismo en la evaluación para el baptisterio Arriano dice: «La iconografía de los mosaicos, cuya calidad es excelente, es importante porque ilustra la Santísima Trinidad, un elemento un poco inesperado en el arte de un edificio arriano, dado que la Trinidad no era aceptada por esta doctrina».

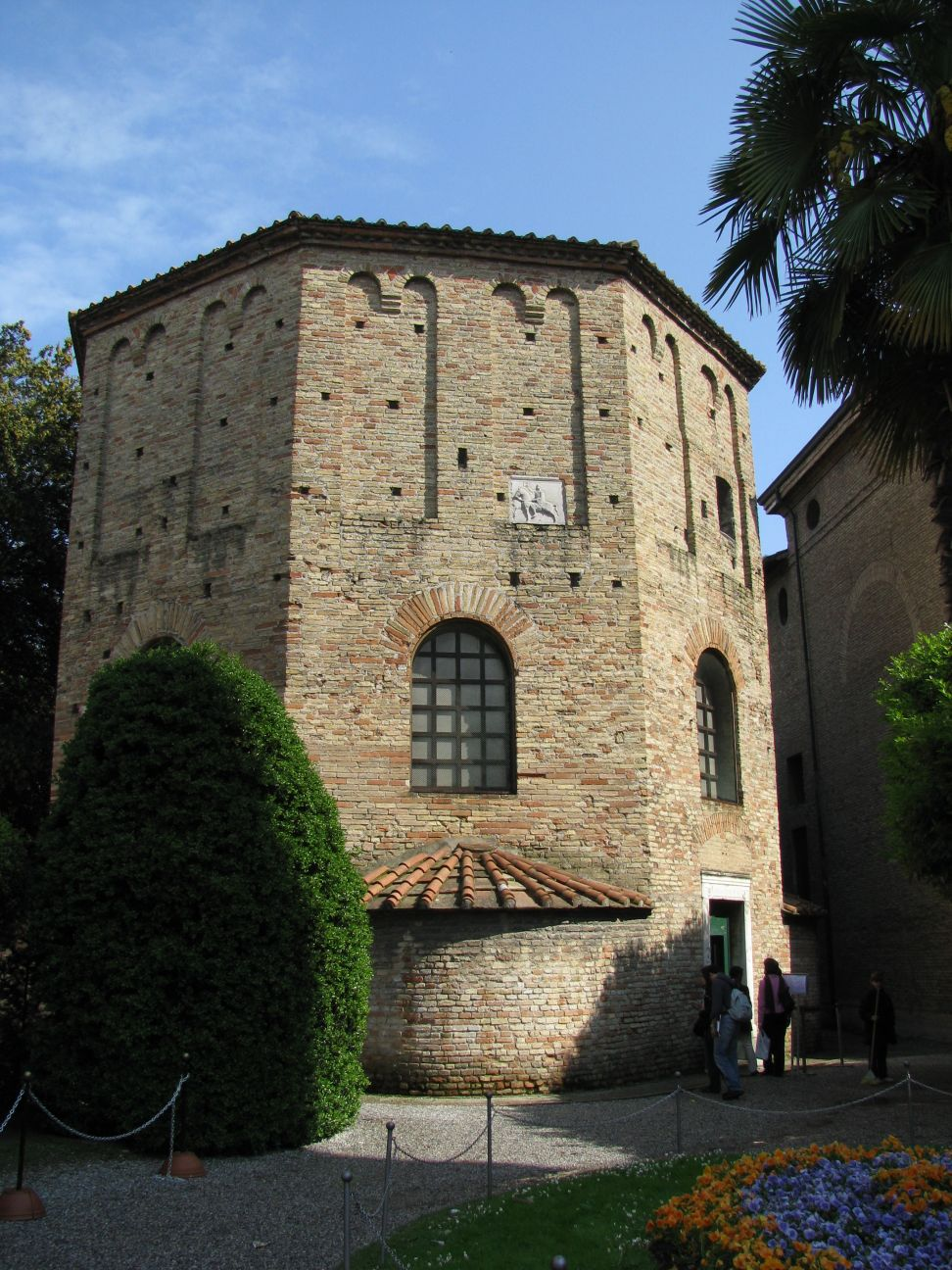
Baptisterio Neoniano
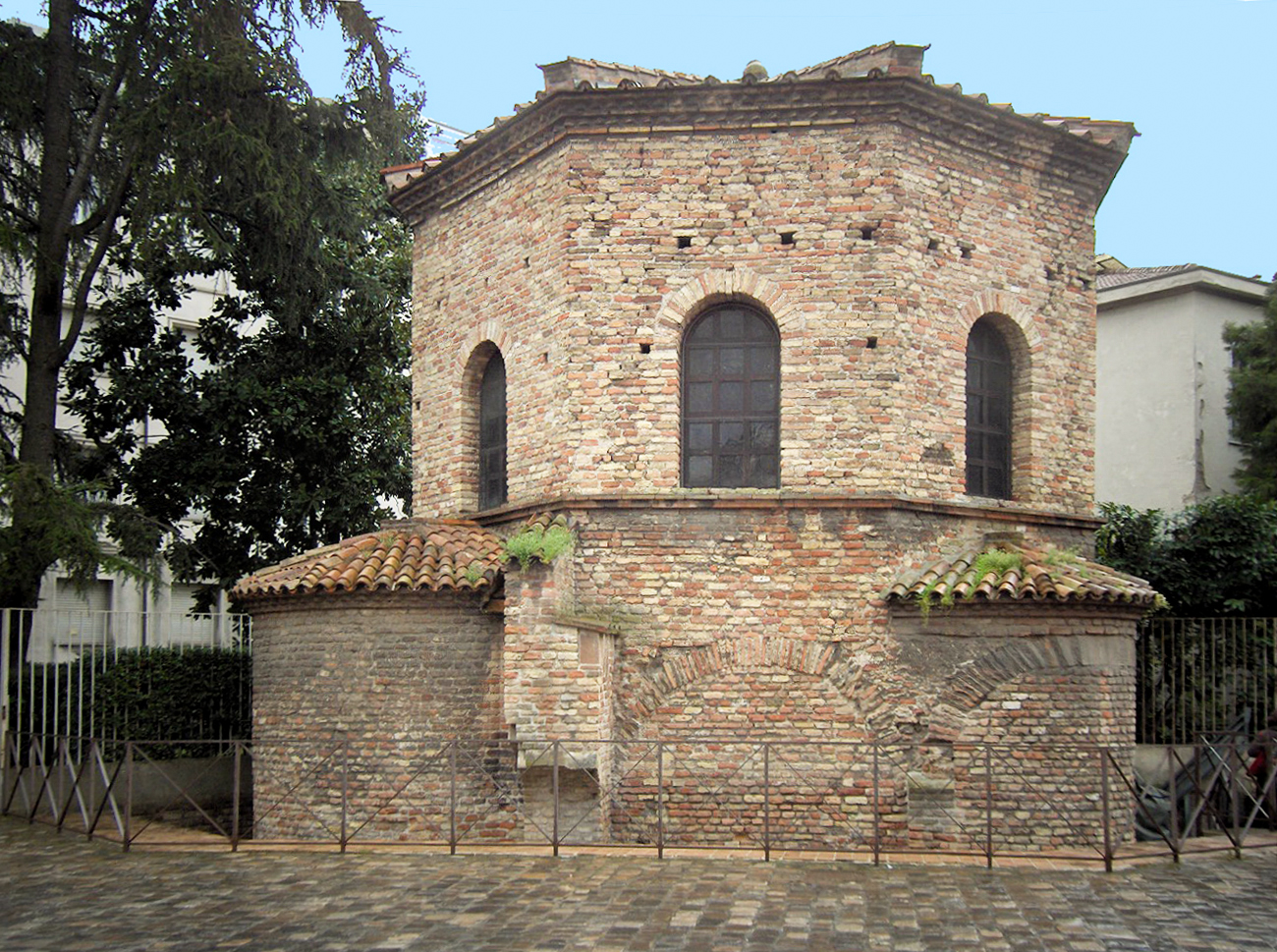
Baptisterio Arriano
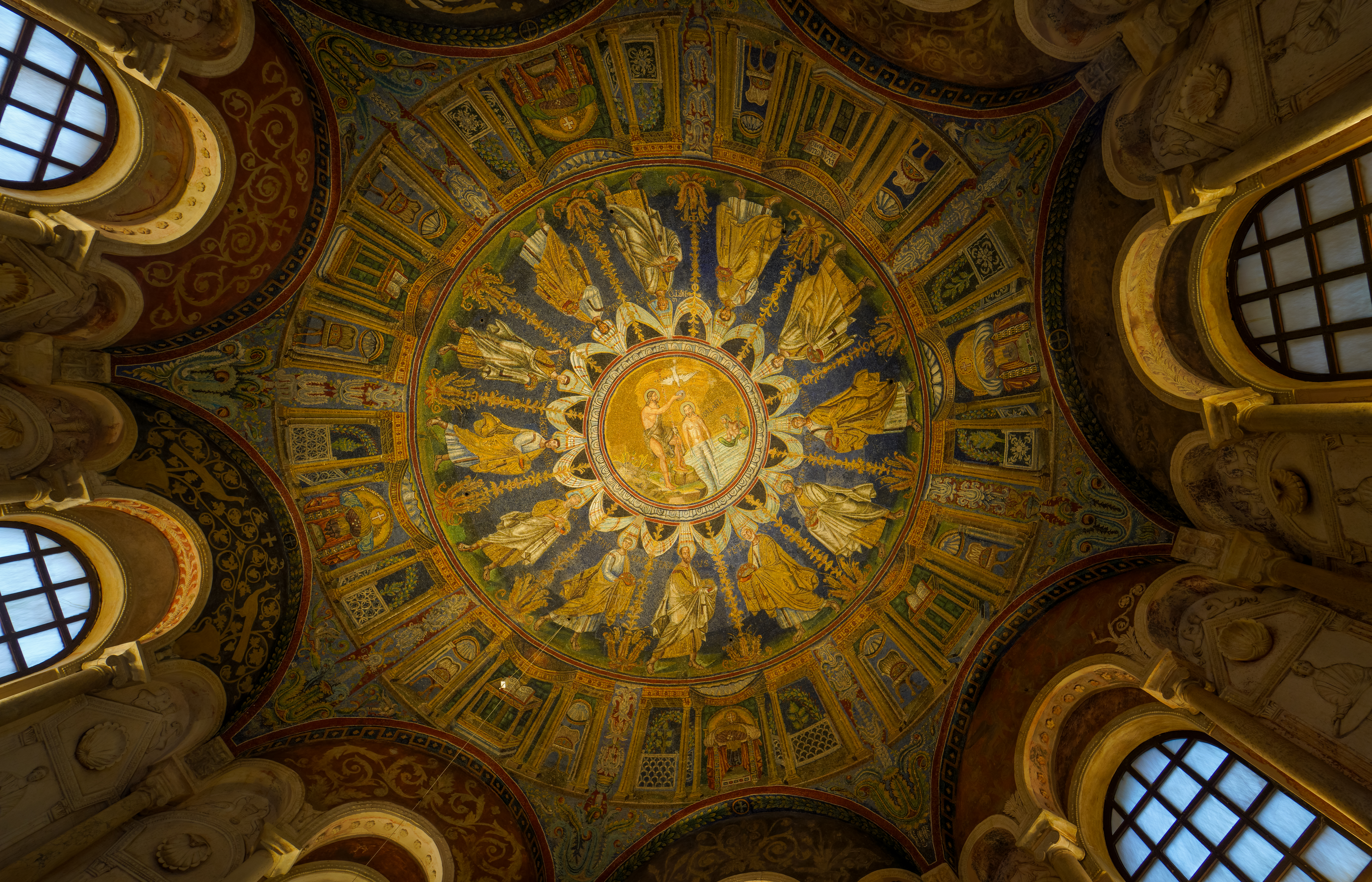
Cúpula del Baptisterio Neonianno
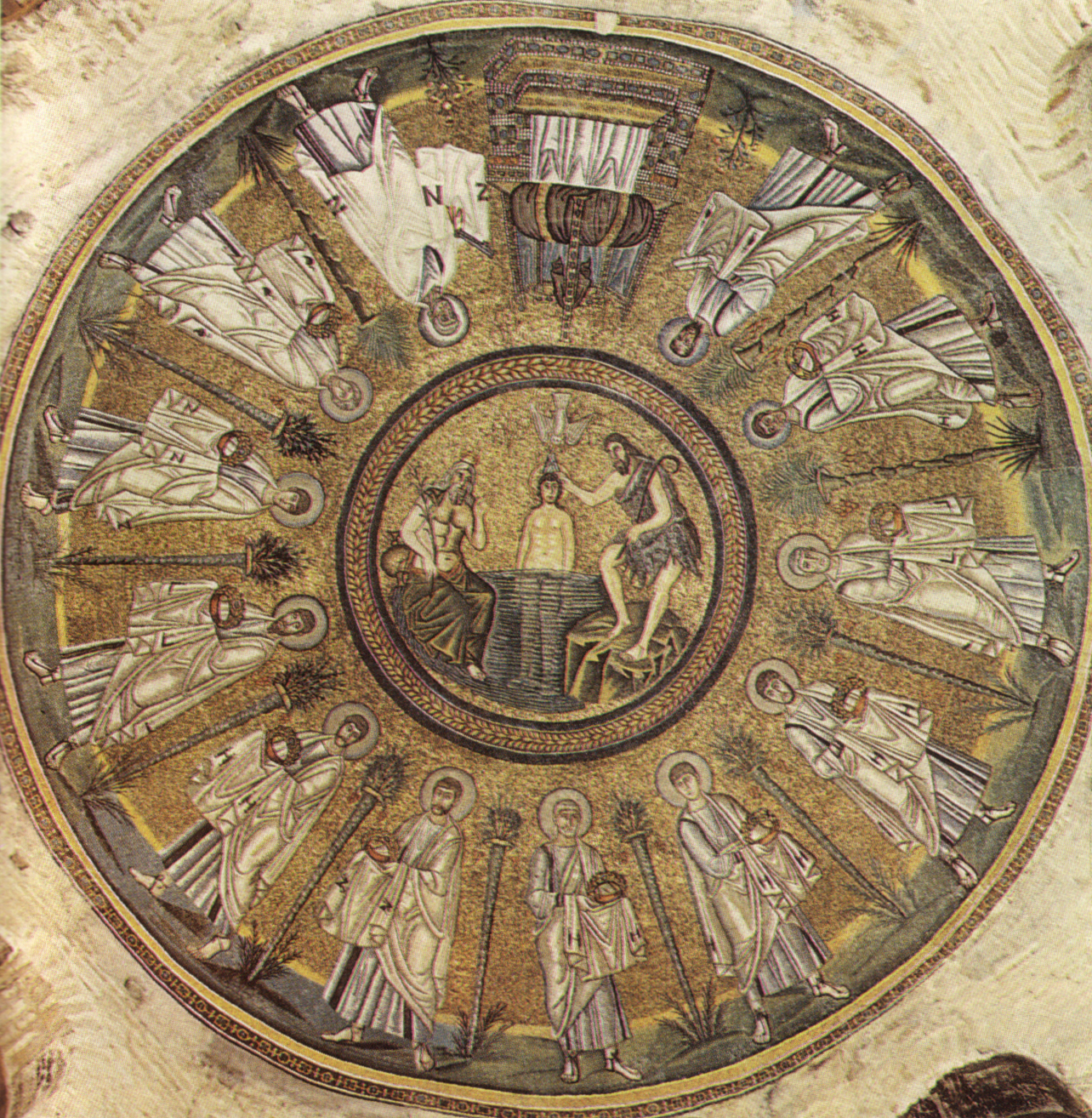
Cúpula del Baptisterio Arriano

Uno de los baptisterios, el llamado Neoniano, estaba destinado para los ortodoxos y el otro para los arrianos, este último lo mandó construir por el rey Teodorico el Grande a finales del siglo V. El año 565 después de la condena del culto arriano, esta estructura fue convertida en oratorio católico con el nombre de Santa María. El Baptisterio Neoniano u ortodoxo fue construido por el obispo Neone. Ambos tienen la planta octogonal, la más usada en casi todos los baptisterios del arte paleocristiano, por su simbología de los siete días de la semana más el día de la resurrección, relacionando así el número octavo con Dios y la Resurrección, encontrándose la pila bautismal en el centro de la planta. Fueron construidos por la parte del exterior con ladrillos casi sin ornamentación y en el interior sus muros están revestidos de ricos mosaicos y también en la cúpula donde se representa en ambos edificios, en el centro, la escena del bautismo de Jesús en el río Jordán por san Juan Bautista y en su entorno se encuentran los doce apóstoles.

#### Los baptisterios

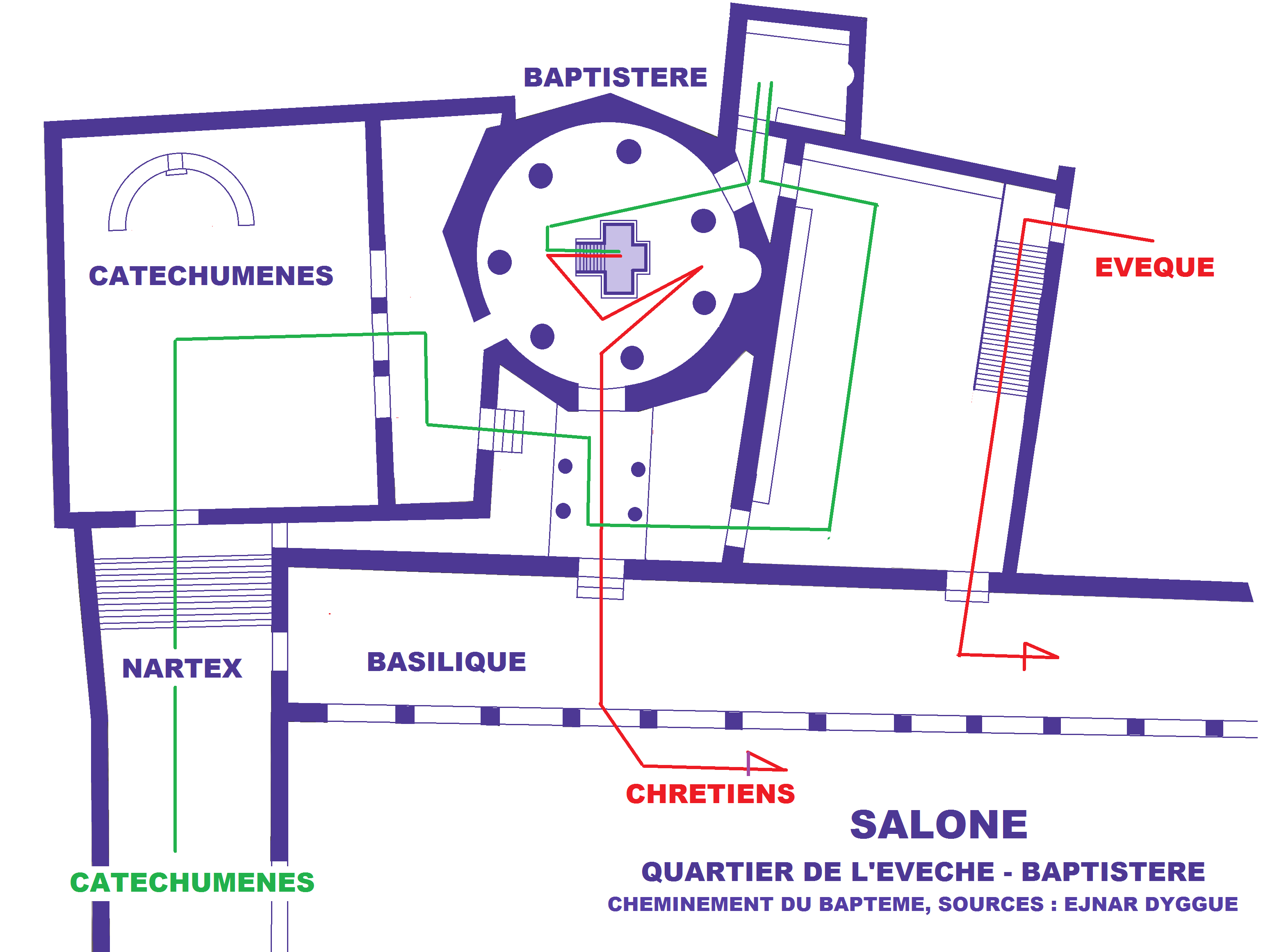
Baptisterio de Salone

El baptisterio está en el corazón del dispositivo episcopal el elemento fundamental, el lugar de paso entre lo profano y lo sagrado, la pertenencia a la comunidad cristiana. Se puede entender los ritos de paso del catecúmeno cristiano en la basílica patriarcal de Aquilea del siglo IV. El futuro cristiano pasa en la sala Sur cubierta de mosaicos, del que una sección transversal en el fondo muestra la historia de Jonás tragado por la ballena, escupido y luego durmiendo. Simboliza el bautismo, antes, durante y después de convertirse en otro hombre. Tras este paso de reflexión y la inmersión en el baptisterio, el nuevo cristiano era acogido por la comunidad cristiana y podía asistir a la Eucaristía en la sala Norte.
En el grupo catedralicio de Salone más tardío, los catecúmenos accedían desde el exterior por un nártex en una sala de recepción, luego pasaban a una segunda sala con bancos ubicados en el pasaje del obispo, luego a otra pequeña sala con bancos y finalmente ingresaban en la pila. Los nuevos cristianos hacían una estación frente a un nicho en el baptisterio y accedían a la basílica para seguir la celebración de la Eucaristía.

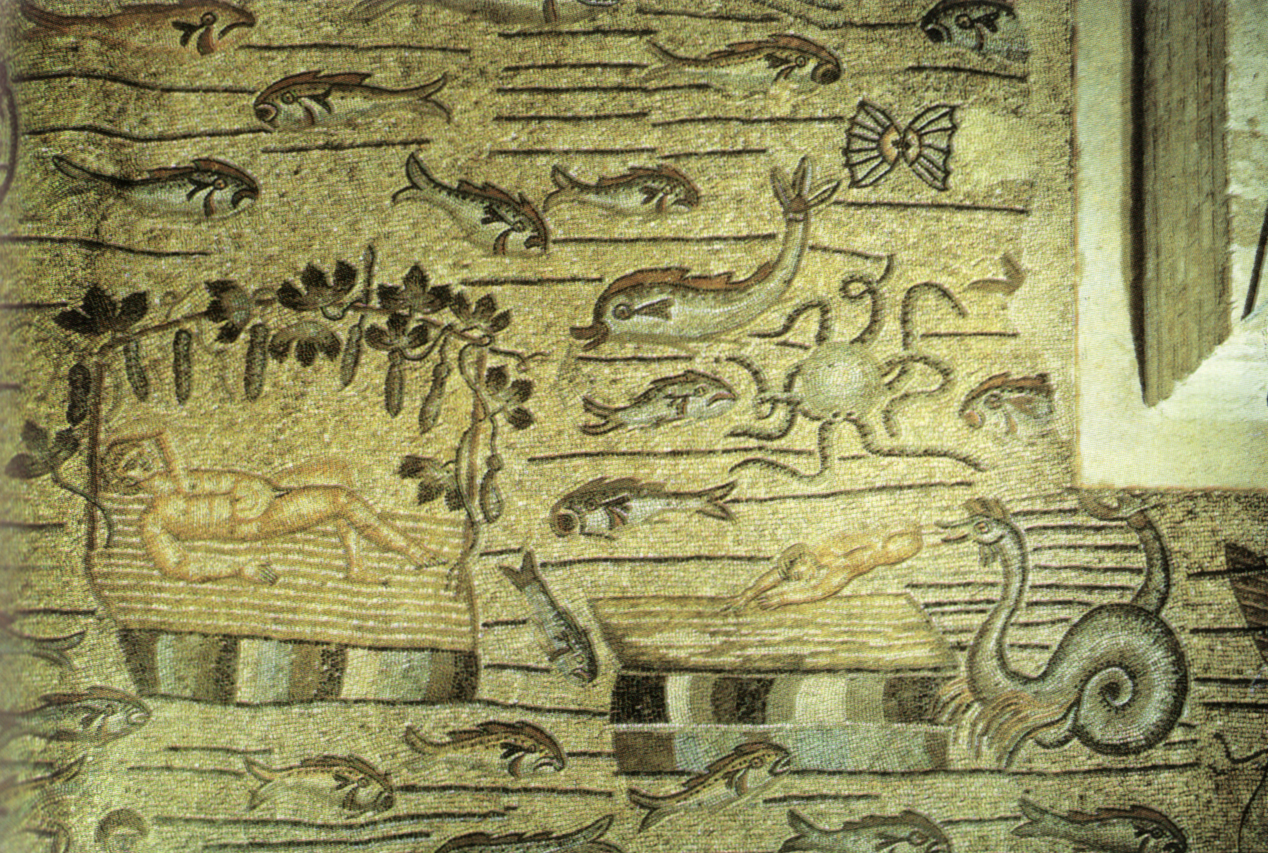
Jonás escupido por la ballena y luego durmiendo, Aquilea
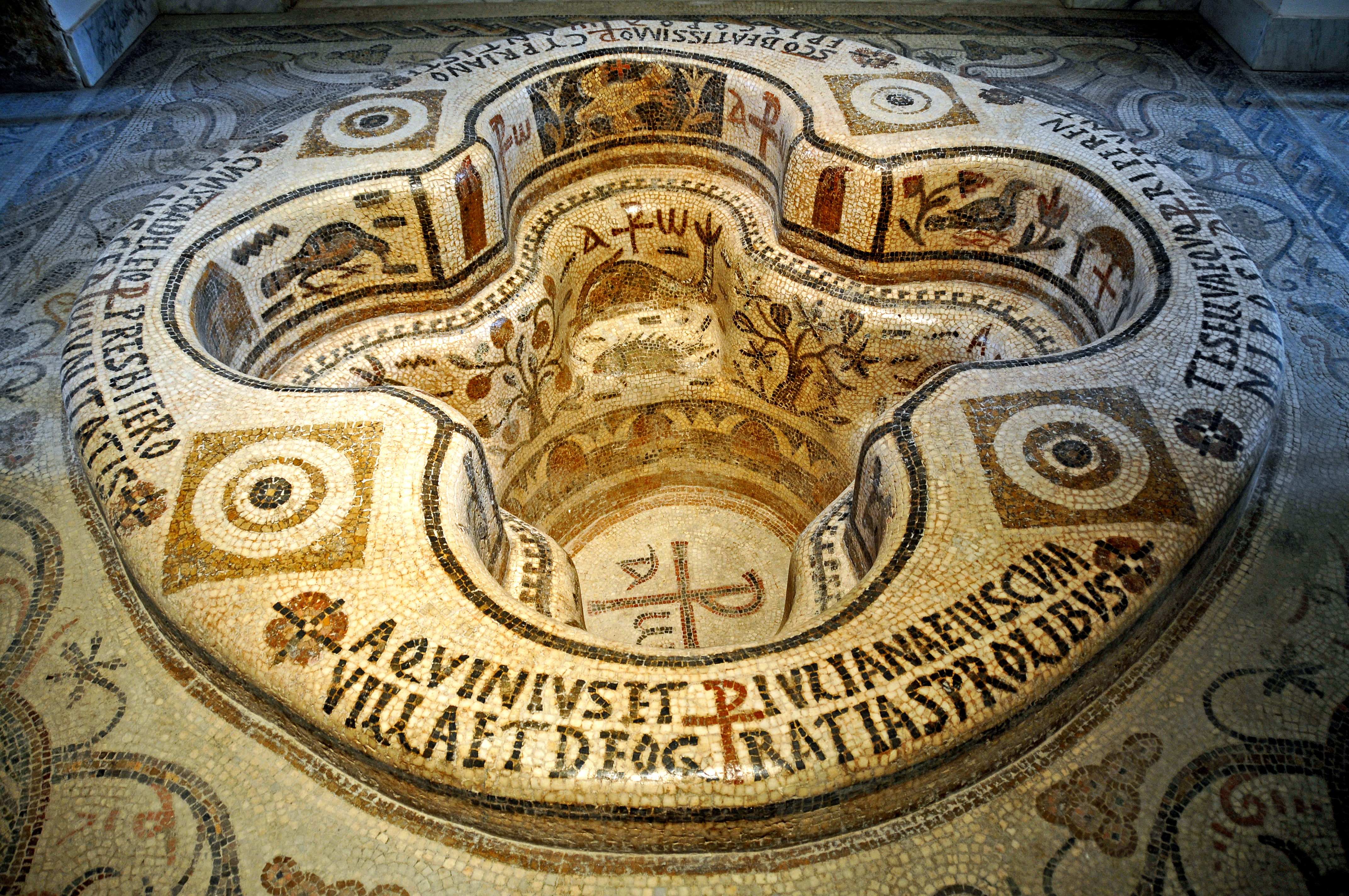
Estanque del baptisterio de Kelibia

##### Rávena

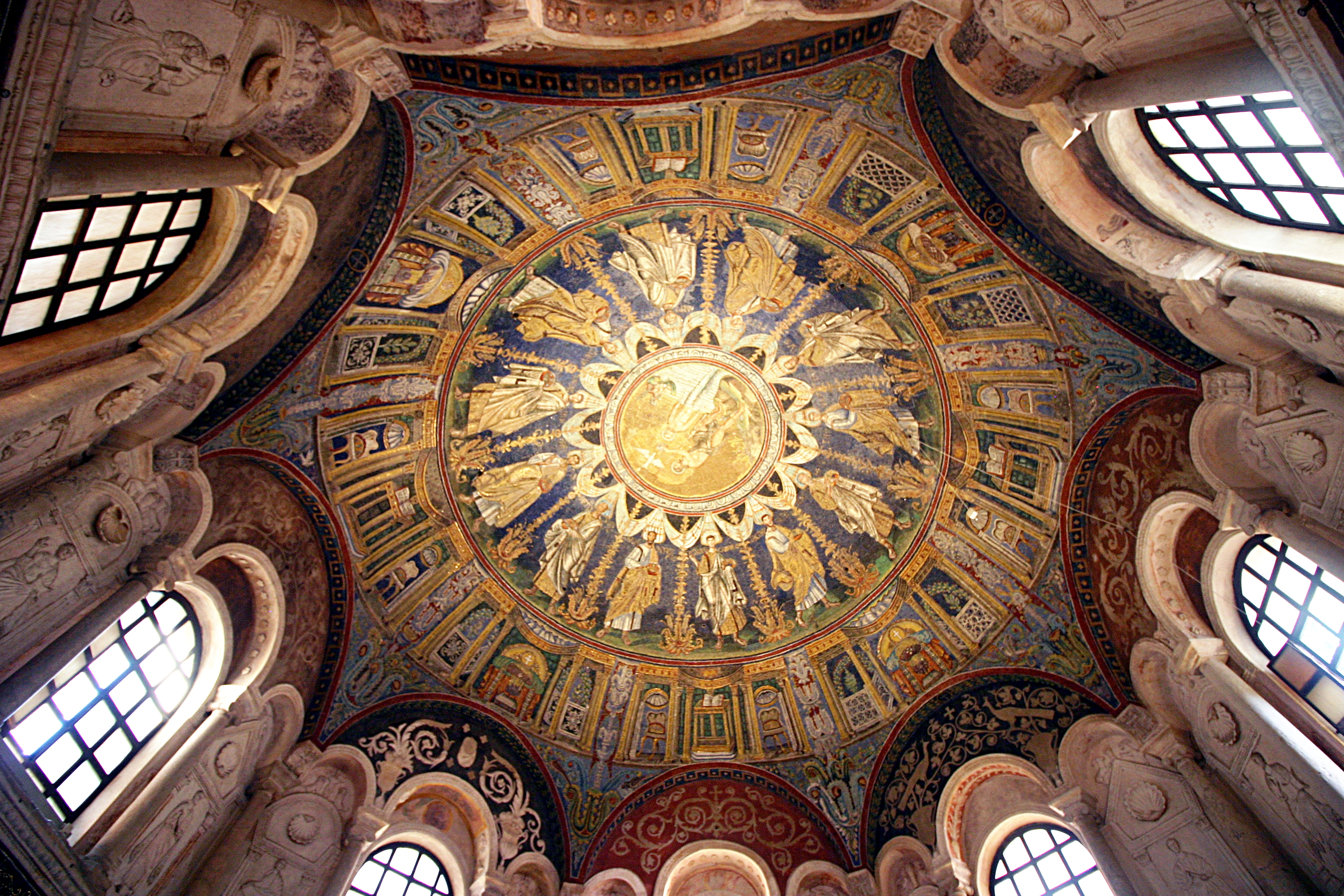
Baptisterio de los ortodoxos, cúpula

En Rávena se erigieron dos baptisterios del mismo tipo, el de la catedral conocido como baptisterio de los Ortodoxos y el de los Arrianos.
El baptisterio de los Ortodoxos construido en el primer cuarto del siglo V forma un cuadrado con las esquinas redondeadas y los cuatro nichos que ocupan estos ángulos están poco desarrollados en alzado. Dejaron que el octágono se liberara y se elevara a una altura considerable. La conexión de las paredes y la cúpula es particularmente inteligente para dar un efecto de continuidad al conjunto. Los muros rectos parecen haber sido reforzados hasta la base de esta cúpula que remonta al origen del octágono.
El baptisterio de los Arrianos, construido hacia el año 500, es de similar construcción pero sin la elevación de los muros porque los arquitectos estaban obligados a retomar el peso y los esfuerzos horizontales de la cúpula para trasladarla sobre los muros continuos. El desarrollo particular de uno de los ábsides muestra la influencia creciente de la liturgia en la arquitectura ya que en el origen de este tipo de planta, ningún motivo afecta a la regularidad del trazado de las figuras geométricas de la planta central.

##### Francia

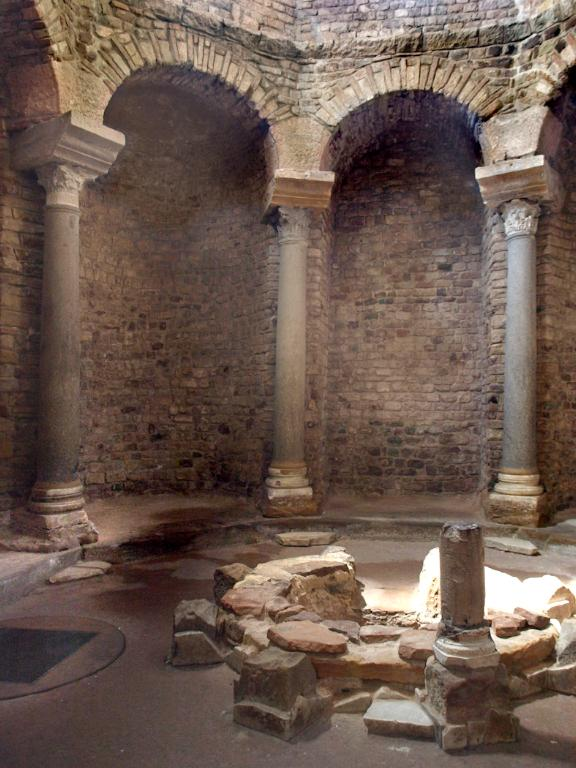
Fréjus, baptisterio

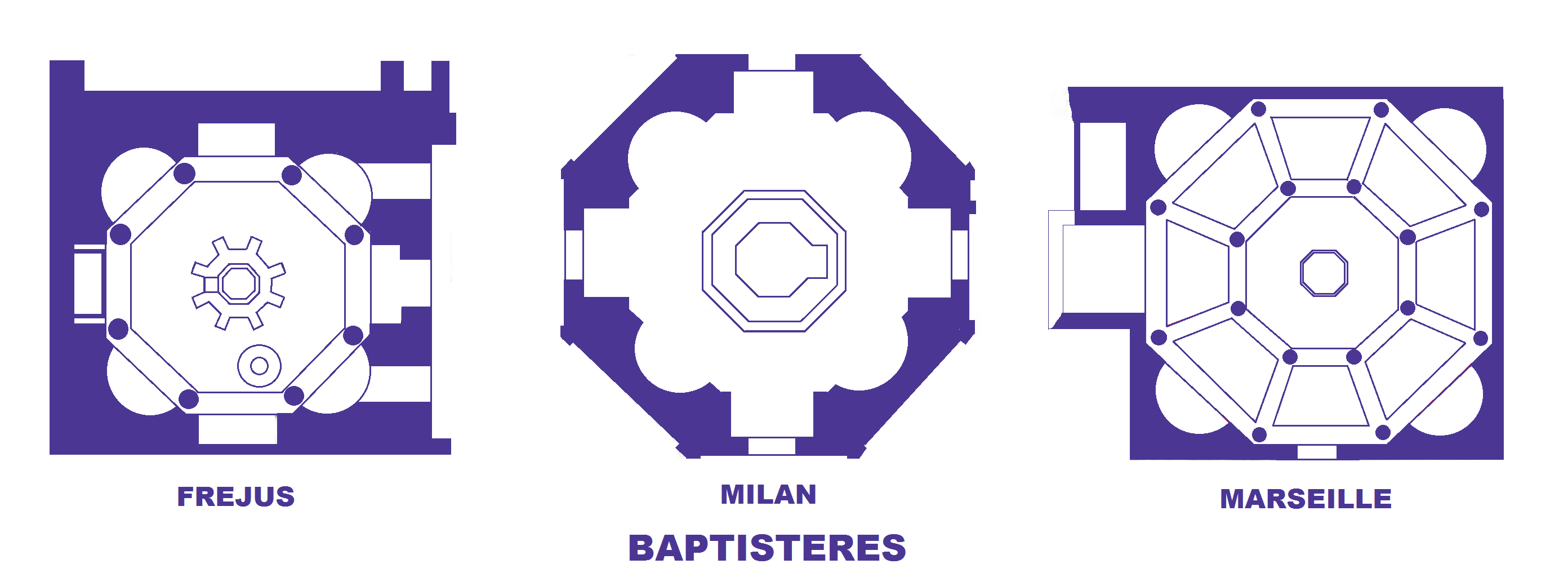
Baptisterios de Fréjus, Milán y Marsella

En Francia, los baptisterio del valle del Ródano pertenecen al mismo grupo que los del norte de Italia. Constituyen una misma familia y la difusión de este tipo pone de manifiesto la unidad de la tradición que rige el arte paleocristiano en todo el Mediterráneo.
En Marsella, cerca de la iglesia episcopal hoy la Major, el baptisterio octogonal de finales del siglo IV tiene dimensiones considerables superando a las del baptisterio de Letrán. El baptisterio de Mariana en Córcega es del mismo tipo.
Los baptisterios de Aix-en-Provence y de Fréjus son del inicio del siglo V y el de Riez es más tardío. Fréjus, de una conservación casi única, contribuye al conocimiento de la arquitectura paleocristiana en la Galia. Es cuadrado por fuera, octogonal por dentro con exedras alternativamente planas y redondeadas. Una cúpula descansa sobre los ocho ángulos de los muros.
Se encuentra la configuración del baptisterio merovingio de Poitiers donde las excavaciones han mostrado los cimientos característicos del siglo IV y del siglo V en el baptisterio de Cimiez en Niza instalado en una habitación cualquiera de un monumento galo-romano anterior. Es una sala de termas rectangular ordinaria con, en el centro, un ciborium abovedado que corona una cuba hexagonal.
En Portbail en Normandía, el descubrimiento de un baptisterio fechado entre el siglo IV y el siglo VI es importante para el estudio del desarrollo del cristianismo hasta el canal de la Mancha. La pila octogonal se encuentra en un polígono cuyos ángulos noroeste y suroeste están ocupados por absidiolos. La abertura principal entre los dos absidiolos se abre a un vestíbulo y una pequeña puerta se abre en el muro sureste.
El baptisterio de Nevers es un ejemplo tardío del siglo VI.

##### África
En África, los baptisterios son pequeños edificios abovedados independientes pero adosados a una basílica.
En Túnez, en Tabarka, es octogonal y en Henchir Rhiria cuadrado. En Djemila, el edificio ha conservado sus bóvedas. La pila bautismal coronada por un ciborium se encuentra en una sala circular. Lo rodea una galería anular con bóveda de cañón y está adornada con 36 nichos que sirven de asientos y de vestuarios. También hay baptisterios en rosetas o polylobulados como en Acholla.

## Mausoleo oMartyrium
Los mausoleos son edificios funerarios con carácter monumental que solían edificarse sobre el lugar donde estaba enterrado un personaje histórico, héroe o gobernante y que asociado a la figura de un mártir tomaba el nombre de martyrium. Se acudía allí a venerar bien su cuerpo o sus reliquias. En ocasiones actuaba de cenotafio y el cuerpo se encontraba sepultado en otro lugar. Uno de los martyrium más antiguos de los que se tiene constancia es el de San Pedro, datado hacia el año 200. Se encuentra bajo la basílica de San Pedro de la Ciudad del Vaticano. Estos edificios inspirados en los antiguos originales heroa clásicos y el espacio hipetro del templo egipcio, fueron adaptados a las necesidades del culto funerario para la veneración cristiana. Con la legalización del cristianismo, debido a la herencia clásica de los mausoleos romanos, empiezan a proliferar estos enterramientos ya en un contexto cristiano.

### Martyria y planta centrada

Salónica, Hosios David

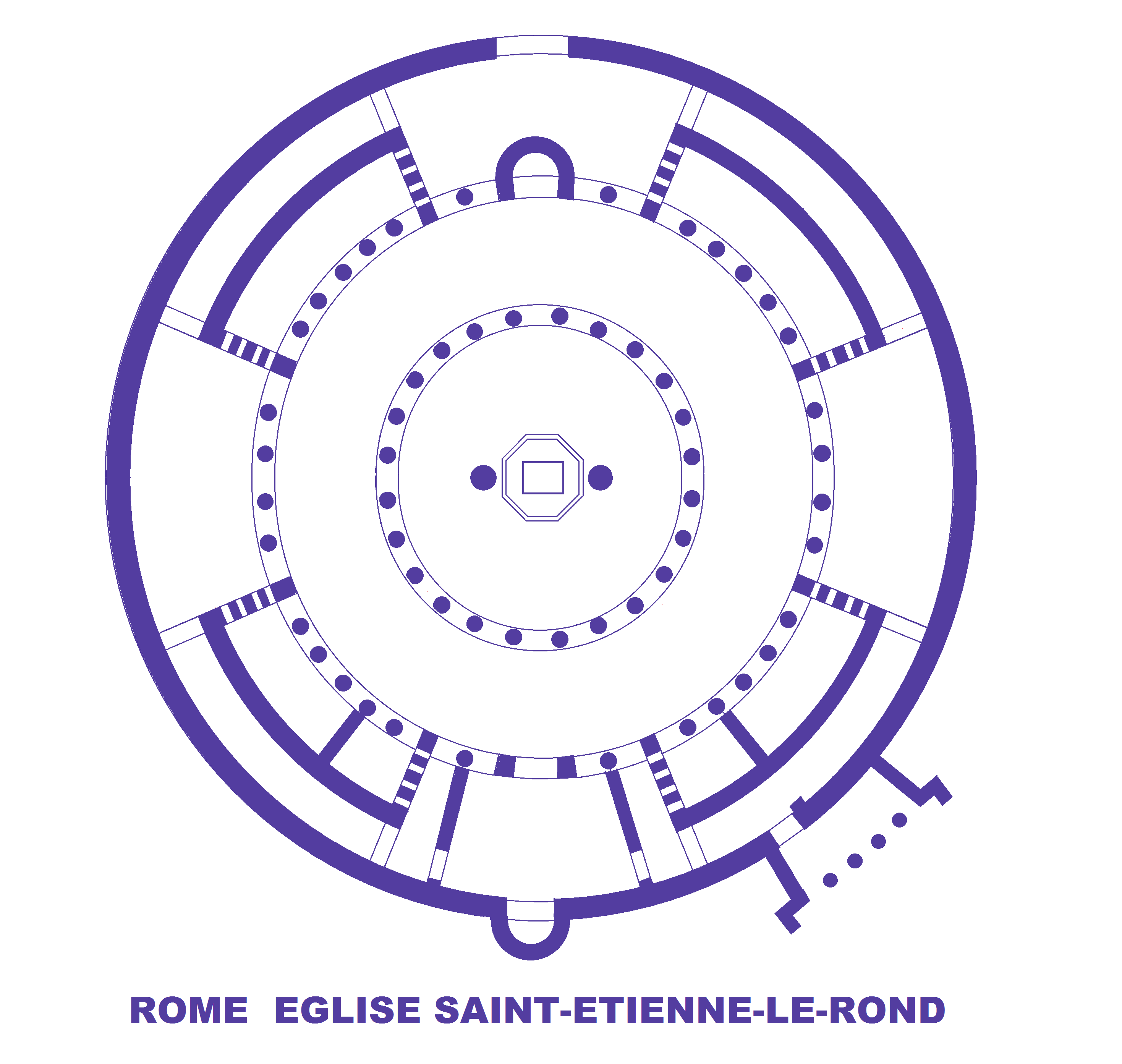
Roma, Santo Stefano Rotondo

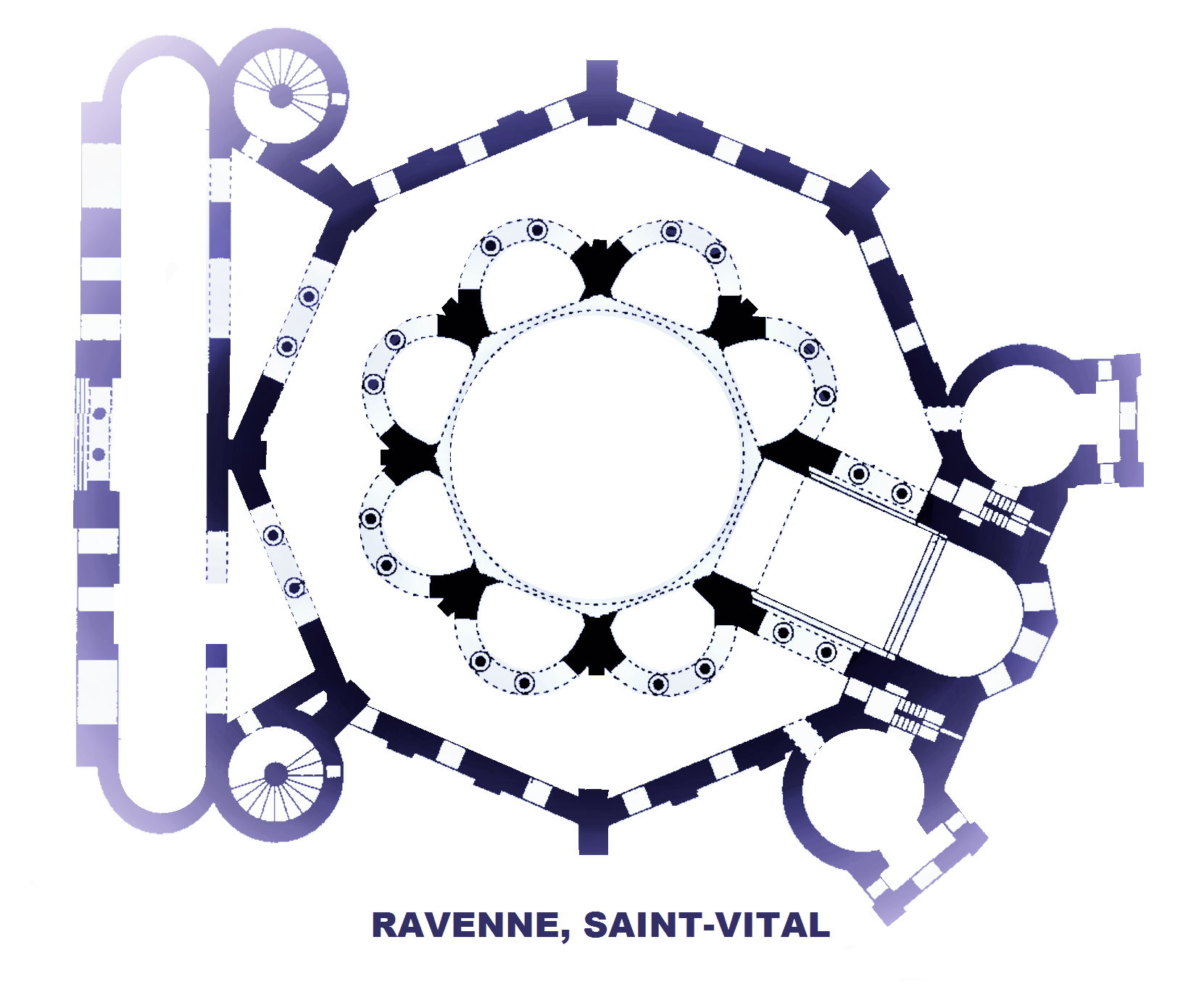
Rávena, Saint-Vital

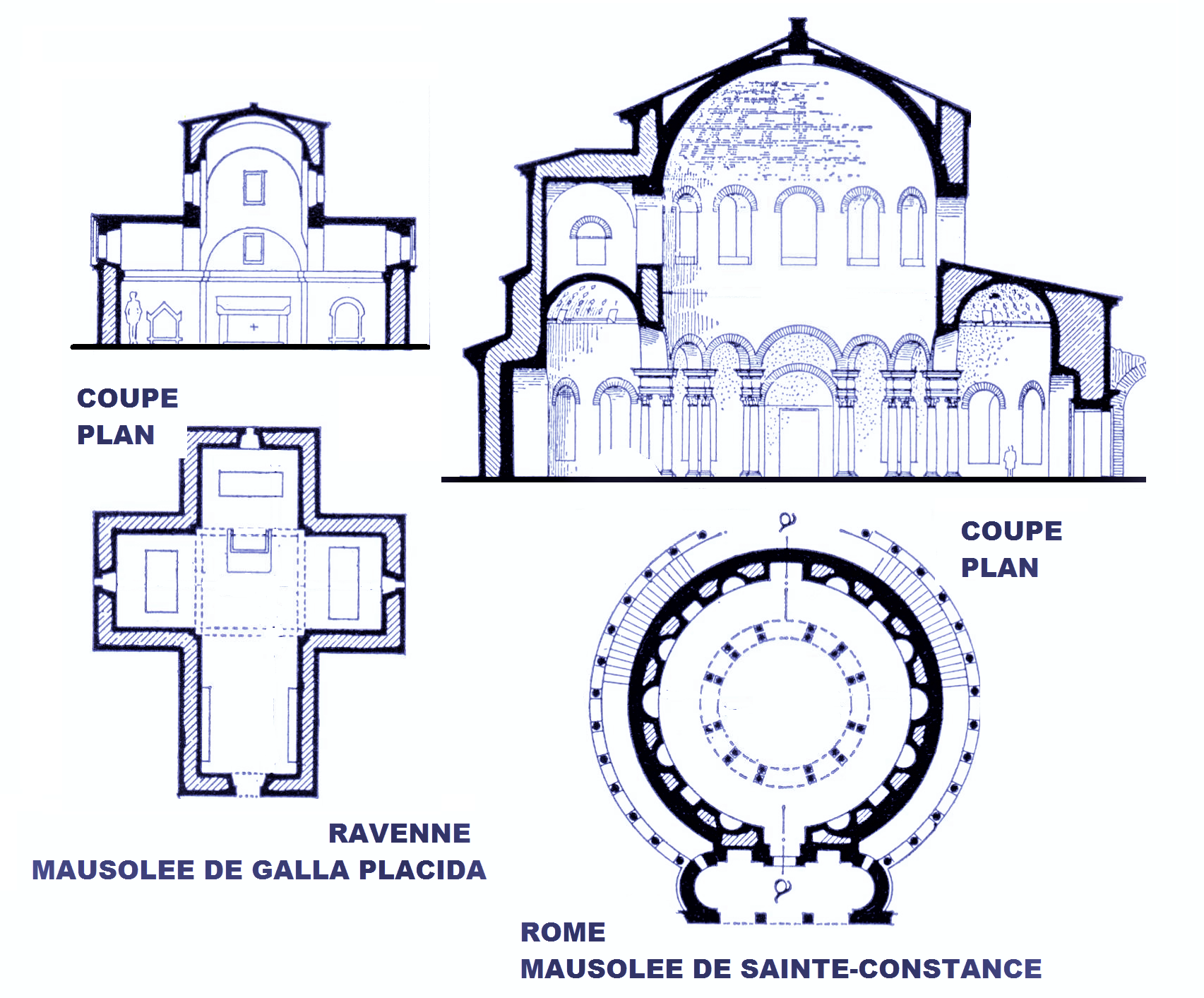
Ravena, Gala Placidia, Roma, Santa Constanza

Los martyria y memoria son edificios vinculados al culto de los santos y a la memoria de los poderosos. Los emperadores cristianos consideraron que era su deber erigir santuarios y monumentos funerarios tal como habían hecho sus predecesores paganos con los templos y los mausoleos. Crearon una arquitectura específica, principalmente de planta centralizada y cubierta con bóvedas y cúpulas.
Los edificios y la ornamentación en torno a las tumbas y reliquias de los santos tuvieron una influencia importante en el arte religioso tanto en Oriente como en Occidente. Para honrar a sus mártires, los cristianos se inspiraron en la arquitectura y en la decoración de los heroa paganos, en un periodo de transición del arte hacia lo crsitiano.
Hay dos clases de martyria, los que realmente contienen las reliquias del mártir y aquellos que se levantan en un lugar santificado por la presencia de la divinidad como lugares de los acontecimientos decisivos de la vida de Cristo o de los Apóstoles.
La reliquia pone a los fieles en contacto con el mundo celestial. En los martirya primitivos, las reliquias estaban debajo de una simple losa perforada con agujeros para las libaciones. Con la legalización del cristianismo por Constantitno en el Edicto de Milán se levantan en todo la cristiandad edificios con plantas diversas. Había debido a los onjetos que los peregrinos conseguían como signo d eperegrinacion en estos lugares, una gran difusión de ideas, modelos e iconografía alrededor de toda la cristiandad, promoviendo una gran difusión de ciertas imágenes, que posteriormente se adaptan y resignifican.
Los martyria más antiguos conservan las plantas primitivas, una sala cuadrada rodeada de muros en Kaoussié cerca de Antioquía, abierta al exterior con arcadas en Nisibe, bajo un ciborium en San Juan de Éfeso, bajo un edificio cubierto con una bóveda en Bagawat y Baduit.
En los siglos IV y V se encuentran salas rectangulares alargadas, con cavas subterráneas y plantas reservadas al culto con un acceso por una escalera exterior como el de Marusinac en el Salone. El plano en triconque, o sala en trébol de la arquitectura funeraria pagana se encuentra en Roma bajo la vía Tiburtina y en Pécs, Salone y en Sainte-Salsa de Tipasa
A partir del 350, cuando se generalizó el culto de la cruz, fue muy común la planta de cruz en todas sus variantes con intención simbólica. La sala rectangular de Kaoussié se alarga con cuatro salas que forman una cruz. La planta más grandiosa es la de la basílica de San Simón Estilita en Kalaat-Seman.
Los primeros, mandados por Constantino y su familia, son ejemplos de esta tipolgia de planta. Algunos son el martyrium del Santo Sepulcro en Jerusalén, la rotonda de la iglesia de Santa Constanza en Roma, donde la sala redonda está cubierta con una cúpula sostenida por un deambulatorio con bóveda de cañón o el mausoleo de santa Helena. Este edificio octogonal está cubierto con una cúpula del mismo tipo que Santa Constanza que descansa sobre ocho columnas. En España, cerca de Tarragona, una rotonda posiblemente del mismo origen imperial tiene una cúpula hexagonal en el interior y planta cuadrada en el exterior. Este tipo de rotonda deriva de las rotondas funerarias romanas. La dinastía teodosiana adoptó esta costumbre y construyó dos mausoleos circulares cerca de San Pedro de Roma para los miembros de la familia imperial.
De los martyria a las iglesias del planta central
La transmisión de las formas arquitectónicas de los martyria a las iglesias está ligada a la celebración de la liturgia frente al cuerpo del mártir o sobre este. Esta planta centralizada tiene además un significado simbólico. Siendo este el punto de partida se adopta de distinta manera en Oriente y Occidente. En Oriente, los martyria están adosados a las iglesias, generalmente a nivel de las cabeceras como una arquitectura autónoma. Las iglesias se construyen en forma de martyria alrededor de un martyrium precedente como en San Juan de Éfeso o incluidas en una iglesia cruciforme como en Hosios David de Salónica que Justiniano cubre con cinco cúpulas, o de plantas hexagonales en Santos Sergio y Baco en Constantinopla y en Basílica de San Vital de Rávena
En Roma, la iglesia de Santo Stefano Rotondo, mandada a construir por el papa Simplicio (468-483 d. C.) adopta la planta circular e incluye una nave doble  formando una suerte de cruz griega dentro de la circunferencia del edificio.
En Rávena, dos edificios: el mausoleo cruciforme de Gala Placidia, continuando con los enterramientos familiares romanos y la basílica de San Vital, iniciada en 532, siendo el último santuario de Rávena con una planta centralizada. En el centro del edificio consiste en un tambor octogonal sobre el que se apoya una cúpula, rellena de jarrones vacíos a la manera romana para aligerar el peso. Los arquitectos raveneses reciben tanto influencia de la herencia clásica como de las nuevas tipologías bizantinas.
En Salónica, los santuarios adoptaron la planta central y el abovedamiento, aunque el mayor ejemplo en la ciudad, la iglesia de San Jorge es solo una adaptación al culto cristiano del mausoleo del emperador pagano Galerio y se ha convertido en una obra aislada en la arquitectura cristiana. El oratorio de Hosios David refleja la influencia oriental y anuncia ya las iglesias bizantinas más comunes en la Edad Media, por su planta cuadrada, de cruz inscrita, y por esas bóvedas de cañón distribuidas sistemáticamente en torno a una bóveda central más esbelta, recordando también a algunos edificios raveneses como el masuosleo de Gala Palcidia.

### Mausoleo de Santa Constanza

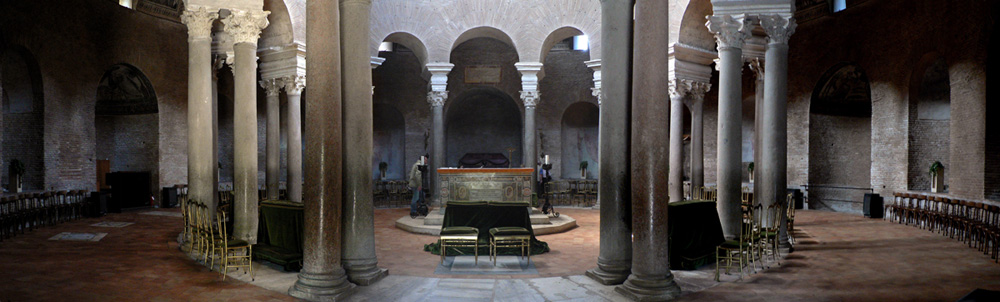
Vista interior del mausoleo de Santa Constanza

Fue erigido como mausoleo hacia el 350 por Constantino para albergar los restos de su hija Constanza. Tiene una estructura de planta circular rematada por una cúpula de 22,50 m donde se levanta un tambor en el que se abren ventanales para proporcionar luz natural al edificio. El centro de la planta acogía el sarcófago de pórfido rojo de Constanza, en la actualidad trasladado a Museos Vaticanos. La parte central está rodeada por un deambulatorio formado por dobles columnas y un segundo círculo delimitado por un grueso muro en el que se incluyen numerosos nichos, así como ventanales de menor tamaño que los de la cúpula central. Estos círculos están cubiertos por una bóveda de cañón decorada con mosaicos representando escenas de la vendimia, motivos vegetales y animales y putti.

### Mausoleo de Constantino o iglesia de los Santos Apóstoles

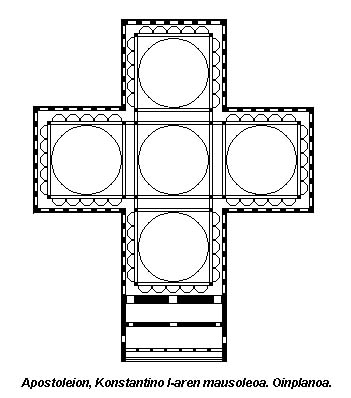
Hipotética planta de la primitiva iglesia de los Santos Apóstoles. Según Crippa, las cinco cúpulas estarían ya presentes en la iglesia constantiniana.

Para servir como mausoleo propio, el emperador Constantino hizo edificar la antigua iglesia de los Santos Apóstoles en el punto más alto junto a las murallas de Constantinopla. Este mausoleo fue sustituido por una nueva iglesia en la época de Justiniano I y más tarde por una mezquita en 1469, por lo que no queda nada del mausoleo primitivo. La descripción se encuentra en la obra De Vita Constantini, (εἰς τὸν Βιὸν τοῦ μακαριου Κωνσταντινου Βασιλέως λόγοι τέσσαρες), un panegírico de Eusebio de Cesarea. Tenía planta de cruz griega, el brazo que correspondía a la entrada era ligeramente más largo que los otros tres, en la parte central se debió de instalar el sarcófago en pórfido del emperador, flanqueado por cenotafios o lápidas con los nombres de los apóstoles, ocupando Constantino el lugar decimotercero. Se realizó con la idea de convertirse en un heroon donde el emperador descansaba como un héroe bajo el signo de la cruz. Más tarde esta posición fue cambiada, cuando el año 356 fueron llevadas a la iglesia reliquias verdaderas de los apóstoles, y los restos de Constantino se trasladaron a un mausoleo independiente cercano a la iglesia. Este nuevo alojamiento ya correspondía al planteamiento tradicional funerario, al ofrecer una planta circular cubierta con cúpula.
En el esquema que nos muestra la historiadora Crippa del mausoleo original indica la presencia de una cúpula en cada uno de los brazos de la cruz. Así consta de cuatro cúpulas rodeando el cimborrio con una altura levemente más pequeña que la de éste, algo ya de tradición bizantina. Además, Crippa también propone una planta con un anillo o pasillo periférico que rodea todo el espacio interno a modo de deambulatorio.

### Mausoleo de Gala Placidia
Construido en torno al año 425 en Ravena, es Patrimonio de la Humanidad desde 1996. Se construye anexo al nártex de la iglesia de la Santa Cruz. Es dedicado a San Lorenzo y alberga tres sarcófagos, que si bien se creían de la familia imperial de Gala Placidia, la historiografía ha abierto esto a debate, pues son con toda probabilidad posteriores a la construcción del edificio, aunque queda eternamente ligado al nombre de la emperatriz.
Consta de una planta de cruz con lel brazo de entrada algo más alargado y en el crucero hay una cúpula. Destaca por sus impresionantes mosaicos interiores, muy bien conservados, que muestran diferentes escenas bíblicas y temas iconográficos del cristianismo temprano.

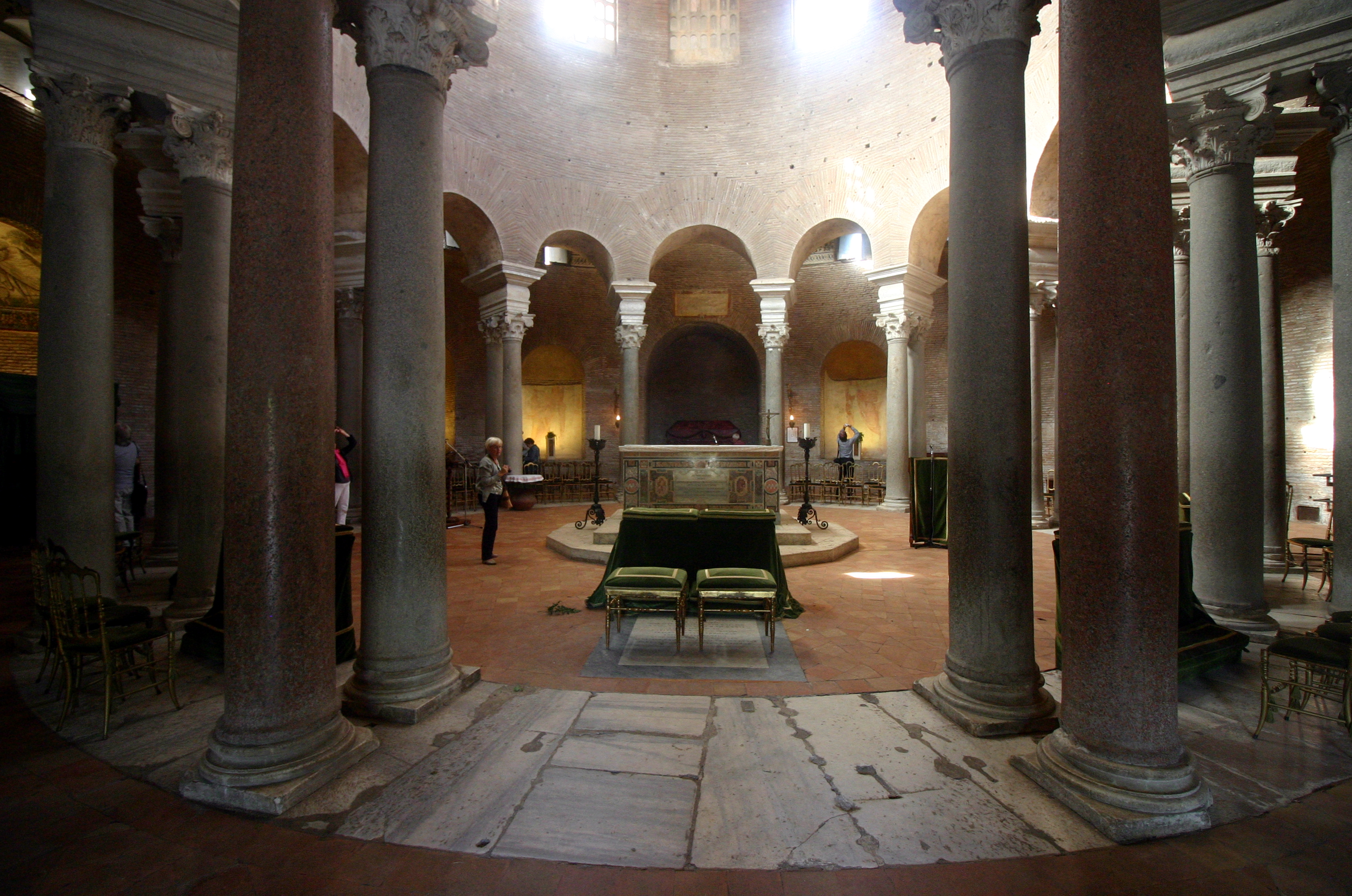
Mausoleo de Santa Constanza, Roma
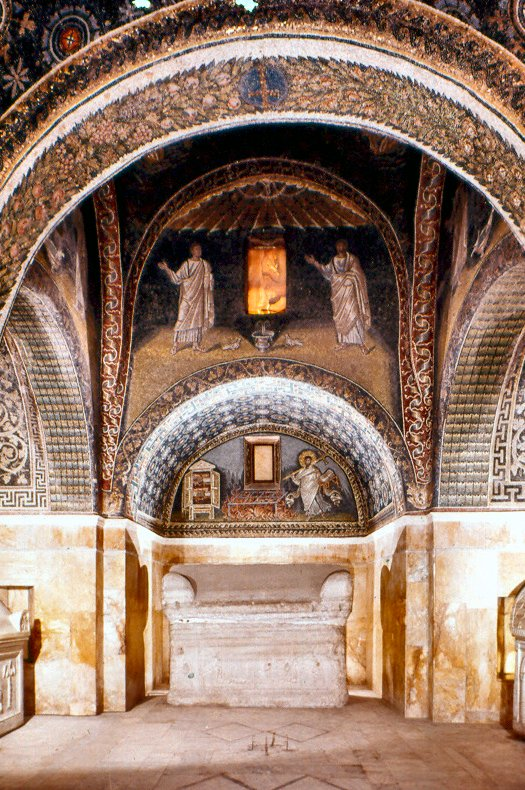
Mausoleo de Gala Placidia, Rávena
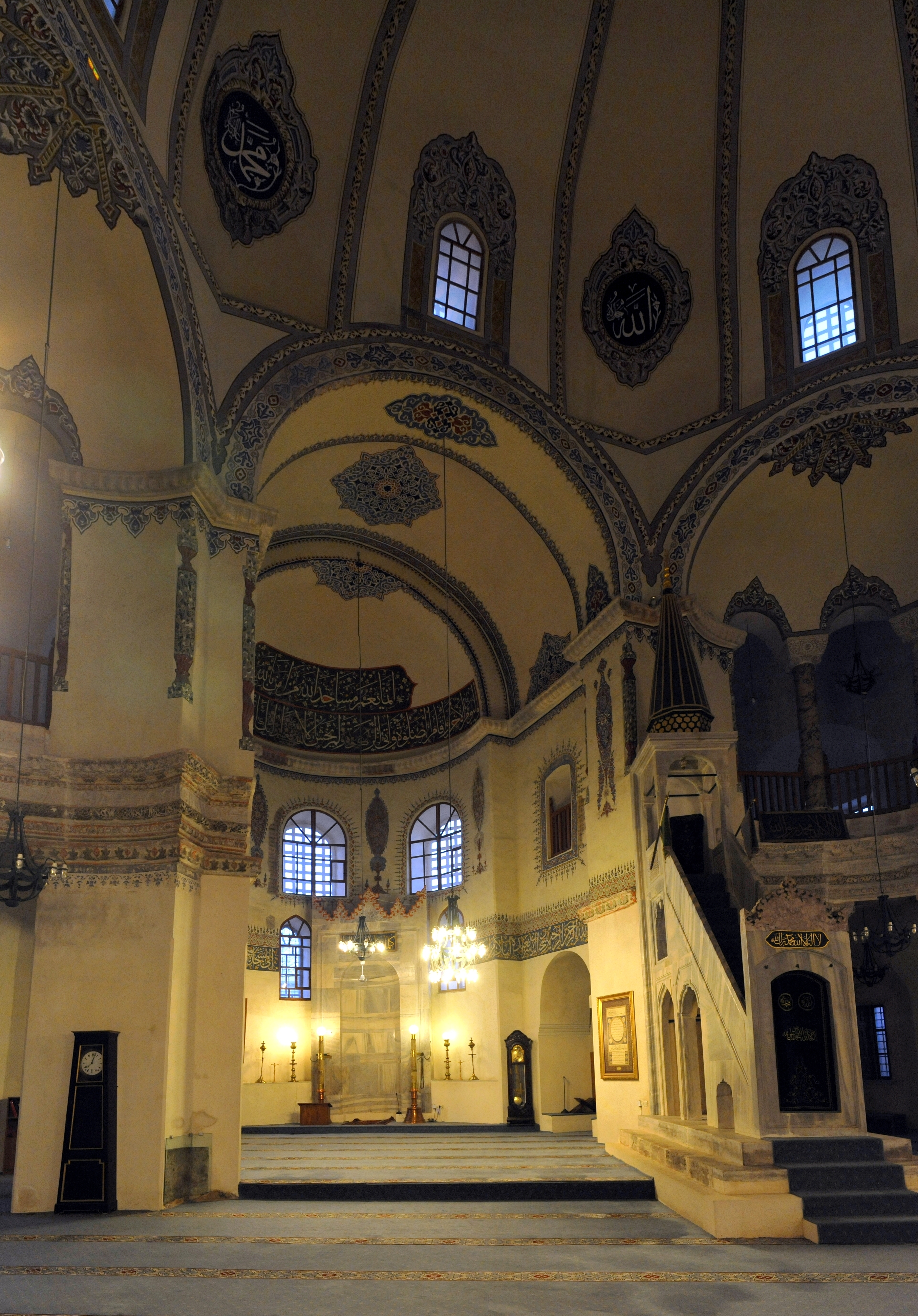
Istanbul, Santos Sergio y Baco, Estambul
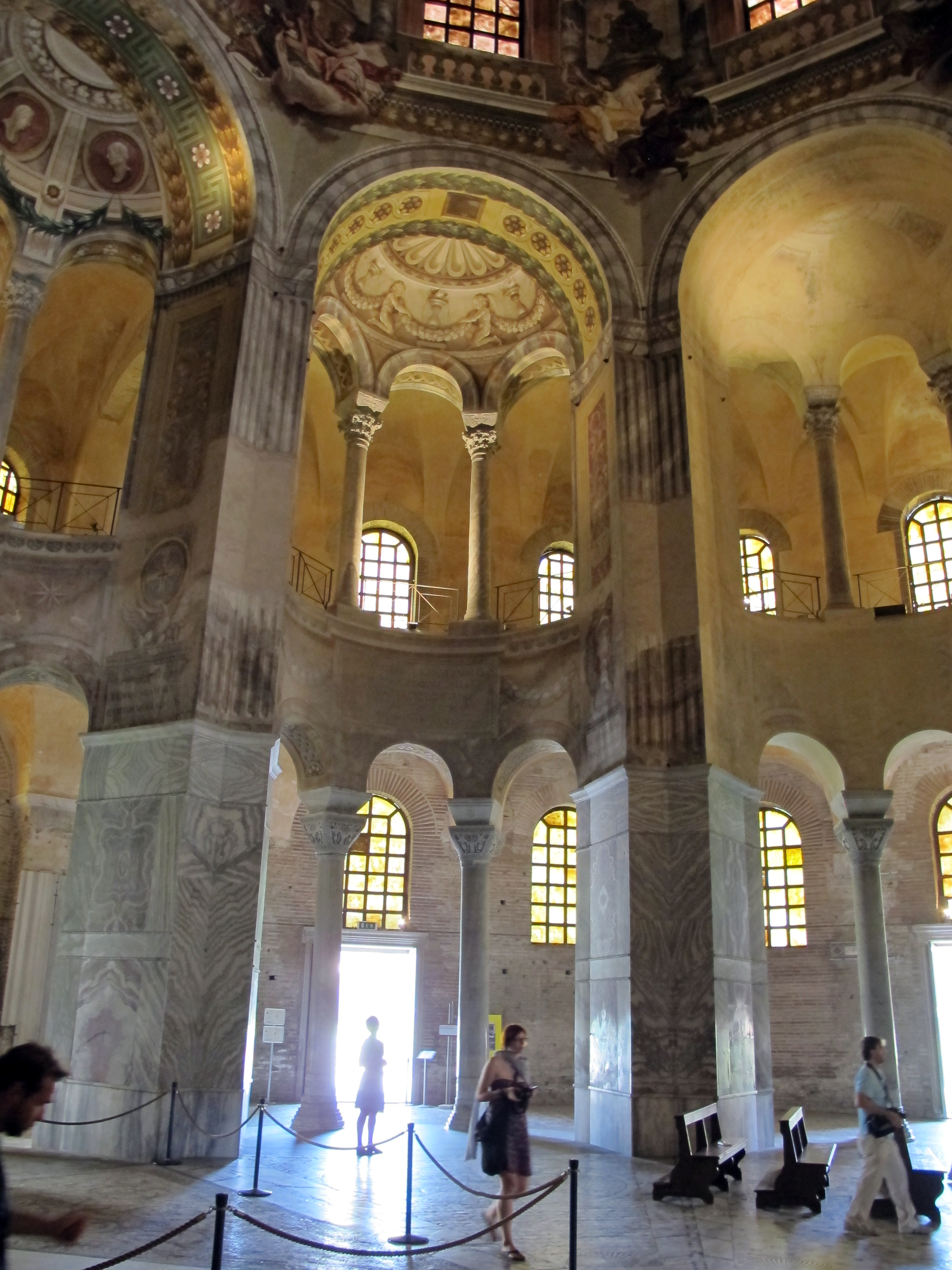
Basílica de San Vital, Rávena
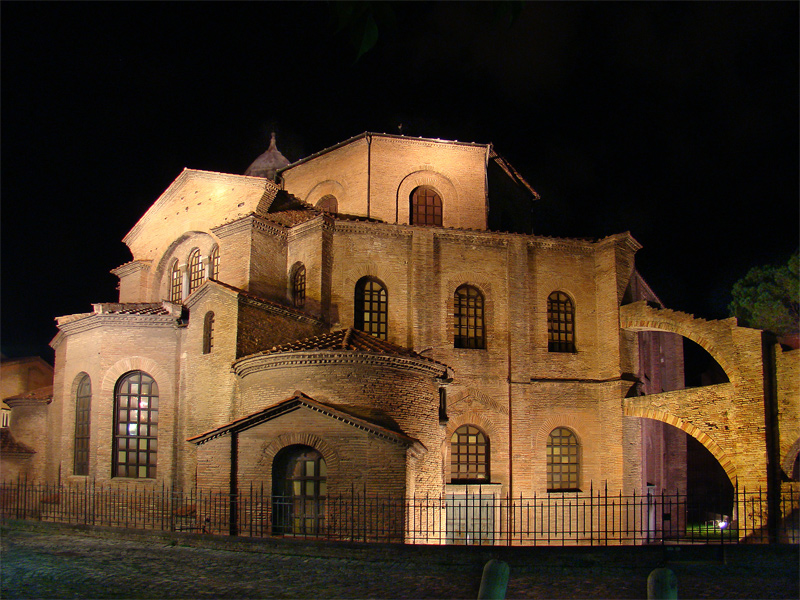
Basílica de San Vital, Rávena

### Monacato
Los orígenes del monacato cristiano, cuyos vestigios datan de los primeros siglos de la religión, llevaban en germen el fenómeno medieval y eran también un banco de pruebas para una nueva tipología arquitectónica. Era una huida del mundo y la fundación de una experiencia cristiana que realmente no emergerá  en el Imperio Romano más que a partir del siglo IV y permitía prolongar la gloria de los mártires por la de los santos. Antonio y Pacoma fueron las dos primeras figuras que encarnaron las formas de anacoreta y de cenobita.
En el siglo V, las comunidades conocieron una expansión creciente y los grupos se establecieron en las ciudades, en casas rústicas en el campo donde organizaron un sistema de recogida de células aisladas. Los primeros claustros donde se distribuían las edificaciones sin ningún orden específico aparecieron en Siria y Asia Menor. En el Concilio de Calcedonia en 451, la Iglesia buscó someter y organizar esa vida comunitaria.
Egipto despertó una intensa fascinación por sus miembros dispersos en el desierto, primero anacoretas completamente aislados, luego organizados en colonias y finalmente reunidos en monasterios por obra de Pacoma. Se organizaban pequeñas comunidades en Palestina y en los conjuntos urbanos de Occidente alrededor de un obispo como Eusebio en Vercelli, Vitricio en Ruan, Martin en Tours, Ambrosio en Milán, Paulin en Nole y Agustín en Hipona. Su vida en común estaba marcada por la liturgia y estaban organizados por una jerarquía en un edificio que tomó el nombre de monasterium. En Occidente, los religiosos mantenían un estrecho vínculo con el obispo y la liturgia de sus basílicas, una de cuyas consecuencias fue la fundación de las órdenes de canónigos regulares.

#### El monacato egipcio

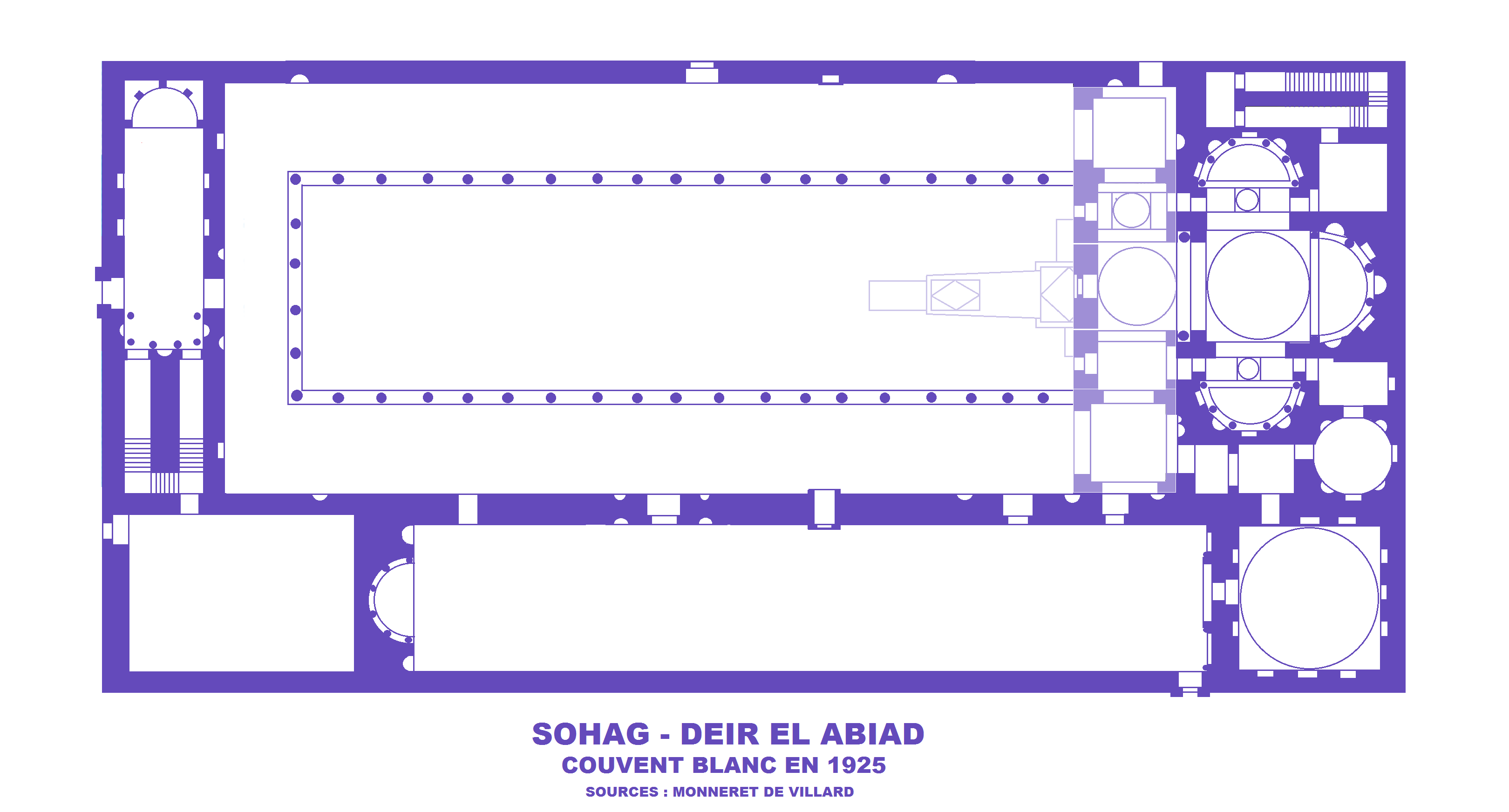
Monasterio Blanco de Sohag

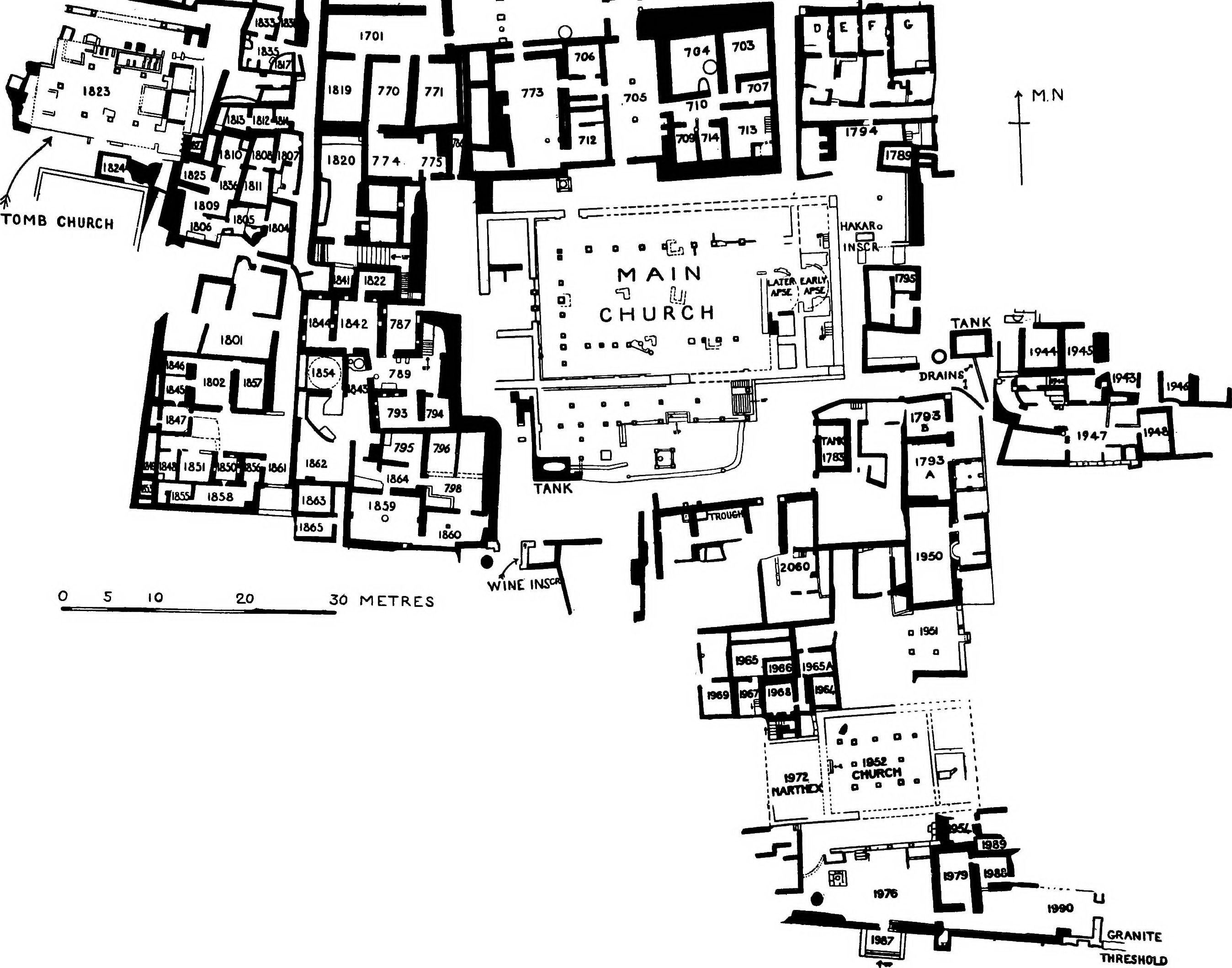
Monasterio de Saqqara

En Egipto, la cuna del monacato, algunas gentes iban al desierto o se agrupaban alrededor de ermitaños y luego pasaron del eremitismo a la comunidad de vida de cenobitas.
Al principio del siglo V, un conde bizantino fundó cerca de Sohag los conventos Blanco y Rojo (Deir el-Abiad y Deir Al-Ahmar). Aunque los edificios conventuales han desaparecido, quedan las iglesias de una planta similar rodeadas por un muro perimetral que enmascara completamente el interior a la manera de los templos egipcios. Las fachadas están marcadas por dos filas de falsas ventanas rectangulares en el convento Blanco y redondas en el convento Rojo, que debe su nombre al ladrillo utilizado en lugar de la piedra caliza recuperada de los antiguos templos del Convento Blanco.
En el convento Blanco, el triconque de la cabecera de la iglesia se presenta como un edículo autónomo, macizo y que se abre a la nave por un tramo. La nave es una sala muy larga, bordeada en tres lados por columnatas. Esta columnata, que puede evocar las sinagogas de Palestina, parece más bien provenir de los templos faraónicos, como la instalación de un macizo transversal en lugar del nártex, del que recuerda las pilonas.
El retablo del presbiterio y la decoración interior de las paredes y el vestíbulo son de inspiración helenística con revestimientos de mármol policromado, pequeñas columnas y tabernáculos. Si el efecto que produce esta maciza cabecera es egipcio, en el interior, su planta y su decoración lo vinculan a la tradición de las triconcas funerarias galo-romanas. Allí se puede ver la inspiración de un martyrium o una memoria, de alguien que alberga la tumba del fundador, el gran monje copto Shenute.
El triconque es el signo más evidente del vínculo profundo entre los mundos monásticos de Oriente y Occidente. Este tema está presente en la iglesia egipcia de Dendera contemporánea del monasterio Blanco, en San Juan de Jerusalén del siglo V, en la iglesia del monasterio de Teodosio en Palestina del siglo V reconstruido en el siglo VI, en el de Simeón el Joven cerca de Antioquía y en muchas de las capillas cementeriales e iglesias en Oriente y en Occidente hasta el final de la Edad Media.
En Saqquarah, Baouît, Asuan y en otros lugares, todas las construcciones monásticas coptas se presentan en conglomerados de edificios y edículos unidos entre sí y no están sujetos a ninguna planta regular. Esta masa de construcción recuerda a las ciudades de Oriente y contrasta con la hermosa disposición de los monasterios contemporáneos en la Siria romana.

Monasterio Blanco de Sohag
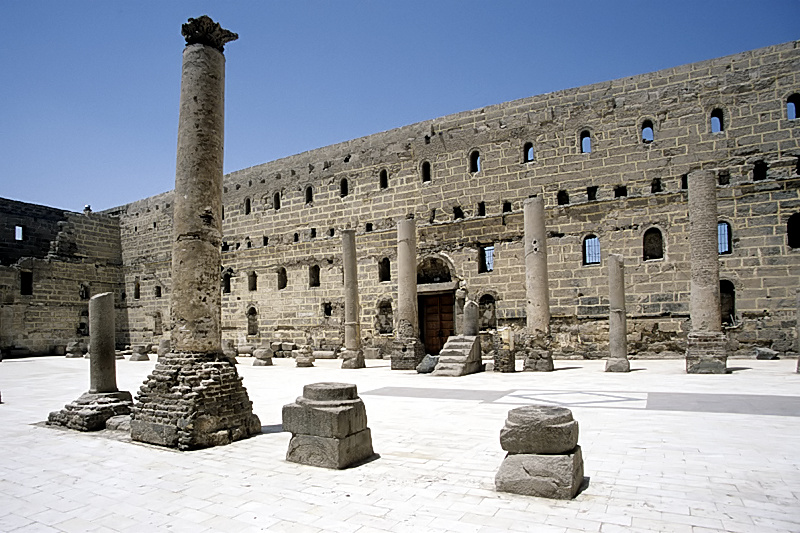
Vista al norte de la nave
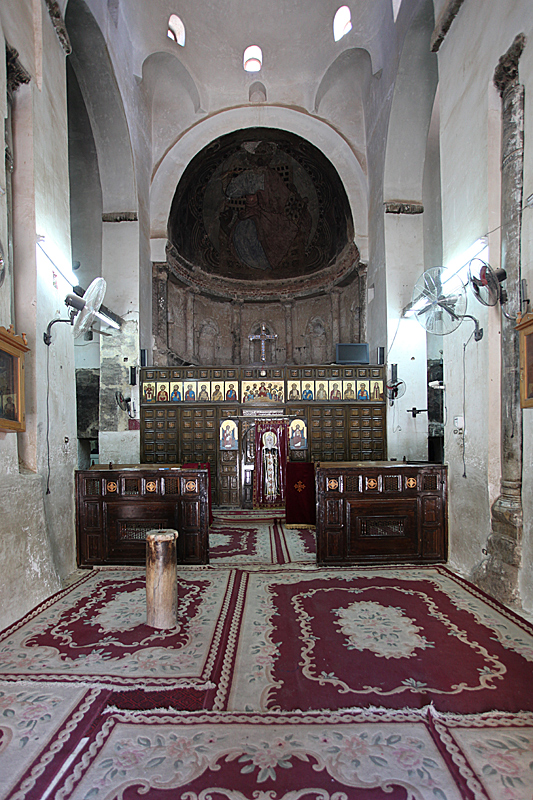
El ábside
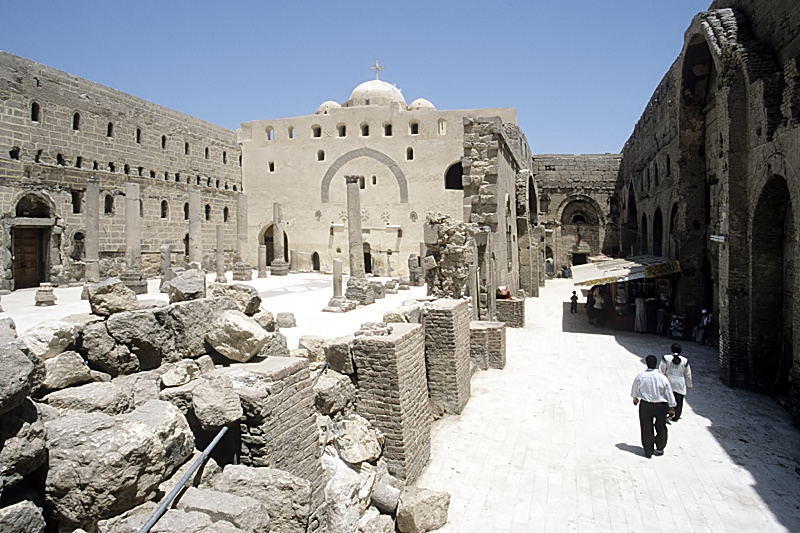
Vista este de la nave
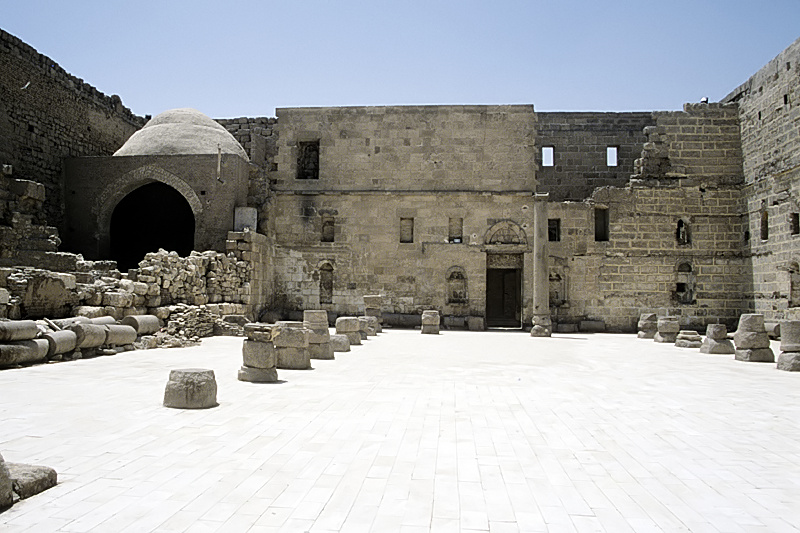
Vista oeste de la nave

#### Los estilitas sirios

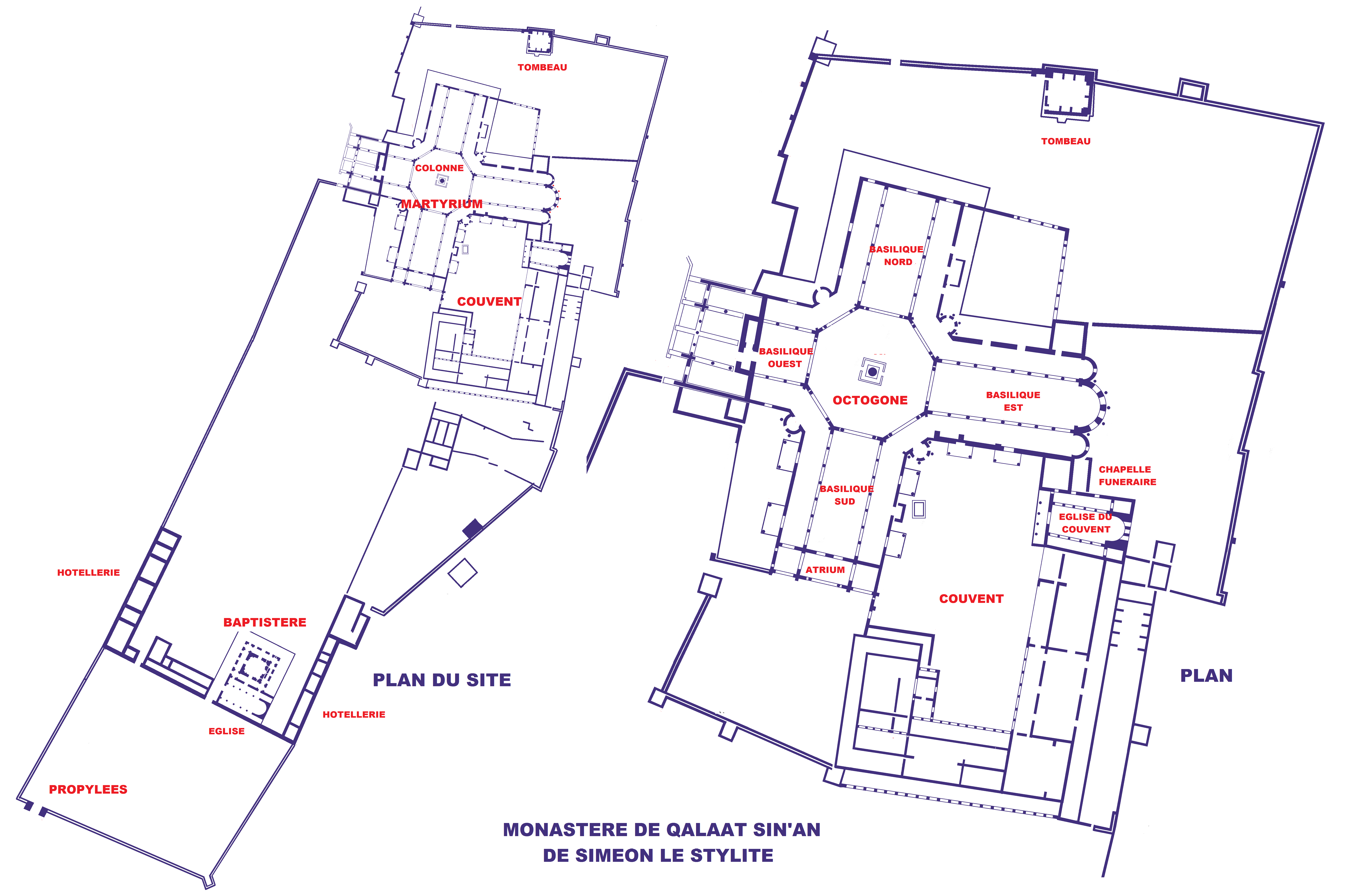
Monasterio de Qal'at-Sem'an Martyrium de Simeón el Estilita

El monaquismo sirio más duro y rígido que el egipcio encontró su principal expresión en un tipo particular de anacoretas, los estilitas. Al comienzo del cristianismo, después de la época de los mártires, los estilitas eran solitarios que pasaban su tiempo en lo alto de una columna para dedicarse mejor a la meditación y vivir en una continua penitencia. La parte superior de la columna era tan estrecha que no podían acostarse sobre ella. El más famoso de ellos fue san Simeón el Estilita que vivió en el siglo V.
En Siria, el monasterio de Qal'at-Sem'an construido alrededor de la columna de san Simeón el Estilita fue un importante lugar de peregrinaje.
Fundado alrededor de 480, este gran santuario de san Simeón se encuentra en un vasto terreno, accidentado y rodeado por una muralla. Además de la iglesia-martyrium, comprende otras dos iglesias, un baptisterio, las dependencias comunes y los servicios de recepción y asilo para los extranjeros.
Los peregrinos luego de haber sido despojados de las impurezas del viaje en los baños termales ingresaban en el recinto por una puerta triunfal y accedían al complejo bautismal diseñado para recibir conversiones masivas. El centro de la organización de la planta es el local-écrin construido alrededor de la columna de diez metros de altura en cuya cima había vivido el santo. La sala central es un octágono cuyo estilo recuerda a la arquitectura de Constantinopla del siglo V y a la basílica de San Juan de Éfeso. Es bastante esbelta, perforada con un arco en cada uno de los lados con columnas decorativas. Sus dimensiones excluyen la construcción de una cúpula y tuvo que haber estado cubierta con madera. De cuatro ángulos, las exedras muestran que este octágono deriva de los mausoleos y baptisterios abovedados.
Al sur del recinto, el baptisterio es una sala octogonal cubierta con una calota. Las basílicas vinculadas al octágono central son construcciones de un tipo más antiguo con filas de columnas próximas. Los ábsides tallados anuncian la arquitectura de los edificios sirios del siglo VI.
Las etapas de construcción comienzan con una cerca circular de piedra alrededor de la columna del santo, luego, en 476, el emperador bizantino Zenón construyó el martyrium, cuya columna forma el centro en la colina allanada. El octágono, la basílica y el baptisterio son de la misma campaña de construcción, de 476 a 490. Después de un descanso entre el siglo V y el siglo VI, los edificios de acompañamiento están hechos alrededor de la basílica y del baptisterio. El convento es del primer cuarto del siglo VI. Después de la invasión árabe de Siria en 634, el lugar santo ya no era accesible para los extranjeros y declinó. Los monjes se fueron para instalarse en un pueblo cercano y en el siglo X el monasterio se convirtió en una fortaleza bizantina.

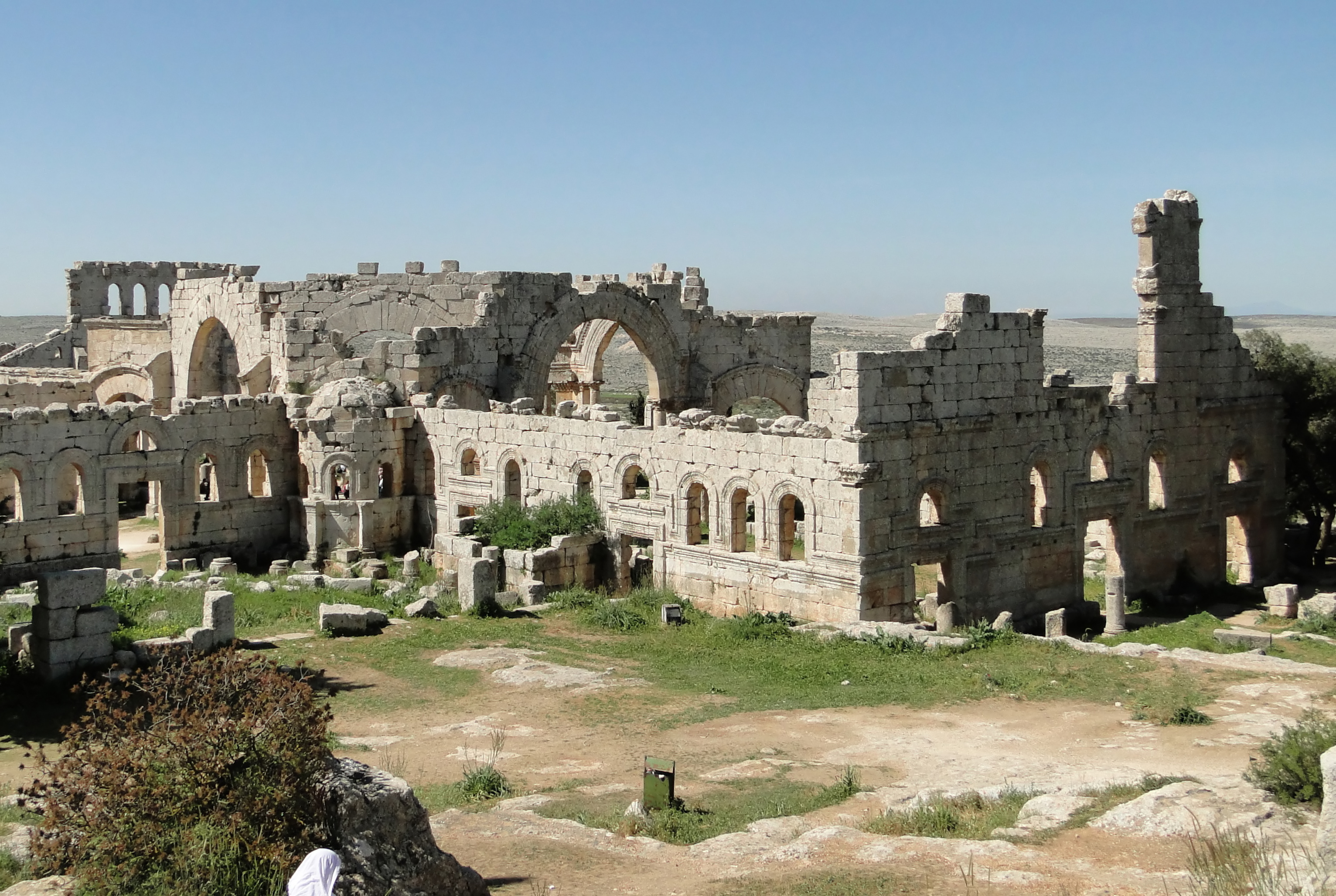
Monasterio Qal'at-Sem'an, vista general
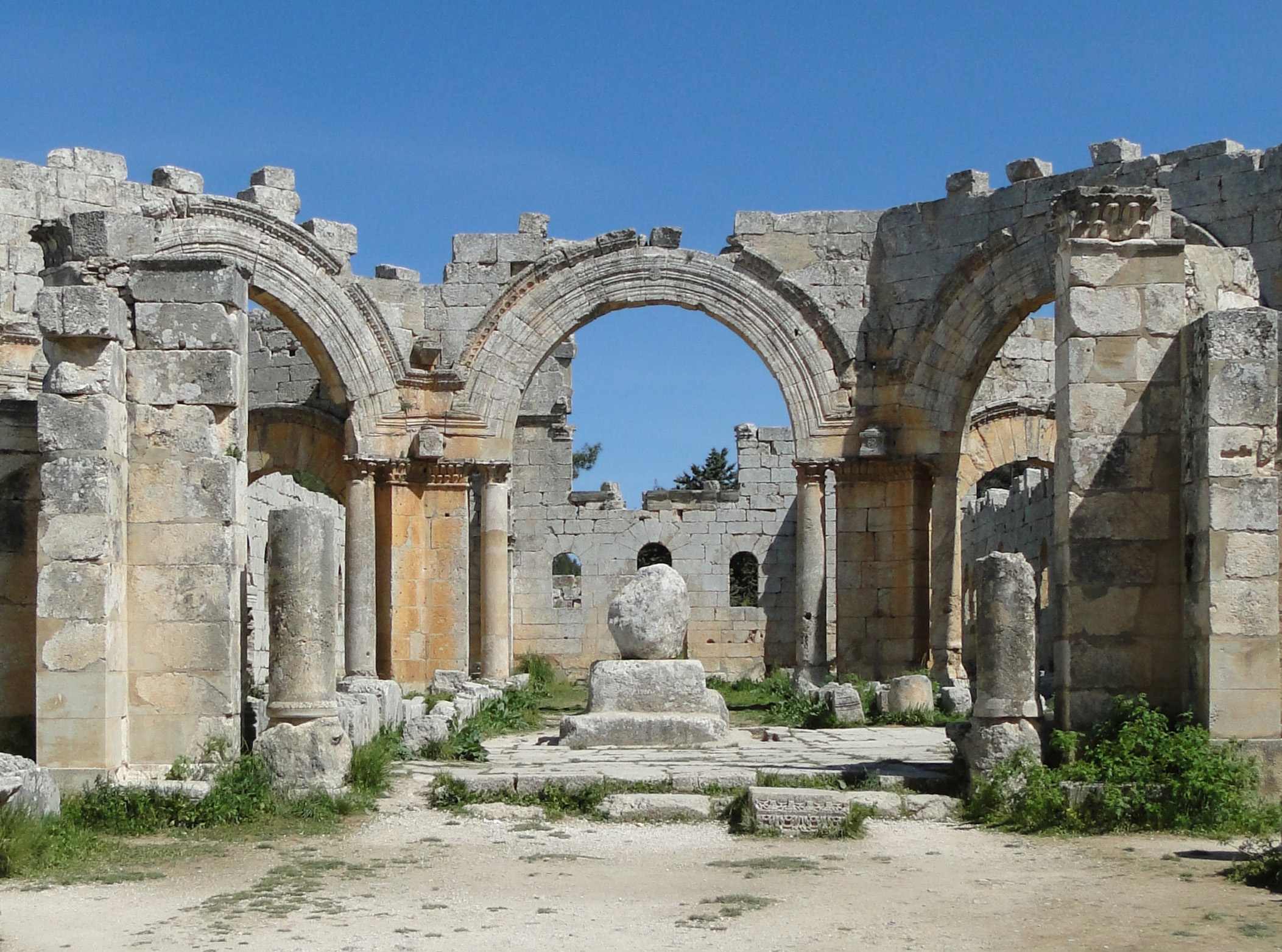
El octágono central con la columna de Simeón el Estilita
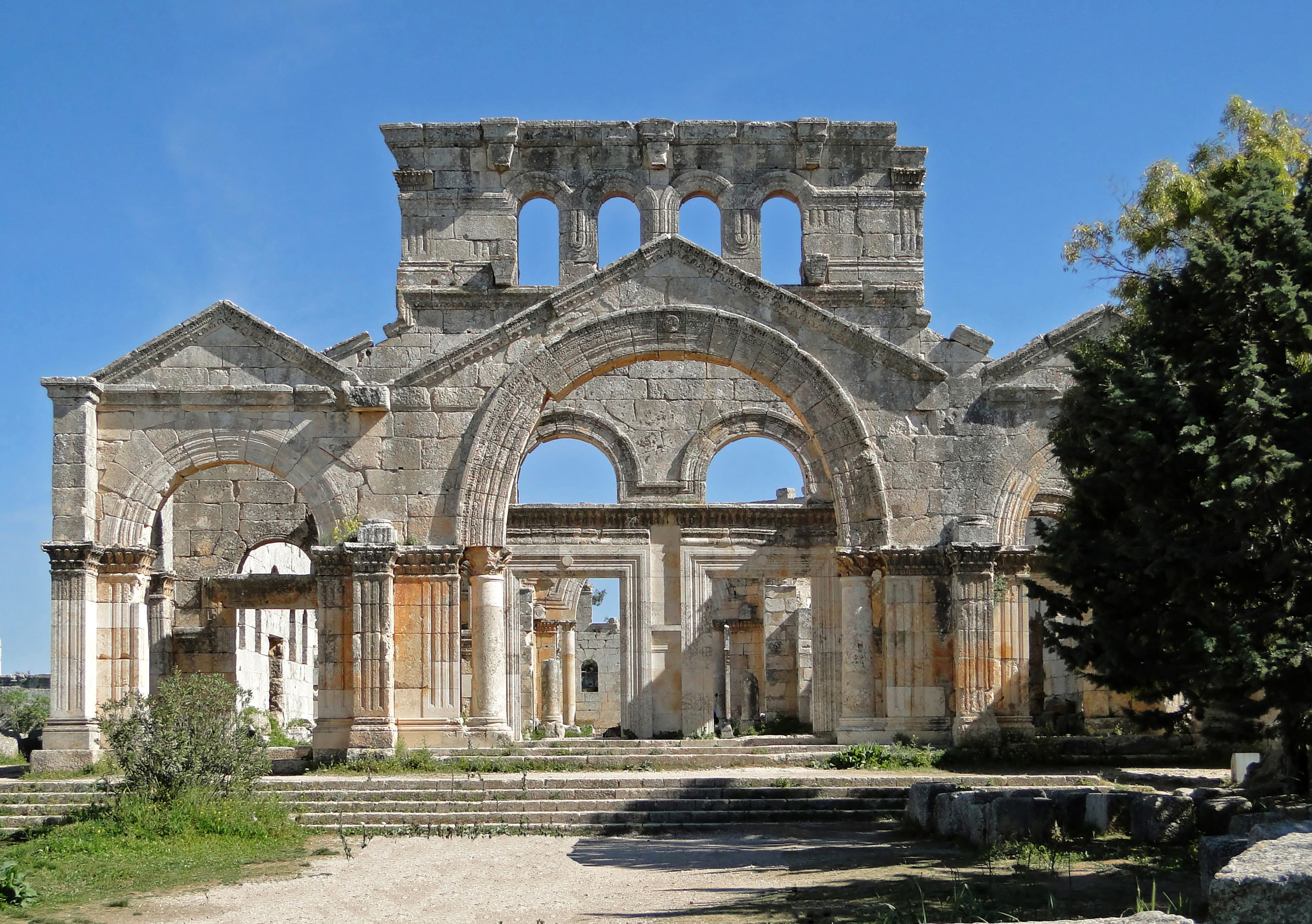
Fachada sur de la iglesia
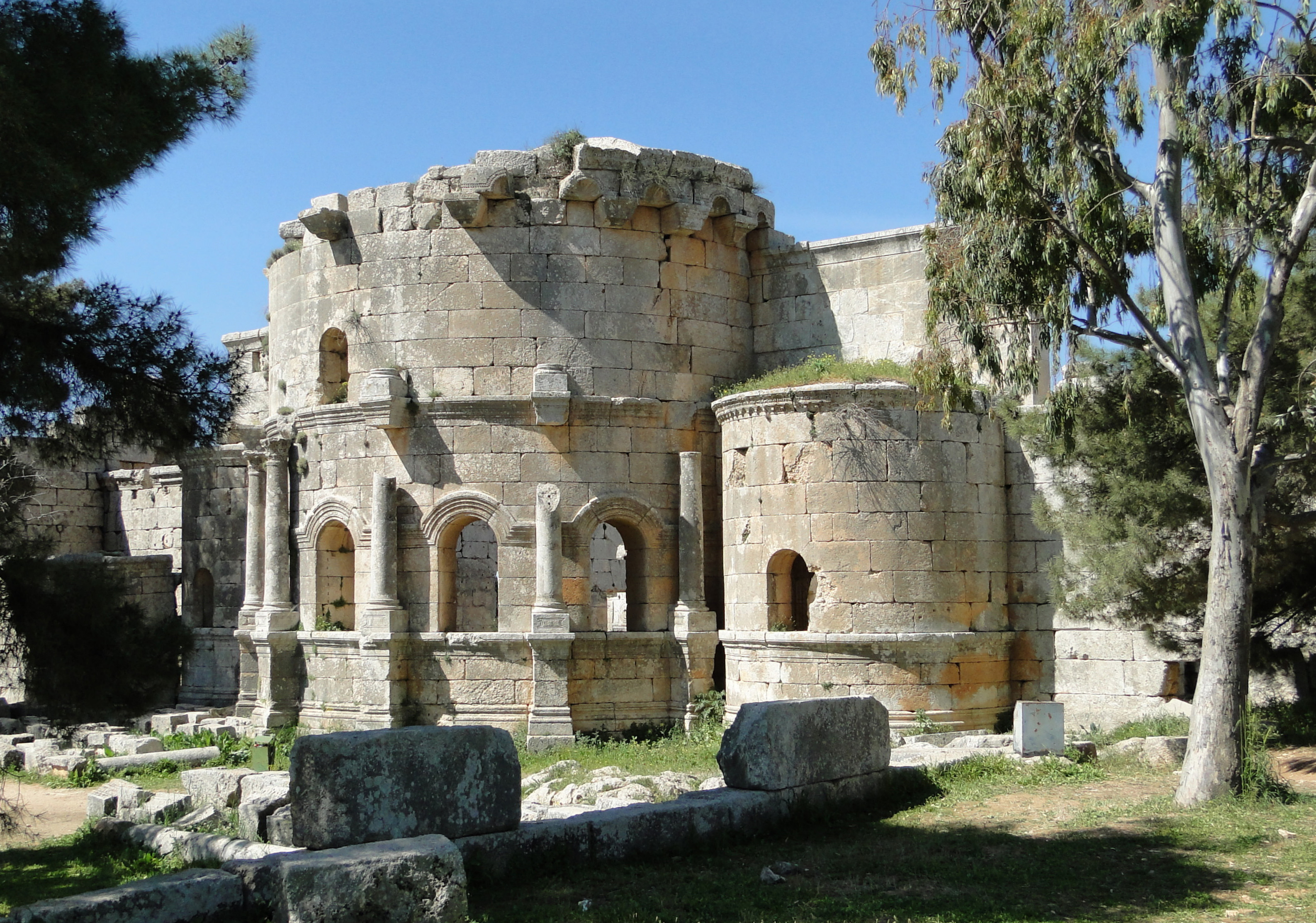
Cabecera de la iglesia oriental
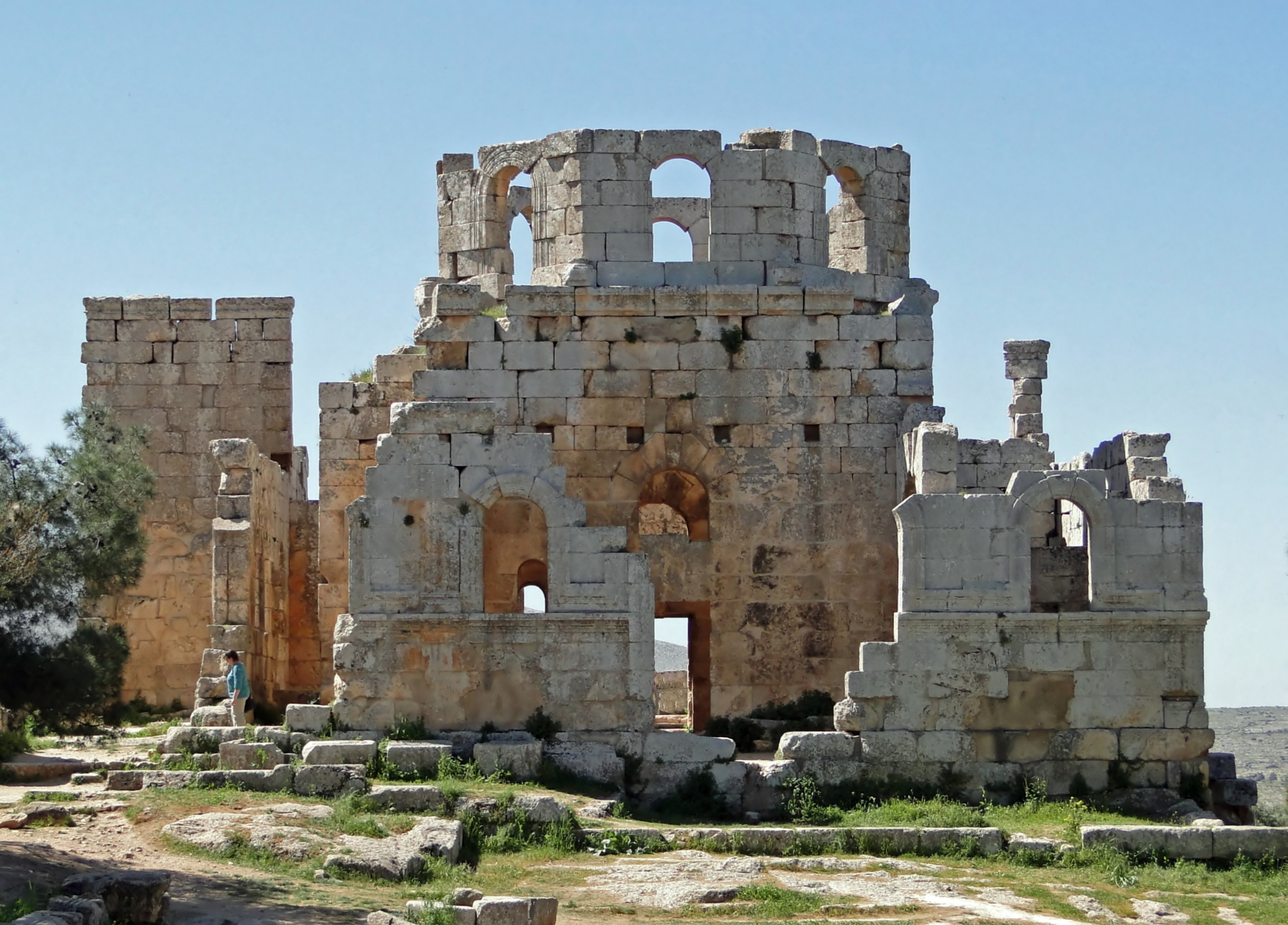
Baptisterio

### Arquitectura de barro cocido
A menudo en el desierto, donde faltan piedras y madera, las construcciones están hechas de ladrillos de barro cocido.
Cerca de Asuán en Egipto, el monasterio de San Simeón está hecho de tierra cruda, solo los pilares están hechos de piedra y todo indica que estuvo completamente abovedado. En los ábsides y absidiolos existentes se aprecian los ladrillos formando bóvedas muy ligeras. En planta, esta basílica tiene un contra-ábside cuya función está mal definida.
Entre Luxor y El Cairo, en el oasis de Al-Kharga y en un contexto funerario, la necrópolis de El-Bagawat se ha mantenido intacta. La basílica construida con ladrillos de barro cocido era obviamente abovedada y todavía hay muchos monumentos abovedados, algunos con atrio. Los pozos funerarios muestran la conservación de las prácticas antiguas egipcias.

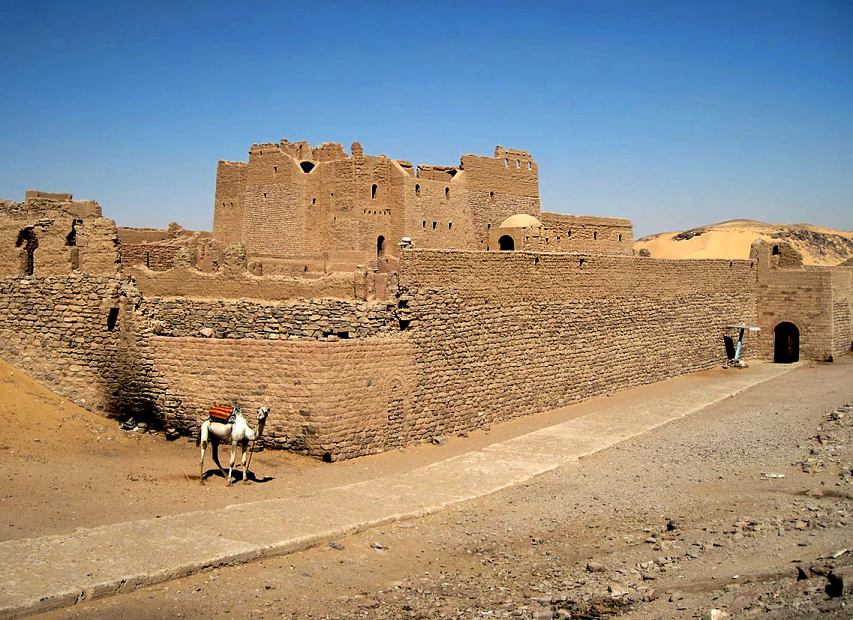
Asuán, monasterio de San Simeón
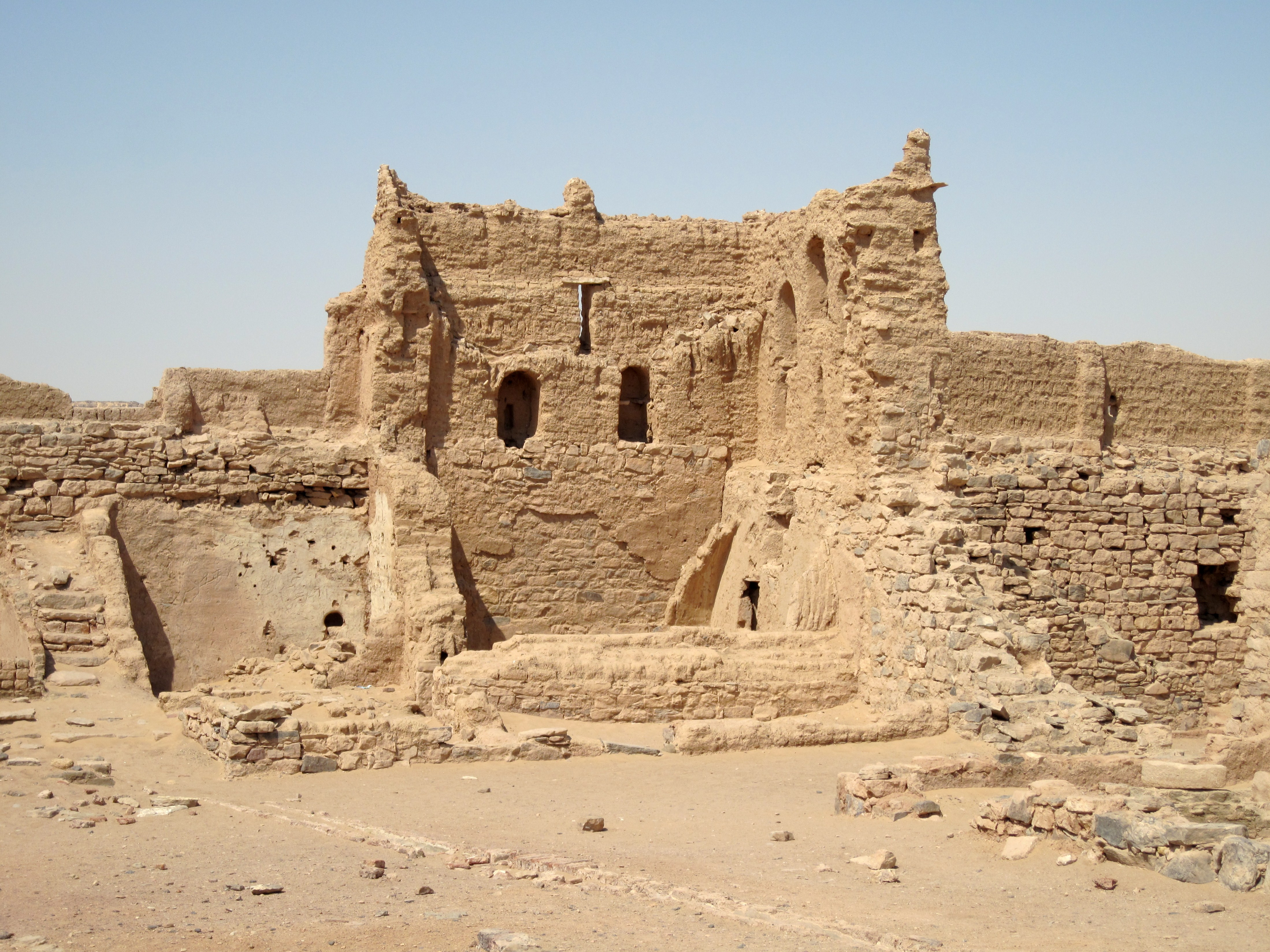
Asuán, monasterio de San Simeón
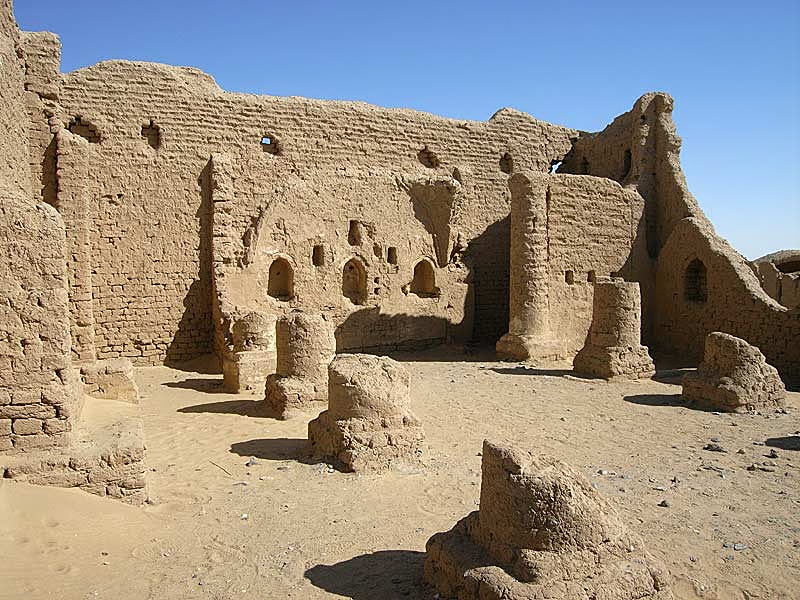
Oasis de Al-Kharga, necrópolis de El-Bagawat, nave de la basílica
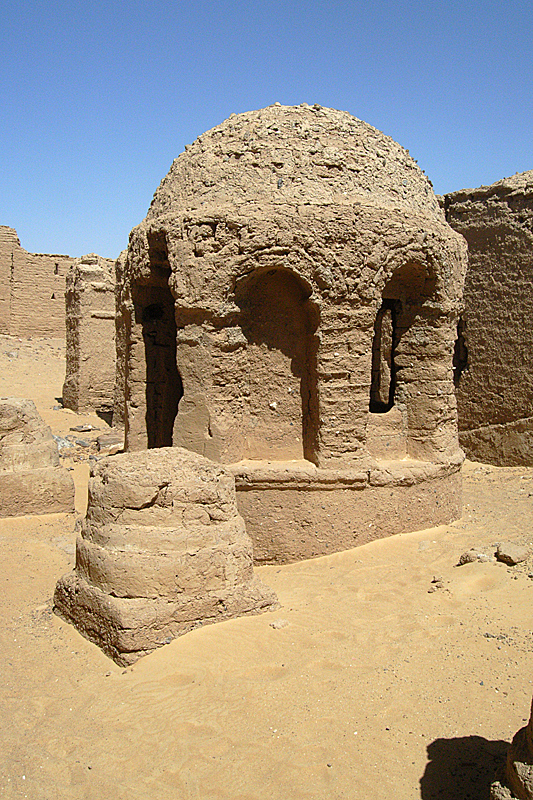
El-Bagawat, monumento funerario
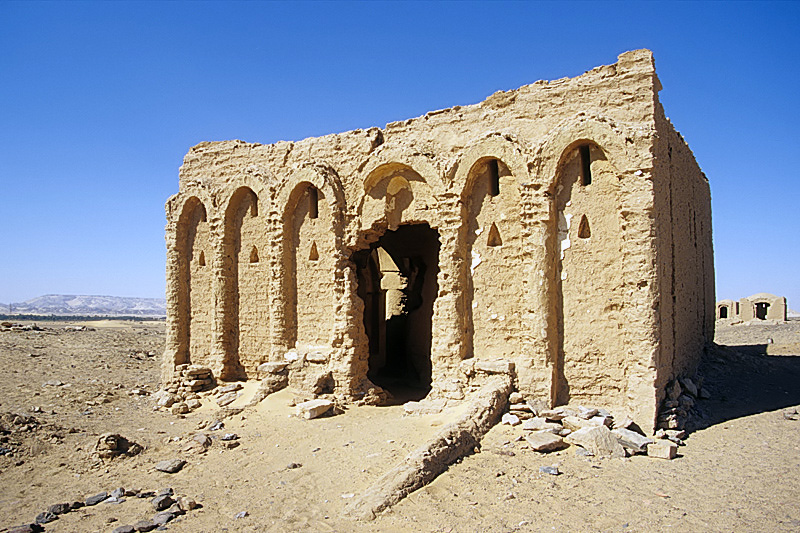
Oasis de Al-Kharga, necrópolis de El-Bagawat, fachada de la basílica

## Cronología y lista de monumentos paleocristianos